# Історія Російської імперії
Історія держави під назвою Російської імперії.

## Утворення

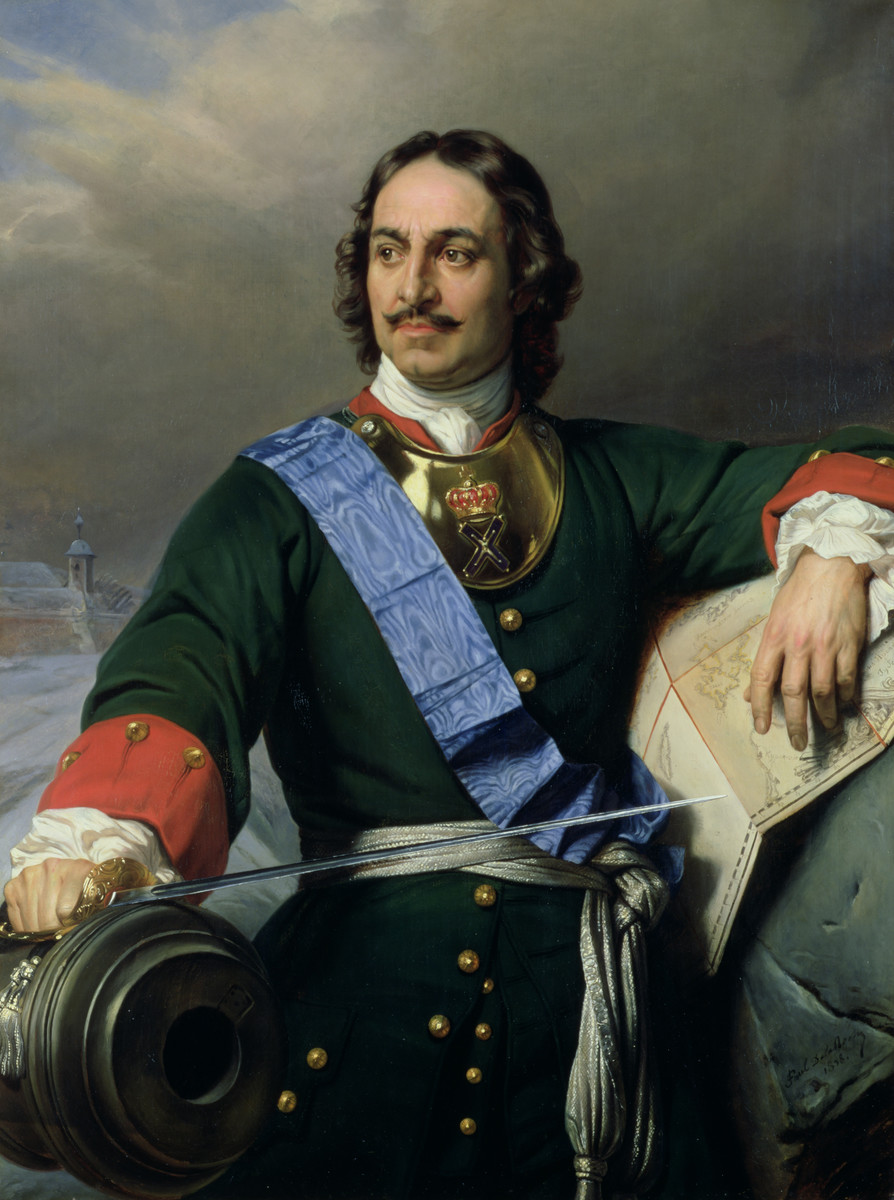
Імператор Петро І Великий

Перший російський імператор Петро I зробив цілий ряд реформ. Ним була проведена реформа державного управління, модернізації армії, був створений військовий флот, була здійснена реформа церковного управління, спрямована на ліквідацію автономної від держави церковної юрисдикції та підпорядкування російської церковної ієрархії Імператору. Також була здійснена фінансова реформа, робилися заходи з розвитку промисловості та торгівлі.
У 1701–1721 роках були відкриті артилерійська, інженерна та медична школи в Москві, інженерна школа та морська академія в Петербурзі, гірські школи при Олонецьких та Уральських заводах. Для солдатських дітей були відкриті гарнізонні школи, для підготовки священників створена мережа духовних шкіл у 1721 році.
Петром були створені нові друкарні, в яких за 1700—1725 рр. було надруковано 1312 найменувань книг (у два рази більше, ніж за всю попередню історію російського книгодрукування)
У 1724 році Петро затвердив статут Академії наук (відкрилася в 1725 році після його смерті).
Реформи, проведені Петром I, торкнулися не лише політики та економіки, але також і мистецтва. Петро запрошував іноземних митців у Російську імперію та одночасно посилав талановитих молодих людей навчатися «художества» за кордоном. У другій чверті XVIII ст. «петровські пенсіонери» стали повертатися до Російської імперії, привозячи з собою новий художній досвід.
Петро намагався змінити становище жінки в російському суспільстві. Він спеціальними указами (1700, 1702 і 1724 років) заборонив насильницьке видання в шлюб і одруження. Пропонувалося, щоб між заручинами та вінчанням був не менш ніж шеститижневий період, «щоб наречений та наречена могли розпізнати один одного». Якщо ж за цей час, говорилося в указі, «наречений нареченої не захоче взяти, або наречена не захоче йти за нареченого заміж», як би на тому не наполягали батьки, «у тому бути свободи».
30 серпня 1721 року між Московським царством та Шведською імперією був укладений Ніштадтський мир, за яким Росія отримувала вихід у Балтійське море, приєднала територію Інгрії, частину Карелії, Естляндію та Ліфляндію. В результаті Московське царство перетворилося у велику європейську державу, а Петро I прийняв від Сенату титули «Великий» та «Батько Вітчизни», його проголосили імператором, а Московію — Всеросійською імперією.

### Перський похід 1722—1723рр.
Найбільш широкомасштабним зовнішньополітичним заходом Петра після Північної війни був Каспійський (або Перський) похід у 1722—1724 роках. Умови для походу створилися в результаті перських міжусобиць та фактичного розпаду могутньої в минулому держави.
18 липня 1722 року, після звернення за допомогою сина перського шаха Тохмас-мірзи, з Астрахані по Каспію відплив 22-тисячний російський загін. У серпні здався Дербент, після чого російські війська через проблеми з провіантом повернулися до Астрахані. У наступному 1723 році був завойований західний берег Каспійського моря з фортецями Баку, Рештом, Астрабад. Подальше просування було зупинене загрозою вступу у війну Османської імперії, яка захоплювала західне та центральне Закавказзя.
12 вересня 1723 року був укладений Петербурзький договір з Персією, по якому до складу Російської імперії відходили західне та південне узбережжя Каспію з містами Дербент, Баку та провінціями Гілян, Мазендеран та Астрабад. Російська імперія та Персія також уклали оборонний союз проти Османської імперії, який, однак, виявився недіючим.
За Константинопольською угодою від 12 червня 1724 року Османська імперія визнавала всі територіальні надбання Російської імперії в західній частині Каспійського моря та відмовлялася від подальших претензій на Персію. Стик кордонів між Російською імперією, Османською імперією та Персією був встановлений на місці злиття річок Аракс і Кура. У Персії смута продовжувалася, а тому Османська імперія оскаржила положення Константинопольського договору перш, ніж межа була точно встановлена.
Слід зазначити, що незабаром після смерті Петра І ці володіння були втрачені у зв'язку з високими втратами гарнізонів від хвороб, і, на погляд імператриці Анни Іванівни, безперспективністю регіону.

## Доба палацових переворотів

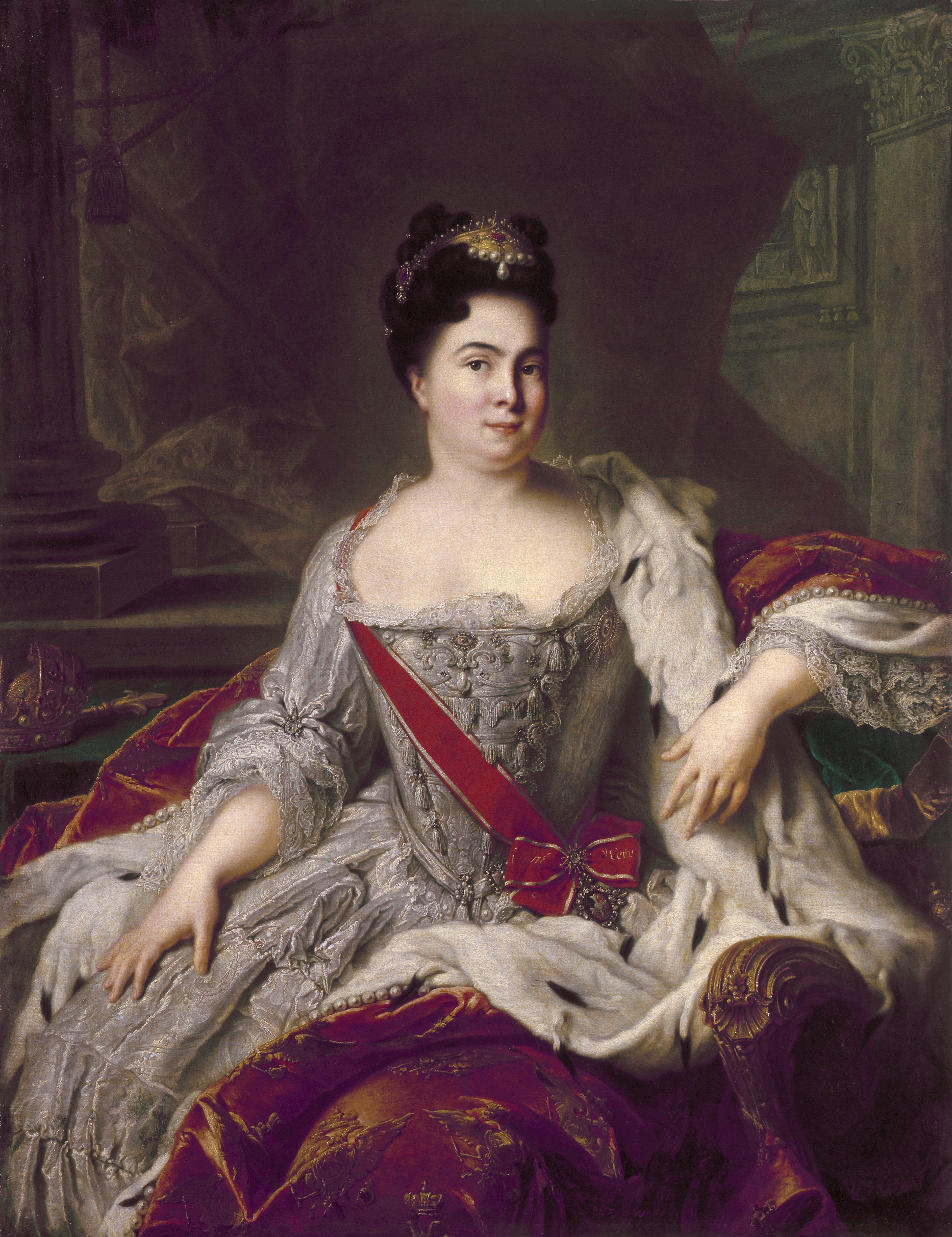
портрет Катерини I. роботи Ж.-М. Натьє (1717)

Доба палацових переворотів — почергове захоплення влади у XVIII столітті різними представниками династії Романових в умовах відсутності чітких правил успадкування престолу. Умови нестабільності переходу верховної влади створилися після смерті Петра I, який видав у 1722 році «Статут про спадщину престолу», в якому закріплював за самодержцем право призначати собі будь-якого наступника на свій розсуд. При імператриці Єлизаветі Петрівні влада в Росії знайшла стійкість, а політика набула передбачуваність на 20 років. Був заснований Московський університет. Російська армія провела ряд вдалих боїв проти Пруссії в Семирічній війні (1756–1763), однак смерть імператриці знову різко повернула політику імперії.

### Катерина І

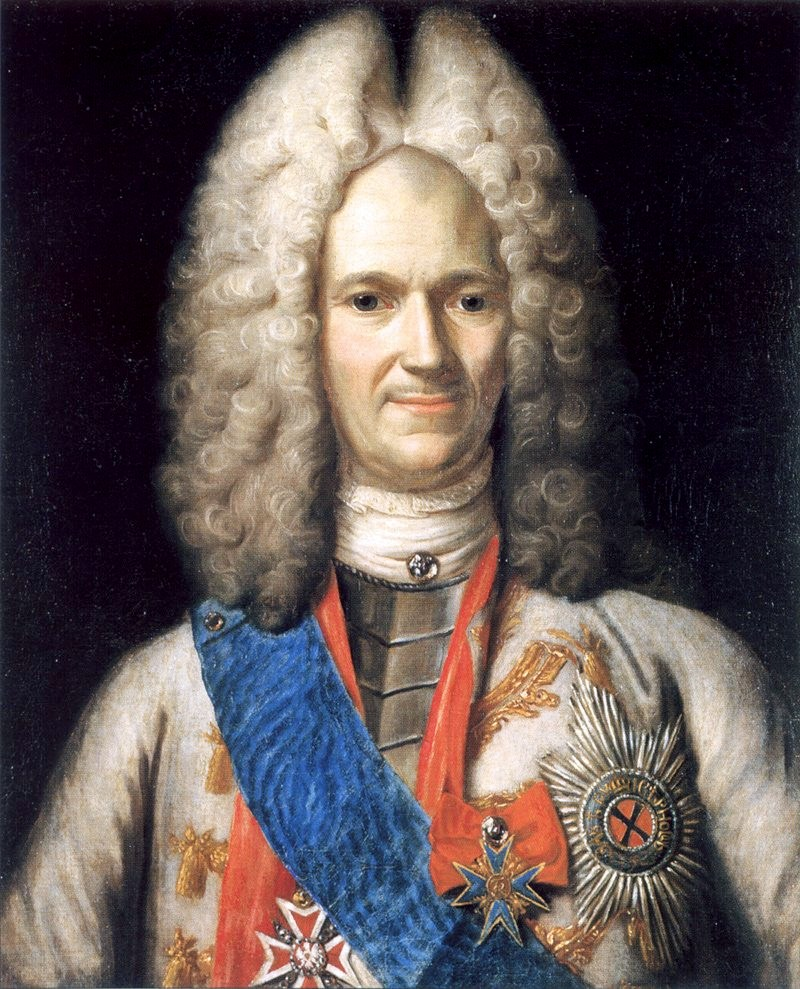
Портрет О. Д. Меншикова

Петро I помер рано вранці 28 січня (8 лютого) 1725 року, не встигнувши назвати наступника та не залишивши синів. Народна більшість була за єдиного чоловічого представника династії — великого князя Петра Олексійовича, онука Петра I від загиблого при допитах старшого сина Олексія. Граф Толстой, генерал-прокурор Ягужинський, канцлер граф Головкін та князь Меншиков на чолі служивої знаті не могли сподіватися на збереження отриманої від Петра I влади за Петра Олексійовича. Коли Катерина побачила, що більше немає надії на одужання чоловіка, то доручила Меншикову і Толстому діяти на користь своїх прав. Гвардія була віддана вмираючому імператору; цю прихильність вона переносила і на Катерину Олексіївну.
28 січня (8 лютого) 1725 року Катерина І зійшла на престол Російської імперії завдяки підтримці гвардії та вельмож, які піднялись у кар'єрному рості за часів правління Петра.
Фактичну владу в період правління Катерини зосередив князь і фельдмаршал Меншиков, а також Верховна таємна рада. Катерина ж покладалася в питаннях управління державою на своїх радників. Її цікавили лише справи флоту — любов Петра до моря торкнулася і її.
З ініціативи графа Петра Толстого в лютому 1726 року був створений новий орган державної влади — Верховна таємна рада, де вузьке коло головних сановників могло управляти Російською імперією під формальним головуванням імператриці. До Ради увійшли генерал-фельдмаршал князь Олександр Меншиков, генерал-адмірал граф Федір Апраксін, канцлер граф Гавриїл Головкін, граф Петро Толстой, князь Дмитро Голіцин, віце-канцлер барон Йоганн Остерман. З шести членів нової установи тільки князь Голіцин був вихідцем з родовитих вельмож. У квітні у Верховну Таємну Раду був допущений молодий князь Іван Долгорукий.
Діяльність єкатерининського уряду обмежувалася в основному дрібними питаннями, в той час як при дворі були характерні риси казнокрадства, свавілля та зловживання повноваженнями. Всередині Ради йшла боротьба за владу, що унеможливило подальше проведення реформ.
За 2 роки правління Катерини І Російська імперія не вела великих воєн, тільки на Кавказі діяв окремий корпус під керівництвом князя Долгорукова, який намагався відбити перські території, доки Персія перебувала в стані смути, а Османська імперія невдало воювала з перськими бунтівниками. У Європі Російська імперія проявляла дипломатичну активність у відстоюванні інтересів голштинського герцога (чоловіка Анни Петрівни, доньки Катерини I) проти Данії-Норвегії. Підготовка Російською імперією експедиції для повернення герцогу Голштинському відібраного датчанами Шлезвіга привела до військової демонстрації на Балтиці з боку Данії-Норвегії та Королівства Великої Британії.
Іншим напрямком російської політики при Катерині було забезпечення гарантій Ніштадського миру та створення антиосманського блоку. У 1726 році уряд Катерини І уклалав Віденський союзний договір з урядом Карла VI, що став основою російсько-австрійського військово-політичного альянсу другої чверті XVIII століття.

### Петро ІІ

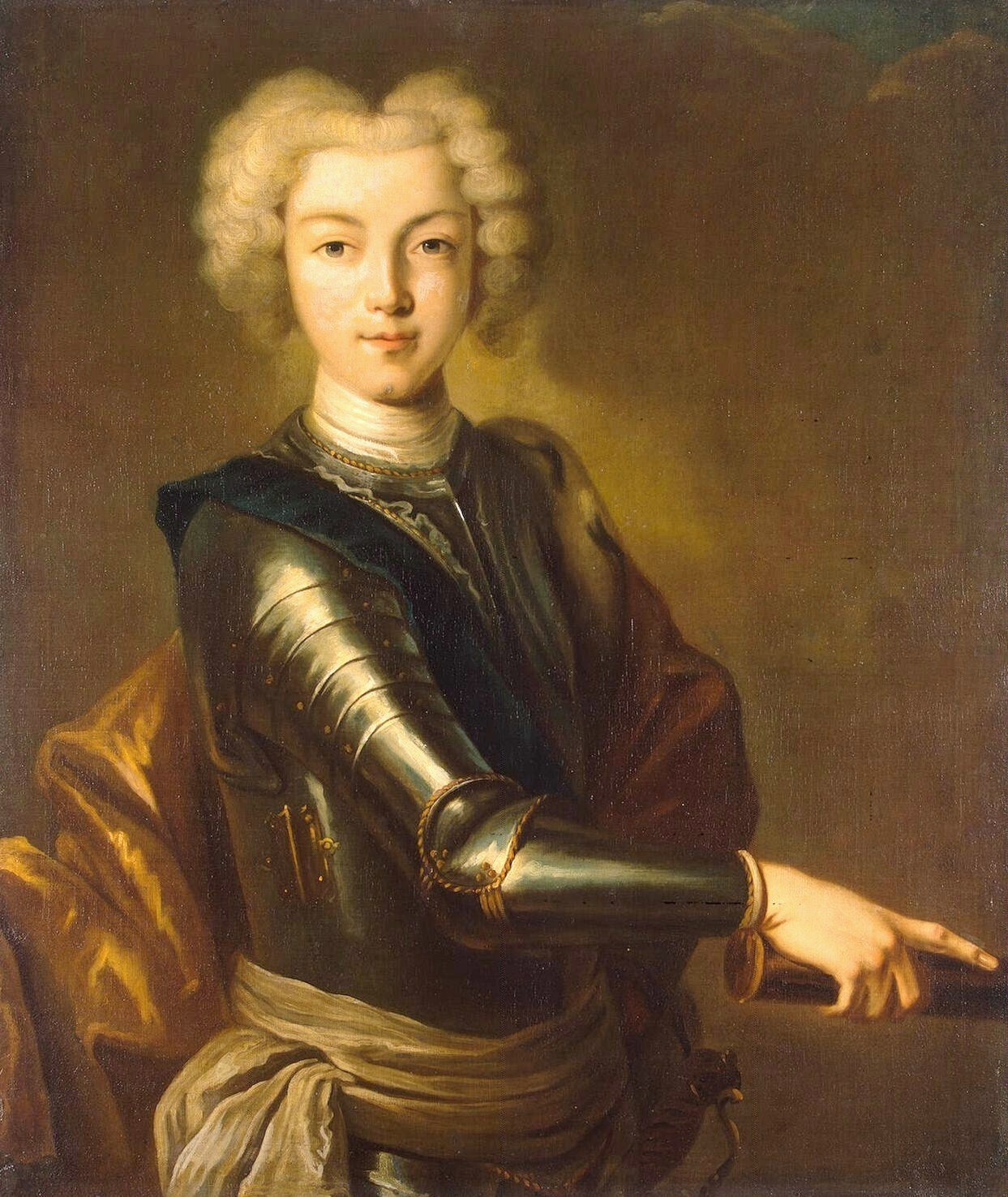
Портрет Петра ІІ

Петро II був не здатний правити самостійно, в результаті чого практично необмежена влада перебувала спочатку в руках Меншикова, а потім — Остермана і Долгоруких. Як і при його попередниці, держава управлялася за інерцією. Царедворці намагалися слідувати заповітам Петра I, однак консервація створеної ним політичної системи виявила всі закладені в ній недоліки.
Час регентства Меншикова мало чим відрізнявся від правління Катерини I, оскільки фактичний правитель країни залишився той ж, тільки тепер у його руках була більша сила. Після його падіння до влади прийшли Долгорукови, і ситуація змінилася докорінно. Останні роки правління Петра II деякі історики схильні вважати «боярським царством»: багато чого з того, що з'явилося за Петра I, прийшло в занепад, старі порядки почали відновлюватися. Зміцнювалася боярська аристократія, а «пташенята гнізда Петрова» відійшли на другий план. З боку духовенства були спроби відновлення патріаршества. Занепали армія і особливо флот, процвітали корупція та казнокрадство. Столиця була перенесена з Санкт-Петербурга до Москви.
Підсумком правління Петра II стало посилення впливу Верховної таємної ради, до якої входили в основному старі бояри (з восьми місць в раді п'ять належало Долгоруковим та Голіциним). Рада настільки посилилася, що нав'язала Анні Іванівні, що стала правителькою після Петра, підписати «Кондиції», які передавали всю повноту влади таємній раді. У 1730 році «Кондиції» були знищені Анною Іванівною, і боярські роди знову втратили силу.
Незважаючи на коротке правління Петра, зовнішня політика Російської імперії під час його правління була досить активною. Остерман, що завідував зовнішньою політикою, цілком покладався на союз з Австрією. У імператора ця політика не викликала сумнівів, адже його дядьком по матері був імператор Карл VI, а двоюрідною сестрою — майбутня імператриця Марія Терезія. Інтереси Російської імперії та Австрійської монархії збігалися з багатьох напрямків, зокрема, щодо протидії Османській імперії
Союз з Австрійською монархією, за поняттями того часу, автоматично означав напружені відносини з Королівством Франція та Королівством Великої Британії. Коронацію Георга II хотіли використовувати для поліпшення відносин між Російською імперією та Королівством Великої Британії, проте смерть головного посла Росії у Королівстві Франція та Королівстві Великої Британії, Бориса Куракіна, зруйнувала ці плани.
Відносини Російської імперії з Річчю Посполитою значно погіршилися через те, що поляки вважали Курляндію, в якій правила Анна Іванівна, своєю провінцією та відкрито говорили, що її слід ділити на воєводства. Моріцу Саксонському, позашлюбному синові польського короля Августа II, було відмовлено від шлюбів з Єлизаветою Петрівною та Анною Іванівною.
Відносини з Китайською імперією Цінь були напруженими через територіальні суперечки, у зв'язку з якими російським купцям були закриті кордони. Китай хотів приєднати південну частину Сибіру аж до Тобольська, де було багато китайських жителів, проте Росія опиралася цьому. 20 серпня 1727 року граф Рагузінський уклав договір, згідно з яким межі Китаю залишалися колишніми та відновлювалися російсько-китайські торговельні відносини.
Звістка про початок правління Петра було добре прийнята в Данії-Норвегії, оскільки на тітці Петра був одружений близький родич короля, герцог Голштинський, що могло послужити основою союзу з Данією. Олексій Бестужев доносив Петру з Копенгагена :. «Король сподівається отримати вашу дружбу та готовий шукати її всілякими засобами, прямо і за допомогою цісаря»
Зі Швецією відносини були спочатку дуже ворожими: до російського посла ставилися холодно, в той час як османського обсипали милостями; Швеція змушувала Російську імперію розпочати війну, щоб приписати їй початок ворожого руху та отримати допомогу від Королівства Франція та Королівства Великої Британії. Тривали суперечки щодо петровських завоювань: Швеція погрожувала, що не визнаватиме Петра II імператором, якщо Росія не поверне Швеції Виборг. Проте пізніше шведи, дізнавшись, що армія та флот в Російській імперії все ж в боєздатному стані, відмовилися від цих вимог. Незважаючи на це, відносини залишилися напруженими: у Швеції багато шкодували, що Меншиков був у засланні, і, крім того, готувалося вторгнення в Російську імперії Швеції та Османської імперії з підтримкою Королівства Велика Британія та Королівства Франція. Однак незабаром відносини змінилися, і головний противник Російської імперії, граф Горн, став клястися у відданості імператору. Наприкінці правління Петра сам король Швеції Фредерік І спробував вступити в союз з Російською імперією.
Ускладнення зовнішньополітичного становища Російської імперії за Петра II (загострення відносин з Османською імперією), намагання у зв'язку з цим імператорського уряду залучити на свою сторону козацьку старшину, а також особисті економічні інтереси О. Меншикова (володів величезними маєтками у Стародубському і Ніжинському полках та провадив широкі торгово-промислові операції), спонукали Таємну Верховну Раду скасувати всі податки у Гетьманщині (крім передбачених Березневими статтями 1654), ліквідувати Малоросійську колегію та дозволити обрати нового гетьмана — Д. Апостола, передати ведення справ Гетьманщини з Сенату до Колегії закордонних справ, заборонити росіянам купувати землі в Україні тощо. В 1728 уряд Петро II створив у Глухові кодифікаційну комісію для складання кодексу діючих в Україні законів («Права, за якими судяться малоросійський народ»). Після усунення від влади О. Меншикова, Петро II оголосив себе противником реформ Петра І, переніс імператорський двір у Москву.
Під час підготовки до коронації Петро ІІ помер від віспи. З його смертю закінчився рід Романових по чоловічій лінії.

### Анна Іванівна

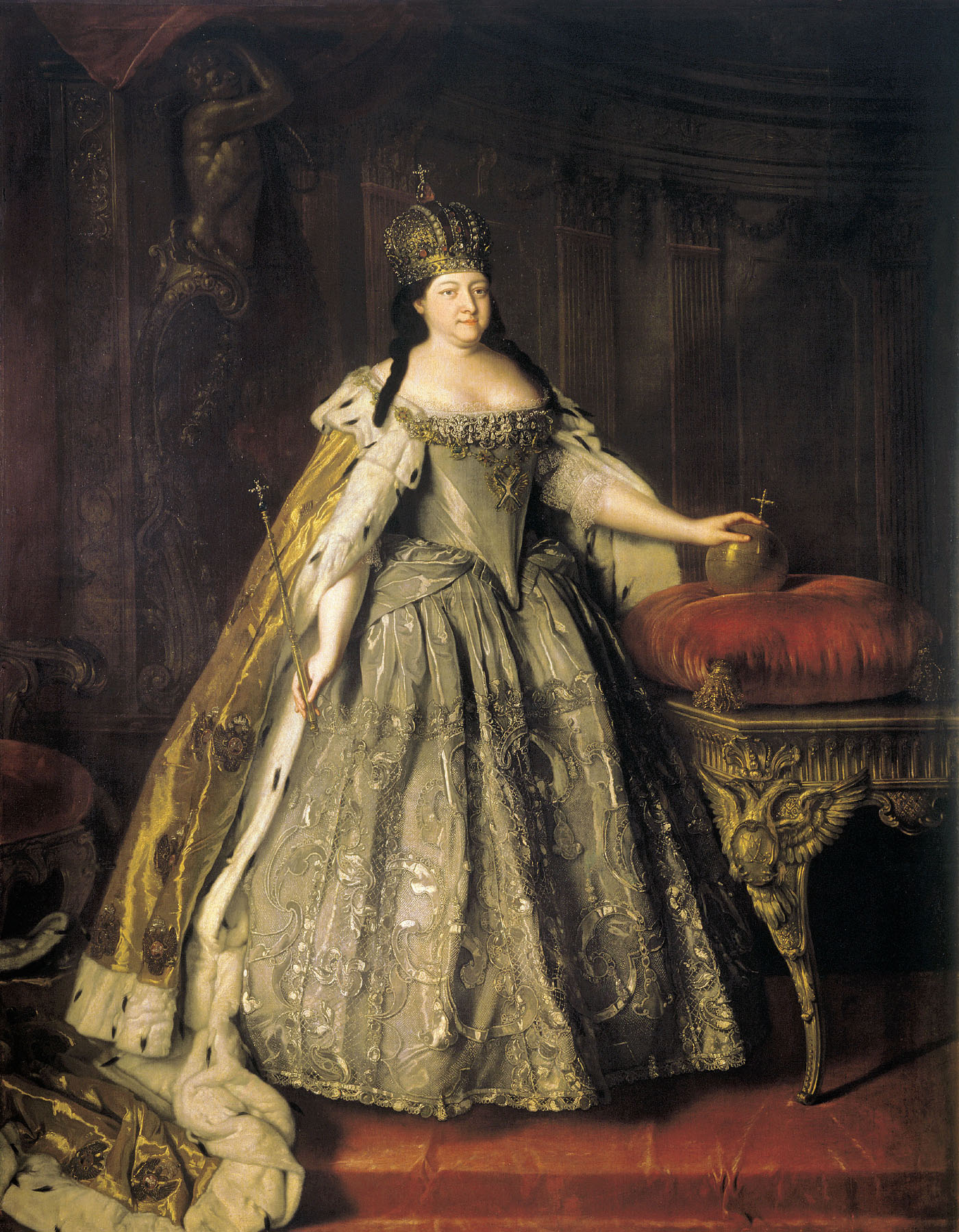
Імператриця Анна Іванівна

#### Прихід до влади
Після смерті Петра II о 1:00 19 (30) січня 1730 року вищий правлячий орган, Верховна Таємна Рада, почала радитися про нового правителя. Майбутнє Росії визначали 7 осіб: канцлер Головкін, 4 представники роду Долгоруких та двоє Голіциних. Віце-канцлер Остерман ухилився від обговорення.
Питання було не простим, адже прямих нащадків дому Романових по чоловічій лінії не залишилося.
Члени Ради розглядали наступних кандидатів: цісарівну Єлизавету (доньку Петра I), імператрицю-бабку Євдокію Лопухіну (першу дружину Петра I), герцога Голштинського (був одружений з дочкою Петра I Анною), княжну Долгоруку (була заручена з Петром II). Катерина I у своєму заповіті назвала Єлизавету спадкоємицею трону в разі смерті Петра II бездітним, однак про це навіть не згадували. Єлизавета відлякувала старих вельмож своєю молодістю та непередбачуваністю, також гоноровита знать взагалі недолюблювала дітей Петра I від колишньої служниці й іноземки Катерини Олексіївни.
Потім за пропозицією князя Голіцина члени Ради вирішили звернутися до старшої лінії царя Івана Олексійовича, який до 1696 року був номінальним співправителем з Петром I.
Відкинувши старшу заміжню дочку царя Івана Олексійовича, Катерину, 8 членів Ради обрали на правління до 8 години ранку 19 (30) січня його молодшу доньку Анну Іванівнц, яка вже 19 років жила в Курляндії і не мала в Росії фаворитів та партій, а значить, влаштувала всіх. Анна здавалася вельможам слухняною та керованою, не схильною до деспотизму. Користуючись ситуацією, верховники вирішили обмежити самодержавну владу на свою користь, зажадавши від Анни підписання певних умов, так званих «Кондицій». Згідно з «Кондиціями», реальна влада в Росії переходила до Верховної Таємної Ради, а роль монарха зводилася до представницьких функцій.
28 січня (8 лютого) 1730 року Анна підписала «Кондиції», згідно з якими без Верховної таємної ради вона не могла оголошувати війну або укладати мир, вводити нові податі та податки, витрачати казну на свій розсуд, надавати чини вище полковника, жалувати вотчини, без суду позбавляти дворянина життя та майна, вступати в шлюб, призначати спадкоємця престолу.
15 (26) лютого 1730 року Анна Іванівна урочисто в'їхала до Москви, де війська та вищі чиновники держави в Успенському соборі присягнули государині. У новій за формою присязі деякі колишні вирази, що означали самодержавство, були виключені, проте не було і виразів, які б означали нову форму правління, і, головне, не було згадано про права Верховної таємної ради та про підтверджені імператрицею умовах. Зміна полягала в тому, що присягали государині та вітчизні.
Боротьба двох партій по відношенню до нового державного устрою продовжилася. Верховники прагнули переконати Анну підтвердити їхні нові повноваження. Прихильники самодержавства (А. І. Остерман, Феофан Прокопович, П. І. Ягужинський, А. Д. Кантемир) та широкі кола дворянства бажали перегляду підписаних в Мітаві «Кондицій», що було невдоволенням щодо посилення вузької групи членів Верховної Таємної Ради.
25 лютого (7 березня) 1730 року велика група дворянства (за різними даними від 150 до 800), в числі яких було багато гвардійських офіцерів, з'явилася в палац та подала чолобитну Анні Іванівні. У чолобитній висловлювалося прохання імператриці спільно з дворянством заново розглянути форму правління, яка була б бажана для всього народу. Анна вагалася, проте її сестра Катерина Іванівна рішуче змусила імператрицю підписати чолобитну. Представники дворянства недовго радилися і о 16:00 подали нову чолобитну, в якій просили імператрицю прийняти повне самодержавство, а пункти «Кондицій» знищити.
Коли Анна запитала схвалення у розгублених верховників на нові умови, ті лише згідно кивнули головами. Як зауважує сучасник: "Їхнє щастя, що вони тоді не зрушили з місця, адже якщо б вони показали хоч найменше невдоволення вироком шляхетства, гвардійці повикидали б їх за вікно ". У присутності дворянства Анна Іванівна розірвала «Кондиції» та свій лист про їхнє прийняття.
1 (12) березня 1730 року народ вдруге склав присягу імператриці Анні Іванівні на умовах повного самодержавства.

#### Внутрішня політика. Біронівщина
Прийшовши до влади, Анна розпустила Верховну Таємну Раду, замінивши її наступного року Кабінетом міністрів, до складу якого увійшли А. І. Остерман, Г. І. Головкін, О. М. Черкаський. Перший рік свого правління Анна намагалася бути присутньою на засіданнях Кабінету, проте потім зовсім охолола до справ і вже у 1732 році була тут лише двічі. Поступово Кабінет набув нових функцій, в тому числі право видавати закони та укази, що робило його дуже схожим на Верховну Таємну Раду. У роки правління Анни був скасований указ про єдиноспадкування (1731), заснований Шляхетний кадетський корпус (1731), обмежена 25 роками служба дворян. Найближче оточення Анни складали іноземці (Е. Й. Бірон, К. Г. Левенвольде, Б.-X. Мініх, П. П. Лассі).
Правління Анни Іванівни увійшло в історію Росії під назвою «біронівщини». Цим поняттям патріотичні кола російського суспільства в XIX столітті позначали не тільки близькість Е. Й. Бірона до імператриці, яка дозволяла йому фактично керувати країною, але й усі зловживання влади під час правління Анни Іванівни: хабарництво, казнокрадство, засилля іноземців в усіх державних установах та жорсткість внутрішньополітичного режиму. У 1730 році була заснована Канцелярія таємних розшукових справ, яка займалася державними злочинами та справами «про бунт і зраду». У короткий термін вона набрала надзвичайної сили і незабаром стала своєрідним символом епохи. Анна постійно боялася змов, які загрожували її правлінню, тому зловживання цього відомства були величезні. Двозначного слова або невірно зрозумілого жесту часто було достатньо для того, щоб потрапити в катівню, а то й зовсім безслідно зникнути. Кількість засланих при Анні до Сибіру доходила до 20 тисяч осіб, з них понад 5 тисяч було таких, про кого не можна було знайти жодного сліду, оскільки часто засилали без будь-якого запису в належному місці і зі зміною імен засланців, не повідомляючи про те навіть Таємну канцелярію. Страчених нараховувалося до 1000 осіб, не включаючи померлих при слідстві і таємно страчених, яких було чимало. Особливий резонанс у суспільстві набули розправи з вельможами: князями Долгорукими та кабінет-міністром А. П. Волинським. За жорстокість розправ Анна Іванівна в народі отримала прізвисько «Кривава».

#### Зовнішня політика

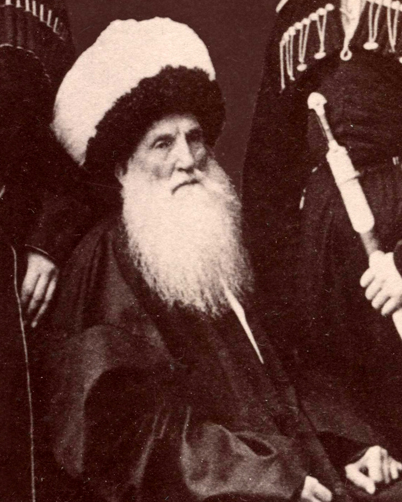
Імам Шаміль

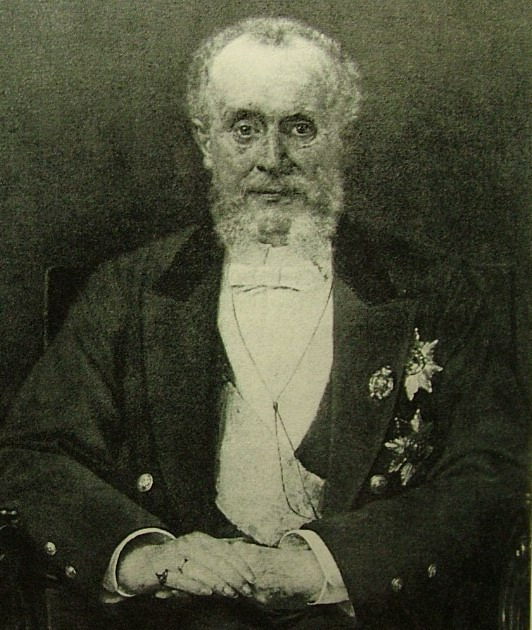
Микола Гірс, міністр закордонних справ Російської імперії

Під час правління імператриці Анни були сформовані нові гвардійські полки — Лейб-гвардії Ізмайловський (інфантерія) та Лейб-гвардії Кінний (кавалерія).
Зовнішня політика загалом продовжувала традиції Петра I.
У 1730-х роках почалася війна за польську спадщину. У 1733 році помер король Август II і в країні почалося безкоролів'я. Франції вдалося поставити свого ставленика — Станіслава Лещинського. Для Росії це могло стати серйозною проблемою, оскільки Франція створила б блок держав вздовж кордонів Росії у складі Речі Посполитої, Швеції та Османської імперії. Тому, коли син Августа II Август III звернувся до Росії, Австрії та Пруссії з «Декларацією доброзичливих», в якій просив захистити польську «форму правління» від втручання Франції, це дало привід для війни (1733-1735). Французький флот був розбитий у Гданську (Данциг). Лещинський втік на французькому кораблі. Август III став королем Речі Посполитої.

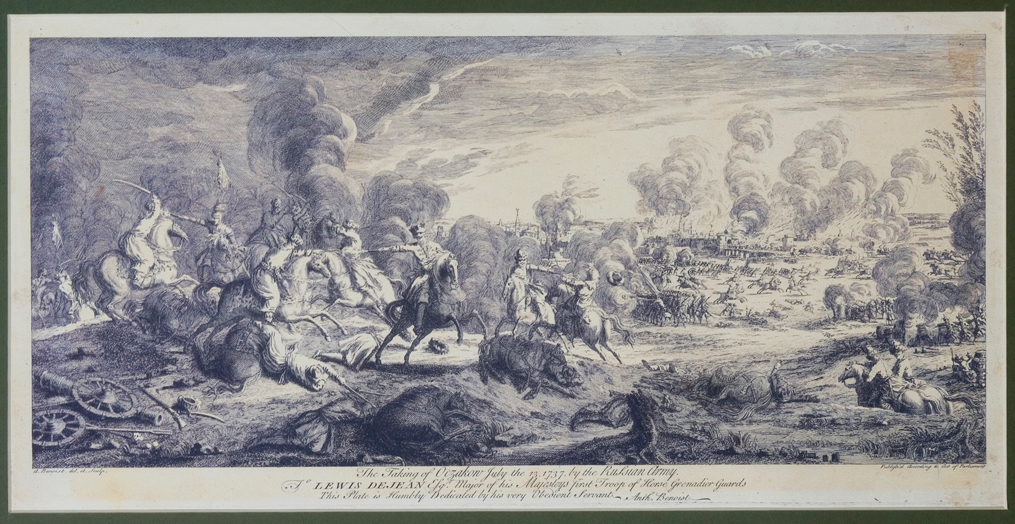
Облога Очакова у 1737 році

Французька дипломатія ще під час війни, з метою послаблення позицій Російської імперії на Заході, намагалася розпалити російсько-османський конфлікт. Проте переговори з османами не дали бажаних результатів, оскільки Османська імперія вела війну з Персією. Однак у 1735 році війна з Османською імперією все ж почалася через незаконне пересування по Кавказу 20-тисячного татарського війська. Російська дипломатія, знаючи про агресивні наміри Османської імперії, спробувала заручитися дружньою підтримкою Персії. З цією метою Персії були передані у 1735 році колишні перські володіння вздовж західного та південного берегів Каспійського моря (Ганджинський трактат). Коли в Стамбулі стало відомо про трактат, на територію Закавказзя були спрямовані кримськотатарські війська з метою завоювати передані Персії землі.
Восени 1735 року 40-тисячний корпус генерала Леонтьєва, не досягнувши Перекопу, повернув назад. У 1736 році війська під командуванням Мініха взяли штурмом Перекоп та зайняли столицю ханства Бахчисарай, втративши майже половину армії в результаті хвороб, після чого Мініх поспішно покинув Крим. Влітку 1736 року фортеця Азов була успішно взята росіянами. У 1737 році вдалося захопити фортецю Очаків. У 1736-1738 роках було розгромлено Кримське ханство.
З ініціативи султанського двору у 1737 році в Немирові відбувся конгрес про мирне врегулювання конфлікту за участю росіян, австрійців та османів. Переговори не привели до миру і військові дії поновилися.
У 1739 році російські війська розбили османів під Ставучанами та оволоділи фортецею Хотин. проте в тому ж році австрійці отримували одну поразку за іншою і в результаті пішли на укладення сепаратного миру з Портою. У вересні 1739 року був підписаний мирний договір між Росією та Портою. За Белградським договором Росія отримала Азов без права тримати флот, до Росії відійшла невелика територія на Правобережній Україні; Велика і Мала Кабарда на Північному Кавказі, значна територія на південь від Азова були визнана «бар'єром між двома імперіями».
У 1731—1732 роках був проголошений протекторат над казахським Молодшим жузом.

### Іван VI

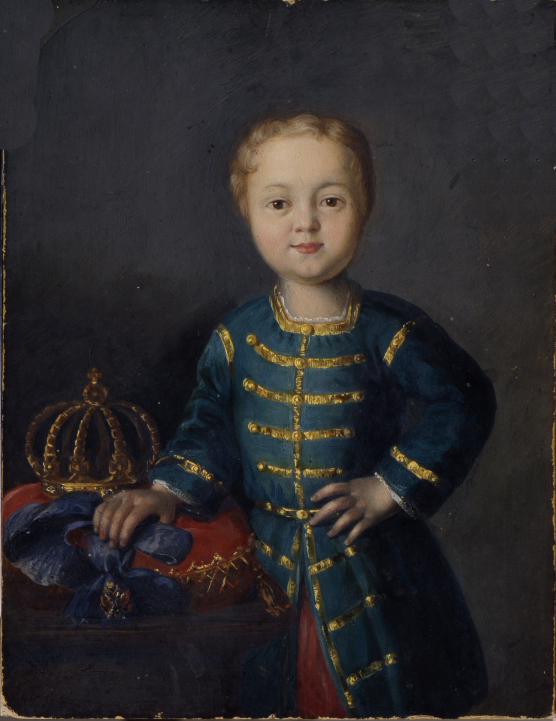
Іван VI Антонович

Іван Антонович народився 12 серпня 1740 року, його іменини припадали на 29 серпня — день усікновення глави Іоанна Предтечі.
Після смерті імператриці Анни Іванівни син Анни Леопольдівни (племінниці Анни Іванівни) та принца Антона Ульріха Брауншвейг-Беверн-Люнебургського, двомісячний Іван Антонович був проголошений імператором при регентстві герцога Курляндського Бірона.
Народився він наприкінці правління Анни Іванівни, тому питання про те, кого призначити регентом, довго мучив імператрицю, котра була при смерті та хотіла залишити трон за нащадками свого батька Івана V і дуже турбувалася, аби він не перейшов в майбутньому до нащадків Петра I. Тому в заповіті вона вказала, що спадкоємцем є Іван Антонович, а в разі його смерті — інші діти Анни Леопольдівни в порядку старшинства, якщо вони народяться.
Через два тижні після початку правління немовляти в країні відбувся переворот, в результаті якого гвардійці, очолювані фельдмаршалом Мініхом, заарештували Бірона та усунули його від влади. Новим регентом була оголошена Анна Леопольдівна, мати імператора. Нездатна управляти країною Анна поступово передала всю свою владу Мініху, а згодом Остерману, який відправив фельдмаршала у відставку. Проте через рік відбувся новий переворот. Донька Петра Великого Єлизавета разом з преображенцями заарештувала Остермана, імператора, його батьків та всіх їхніх наближених осіб.

### Єлизавета Петрівна

#### Внутрішня політика

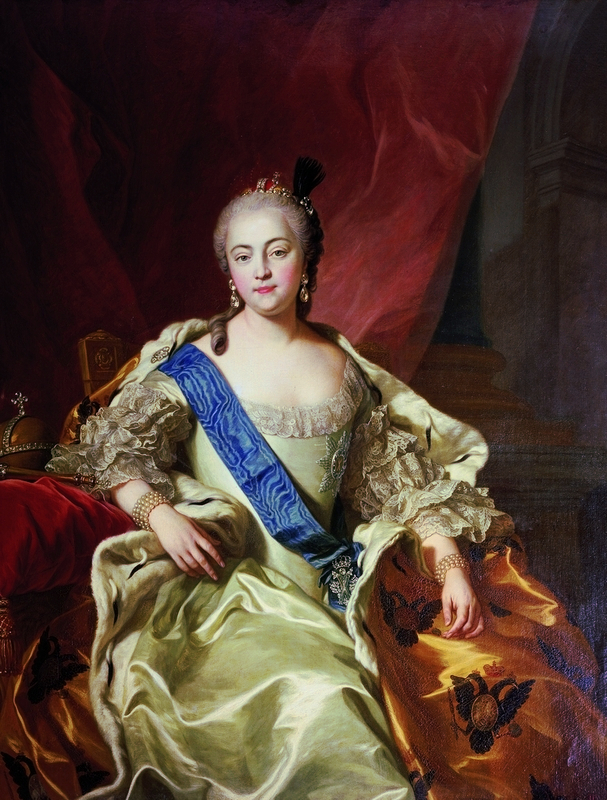
Імператриця Єлизавета Петрівна

Основними засадами внутрішньої та зовнішньої політики Єлизавета проголосила повернення до петровських реформ. Скасувала виниклі після смерті батька державні інститути (Кабінет міністрів та ін.), Відновила роль Сенату, колегій, Головного магістрату. Скасувала смертну кару (1756). Ліквідувала внутрішньодержавні митниці. У 1754 році створила Уложенну комісію для вироблення нового зведення законів. Комісія розробила проєкти реформ, спрямованих на секуляризацію церковних земель, законодавче оформлення дворянських привілеїв тощо
Відповідаючи запитам соціальних верств, що підтримували її, Єлизавета Петрівна дозволила дворянам, зобов'язаним за законом 1735 року служити за військовою або статською службою 25 років, брати пільгові довгострокові відпустки, які настільки вкоренились, що у 1756—1757 роках довелося вдатися до рішучих заходів, аби змусити офіцерів, які облаштувалися в своїх маєтках, з'явитися в армію. Імператриця заохотила звичай записувати дітей в полки ще в дитинстві, так що задовго до повноліття вони могли досягати офіцерських чинів. Продовженням цих заходів було розпорядження про підготовку Маніфесту про вольності дворянства (був підписаний пізніше Катериною II), заохочення величезних витрат дворян на свої повсякденні потреби, зростання витрат на утримання двору.

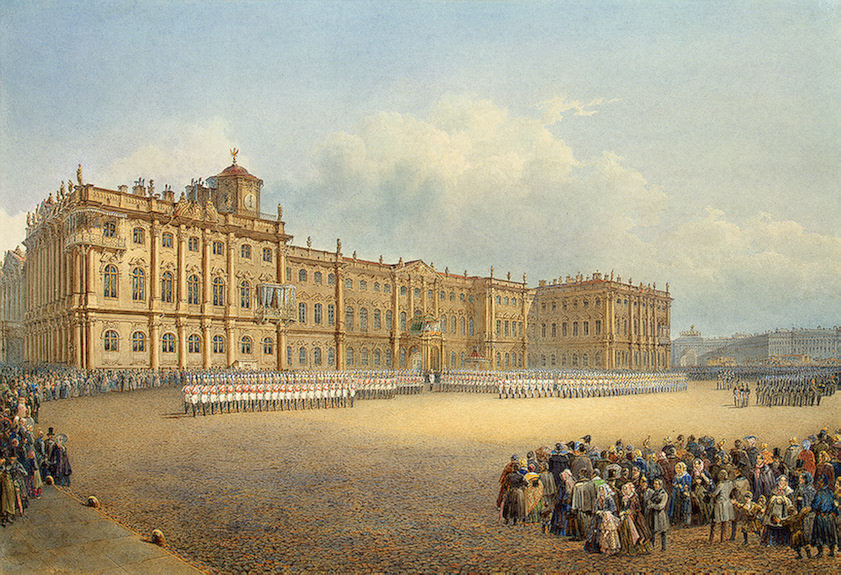
Зимовий палац часів Єлизавети Петрівни

З правлінням Єлизавети Петрівни пов'язаний прихід в Росію епохи Просвітництва та реорганізація військово-навчальних закладів. У 1744 році вийшов указ про розширення мережі початкових шкіл. Відкрито перші гімназії: в Москві (1755) і Казані (1758). У 1755 році з ініціативи фаворита І. І. Шувалова був заснований Московський університет, а в 1757 році — Академія мистецтв. Надавалася підтримка М. В. Ломоносову та іншим представникам російської науки і культури. Досліди Д. І. Виноградова зробили можливим відкриття у 1744 році Порцелянової мануфактури під Петербургом.
Величезні кошти виділялися з казни на облаштування імператорських резиденцій. Придворним архітектором Растреллі були збудовані Зимовий палац, що служив з тих пір головною резиденцією російських монархів, і Катерининський в Царському Селі. Ґрунтовно були перебудовані петровські резиденції на березі Фінської затоки — Стрільна та Петергоф. Будівництво такого розмаху не тільки приваблювало в Росію майстрів з-за кордону, а й сприяло розвитку місцевих художніх кадрів. Пишний, мажорний стиль поліхромних будівель Растреллі одержав в історії архітектури найменування єлизаветинського бароко.

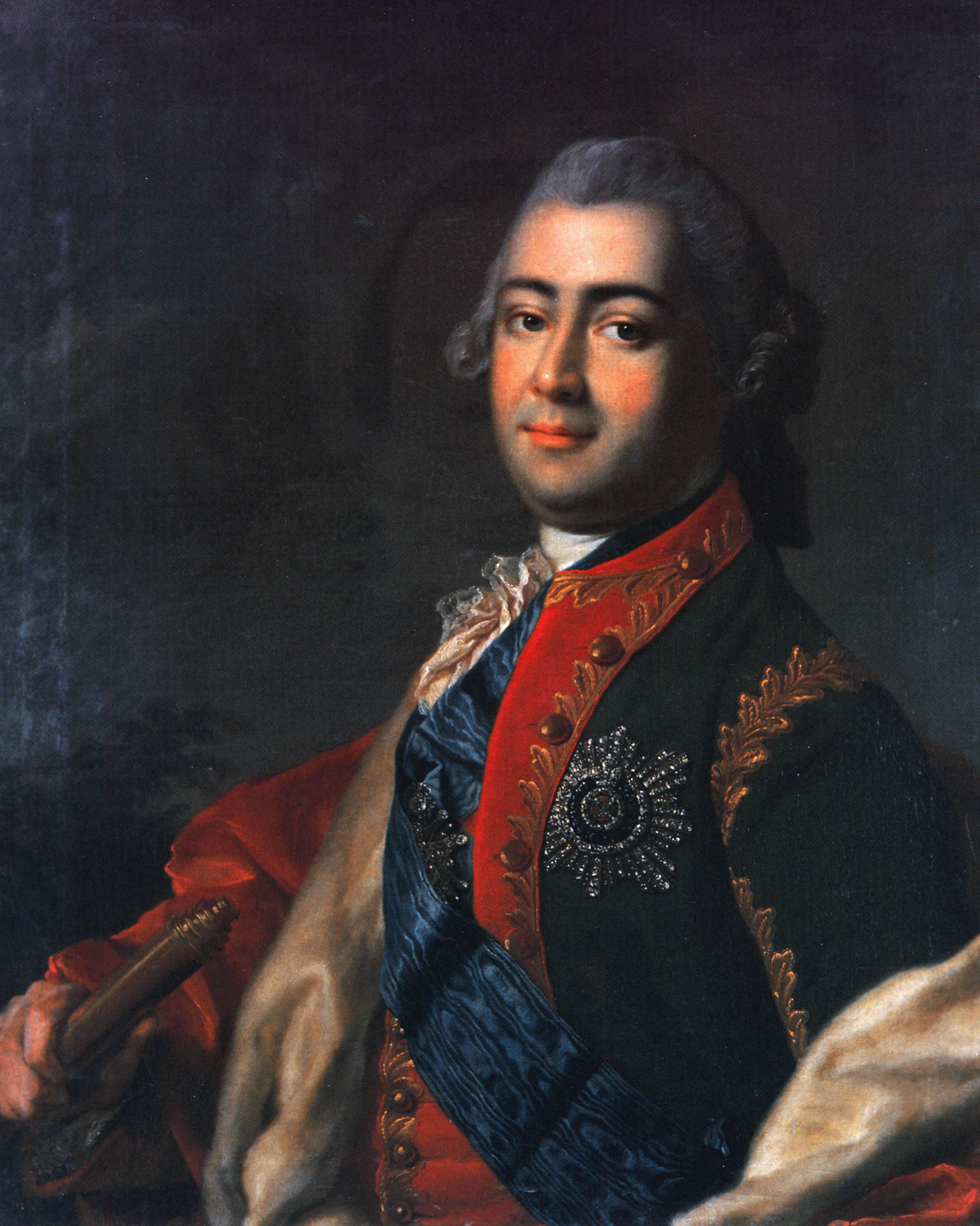
Олексій Григорович Розумовський, фаворит Єлизавети Петрівни, брат останнього українського гетьмана Кирила Розумовського

Імператриця веліла перевести з Ярославля до столиці трупу Федора Волкова і 30 серпня 1756 року підписала указ про створення імператорського театру. Вона взагалі любила наряджати інших. "У п'єсах, що розігруються при дворі вихованцями кадетських корпусів, жіночі ролі лунали молодими людьми, і Єлизавета придумовувала для них костюми. Так, у 1750 році вона власними руками одягла кадета Свистунова, що грав роль Оснельда в трагедії Сумарокова, а трохи пізніше поява Бекетова в ролі фаворита пояснювалася подібного роду знайомством ", — пише Казимир Валишевський.
Для правління абсолютних монархів XVIII століття, включаючи наступників Петра Першого, характерний фаворитизм. Особи, які користувалися розташуванням або особистою прихильністю імператриці, як, наприклад, Розумовський, брати Шувалов, Воронцов та інші часто витрачали кошти державного бюджету на власні інтереси та потреби. В останній період правління Єлизавета менше займалася питаннями державного управління, доручуючи їх Шуваловим та Воронцовим.
Період правління Єлизавети — період розкоші та надмірностей. При дворі постійно проводилися бали-маскаради, які ґрунтовно спустошували скарбницю, причому найчастіше дами вбиралися в чоловічі костюми, а чоловіки влазили в дамські наряди. Сама Єлизавета Петрівна задавала тон та була законодавицею мод. Гардероб імператриці налічує до 12 тисяч суконь.
Офіційним спадкоємцем престолу Єлизавета незабаром після вступу на престол призначила свого племінника (сина сестри Анни) — герцога Голштинського Петера Ульріха (Петра Федоровича).
В цілому внутрішня політика Єлизавети Петрівни відрізнялася стабільністю та націленістю на зростання авторитету і могутності державної влади. З цілої низки ознак можна сказати, що курс Єлизавети Петрівни був першим кроком до політики освіченого абсолютизму, що здійснювалася потім при Катерині II.

#### Зовнішня політика
Петербурзький двір середини XVIII століття продовжував залишатися однією з периферійних арен вікового протистояння французьких Бурбонів та австрійських Габсбургів. Кожна зі сторін прагнула привернути імператрицю на свій бік. Незмінним прихильником австро-російського союзу виступав канцлер О. П. Бестужев-Рюмін, якому вдалося заручитися підтримкою фаворита О. Г. Розумовського. Французьке зовнішньополітичне відомство через свого посланника маркіза де Шетарді сприяло приходу Єлизавети до влади, а після висилки Шетарді з країни наповнило петербурзький двір своїми агентами, включаючи загадкового шевальє д'Еона. На розрив з Австрією та союзі з французами наполягали Шувалови, які висунули на противагу Розумовському нового фаворита — Івана Шувалова. У 1756 році відбулася так звана дипломатична революція: Франція, Австрія та Росія об'єднали сили для боротьби проти прусського короля Фрідріха II.
Незважаючи на явне переважання західного вектора зовнішньої політики, при Єлизаветі продовжилося і розширення меж імперії на схід. У 1740–1743 роках до складу Росії добровільно увійшов Середній жуз. Освоєнням земель на півдні Уралу керував Іван Неплюєв, що заклав у 1743 році місто Оренбург. С. П. Крашенінніков займався дослідженням Камчатки, а друга експедиція Берінга обстежила береги Аляски.

##### Російсько-шведська війна (1741—1743рр.)

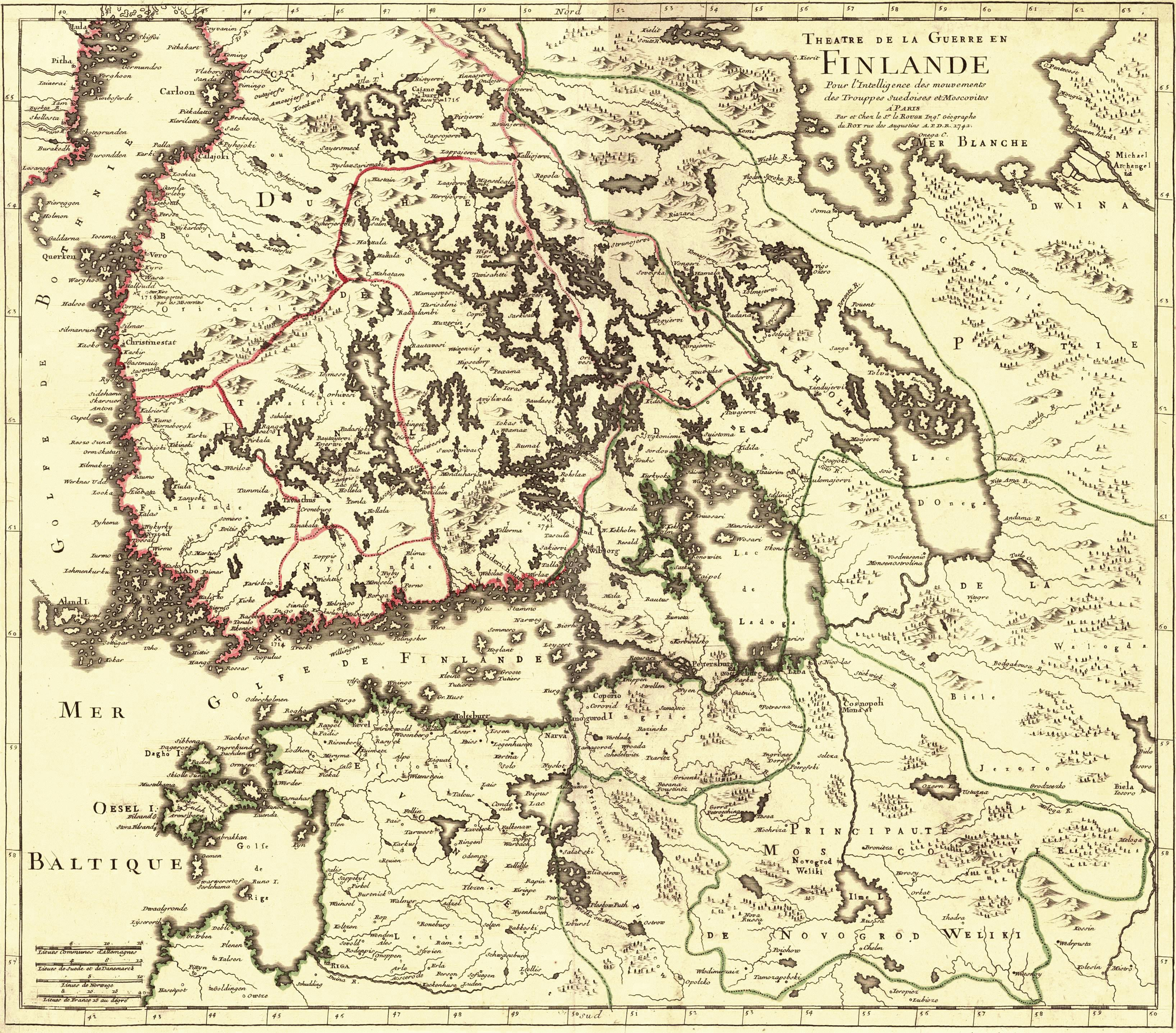
Театр військових дій у 1741—1743 рр.

У 1740 році прусський король Фрідріх II вирішив скористатися смертю австрійського імператора Карла VI для захоплення Сілезії. Почалася війна за австрійську спадщину. Ворожі Австрії Пруссія та Франція спробували схилити Росію взяти участь у конфлікті на своєму боці, проте їх влаштовувало і невтручання у війну. Тому французька дипломатія намагалася зіштовхнути Швецію і Росію, з тим, щоб відвернути увагу останньої від європейських справ. Швеція оголосила війну Росії.
Російські війська під командуванням генерала Лассі розгромили шведів у Фінляндії та зайняли її територію. Абоський мирний трактат (Абоський світ) 1743 року завершив війну. Трактат був підписаний 7 серпня 1743 року в місті Або (нині Турку, Фінляндія) з боку Росії О. І. Румянцевим та Й. Люберасом, з боку Швеції Г. Седеркрейцем та Е. М. Нолькеном. У ході переговорів Росія погоджувалася обмежити свої територіальні претензії за умови обрання спадкоємцем шведського престолу голштейнського принца Адольфа Фредеріка, двоюрідного дядька російського спадкоємця Петра III Федоровича. 23 червня 1743 року Адольф був обраний спадкоємцем шведського престолу, що відкривало шлях до остаточної угоди.
21 стаття мирного трактату встановлювала між країнами вічний мир та зобов'язувала їх не вступати у ворожі союзи. Підтверджувався Ніштадтський мирний договір 1721 року. До Росії відходили Кюменегорська провінція з містами Фрідріхсгаме та Вільманстрандом, частина Саволакської провінції з містом Нейшлота. Кордон проходив по р. Кюммене.

##### Семирічна війна (1756—1763рр.)

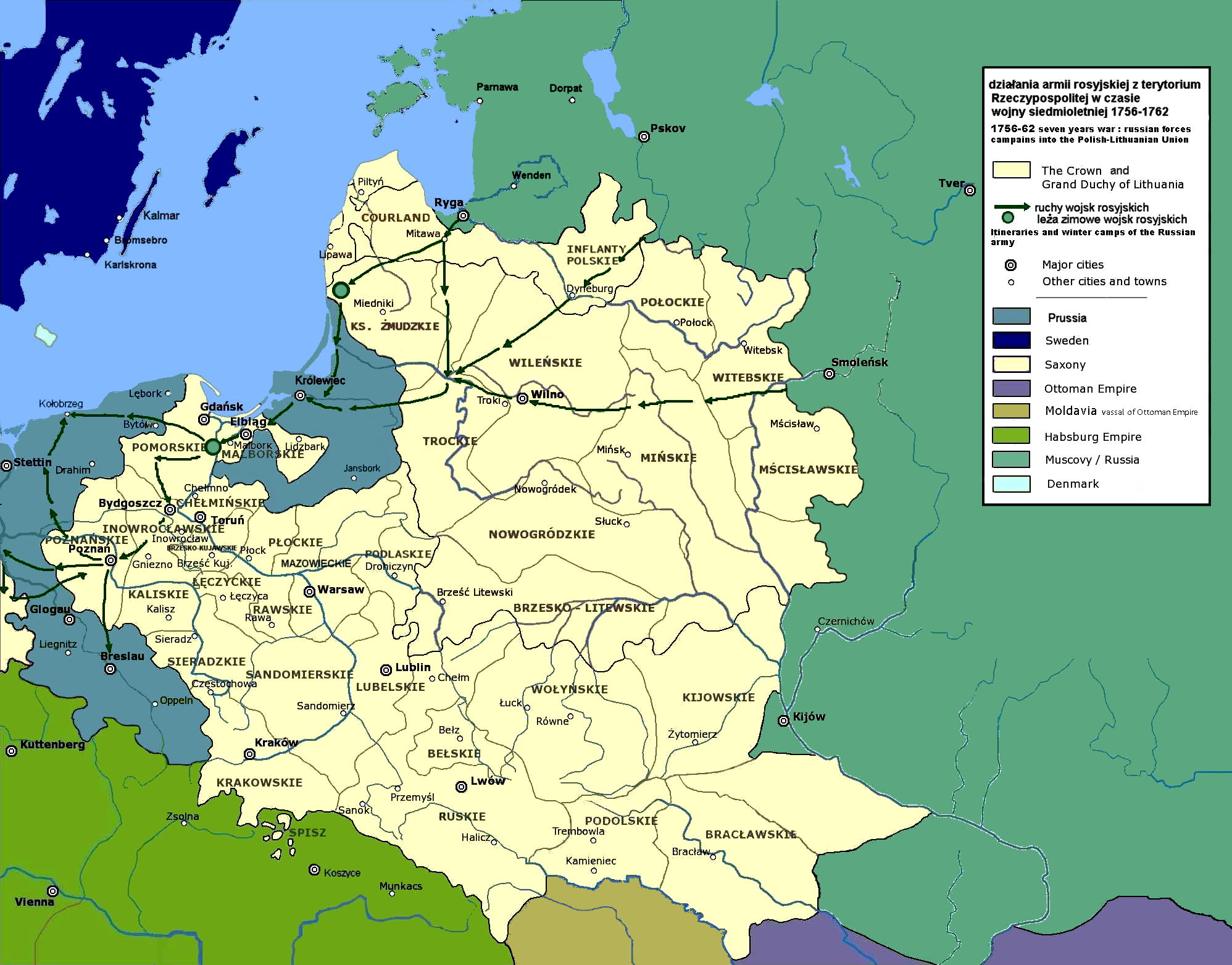
Наступ російських військ у 1757—1761 рр.

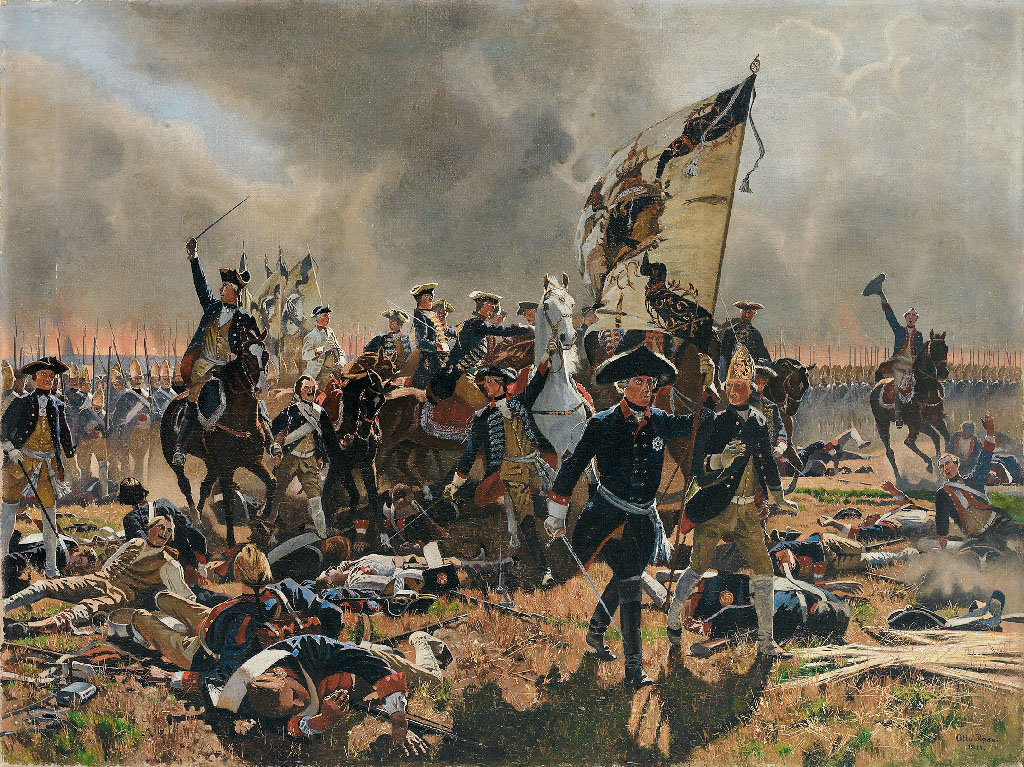
Битва під Цорндорфом

У 1756—1763 роках йшла британо-французька війна за колонії. У війні брали участь дві коаліції: Королівство Пруссія, Королівство Великої Британії і Португалія проти Королівства Франція, Іспанської імперії, Австрійської монархії, Швеції та Саксонії за участю Російської імперії.
У 1756 році Фрідріх II без оголошення війни напав на Саксонію. Влітку того ж року він змусив її капітулювати. 1 вересня 1756 року Російська імперія оголосила війну Королівству Пруссія. У 1757 році Фрідріх розбив австрійські та французькі війська і направив основні сили проти Російської імперії. Влітку 1757 року російська армія під командуванням Апраксіна вступила у Східну Пруссію. 19 серпня російська армія була оточена у селі Гросс-Єгерсдорф і лише за підтримки резервної бригади П. А. Румянцева вирвалася з оточення. Противник втратив 8 тисяч чоловік та відступив. Апраксін не організував переслідування, а сам відступив у Курляндію. Єлизавета, що перебувала в той час при смерті, після одужання відсторонила його та віддала під слідство. Разом з ним опалі піддався і загартований у зовнішньополітичних інтригах канцлер Бестужев.

Головнокомандувачі російської армії
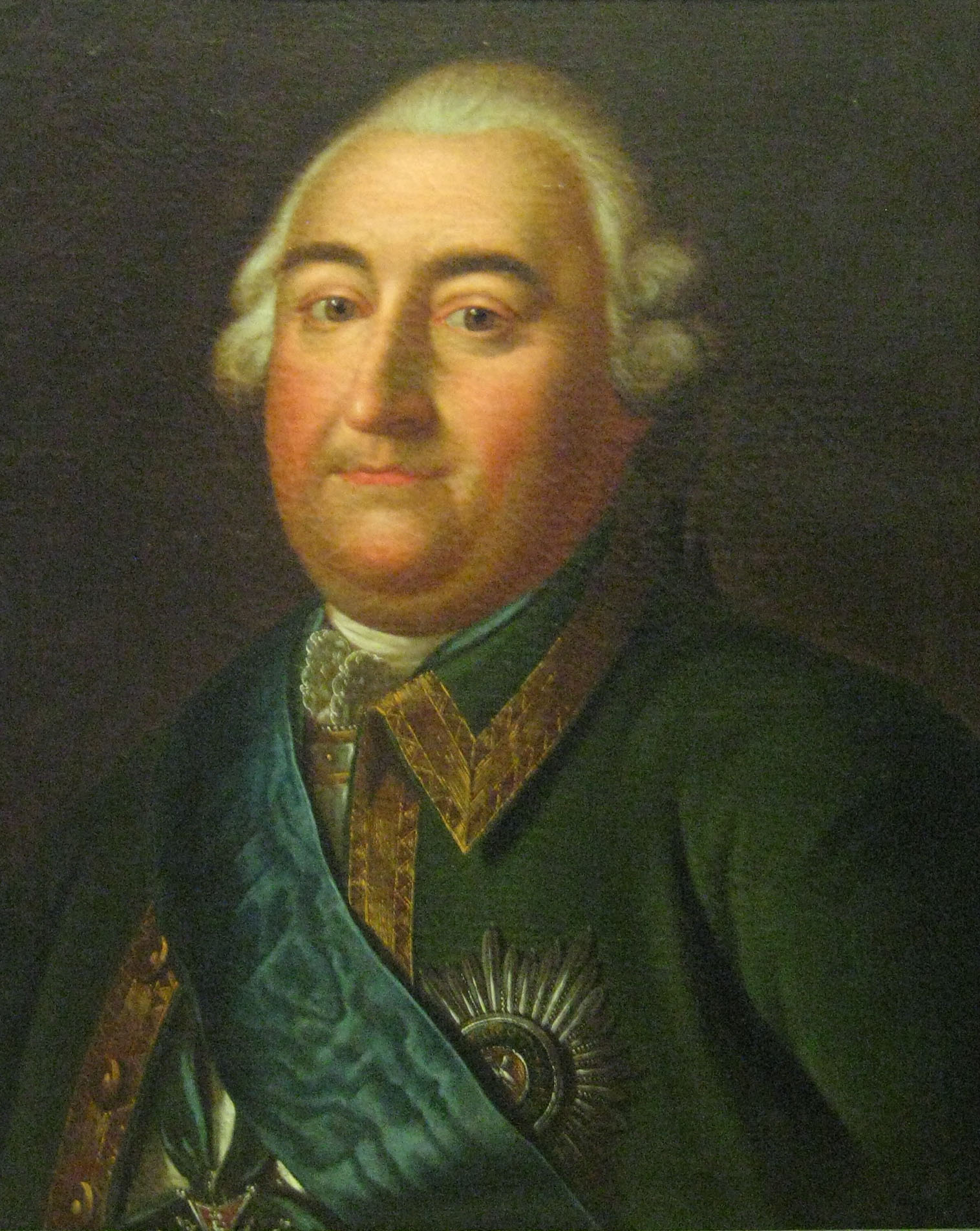
Апраксін Степан Федорович
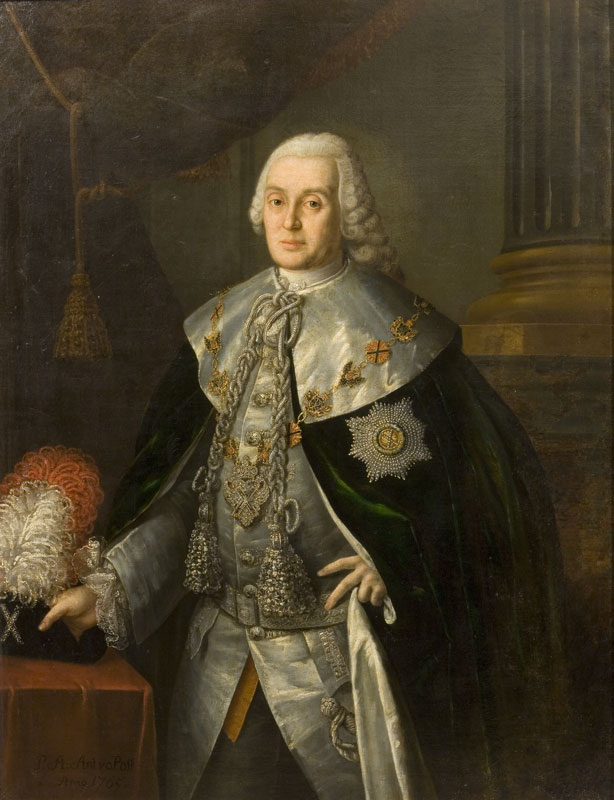
Фермор Віллім Віллімович
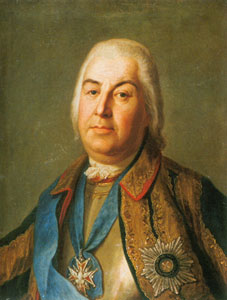
Салтиков Петро Семенович
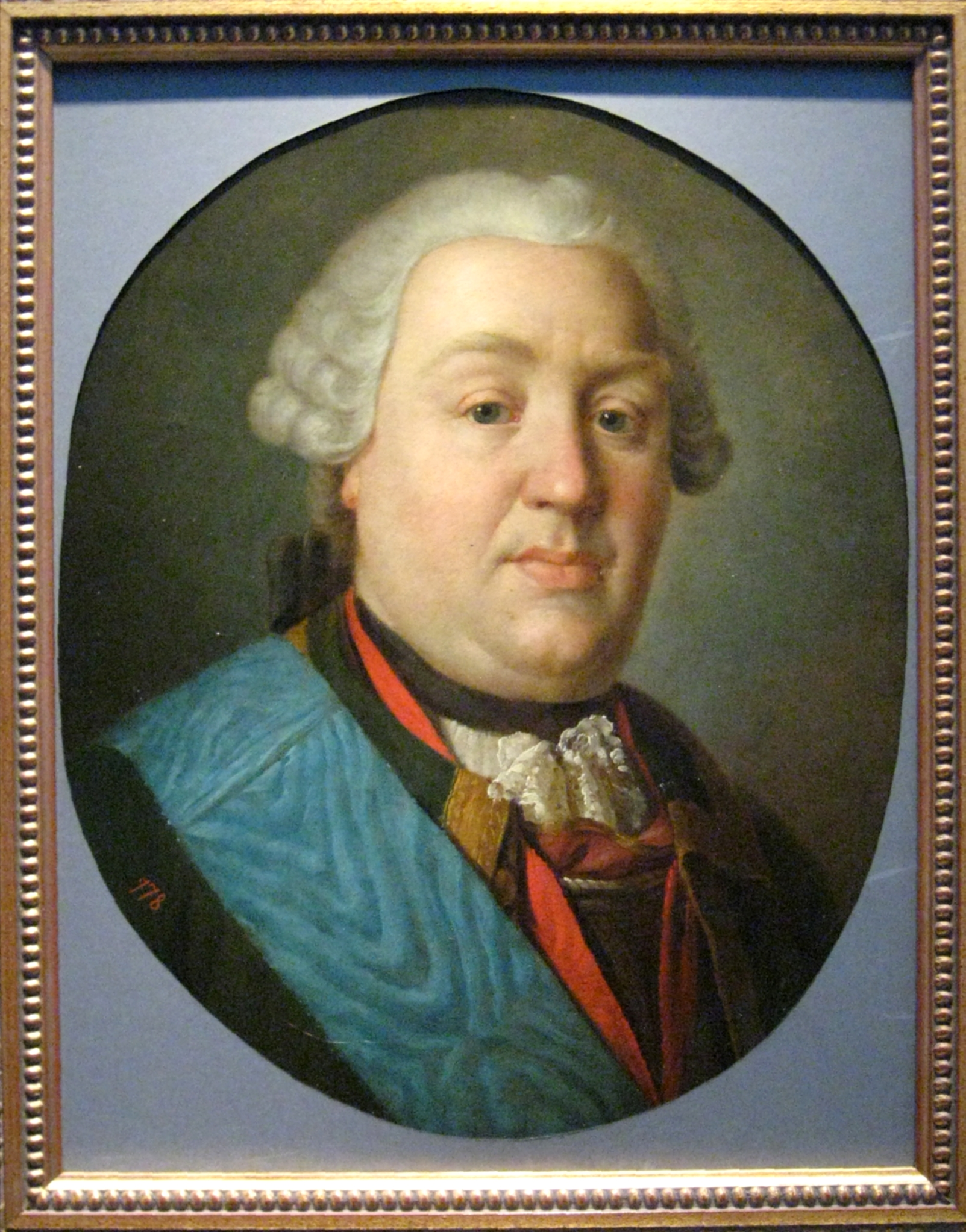
Бутурлін Олександр Борисович

Новим командувачем був призначений В. В. Фермор. На початку 1758 року російські війська оволоділи Кенігсбергом, потім — всією Східною Пруссією, населення якої навіть присягнуло імператриці. У серпні 1758 року при селі Цорндорф відбулася кривава битва, яка не принесла перемогу жодній зі сторін. Фермор після цього змушений був здати командування.
Армію очолив П. С. Салтиков. 1 серпня 1759 року 60-тисячна російська армія поблизу села Кунерсдорф дала генеральний бій 48-тисячній прусській армії. Армія Фрідріха II була знищена: залишилося тільки 3 тисячі солдатів. Салтикова за повільне просування військ до Берліна відсторонюють, а на його місце призначають О. Б. Бутурліна.
28 вересня 1760 року відбулося взяття Берліна; ним ненадовго опанував корпус генерала Тотлебена, який захопив військові склади. Однак при наближенні Фрідріха корпус відступив.
У грудні 1761 року Єлизавета померла від горлової кровотечі внаслідок невстановленого медициною тих часів хронічного захворювання.
На престол зійшов Петро III. Новий імператор повернув Фрідріху всі завойовані землі та уклав з ним союз. Прусський король сприйняв смерть Єлизавети як диво для Бранденбурзької династії. Лише новий палацовий переворот та сходження на престол Катерини II запобігли початку військових дій Росії проти колишніх союзників — Австрії та Швеції.

### Петро ІІІ

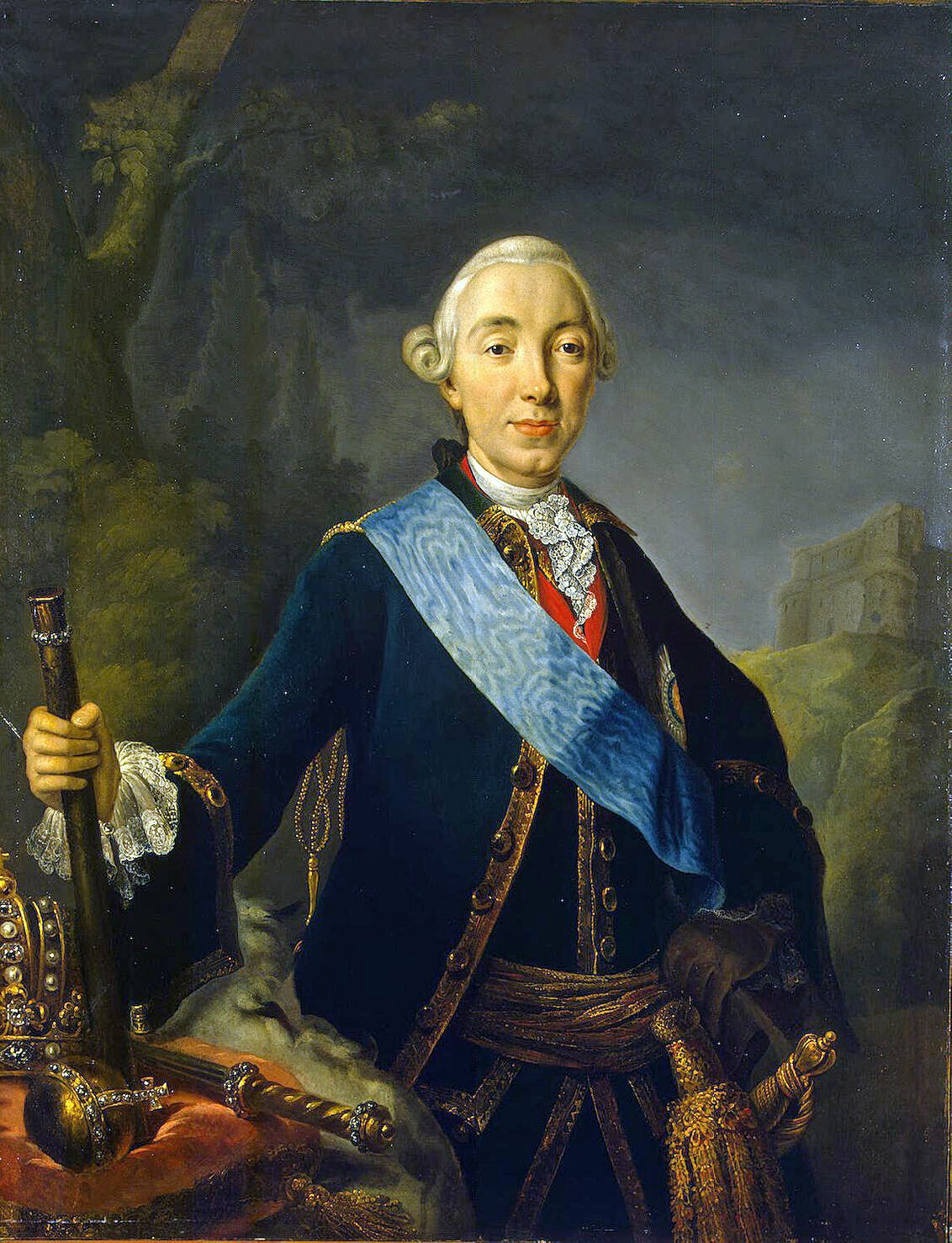
Коронаційний портрет імператора Петра III Федоровича роботи Л. К. Пфанцельта

Після смерті імператриці Єлизавети Петрівни 25 грудня 1761 року (5 січня 1762 року за новим стилем) Петро ІІІ був проголошений імператором. Правив 186 днів. Не коронувався.
В оцінках діяльності Петра III зазвичай стикаються два різних підходи. Традиційний підхід базується на абсолютизації його вад та сліпій довірі до образу, який створили мемуаристи — організатори перевороту (Катерина II, К. Р. Дашкова). Його характеризують як неосвіченого, недоумкуватого, акцентують його нелюбов до Росії. Останнім часом зроблені спроби більш об'єктивно розглянути його особистість та діяльність.
Його політика мала цілком послідовний характер; він, у наслідування дідові Петру I, припускав провести серію реформ. До числа найважливіших справ Петра III відносяться скасування Таємної канцелярії (Канцелярія таємних розшукових справ; Маніфест від 16 лютого 1762 року), початок процесу секуляризації церковних земель, заохочення торгово-промислової діяльності шляхом створення Державного банку та випуску асигнацій (Іменний указ від 25 травня), прийняття указу про свободу зовнішньої торгівлі (указ від 28 березня); в ньому ж міститься вимога дбайливого ставлення до лісів як одному з найважливіших багатств Росії. Серед інших заходів дослідники відзначають указ, що дозволяв заводити фабрики з виробництва парусного полотна в Сибіру, а також указ, що кваліфікував вбивство поміщиками селян як «тиранську муку» і передбачав за це довічне заслання. Він також припинив переслідування старообрядців. Петру III також приписують намір здійснити реформу Російської православної церкви за протестантським зразком (у Маніфесті Катерини II з нагоди сходження на престол від 28 червня 1762 року Петру це ставилося в провину).
Законодавчі акти, прийняті за час короткого правління Петра III, багато в чому стали фундаментом для подальшого правління Катерини II.
Найважливіший документ доби правління Петра Федоровича — «Маніфест про вольності дворянства» (Маніфест від 18 лютого 1762 року), завдяки якому дворянство стало винятковим привілейованим станом Російської імперії. Дворянство, будучи вимушеним Петром I до обов'язкової та поголовної повинності служити все життя державі, при Анні Іванівні отримало право виходити у відставку після 25-річної служби, тепер отримувало право не служити взагалі. Натомість привілеї дворянства не тільки залишалися, але і розширювалися. Окрім звільнення від служби, дворяни отримали право практично безперешкодного виїзду з країни. Одним з наслідків Маніфесту стало те, що дворяни могли тепер вільно розпоряджатися своїми земельними володіннями незалежно від ставлення до служби (Маніфест обійшов мовчанням права дворянства на свої маєтки; тоді як попередні законодавчі акти Петра I, Анни Іванівни та Єлизавети Петрівни, що стосуються дворянської служби, ув'язували службові обов'язки та землеволодарські права). Дворянство ставало настільки вільним, наскільки може бути вільно привілейований стан у феодальній країні.
Правління Петра III відзначено посиленням кріпацтва. Поміщики отримали можливість свавільно переселяти селян, що належали їм, з одного повіту в інший; виникли серйозні бюрократичні обмеження по переходу селян-кріпаків у купецький прошарок; за півроку правління Петра з державних селян були роздано в кріпаки близько 13 тисяч чоловік (насправді їх було більше). За ці півроку кілька разів виникали селянські бунти, які придушувалися каральними загонами. Бунти були викликані поширеним слухом про дарування «вольності селянству», відповіддю на чутки і послужив законодавчий акт, якому не випадково було надано статус маніфесту.
Законодавча активність уряду Петра III була надзвичайною. За час свого 186-денного правління було прийнято 192 документа: маніфести, іменні та сенатські укази, резолюції тощо.

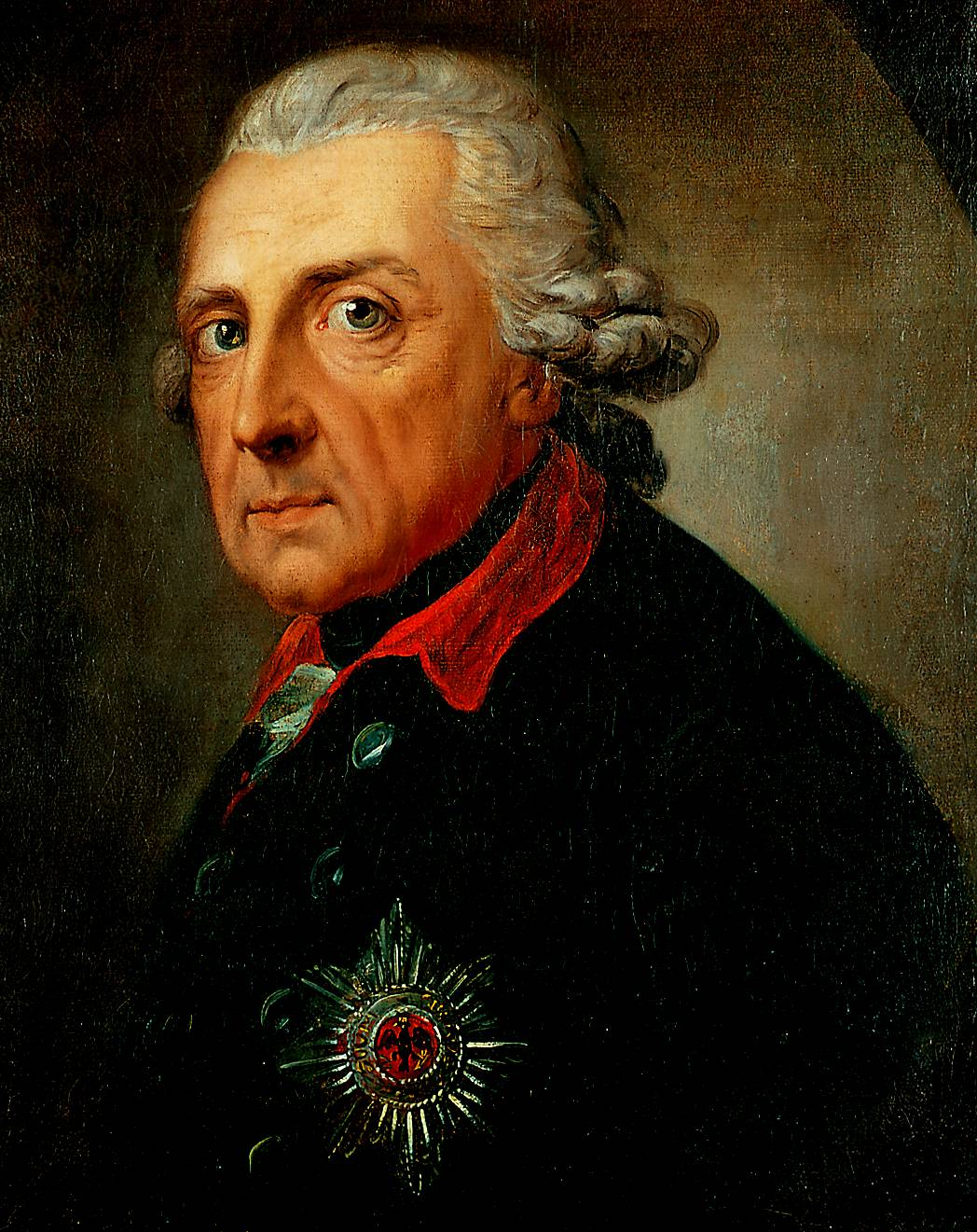
Король Пруссії Фрідріх ІІ Великий

Проте Петра III набагато більше цікавила війна з Данією: імператор задумав в союзі з Пруссією виступити проти Данії (вчорашньої союзниці Росії), з метою повернути відібраний нею у рідного Гольштейна Шлезвіг, причому сам мав намір виступити в похід на чолі гвардії. Незважаючи на загальноприйняту негативну оцінку даної передбачуваної кампанії, з точки зору сучасної геополітики слід визнати ключову роль Шлезвіга в контролі проток Північного та Балтійського морів. У порівнянні з абсолютно непотрібною для Росії війни з Пруссією (з якою у Росії тоді навіть не було спільного кордону) варіант миру з Пруссією та війни з Данією зараз не представляється такою вже відвертою авантюрою, як це представлено в мемуарах недоброзичливців Петра III.
Негайно після сходження на престол Петро Федорович повернув до двору більшість опальних вельмож попереднього правління, які мучилися в засланнях (крім ненависного Бестужева-Рюміна). Серед них був граф Бурхард Христофор Мініх, ветеран палацових переворотів та майстер інженерії свого часу. До Росії були викликані голштинські родичі імператора: принци Георг Людвіг Гольштейн-Готторпський та Петро Август Фрідріх Гольштейн-Бекський. Обом надали чин генерал-фельдмаршала з гляду на перспективу війни з Данією; Петро Август Фрідріх був також призначений столичним генерал-губернатором. Генерал-фельдцейхмейстером був призначений Олександр Вільбоа. Ці люди, а також колишній вихователь Якоб Штелін, який був призначений особистим бібліотекарем, становили найближче коло імператора.
Для ведення переговорів про сепаратний мир з Пруссією в Петербург прибув Генріх Леопольд фон Гольц. Думкою прусського посланника Петро III так дорожив, що незабаром той став «заправляти всією зовнішньою політикою Росії».
Опинившись при владі, Петро III відразу ж припинив військові дії проти Пруссії та уклав з Фрідріхом II Петербурзький мир на вкрай невигідних для Росії умовах, повернувши завойовану Східну Пруссію (яка вже чотири роки як була складовою частиною Російської імперії) та відмовившись від усіх придбань в ході фактично виграної Семирічної війни. Вихід Росії з війни повторно врятував Пруссію від повної поразки. Укладений 24 квітня мир недоброзичливці Петра III трактували як зраду та національне приниження: тривала і затратна війна закінчилася нічим, Росія не отримала ніяких вигод зі своїх перемог. Втім, це не завадило Катерині II продовжити розпочате Петром III, і остаточно спірні землі були звільнені від контролю російських військ та віддані Пруссії 2 роки потому — після нового союзного договору, укладеного з Фрідріхом Катериною II. Однак класична історія, що трактує роль Петра III виключно в негативному для Росії ключі, спирається на мемуари фаворитів партії Катерини II та приписує здачу спірних земель виключно Петру III.
Незважаючи на прогресивний характер багатьох законодавчих заходів та небувалі привілеї дворянству, погано продумані зовнішньополітичні дії Петра, а також його різкі дії відносно церкви, введення прусських порядків в армії не тільки не додали йому авторитету, але позбавили всякої соціальної підтримки; у придворних колах його політика породжувала лише невпевненість у завтрашньому дні.
Нарешті, намір вивести гвардію з Петербурга та направити її у незрозумілий та непопулярний данський похід послужив наймогутнішим каталізатором для змови, що виникла в гвардії на користь Катерини Олексіївни.

## Катерина ІІ Велика

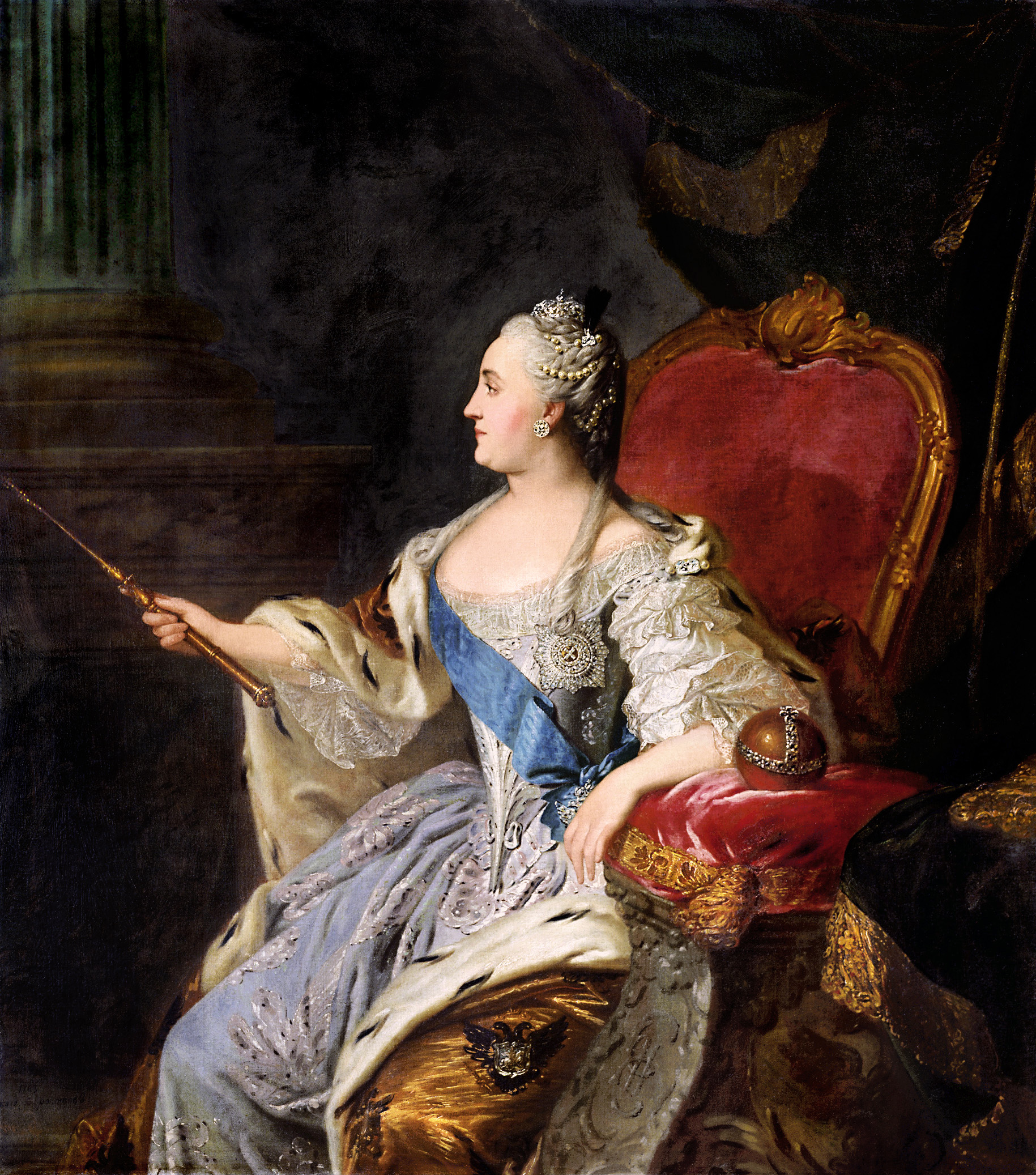
Імператриця Катерина II Велика

Катерина II Олексіївна Велика (справжнє ім'я Софія Фредеріка Августа) була донькою принцеси Єлизавети Гольштейн-Готторпської та принца Августа Ангальт-Цербстського. Народилася у місті Штеттін, який вона залишила в 14 років і більше ніколи до нього не поверталася.
У 1744 році російською імператрицею Єлизаветою Петрівною разом з матір'ю була запрошена до Росії для подальшого одруження з Петром Федоровичем Романовим, майбутнім імператором Петром III і її троюрідним братом. 21 серпня (1 вересня) 1745 року в шістнадцятирічному віці Катерина була повінчана з Петром Феодоровичем, якому виповнилося 17 років. Перші роки життя Петро зовсім не цікавився дружиною, і подружніх відносин між ними не існувало. Саме тому необхідного династії хлопчика, Катерина народжує тільки на дев'ятому році шлюбу.
Після смерті Єлизавети Петрівни (25 грудня 1761 року (5 січня 1762 року)), новий Імператор Петро III перекреслює результати Семирічної війни, натомість він пропонує дружбу Пруссії (після взяття Берліна) та вирішує воювати проти Данії, союзниці Росії. Катерина давно готувала змову і поспішає скористатися обуреним невдоволенням.
У ніч на 29 червня (10 липня) 1762 року, поки Петро III знаходився в Оранієнбаумі, Катерина таємно приїхала в Санкт-Петербург, де їй присягнули на вірність гвардійські частини. Через п'ять днів після зречення від престолу, Петра III задушать у заміському палаці в Ропше, а причиною смерті назвуть апоплексичний удар.
2 (13) вересня 1762 року Катерина Олексіївна була коронована у Москві та стала імператрицею Всеросійської з ім'ям «Катерина II». Катерина є лідером серед всіх російських імператорів за тривалістю життя і терміном правління. Період її правління часто вважають «золотим віком» Російської імперії. Сенат Російської імперії підніс їй епітети «Катерини Великої» та «Матері Вітчизни». При ній Російська імперія значно розширилася за рахунок переможних воєн з Османською імперією за вихід до Чорного моря та поділів Речі Посполитої.

### Внутрішня політика
Політика Катерини II характеризувалася в основному збереженням та розвитком тенденцій, закладених її попередниками. Територія Російської імперії істотно зросла за рахунок приєднання родючих південних земель — Криму, Причорномор'я, а також східної частини Речі Посполитої та ін. Населення зросло з 23,2 млн (в 1763 році) до 37,4 млн (у 1796 році), за чисельністю населення Росія стала найбільшою європейською країною (на неї припадало 20 % населення Європи). Катерина II утворила 29 нових губерній та побудувала близько 144 міст. Як писав Ключевський:
|  | Армія зі 162 тисяч чоловік була збільшена до 312 тисяч, Флот, у 1757 році складався з 21 лінійного корабля та 6 фрегатів, у 1790 році мав у своєму складі 67 лінійних кораблів, 40 фрегатів та 300 гребних судів, сума державних доходів з 16 млн рублів піднялася до 69 млн, тобто збільшилася більш ніж учетверо, успіхи зовнішньої торгівлі: балтійської - у збільшенні ввезення та вивезення, з 9 млн до 44 млн рублів, чорноморської, - з 390 тисяч у 1776 році до 1 млн. 900 тисяч рублів у 1796 році, зростання внутрішнього обороту позначилося випуском монети в 34 роки царювання на 148 млн рублів, тоді як у 62 попередніх роки її було випущено тільки на 97 млн ". |

Разом з тим, зростання населення значною мірою було результатом приєднання до Російської імперії іноземних держав і територій (на яких проживало майже 7 мільйонів чоловік), що нерідко зустрічало опір місцевого населення, що призвело до виникнення «польського», " українського ", " єврейського "та інших національних питань, успадкованих Російською імперією від епохи Катерини II. Сотні сіл при Катерині отримали статус міста, проте фактично так і залишилися селами по зовнішньому вигляду та роду занять населення, те ж саме стосується і ряду заснованих нею міст (деякі взагалі існували лише на папері, про що
є свідчення сучасників). Крім випуску монети, було випущено на 156 мільйонів рублів паперових асигнацій, що призвело до інфляції та значного знецінення рубля; тому реальне зростання бюджетних доходів і інших економічних показників протягом її правління був значно меншим, ніж номінальне.

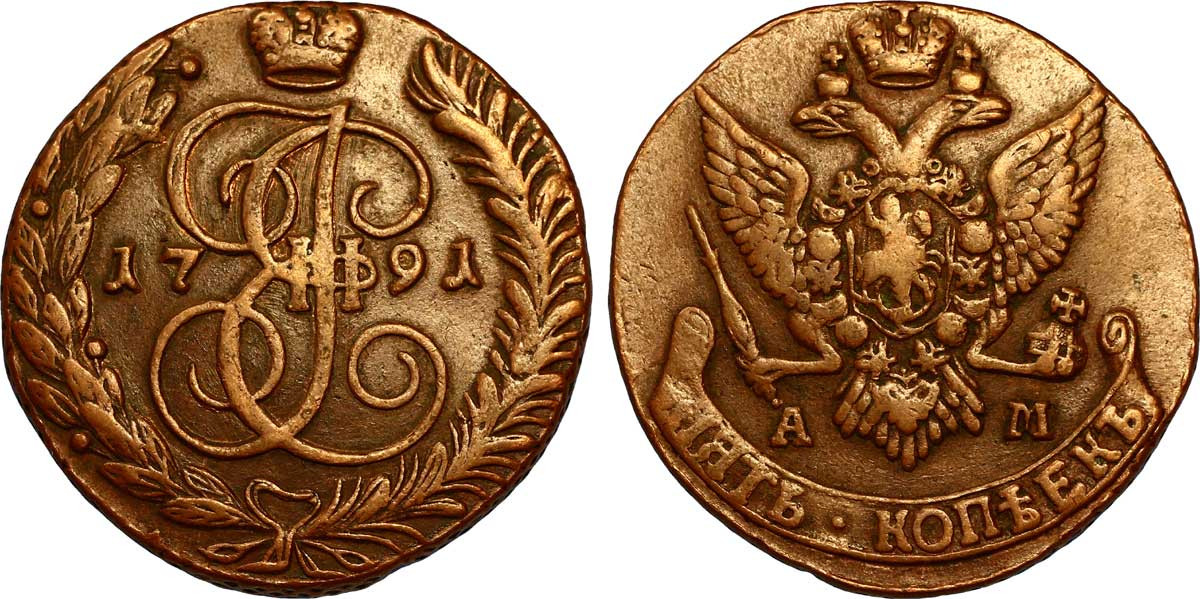
Монета в 5 копійок з двоголовим орлом та монограмою Катерини II

Економіка Росії продовжувала залишатися аграрною. Частка міського населення практично не збільшилася, складаючи близько 4 %. Разом з тим, був заснований ряд міст (Тирасполь, Григоріополь та ін.), Більш, ніж у 2 рази збільшилася виплавка чавуну (по якому Росія вийшла на 1 місце у світі), зросла кількість парусно-полотняних мануфактур. Всього до кінця XVIII ст. в країні налічувалося 1200 великих підприємств (у 1767 році їх було 663). Значно збільшився експорт російських товарів в інші європейські країни, в тому числі через створені чорноморські порти. Однак у структурі цього експорту зовсім не було готових виробів, лише сировина та напівфабрикати, а в імпорті переважали зарубіжні промислові вироби. У той час як на Заході у другій половині XVIII в. відбувалася промислова революція, російська промисловість залишалася «патріархальною» та кріпосницькою, що зумовило її відставання від західної. Нарешті, у 1770-1780-х рр. вибухнула гостра соціальна та економічна кризу, наслідком якого став і фінансова криза.
Основними внутрішньополітичними заходами, реалізованими Катериною ІІ, були:
- скликання та діяльність Уложенної комісії (1767–1768);
- реформа адміністративно-територіального поділу Російської імперії, що мала чинність аж до 1917 року;
- прийняття Жалуваної грамоти містам, яка оформила права та привілеї «третього стану» — міщан. Міський стан поділявся на шість розрядів, отримав обмежені права самоврядування, обирав міського голову та членів міської Думи;
- прийняття у 1775 році маніфесту про свободу підприємництва, згідно з яким для відкриття підприємства не потрібно було дозволу урядових органів;
- реформи 1782–1786 рр. у галузі шкільної освіти.

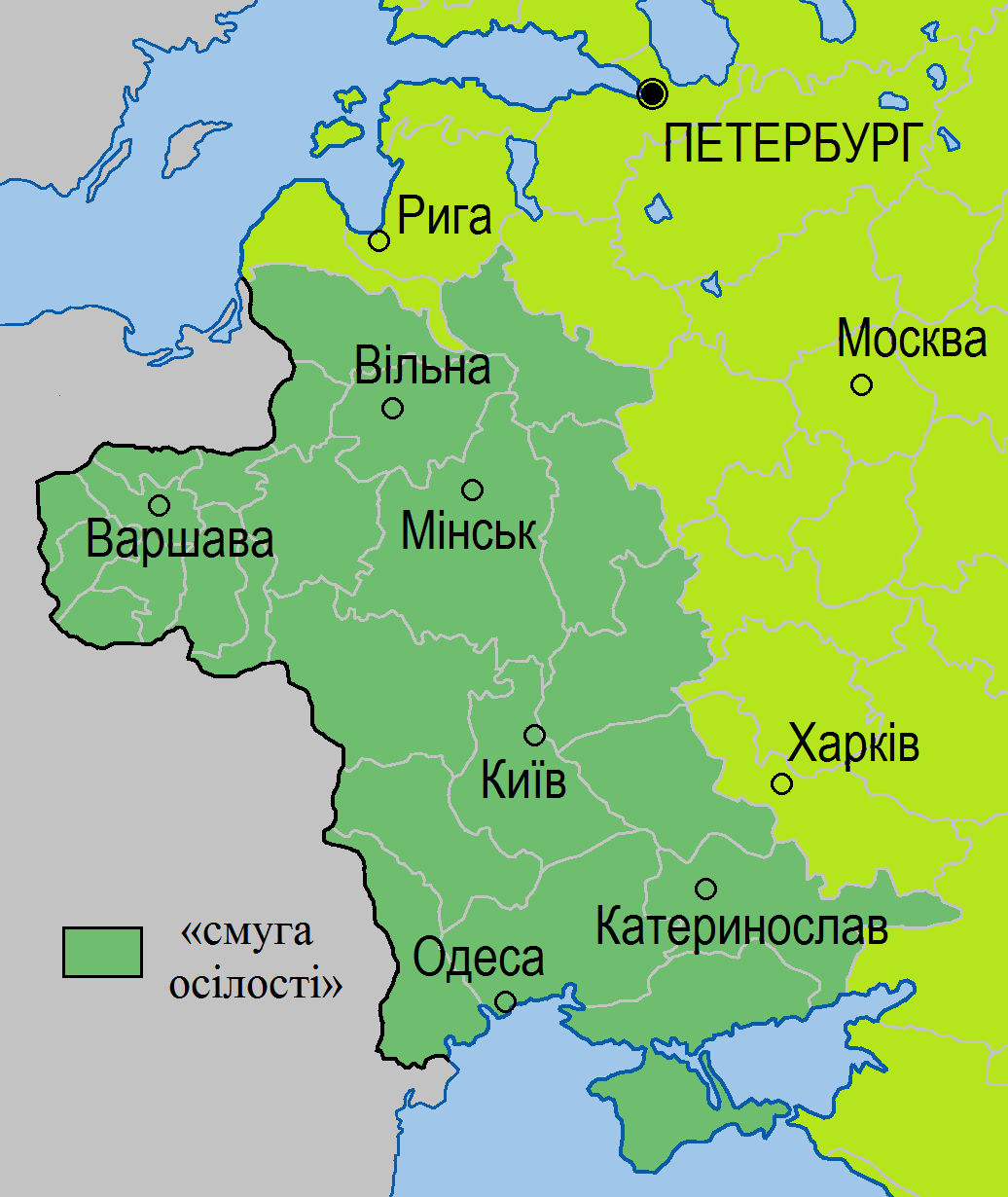
Мапа смуги осілості

Після приєднання до Російської імперії земель, котрі раніше входили до складу Речі Посполитої, в Росії виявилося близько мільйона євреїв — народу з іншою релігією, культурою, укладом та побутом. Для недопущення їхнього переселення в центральні області Росії та прикріплення до своїх громад для зручності стягнення державних податків, Катерина II у 1791 році встановила межу осілості, за межами якої євреї не мали права проживати. Смуга осілості була встановлена там ж, де євреї і проживали до цього — на приєднаних в результаті трьох поділів Речі Посполитої землях, а також у степових областях поблизу Чорного моря та малонаселених територіях на схід від Дніпра. Перехід євреїв у православ'я знімав всі обмеження на проживання. Відзначається, що смуга осілості сприяла збереженню єврейської національної самобутності, формуванню особливої єврейської ідентичності в рамках Російської імперії.
У 1762–1764 рр. Катериною були видані два маніфести. Перший — «Про дозвіл усім іноземцям, які в Росію в'їжджають, поселятися в губерніях, де вони побажають і про даровані їм правах» закликав іноземних підданих переселятися в Росію, другий визначав перелік пільг та привілеїв
переселенцям. Уже незабаром виникли перші німецькі поселення в Поволжі, відведеному для переселенців. Наплив німецьких колоністів був настільки великий, що вже у 1766 році довелося тимчасово призупинити прийом нових переселенців до облаштування тих, що вже в'їхали. Колонізація Поволжя швидко розвивалася: якщо у 1765 році було 12 колоній, то у 1766 році — 21, а у 1767 році — 67. За даними перепису колоністів у 1769 році в 105 колоніях на Волзі проживало 6500 сімей, що становило 23,2 тис. чоловік. У майбутньому німецька громада буде відігравати помітну роль у житті Росії.
За час правління Катерини до складу країни увійшли Північне Причорномор'я, Приазов'я, Крим, землі між Дністром та Бугом, Білорусь, Курляндія та Литва. Загальна кількість нових підданих, придбаних таким чином Росією, досягла 7 мільйонів. У результаті, як писав В. Й. Ключевський, в Російській імперії «посилилася ворожнеча інтересів» між різними народами. Це виразилося, зокрема, в тому, що мало не для кожної національності уряд був змушений вводити особливий економічний, податковий та адміністративний режим, Так, німецькі колоністи були зовсім звільнені від сплати податків державі та від інших повинностей; для євреїв була введена смуга осілості; з українського та білоруського населення на території колишньої Речі Посполитої подушний податок спочатку зовсім не збирався, а потім стягувався у половинному розмірі.

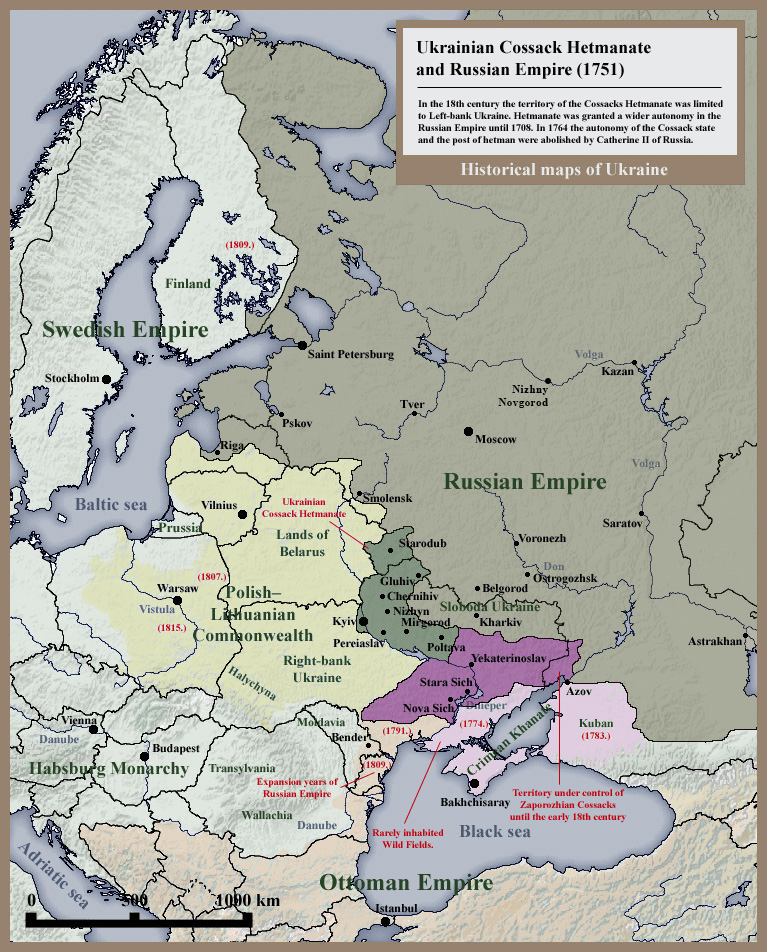
Територія Війська Запорізького у складі Російської імперії (1751—1775 рр.)

Під час правління Катерини II землі колишнього Кримського ханства увійшли до складу Російської імперії, що призвело до виходу Росії до Чорного моря та ліквідації багаторічної військової загрози з боку кримських татар. Таким чином, зникла необхідність в козацьких військах, Запорозькій Січі та Гетьманщині. Як наслідок, у 1764 році було скасоване гетьманство.
Після ліквідації гетьманства (1764 р.) Запорозька Січ лишалася єдиним українським краєм, де ще зберігалася автономія. За Кючук-Кайнарджійським мирним договором 1774 року кордони Російської імперії відсунулися до гирла Південного Бугу, і Запорозька Січ втрачала значення форпосту в боротьбі проти османсько-татарської агресії. Крім того, імператорський уряд пригадуючи участь січовиків у кривавому повстанні на Правобережжі в 1768 році, відомішому як Коліївщина, побоювався нових заворушень. Тим більше, Омелян Пугачов у 1774 році під час бунту збирався йти на возз'єднання із запорожцями, відчуваючи моральну підтримку з їхнього боку. Після придушення бунту, для багатьох учасників цього повстання Запоріжжя стало надійним прихистком.

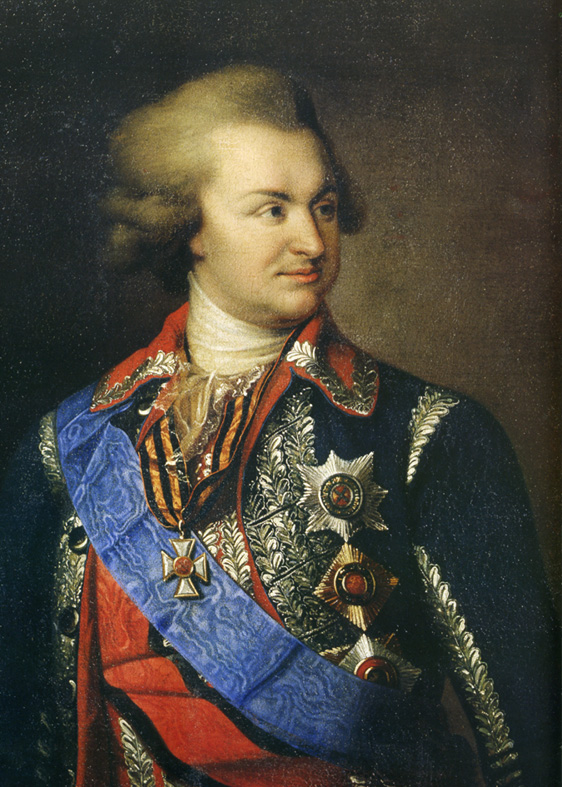
Потьомкін Григорій Олександрович, російський державний та військовий діяч, генерал-фельдмаршал, фаворит Катерини ІІ

У квітні 1775 року Г. Потьомкін виступив на засіданні імператорського уряду з проєктом ліквідації Запорозької Січі. На початку червня 1775 року імператорські війська на чолі з генералом П. Текелієм, що поверталися з османського фронту, та генерала Федора Чорби, який був викликаний для цього з придушення повстання О.Пугачова, оточили Запорозьку Січ 4-5(15-16) червня 1775 року. Не маючи сил боронитися, кошовий отаман Петро Іванович Калнишевський змушений був здати фортецю без бою. Разом із старшиною його було заарештовано і на пропозицію Потьомкіна заслано по рішенню імператорського суду на 25 років до Соловецького монастиря, де він помер на 113 році життя у 1803 році. Запорозьке військо було оголошено розпущеним. Землі Запорозької Січі імператорський уряд почав роздавати поміщикам, а козаків покріпачувати. Це спричинилося до втечі 5 тисяч запорожців на підвладну Османській імперії територію в гирлі Дунаю, де вони заснували Задунайську Січ.
1785 року, видавши «Жалувану грамоту дворянству», Катерина II законодавчо оформила права та привілеї російського дворянства, прирівняла до нього українську козацьку старшину, закріпивши за нею земельні володіння. Вона особисто віддавала накази про придушення антикріпосницьких виступів в Україні — Коліївщини (1768 рік) та Турбаївського повстання (1789—1793 рр).
Правління Катерини II позначилося подальшою русифікацією України. 1783 року в Києво-Могилянській Академії запровадили російську мову викладання.
У 1786 році було проведено секуляризацію церковних земель, що підірвало економічну незалежність православної церкви від держави, зокрема, в Україні. Церква знову перетворилася на частину імперського державного апарату.
Після включення до складу Російської імперії Правобережної України уряд Катерини II проводив тут політику, спрямовану на ліквідацію греко-католицької церкви, підпорядкованої Риму.

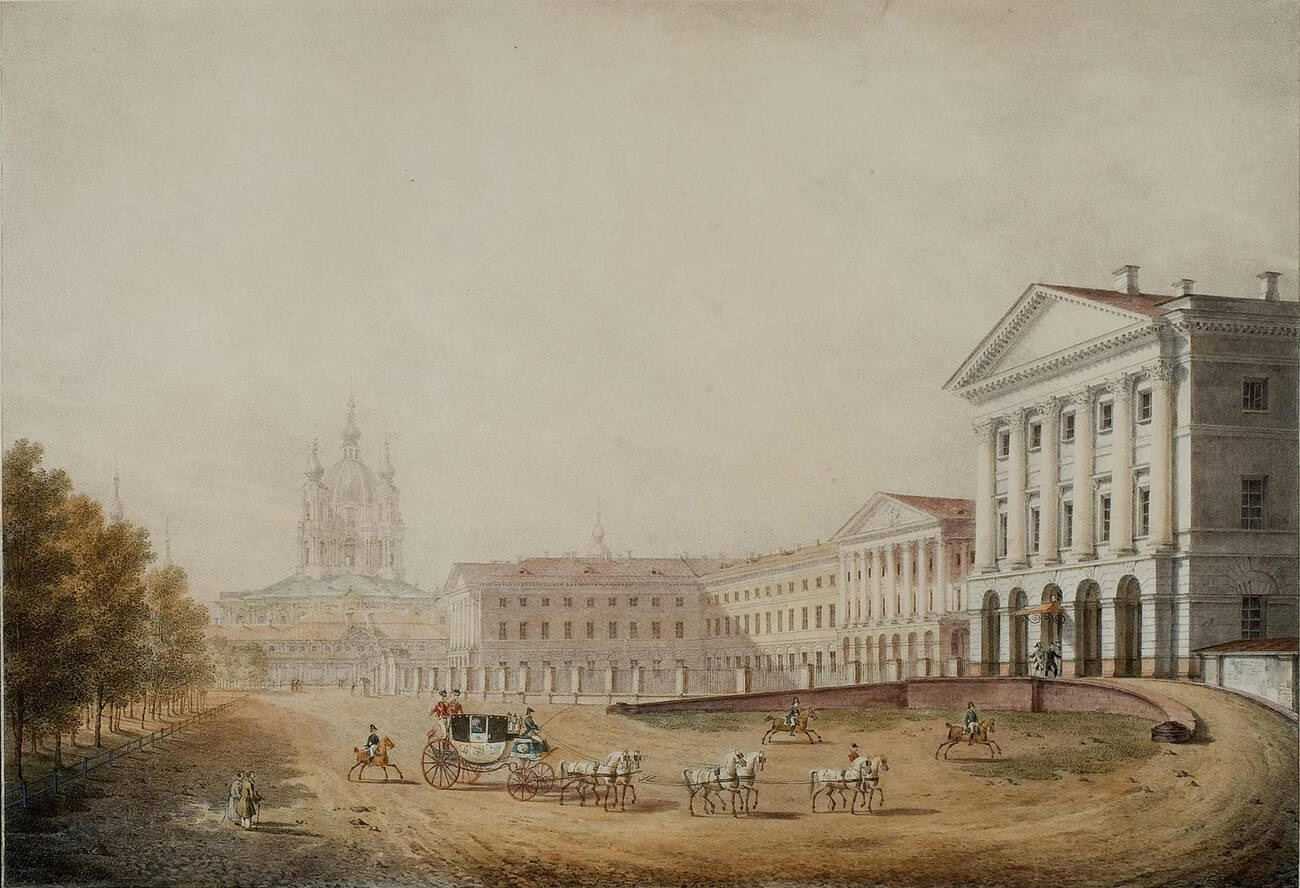
Смольний інститут благородних дівиць

У 1768 році була створена мережа міських шкіл, заснованих на класно-урочній системі. Активно стали відкриватися училища. При Катерині було приділено особливу увагу розвитку жіночої освіти, у 1764 році були відкриті Смольний інститут шляхетних дівчат, Виховне товариство шляхетних дівчат. Академія наук стала однією з провідних у Європі наукових баз. Були засновані обсерваторія, фізичний кабінет, анатомічний театр, ботанічний сад, інструментальні майстерні, друкарня, бібліотека, архів. 11 жовтня 1783 року була заснована Російська академія.

Разом з тим історики невисоко оцінюють успіхи в галузі освіти та науки. А.Труайя вказує, що робота академії будувалася в основному не на вирощуванні власних кадрів, а на запрошенні іменитих зарубіжних вчених (Ейлер, Паллас, Бемер, Шторх, Крафт, Міллер, Вахмейстер, Георгі, Клінгер та ін.), Проте "перебування всіх цих учених в Петербурзькій академії наук не збагатило скарбницю людських знань ". Про це ж пише В. О. Ключевський, посилаючись на свідчення сучасника Манштейна. Те ж саме відноситься до освіти. Як пише В. О. Ключевський, при заснуванні Московського університету у 1755 році в ньому значилося 100 студентів, а через 30 років — лише 82. Багато студентів не могли скласти іспити та отримати диплом: так, за весь час правління Катерини жоден медик не отримав вченого диплома, тобто не здав іспити. Навчання було організовано погано (оскільки велося французькою або латинською мовою), а дворяни вельми неохоче йшли вчитися. Такий ж недобір студентів був і у двох морських академіях, які не могли набрати навіть 250 учнів.

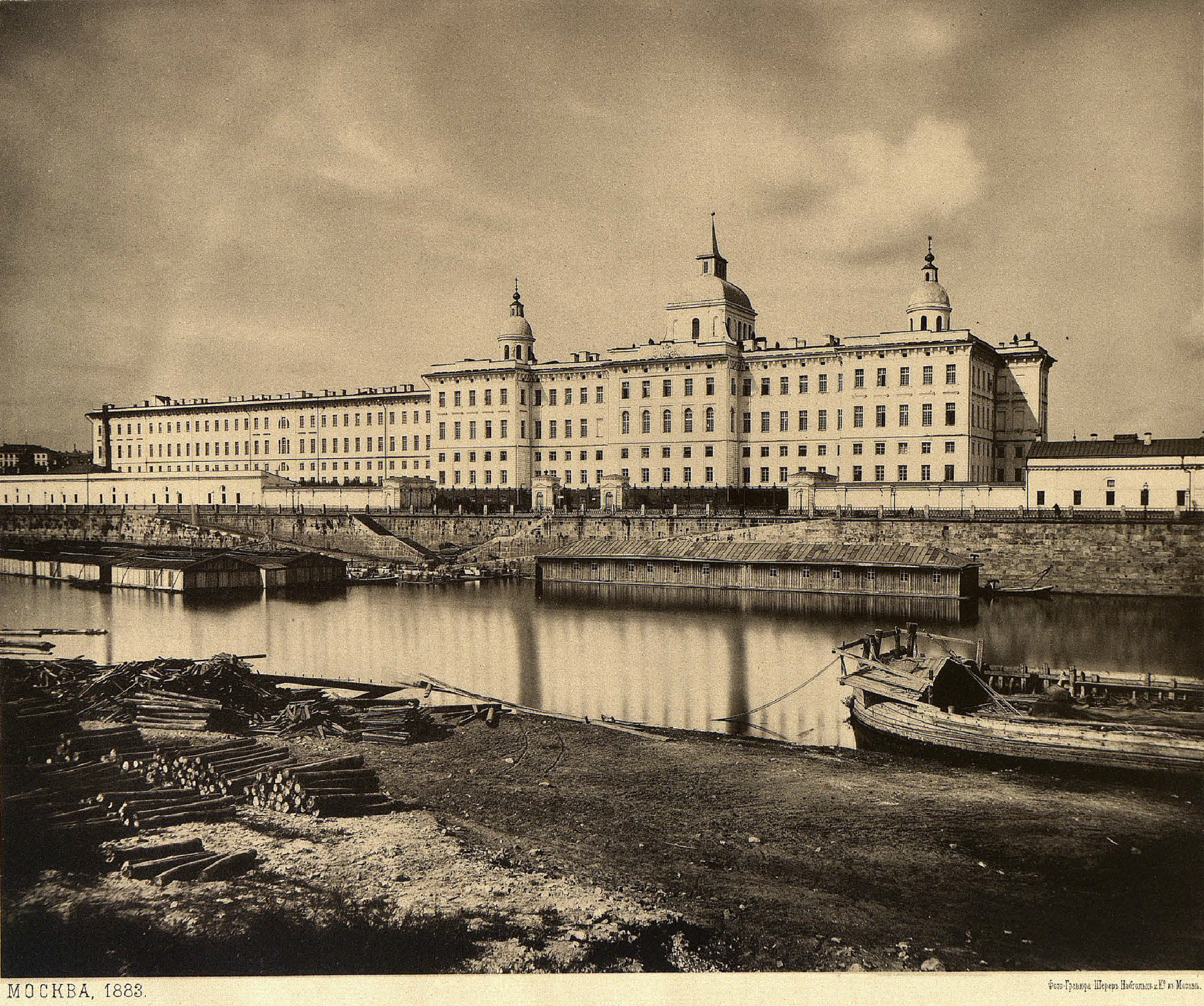
Московський Виховний будинок

У Москві та Петербурзі були створені Виховні будинки для безпритульних дітей, де вони отримували освіту та виховання. Для допомоги вдовам була утворена Овдовіла скарбниця.
Було запроваджено обов'язкове віспощеплення, причому Катерина вирішила подати підданим особистий приклад: у ніч на 12 (23) жовтня 1768 року щеплення від віспи зробили самій імператриці. Серед перших щеплених виявилися також великий князь Павло Петрович та велика княгиня Марія Федорівна. При Катерині II боротьба з епідеміями в Росії стала набувати характер державних заходів, що безпосередньо входили в коло обов'язків імператорської Ради та Сенату. За указом Катерини були створені форпости, розміщені не тільки на кордонах, але й на дорогах, що ведуть в центр Росії. Був створений «Статут прикордонних та портових карантинів».
Розвивалися нові для Росії напрямки медицини: були відкриті лікарні для лікування сифілісу, психіатричні лікарні та притулки. Видано ряд фундаментальних праць з питань медицини.

#### Внутрішньополітичні проблеми
Той факт, що імператрицею була проголошена жінка, яка не мала на це ніяких формальних прав, породив безліч претендентів на трон. Так, лише з 1764 по 1773 рр. в країні з'явилося сім Лжепетрів III (які стверджували, що вони — не що інше, як «воскреслий» Петро III) — А. Асланбеков, І. Євдокимов, Г. Кремньов, П. Чернишов, Г. Рябов, Ф. Богомолов, Н. Хрестів; восьмим став Омелян Пугачов. А у 1774—1775 рр. до цього списку додалася ще «справа княжни Тараканової», яка видавала себе за дочку Єлизавети Петрівни.
Протягом 1762—1764 рр. було розкрито 3 змови, що мали на меті повалення Катерини, причому два з них були пов'язані з ім'ям Івана Антоновича — колишнього російського імператора Івана VI, який на момент сходження на престол Катерини II продовжував залишатися в живим, перебуваючи в ув'язненні у Шліссельбурзькій фортеці. У першому з них брало участь 70 офіцерів. Другий мав місце у 1764 році, коли підпоручик В. Я. Мирович, що ніс вартову службу у Шліссельбурзькій фортеці, схилив на свій бік частину гарнізону, аби звільнити Івана. Варта, відповідно до даних їм інструкцій заколола в'язня, а сам Мирович був заарештований та страчений.
У 1771 році в Москві відбулася велика епідемія чуми, ускладнена народними хвилюваннями в Москві, що одержали назву Чумний бунт. Повсталі розгромили Чудівський монастир у Кремлі. На другий день юрба взяла приступом Донський монастир і вбила архієпископа Амвросія, почала громити карантинні застави та будинки знаті. На придушення повстання були направлені війська під командуванням Г. Г. Орлова. Після триденних боїв бунт був придушений.

##### Селянська війна 1773—1775років

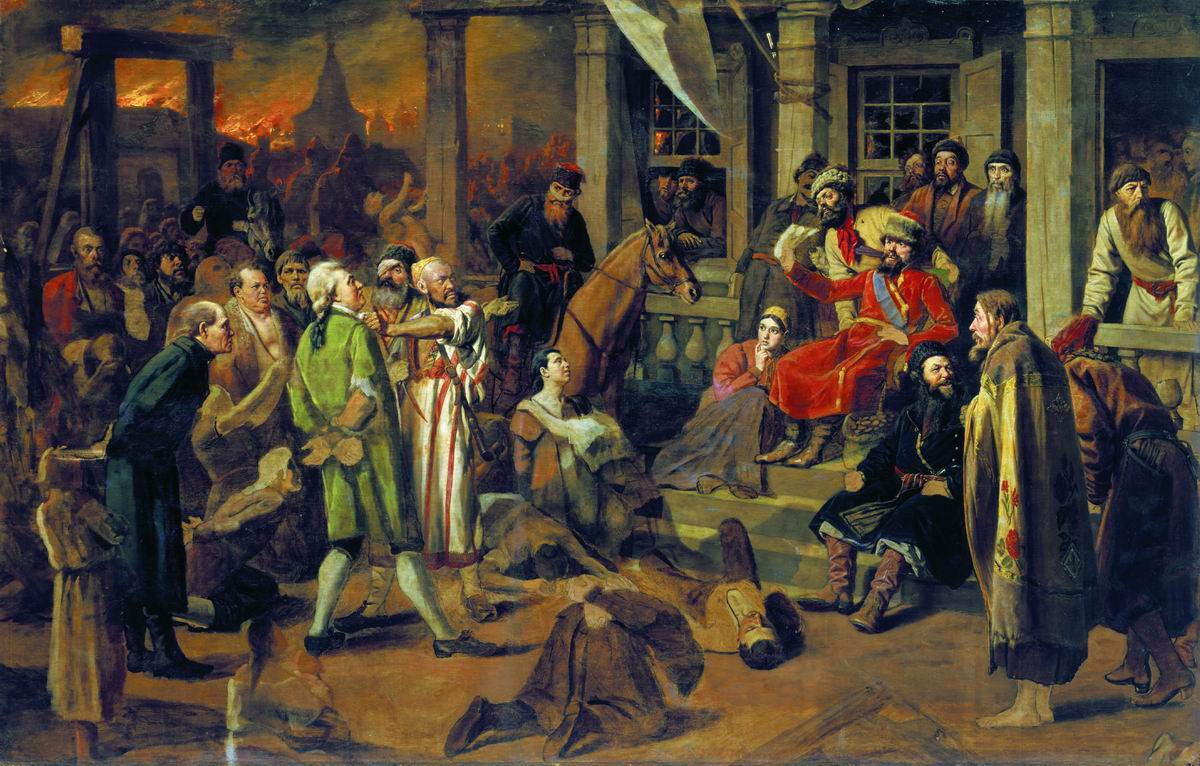
Василь Перов «Суд Пугачова» (1879), Російський музей, Санкт-Петербург

У 1773—1775 роках відбулося селянське повстання на чолі з Омеляном Пугачовим. Воно охопило землі Яїцького війська, Оренбурзької губернії, Уралу, Прикам'я, Башкирії, частини Західного Сибіру, Середнього та Нижнього Поволжя. В ході повстання до козаків приєдналися башкири, татари, казахи, уральські заводські робітники та численні кріпаки всіх губерній, де розгорталися воєнні дії. Після придушення повстання були згорнуті деякі ліберальні реформи та посилився консерватизм.
Основні етапи:
- вересень 1773 — березень 1774 рр.
- березень 1774 — липень 1774 рр.
- липень 1774—1775 рр.

17 вересня 1773 року почалося повстання. Біля Яїцького містечка на сторону 200 козаків перейшли урядові загони, які йшли придушити заколот. Не взявши містечка, повсталі відправилися до Оренбурга. 5 жовтня 1773- 22 березня −1774 рр. відбувалася облога Оренбурга. У березні — липні 1774 року повстанці захоплюють заводи Уралу та Башкирії. Під Троїцькою фортецею вони зазнали поразки, проте 12 липня їхні війська захопили Казань. 17 липня повстанці знову зазнають поразки та відступають на правий берег Волги. 12 вересня 1774 року Пугачова схопили та згодом привселюдно стратили.
Історики вважають, що селянська війна 1773—1775 рр. була одним із проявів гострої соціальної кризи, що вибухнула в середині правління Катерини, яке було відзначене численними повстаннями в різних частинах країни (Кіжське повстання в Заонежжі у 1769–1770 роках, чумний бунт 1771 року в Москві, повстання яїцьких козаків 1769–1772 років та інші). Ряд істориків вказує на зміну характеру соціальних протестів, набуття ними класового, антидворянського, характеру. Так, Д.Блюм зазначає, що учасники повстання Пугачова вбили близько 1600 дворян, причому майже половину з них становили жінки та діти, наводить інші випадки вбивств дворян у ході селянських повстань тієї епохи. Як пише В. О. Ключевський, селянські повстання в добу катерининського правління «офарбилися соціальним кольором, то були повстання не підданих проти керуючої адміністрації, а нижчих класів — проти вищого, правлячого, проти дворянства».

### Зовнішня політика
Зовнішня політика Російської держави при Катерині ІІ була спрямована на зміцнення ролі Росії в світі та розширення її території. Девіз її дипломатії полягав у наступному: «потрібно бути в дружбі з усіма державами, щоб завжди зберігати можливість стати на бік слабшого … зберігати собі вільні руки … ні за яким хвостом не тягнутися». Однак цим девізом нерідко нехтували, воліючи приєднувати слабких до сильних всупереч їхній думці та бажанню.

#### Розширення кордонів Російської імперії
Нове територіальне зростання Російської імперії починається з правління Катерини II. Після першої російсько-турецької війни Російська імперія приєднує у 1774 році важливі пункти в гирлах Дніпра, Дону та поблизу Керченської протоки (Кінбурн, Азов, Керч, Єнікале). Потім, у 1783 році приєднується Балта, Крим та Кубанська область. Друга російсько-турецька війна закінчується придбанням прибережної смуги між Бугом та Дністром (1791 рік). Завдяки всім цим територіям, Росія закріплює свої позиції на Чорному морі.

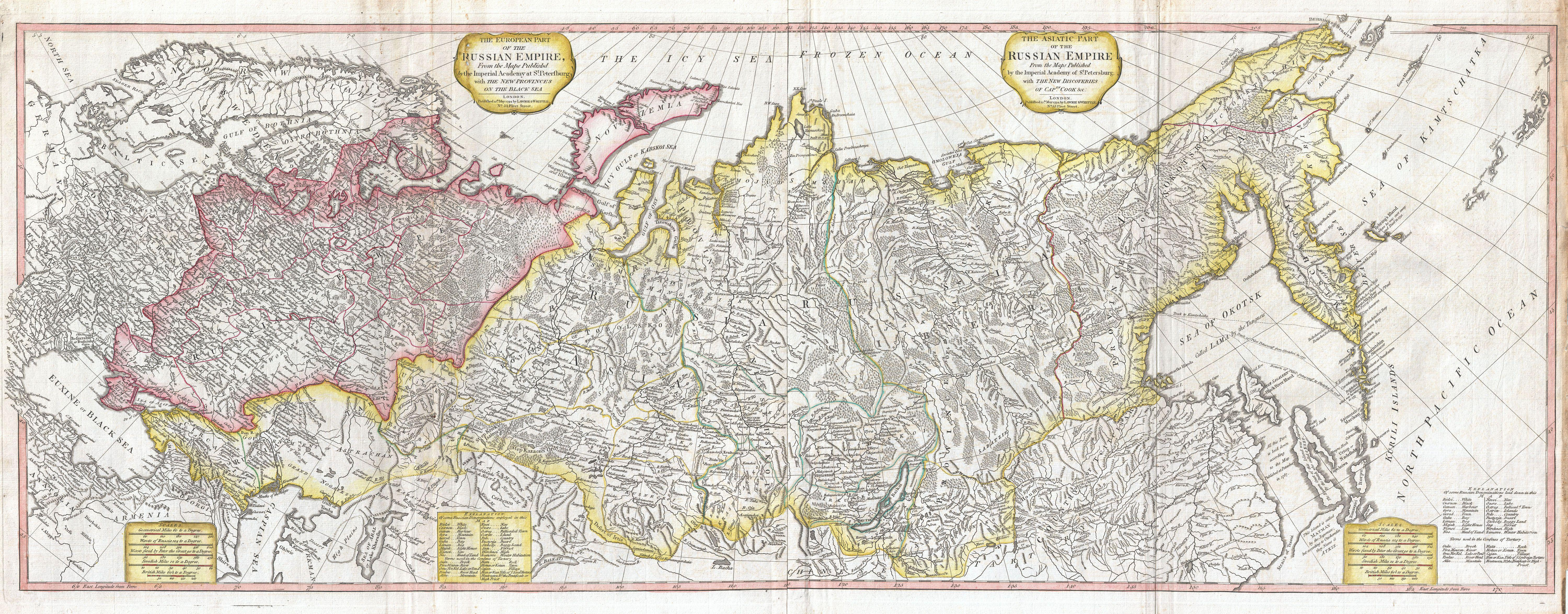
Кордони Російської імперії станом на 1794 рік

У той ж час розділи Речі Посполитої віддають Російській імперії східні території колишньої держави. Згідно першому з них у 1773 році Російська імперія отримує частину Білорусі (Вітебська та Могильовська губернії); по другому розділу Речі Посполитої (1793 рік) Російська імперія отримала губернії: Мінську, Волинську та Подільську; по третьому (1795–1797 рр.) — литовські губернії (Віленську, Ковенську та Гродненську), Чорну Русь, верхню течія Прип'яті та західну частину Волині. Одночасно з третім розділом було приєднано до Росії і герцогство Курляндське.

#### Розділи Речі Посполитої

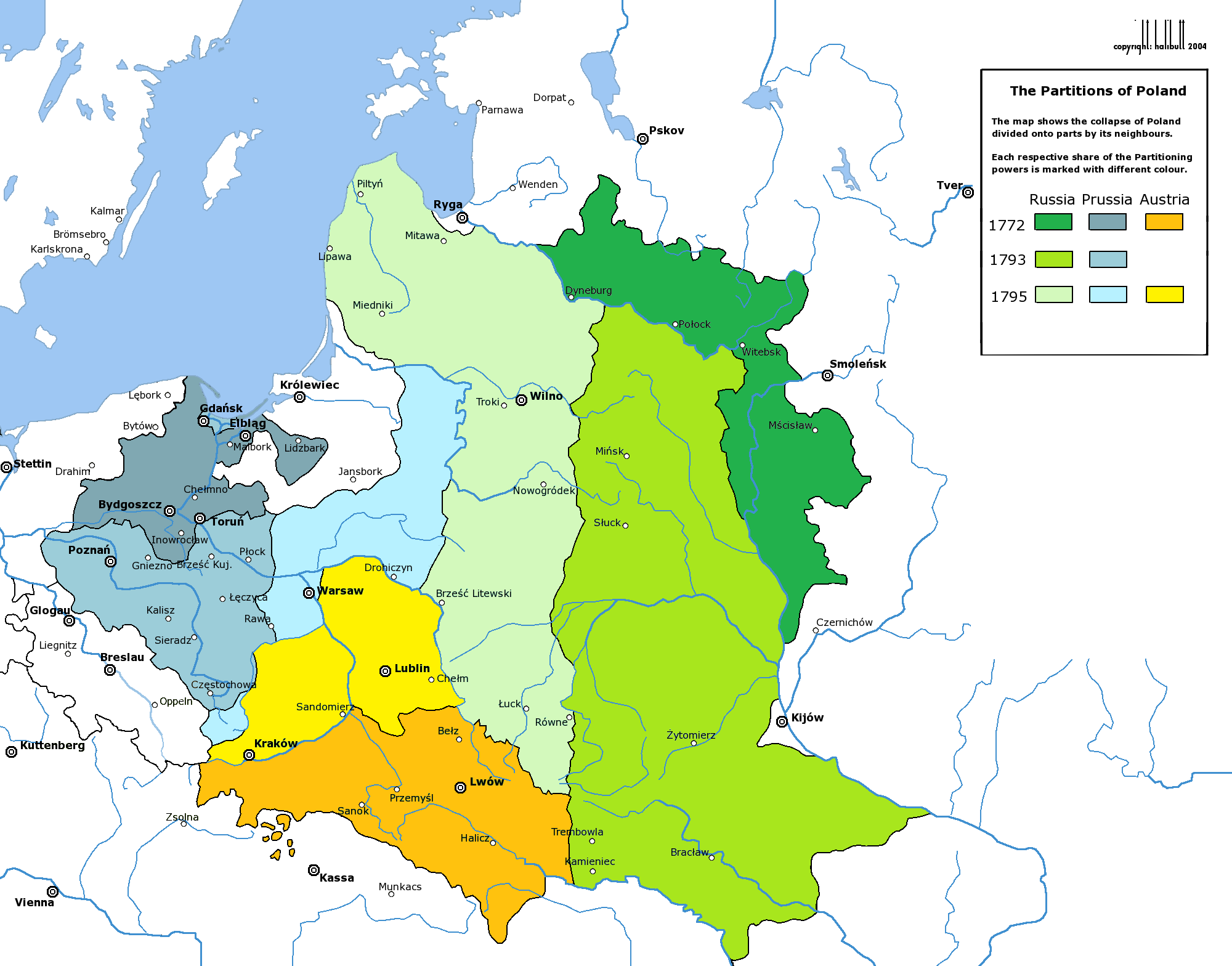
Поділи Речі Посполитої

Приводом для втручання у справи Речі Посполитої послужило питання про становище дисидентів (тобто некатолицької меншини — православних та протестантів), які, за вимогою Російської імперії повинні були бути зрівняними у правах з католиками. Катерина робила сильний тиск на шляхту з метою обрання на престол Речі Посполитої свого ставленика Станіслава Августа Понятовського, який врешті-решт і був обраний королем. Частина шляхти Речі Посполитої виступила проти цих рішень та організувала повстання, підняте у Барській конфедерації. Воно було придушене російськими військами в союзі з королем Речі Посполитої. У 1772 році Королівство Пруссія та Австрійська монархія, побоюючись посилення російського впливу в Речі Посполитій та її успіхами у війні з Османською імперією, запропонували Катерині провести поділ Речі Посполитої в обмін на припинення війни, погрожуючи в іншому випадку війною проти Російської імперії. Російська імперія, Австрійська монархія та Королівство Пруссія ввели свої війська.
У 1772 році відбувся Перший поділ Речі Посполитої. Австрійська монархія отримала територію Галичини, Королівство Пруссія — Західну Пруссію (Помор'я), Росія — східну частину Білорусі до Мінська (Вітебська та Могильовська губернії) та частину латвійських земель, що входили раніше до Лівонії. Сейм Речі Посполитої був змушений погодитися з розділом та відмовитися від претензій на втрачені території: було втрачено 380000 км² з населенням в 4 мільйони чоловік.

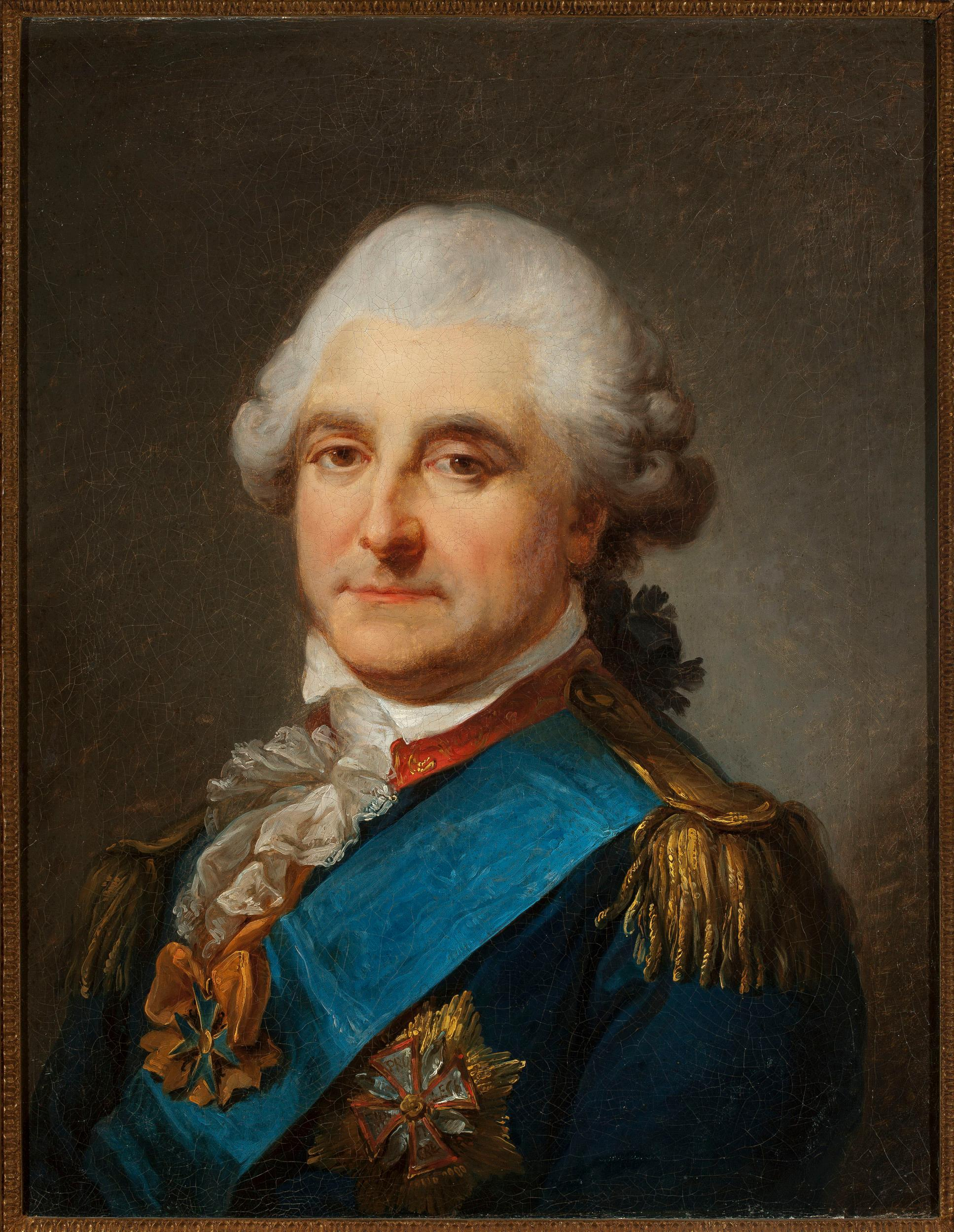
Станіслав Август Понятовський, останній польський король та великий князь литовський

Дворяни та промисловці Речі Посполитої сприяли прийняттю Конституції 1791 року; консервативна частина населення Тарговицької конфедерації звернулася до Російської імперії за допомогою.
У 1793 році відбувся Другий поділ Речі Посполитої, затверджений на Гродненському сеймі. Королівство Пруссія отримала Гданськ, Торунь, Познань (частину земель по р. Варта та Вісла), Російська імперія — Центральну Білорусь з Мінськом, Київщину, Східну Волинь, Поділля, Брацлавщину.

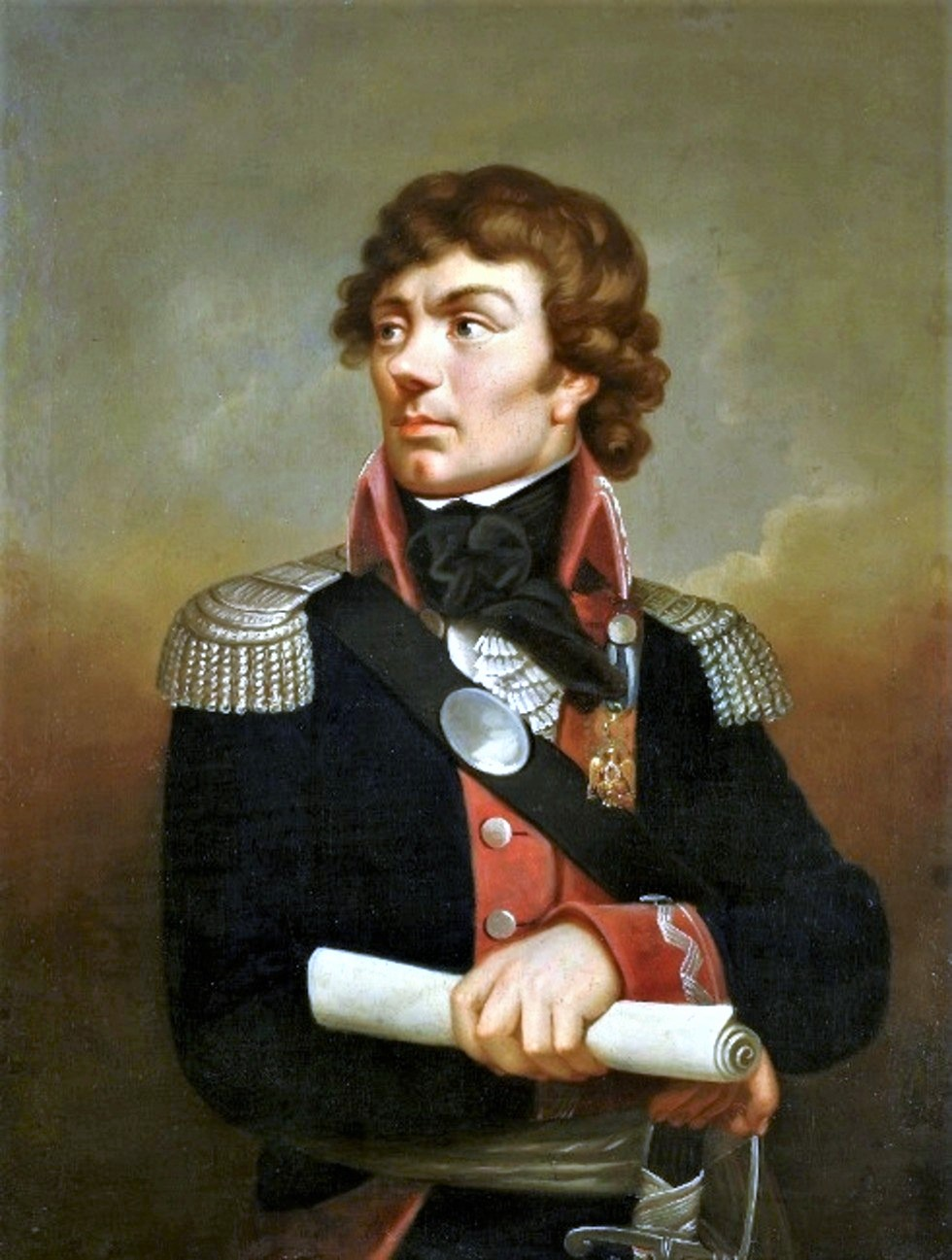
Тадеуш Костюшко, організатор польського повстання 1794 року

У березні 1794 року почалося повстання під керівництвом Тадеуша Костюшка, цілями якого було відновлення територіальної цілісності, суверенітету та Конституції 3 травня, однак навесні того ж року воно було придушене російською армією під командуванням О. В. Суворова. Під час повстання Костюшка повсталими поляками, які захопили російське посольство у Варшаві, були виявлені документи, що мали великий суспільний резонанс, відповідно до яких король Станіслав Понятовський та ряд членів Гродненського сейму в момент затвердження другого поділу Речі Посполитої отримали гроші від російського уряду — зокрема, Понятовський отримав кілька тисяч дукатів.
У 1795 році відбувся Третій поділ Речі Посполитої. Австрійська монархія отримала Південну Польщу з Любаном та Краковом, Королівство Пруссія — Центральну Польщу з Варшавою, Російська імперія — Литву, Курляндію, Волинь та Західну Білорусь.
У підсумку трьох поділів Речі Посполитої до Російської імперії перейшли литовські, білоруські та українські землі (окрім частини України, захопленої Австрією). Корінні польські землі поділили між собою Королівство Пруссія та Австрійська монархія. 15 січня 1797 року була підписана остання конвенція, яка затвердила поділ Речі Посполитої, скасувала польське громадянство та повністю ліквідувала залишки державності. До цієї конвенції був прикладений акт 1795 року — зречення від престолу польського короля Станіслава Августа Понятовського.

#### Російсько-турецькі війни

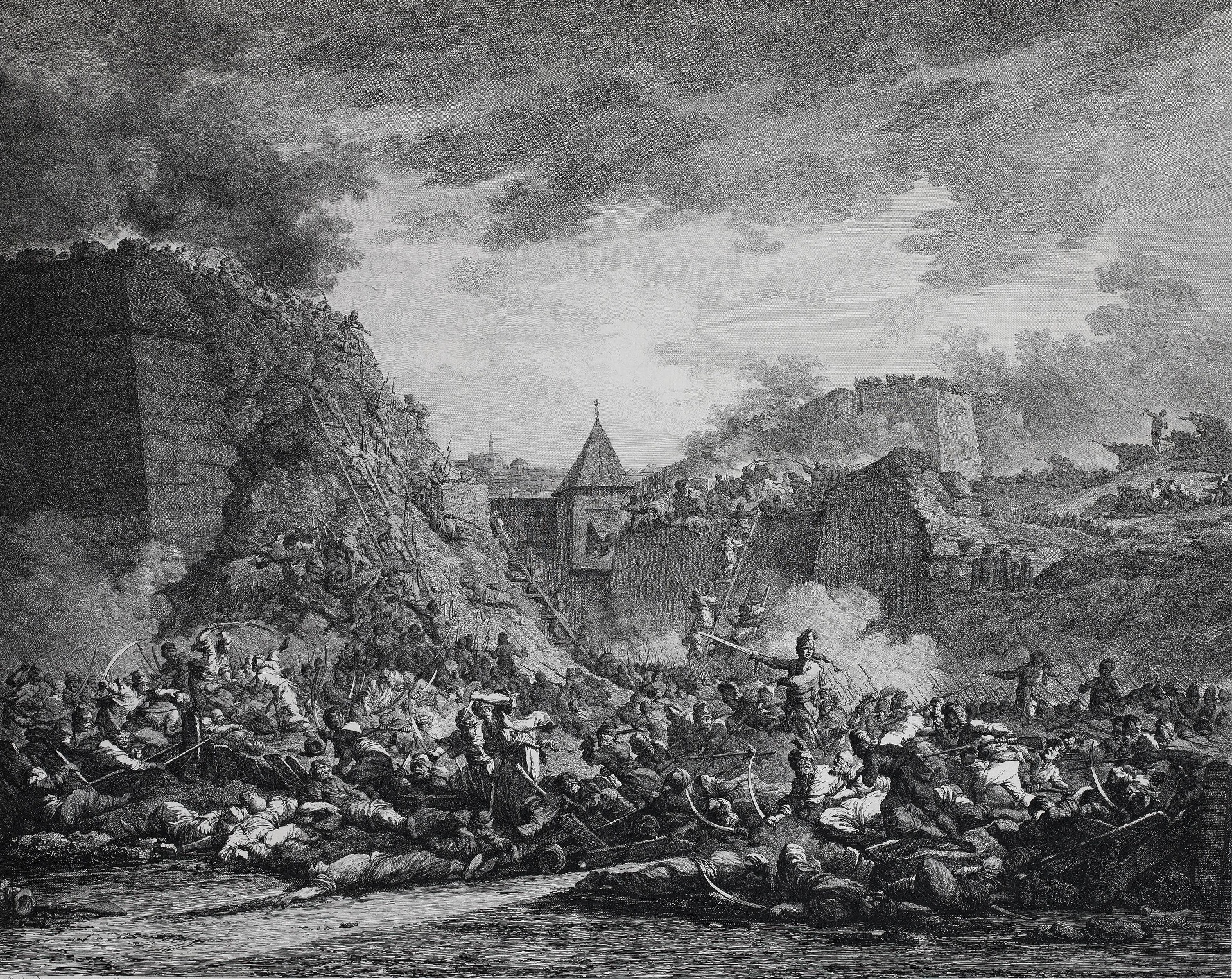
Штурм Очакова. Гравюра А. Берга, 1792

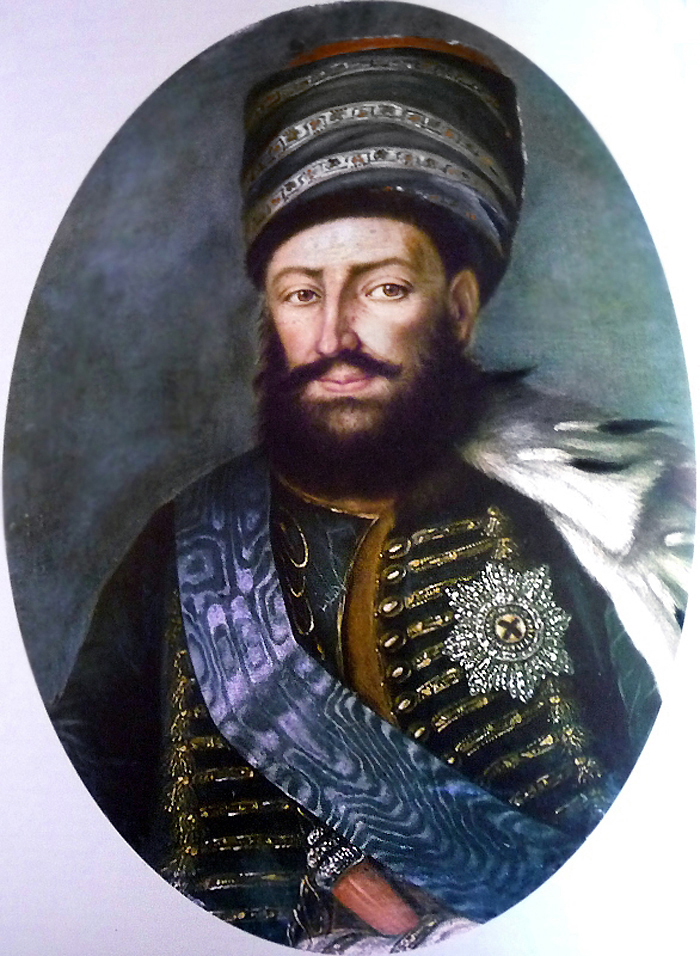
Іраклій II, цар Картлійсько-Кахетинського царства

Важливим напрямом зовнішньої політики Катерини II були також території Криму, Причорномор'я та Північного Кавказу, що перебували під османським пануванням.
Коли спалахнуло повстання Барської конфедерації, османський султан оголосив війну Російській імперії (російсько-турецька війна 1768—1774 рр.), використовуючи як привід те, що один з російських загонів, переслідуючи поляків, увійшов на територію Османської імперії. Російські війська розбили конфедератів та стали отримувати одну за одною перемоги на півдні. Домігшись успіху в ряді сухопутних та морських битв (битва біля Козлуджі, битва при Рябій Могилі, Кагульська битва, битва при Ларзі, Чесменська битва та ін.), Російська імперія змусила Османську імперію підписати Кючук-Кайнарджійський договір, в результаті якого Кримське ханство формально здобуло незалежність, але де-факто стало залежати від Російської імперії. Османська імперія виплатила Російській імперії військові контрибуції в розмірі 4500000 рублів, а також поступилася північним узбережжям Чорного моря разом з двома важливими портами.

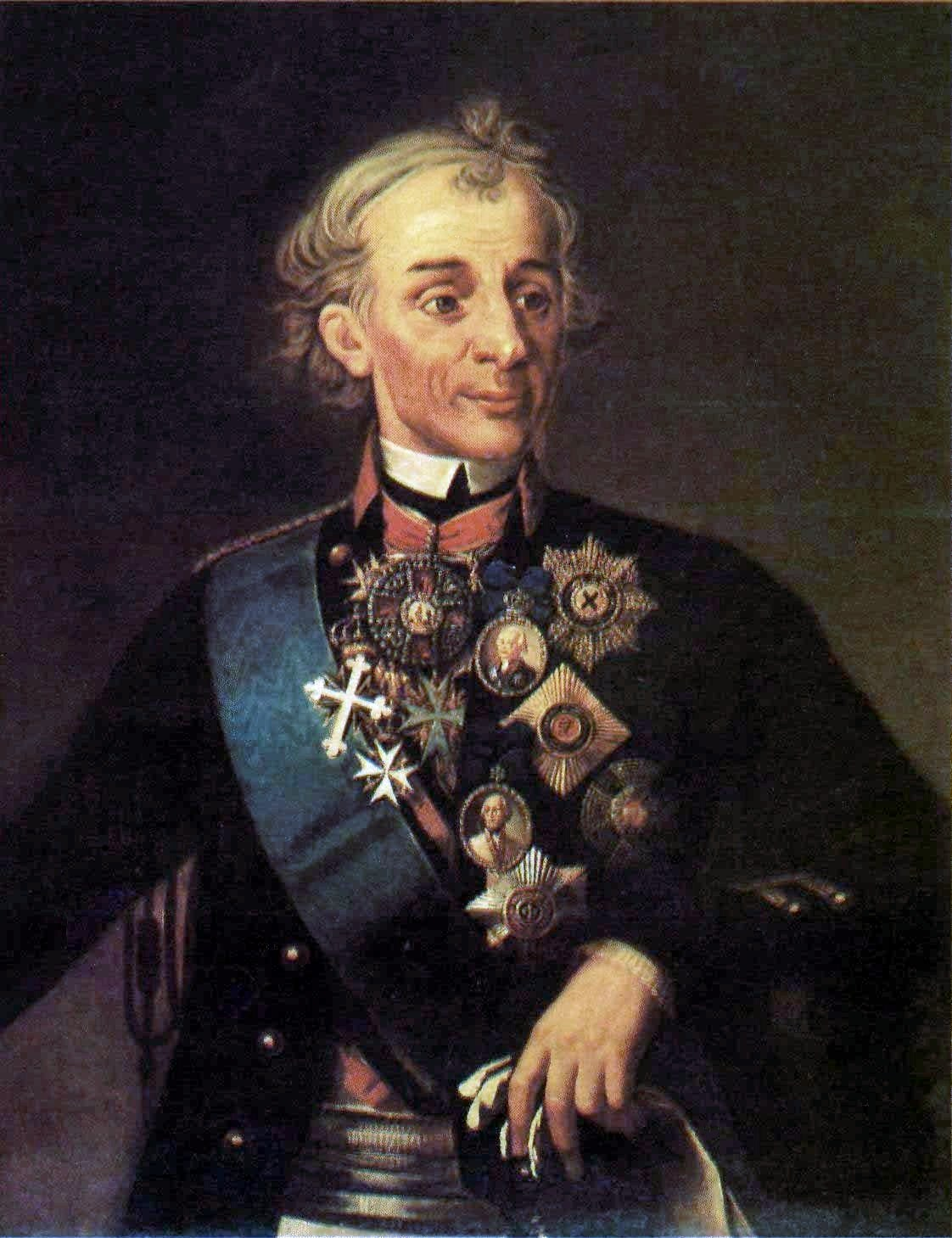
Олександр Васильович Суворов, російський полководець

Після закінчення російсько-турецької війни 1768—1774 рр., політика Російської імперії щодо Кримського ханства була спрямована на встановлення в ньому проросійського правителя та приєднання до Росії. Під тиском російської дипломатії ханом був обраний Шахін Гірей. Попередній хан — ставленик Османської імперії Девлет IV Гірей — на початку 1777 року спробував чинити опір, проте він був придушене О. В. Суворовим, а Девлет IV втік до Османської імперії. Одночасно була недопущена висадка османського десанту в Криму і тим самим відвернена спроба розв'язання нової війни, після чого Османська імперія визнала Шахіна Гірея ханом. У 1782 році проти нього спалахнуло повстання, яке придушили введені на півострів російські війська, а у 1783 році маніфестом Катерини II Кримське ханство було приєднане до Російської імперії.
Після перемоги імператриця разом з австрійським імператором Йосифом II здійснила тріумфальну поїздку по Криму.
Наступна війна з Османською імперією відбулася у 1787–1792 роках і була безуспішною спробою Османської імперії повернути собі землі, що відійшли до Російської імперії в ході російсько-турецької війни 1768—1774 рр., в тому числі і Крим. Тут також росіяни здобули ряд найважливіших перемог, як сухопутних — Кінбурнська баталія, битва при Римнику, взяття Очакова, взяття Ізмаїла, битва під Фокшанами, так і морських — бій біля Фідонісі (1788), Керченська битва (1790), битва біля мису Тендра (1790) і битва при Каліакрії (1791). У підсумку Османська імперія була змушена підписати у 1791 році Ясський мирний договір, що закріплював Крим та Очаків за Російською імперією, а також відсував кордон між двома імперіями до Дністра.
Війни з Османської імперії ознаменувалися великими військовими перемогами Румянцева, Орлова-Чесменського, Суворова, Потьомкіна, Ушакова, утвердженням Російської імперії на Чорному морі. В результаті до Російської імперії відійшло Північне Причорномор'я, Крим, Прикубання, посилилися її політичні позиції на Кавказі та Балканах, зміцнений авторитет Росії на світовій арені.
На думку багатьох істориків, ці завоювання є головним досягненням правління Катерини II. Разом з тим, ряд істориків (К. Валишевський, В. О. Ключевський та ін.) та сучасників (Фрідріх II, французькі міністри та ін.) пояснювали «дивовижні» перемоги Російської імперії над Османською імперією не так силою російської армії та флоту, які були щедосить слабкими та погано організованими, скільки наслідком надзвичайного розкладання в цей період османської армії та держави

#### Відносини з Грузією та Персією
За царя Картлі і Кахеті Іраклія II (1762–1798) об'єднана Картлійсько-Кахетинська держава значно посилюється, зростає її вплив у Закавказзі, причому османів виганяють з країни. Відроджується грузинська культура, виникає книгодрукування. Одним з провідних напрямків громадської думки стає просвітництво. Іраклій звернувся за допомогою до Російської імперії для захисту від Персії і Османської імперії. Катерина II, яка саме воювала з Османською імперією, з одного боку, була зацікавлена в союзникові, а з іншого, не хотіла посилати до Грузії значні військові сили. У 1769-1772 роках незначний російський загін під командуванням генерала Тотлебена воював проти Османської імперії на боці Грузії. У 1783 році Росія і Грузія підписали Георгіївський трактат, який встановлював російський протекторат над царством Картлі-Кахеті в обмін на військовий захист Російської імперії. У 1795 році перський шах Ага Мохаммед-хан Каджар вторгся до Грузії і після Крцаніської битви розорив Тбілісі. Російська імперія, виконуючи умови трактату, почала проти неї бойові дії і в квітні 1796 року російські війська взяли штурмом Дербент та придушили опір персів на території сучасного Азербайджану, включаючи великі міста (Баку, Шемаха, Ганджа).

#### Відносини зі Швецією
Користуючись тим, що Російська імперія вступила у війну з Османською імперією, Швеція, підтримана Королівством Пруссія, Королівством Великої Британії та Голландією, розв'язала з нею війну за повернення раніше втрачених територій. Вступивші на територію Російської імперії війська були зупинені генерал-аншефом В. П. Мусіним-Пушкіним. Після низки морських битв, які не мали рішучого результату, Росія розгромила лінійний флот шведів у битві під Виборгом, проте через налетілий шторм зазнала важкої поразки у битві гребних флотів при Роченсальмі. В результаті сторони підписали у 1790 році Верельський мирний договір, за яким кордон між країнами не змінився.

##### Російська колонізація Північної Америки

Прапор Російсько-американської компанії

3 серпня 1784 року на острів Кадьяк (Бухта Трьох Святителів) прибула експедиція Шеліхова. «Шеліховці» («Північно-східна компанія») починають посилено освоювати острів, підпорядковуючи місцевих ескімосів (конягів), сприяючи поширенню православ'я серед тубільців та впроваджуючи ряд сільськогосподарських культур (картопля, ріпа). У 1788 році російські володіння на Алясці постраждали від потужного цунамі. Поселення на острові Кадьяк довелося перенести у 1792 році на нове місце, місто отримало назву Павлівської гавані.. У 1795 році російським промисловцям під проводом Баранова вдалося просунутися до Якутата.
Паралельно з компанією Шеліхова Аляску освоювала конкуруюча з ним компанія купця Лебедєва-Ласточкіна. Споряджений ним галіот «Св. Георгій» (Коновалов) прибув у 1791 році в затоку Кука, а його екіпаж заснував Миколаївський редут. У 1792 році «лебєдівці» заснували поселення на берегах озера Іліамна та спорядили експедицію Василя Іванова до берегів річки Юкон. Однак компанія Лебедєва-Ласточкіна станом на 1798 рік зазнала фіаско, не витримавши конкуренції з шеліховцями, через відсутність хорошого постачання з метрополією в Сибіру та повстання індіанців атна.
У 1799 році була заснована Михайлівська фортеця (Сітка). З 1808 року столицею російської Америки стає Ново-Архангельськ. Фактично управління американськими територіями велося Російсько-американською компанією, правління якої знаходилося в Іркутську, офіційно Російська Америка була включена до складу Сибірського генерал-губернаторства, а після його поділу у 1822 році на Західне та Східне, до складу Східно-Сибірського генерал-губернаторства.

#### Відносини з іншими країнами
У 1764 році нормалізувалися відносини між Російською імперією і Королівством Пруссія, згодом між цими країнами був укладений союзний договір, який послужив основою утворення Північної системи — союзу Російської імперії, Королівства Пруссія, Королівства Великої Британії, Швеції, Данії-Норвегії та Речі Посполитої проти Франції та Австрії. Російсько-пруссько-британська співпраця продовжилася і надалі. У жовтні 1782 року було підписано Договір про дружбу і торгівлю з Данією-Норвегією.
У третій чверті XVIII в. йшла боротьба північноамериканських колоній за незалежність від Королівства Великої Британії, що призвела до створення США. У 1780 році, російський уряд прийняв «Декларацію про збройний нейтралітет», підтриману більшістю європейських країн (кораблі нейтральних країн мали право збройного захисту при нападі на них флоту воюючої країни).
У європейських справах роль Російської імперії зросла під час австро-пруської війни 1778—1779 років, коли вона виступила посередницею між воюючими сторонами на Тешенському конгресі, де Катерина по суті продиктувала свої умови примирення, які відновлювали рівновагу у Європі. Після цього Російська імперія часто виступала арбітром у суперечках між німецькими державами, які зверталися за посередництвом безпосередньо до Катерини.
Одним з грандіозних планів Катерини на зовнішньополітичній арені став так званий «Грецький проєкт» — спільні плани Російської імперії й Австрійської монархії по розділу османських земель, вигнання османів з Європи, відродженню Візантійської імперії та проголошення її імператором онука Катерини — великого князя Костянтина Павловича. Згідно з планами, на місці Молдовського князівства та Князівства Волощина повинна була би утворитися буферна держава Дакія, а західна частина Балканського півострова передавалася б Австрійській монархії. Проєкт був розроблений на початку 1780-х років, однак здійснений не був через суперечності союзників та відвоювання Російською імперією значних османських територій самостійно.
Після Великої французької революції Катерина виступила одним з ініціаторів антифранцузької коаліції та встановлення принципу легітимізму. Вона говорила: "Послаблення монархічної влади у Франції наражає на небезпеку всі інші монархії. З мого боку я готова чинити опір усіма силами. Пора діяти та взятися за зброю ". Проте в реальності вона усунулася від участі в бойових діях проти Франції. На поширену думку, однією з дійсних причин створення антифранцузької коаліції було відволікання уваги Королівства Пруссія та Австрійської монархії від справ Речі Посполитої. Разом з тим, Катерина відмовилася від усіх укладених з Францією угод, наказала висилати всіх підозрюваних у симпатіях до французької революції з Російської імперії, а у 1790 році випустила указ про повернення з Королівства Франція всіх росіян.
Незадовго до смерті, у 1796 році, Катерина почала Перський похід: планувалося, що головнокомандувач Валеріан Зубов (висунувся в полководці завдяки протекції свого брата Платона Зубова — фаворита імператриці) з 20 тисячами солдатів захопить всю або значну частину території Персії. Подальші грандіозні завойовницькі плани, які як вважають, були розроблені самим Платоном Зубовим, включали похід на Константинополь: із заходу через Малу Азію (Зубов) та одночасно з півночі з боку Балкан (Суворов), — для реалізації Грецького проєкту. Цим планам не судилося збутися через її смерть, хоча Зубов встиг здобути кілька перемог та захопити частину перської території, включаючи Дербент і Баку.
Під час правління Катерини ІІ у результаті двох успішних для Російської імперії російсько-турецьких війн 1768—1774 і 1787—1791 рр. до Росії був анексоване Кримське ханство та вся територія Північного Причорномор'я. У 1772—1795 рр. Росія взяла участь у трьох поділах Речі Посполитої, в результаті яких приєднала до себе території нинішніх Білорусі та Правобережної України, Литви та Курляндії. Під час період правління Катерини почалася російська колонізація Алеутських островів та Аляски.
Разом з тим, багато істориків розглядають окремі елементи зовнішньої політики Катерини II (ліквідація Речі Посполитої як самостійної держави, прагнення до захоплення Константинополя) як мають швидше негативні, ніж позитивні, результати. Так, Н. І. Павленко називає ліквідацію Речі Посполитої як суверенної держави «розбійницькою акцією з боку сусідів». Як пише К.Еріксон, «нинішні історики посягання Катерини на незалежність Польщі сприймають як варварство, що йде врозріз з ідеалами гуманізму та просвітництва, які вона проповідувала». Як відзначають К. Валишевський та В. О. Ключевський, в ході поділів Речі Посполитої 8 мільйонів слов'ян опинилися під «ярмом» Пруссії та Австрії;
причому, ці розділи дуже підсилили останніх, набагато більше, ніж Росію. У результаті Росія своїми руками створила на своєму західному кордоні в особі зміцнівших німецьких держав грізних потенційних супротивників, з якими надалі їй доведеться воювати
.
Наступники Катерини критично оцінювали принципи її зовнішньої політики. Її син Павло I ставився до них негативно і після її смерті поспішив повністю переглянути відразу після сходження на трон. Під час правління її онука Миколи I бароном Бруновим був підготовлений рапорт, в якому говорилося: "Ми не можемо не визнати, що способи, обрані імператрицею Катериною для виконання її планів, далеко не узгоджуються з характером прямоти та честі, які є тепер незмінним правилом нашої політики … ". «І нашою істинною силою», — приписав імператор Микола I своєю власною рукою.

## Павло І

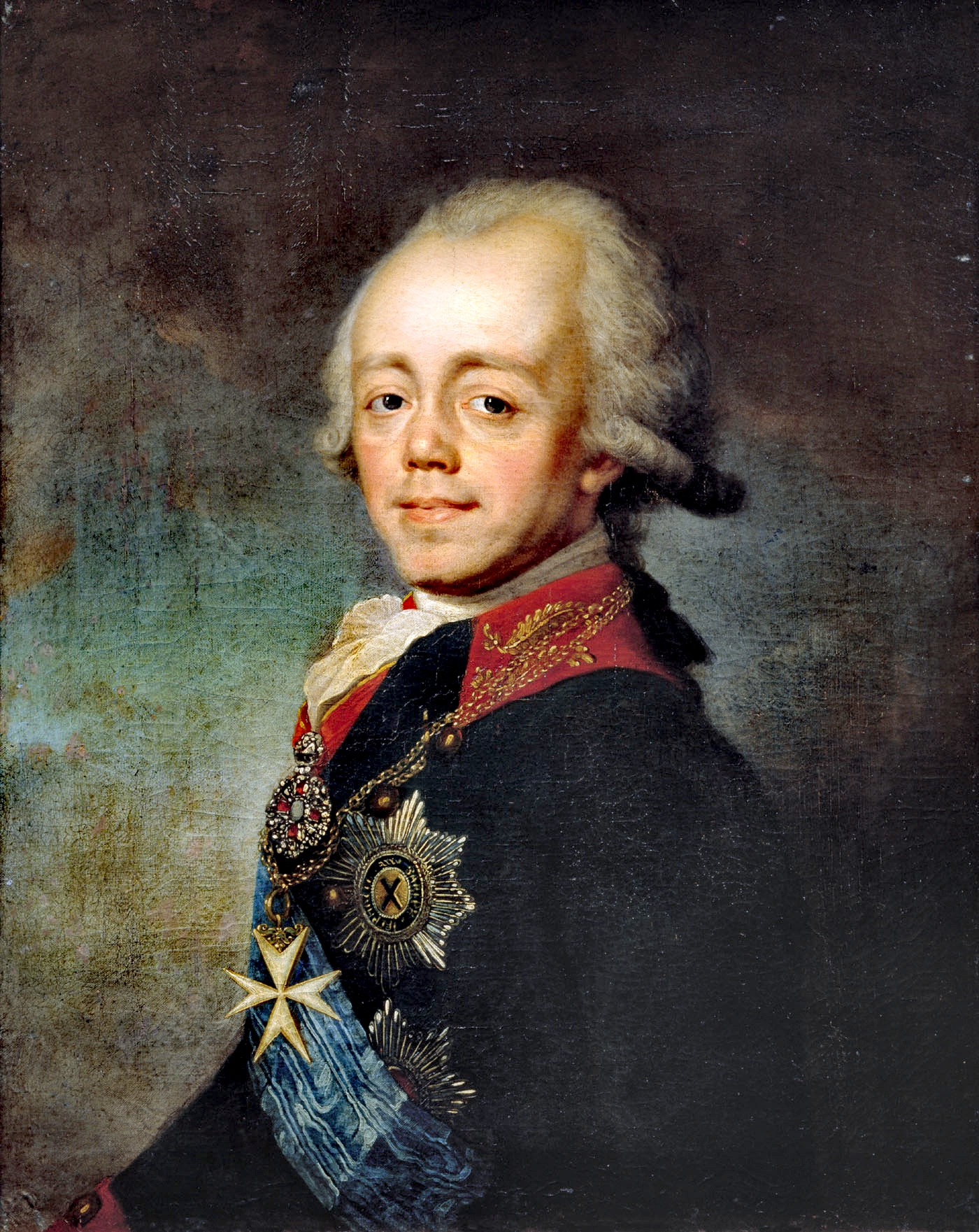
Імператор Павло І Петрович

### Внутрішня політика
Імператор Павло I вступив на престол 6 листопада 1796 року у віці 42 років. 5 квітня 1797 року, в перший день Пасхи, відбулася коронація нового імператора. Це було перше в історії Російської імперії спільне коронування імператора й імператриці. Після вступу на престол Павло рішуче приступив до зламу порядків, встановлених матір'ю. У сучасників залишилося враження, що багато рішень приймалися «на зло» її пам'яті. Живлячи глибоку відразу до революційних ідей, Павло, наприклад, повернув свободу радикалам Радіщеву, Новикову та Костюшку, а останньому навіть дозволив виїхати в Америку.
Одночасно з похованням Катерини прах Петра III був перенесений у імператорську усипальню — Петропавлівський собор. На похоронній церемонії регалії несли Олексій Орлов та інші учасники вбивства імператора, а Павло власноруч зробив обряд коронування батьківських останків.
У день коронації Павло I публічно прочитав прийнятий новий закон про престолонаслідування, який підвів риску під сторіччям палацових переворотів та жіночого правління в Росії. Відтепер жінки фактично були відсторонені від спадкування російського престолу. Вперше були встановлені правила регентства.
З огляду на страх перед новим палацовим переворотом, були запроваджені заходи для ослаблення позицій дворянства в цілому та гвардії зокрема і на противагу їм покращення становища селян, зокрема Павло відмінив 2 січня 1797 року статтю Жалуваної грамоти, яка забороняла застосовувати тілесні покарання до дворян. Були введені тілесні покарання за вбивство, розбої, пияцтво, розпусту, службові порушення. Імператор також скасував дворянські зібрання, ввів подушне мито, заборонив колективні прохання та участь у виборах для звільнених з державної служби за проступки.

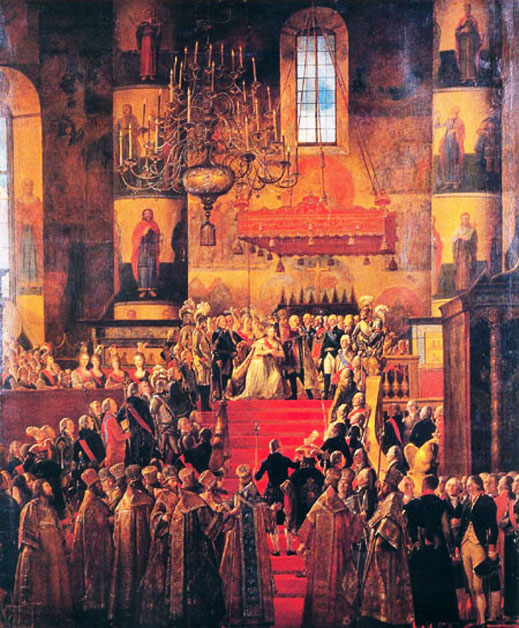
Церемонія коронації Павла I

Також Павло встиг провести низку перетворень, спрямованих на подальшу централізацію державної влади. Зокрема, змінилися функції Сенату, були відновлені деякі колегії, скасовані Катериною II. У 1798 році вийшов указ про створення департаменту водних комунікацій. 4 грудня 1796 грудня засновано Державне казначейство та посада державного скарбника. Затвердженою у вересні 1800 року «Постановою про комерц-колегії» купецтву було дано право вибрати 13 з 23 її членів зі свого середовища.
18 березня 1797 року був виданий Маніфест про свободу віросповідання в Польщі для католиків та православних. 29 листопада 1796 року була проголошена амністія засланим полякам, які брали участь у повстанні Костюшка. 12 березня 1798 року Павло видав указ, який дозволяв будівництво старообрядницьких храмів у всіх єпархіях російської держави. З тих пір старообрядці особливо шанують пам'ять Павла.
Панічно боячись заразливості прикладу Великої французької революції, Павло у 1800 році заборонив ввезення іноземних книг та відряджання юнаків за кордон для отримання освіти. Тільки на Ризькій митниці було конфісковано 552 томи, призначених для ввезення в Росію. У немилість потрапили Гете, Шиллер, Кант, Свіфт та інші видатні автори. Всі приватні («вільні») друкарні в країні були закриті. Павло не схвалював французький крій сукні та слова, які нагадували йому про революційну Францію. У той же час він дав притулок у своїх володіннях високопоставленим французам-емігрантам, включаючи майбутнього Людовіка XVIII, у розпорядження якого був виділений весь Мітавський палац, і останнього принца Конде, який повинен був мати дім у Гатчинському пріораті.
Зміцнення дисципліни за Павла I торкнулося різних сторін суспільного життя, але в першу чергу армії. Одним із перших своїх указів Павло затвердив нові військові статути, потім переглянув петровський морський статут, обмежив термін служби рекрутів 25 роками. Замість раціональної «потьомкінської» військової форми, що скасувала перуки та буклі, Павло ввів обмундирування військ, повністю запозичене з прусських зразків. У новій формі було корисне нововведення — шинелі, які змінили в 1797 році колишні опанчі та врятували безліч російських солдатів. За межами Петербурга було розгорнуто будівництво казарм. В армії з'явилися принципово нові підрозділи — інженерний, фельд'єгерський, картографічний.
Величезний вплив приділявся зовнішній стороні військової справи (муштра і фрунт). За найменші промахи офіцерів очікувало розжалування, що створювало нервову обстановку в офіцерському середовищі. Під заборону потрапили політичні гуртки серед офіцерів. У той ж час солдатам дозволили скаржитися на зловживання командирів і карали їх не так часто, як раніше. Вперше в Європі були введені нагородні знаки для рядових.

### Зовнішня політика. Загибель Павла І
На початку правління Павла І основним напрямком зовнішньої політики була боротьба з революційною Францією. У 1798 році Російська імперія вступила в антифранцузьку коаліцію з Великою Британією, Австрійською монархією, Османською імперією, Королівством Обох Сицилій. За наполяганням союзників головнокомандувачем російськими військами був призначений опальний О. В. Суворов. Під його командування також передавалися й австрійські війська.

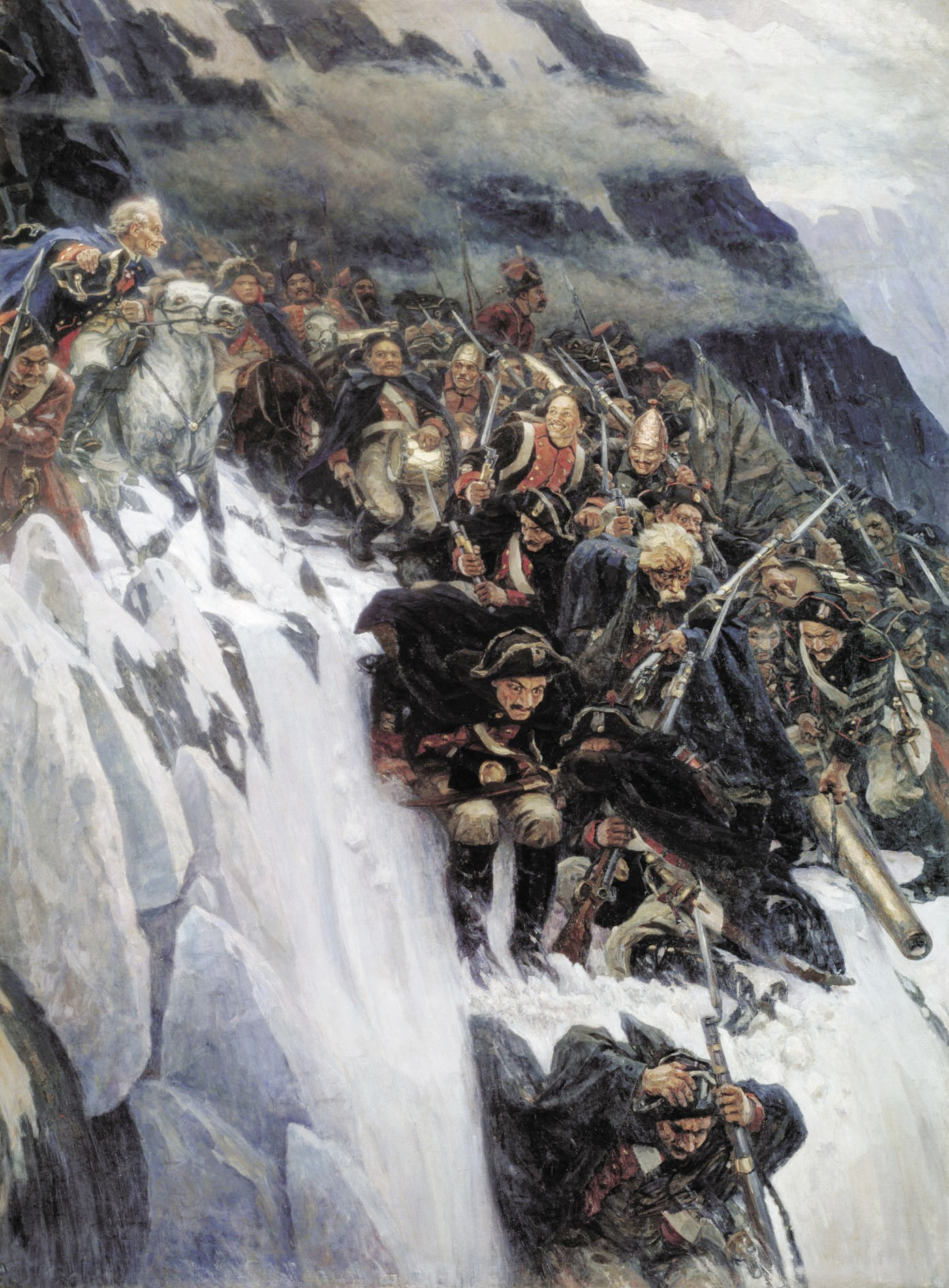
«Перехід Суворова через Альпи» роботи В. І. Сурикова

Під керівництвом Суворова Північна Італія була звільнена від французького панування. У вересні 1799 року російська армія здійснила знаменитий перехід через Альпи. Проте вже в жовтні того ж року Росія розірвала союз з Австрією через невиконання австрійцями союзницьких зобов'язань, а російські війська були відкликані з Європи. Спільна британо-російська експедиція в Нідерланди обернулася невдачею, в якій Павло звинуватив британських союзників.
У 1799 році перший консул Наполеон Бонапарт зосередив у своїх руках всю повноту влади, після чого став шукати союзників у зовнішній політиці. Загроза загальноєвропейської революції минула, а тому виникли передумови для зближення з Російською імперією. Зосередження світової торгівлі в руках британців викликало роздратування у багатьох морських державах. Тоді з'явився задум коаліції об'єднаних флотів Французької республіки, Російської імперії, Данії-Норвегії та Швеції, здійснення якого могло б завдати відчутного удару по пануванню британців на морі.
Вирішальним фактором стало захоплення 5 вересня 1800 року британським флотом стратегічно розташованого острова Мальта, який Павло I як великий магістр Мальтійського ордена вважав підпорядкованою Російській імперії територією і потенційною середземноморською базою для російського флоту. Це було сприйнято Павлом як особиста образа. Як відповідь 22 листопада 1800 року Павло I видав указ про накладення секвестру на всі британські судна у всіх російських портах (їх налічувалося до 300), а також про призупинення платежу всім британським купцям надалі до розрахунку їх за борговими зобов'язаннями в Російській імперії, із забороною продажу британських товарів в імперії. Дипломатичні відносини між країнами були перервані. Подібно до того, як його батько через приватний династичний інтерес в Голштинії ледь не втягнув Росію у війну з Данією, так і Павло, дбаючи про інтереси мальтійських лицарів, поставив Російську імперію на грань війни з Великою Британією, найсильнішою морською державою того часу.
Союзний договір між Російською імперією, Королівством Пруссія, Швецією і Данією-Норвегією був оформлений 4-6 грудня 1800 року. По відношенню до Королівства Великої Британії була проголошена політика збройного нейтралітету. Британський уряд дав дозвіл своєму флоту захоплювати судна, які належали країнам ворожої коаліції. У відповідь на ці дії Данія захопила Гамбург, а Пруссія — Ганновер. Союзна коаліція наклала ембарго на експорт товарів до Великої Британії, і в першу чергу зерна, в надії на те, що нестача хліба поставить британців на коліна. Багато європейських портів були закриті для британських кораблів.

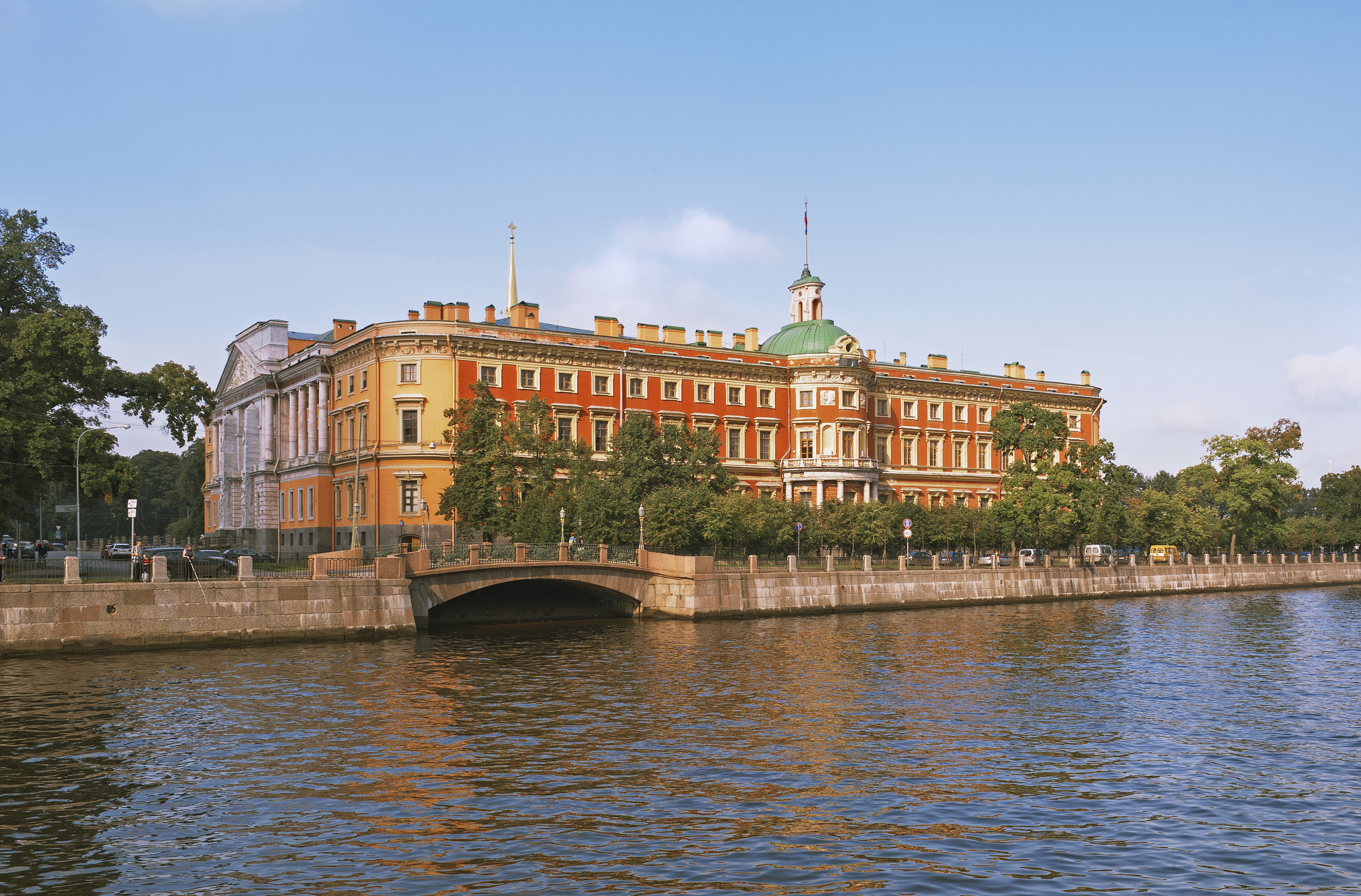
Михайлівський замок

Почалася підготовка до укладення військово-стратегічного союзу з Бонапартом. Незадовго перед вбивством Павло спільно з Наполеоном став готувати військовий похід на Індію, щоб «потурбувати» британські володіння. Одночасно з цим він послав у Середню Азію військо Донське (22 500 осіб), у завдання якого входило завоювання Хіви та Бухари. Проте настільки грандіозний похід був зовсім не підготовленим, Павло і сам зізнавався, що у нього навіть немає карт Середньої Азії, і в той же час вимагав від отамана Василя Орлова дібратися до британських володінь у Індії.
Загін був відкликаний з астраханських степів відразу після загибелі Павла — точно так само, як після смерті Катерини її наступник першим ділом відкликав в Росію армію під командуванням Валеріана Зубова, яка йшла підкорювати Персію.
Незадоволення внутрішньою та зовнішньою політикою Павла I широких дворянських та військових кіл, його психологічна неврівноваженість та самодурство, викликали ряд змов придворної аристократії — т. зв. «Смоленська змова» 1798 року та гвардійська змова 1800—1801 рр., яка завершилась вбивством Павла I в ніч з 11(23) на 12(24) березня 1801 року у Михайлівському замку. Російський престол посів його син Олександр I.

## Олександр І

### Внутрішня політика

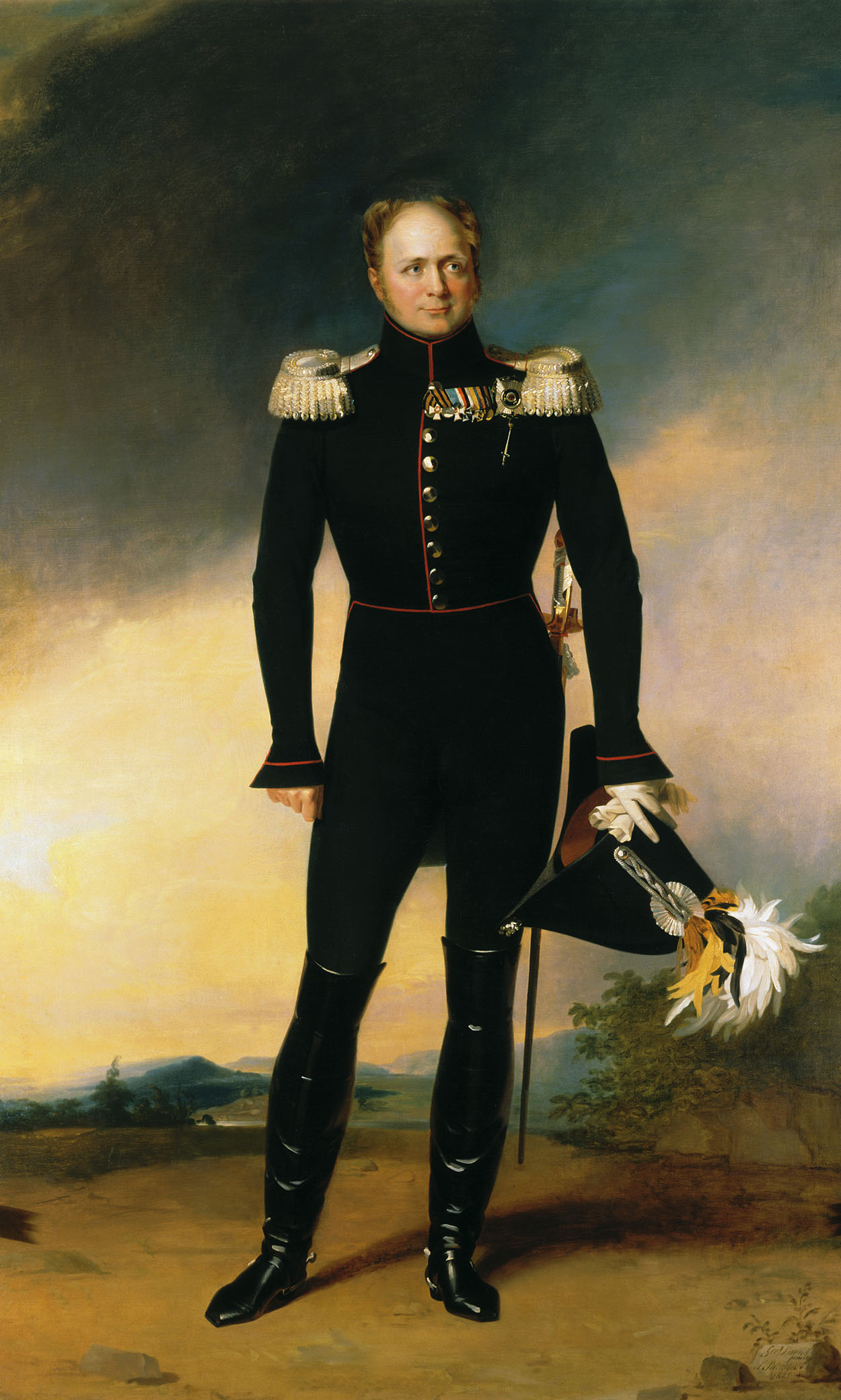
Імператор Олександр І Павлович

З перших днів нового правління імператора оточили молоді люди, яких він закликав допомагати йому в у проведенні реформ. Вони склали т. з. Негласний комітет. У 1801-1803 рр. була проведена реформа вищих органів державної влади. При імператорі був створений законодавчий орган, який до 1810 року іменувався Неодмінною радою, а потім був перетворений у Державну раду. Маючи на меті послабити кріпацтво, негласний комітет підготував у 1803 році «указ про вільних хліборобів».
Незважаючи на прекраснодушні пориви та нарікання з приводу кріпацтва, державна діяльність молодого Олександра не виходила за рамки освіченого абсолютизму катерининського зразка. Відмінною рисою цієї ідеології є наголос на розширенні народної освіти. При Олександрі до існуючого Московського університету додалося кілька нових вищих та привілейованих середніх навчальних закладів (ліцеїв), включаючи знаменитий Царськосільський ліцей, пізніше перейменований в Олександрівський. У 1804 році були видані перші в Російській імперії цензурний та університетський статути: вищі навчальні заклади отримували певну автономію.
У 1803 році Олександр розпустив Негласний комітет і поклав реформування імперії на плечі талановитого правознавця з низів — М. М. Сперанського. Під його керівництвом була проведена міністерська реформа, яка замінила архаїчні петровські колегії міністерствами. У 1808–1809 рр. Сперанський розробив план всеосяжної перебудови імперії, який передбачав створення виборного представницького органу та поділ влади. Проєкт зустрів запеклу протидію сенаторів, міністрів та інших вищих чиновників. Перед очима у Олександра був приклад батька, знищеного елітою, якій він наполегливо протистояв. Вже схваливши та почавши здійснення проєкту Сперанського, імператор поступився тиску наближених та відклав реформи до кращих часів.

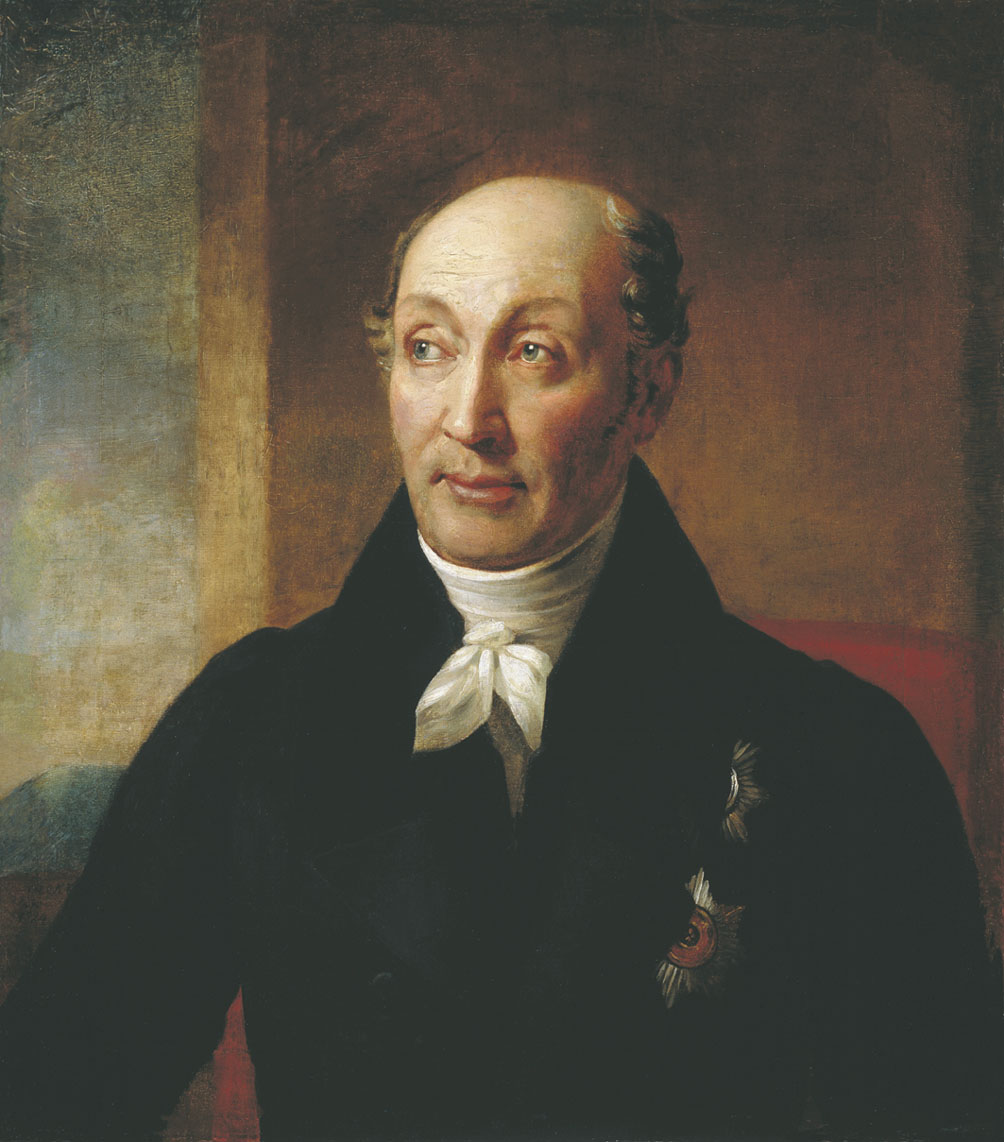
М. М. Сперанський

У відомій промові з нагоди відкриття польського сейму (1818) Олександр знову обіцяв дати конституційний устрій всім своїм підданим. Таємна розробка проєктів конституції та селянської реформи тривала в його оточенні до кінця 1810-х років, хоча до 1812 року імператор уже втратив колишній інтерес до реформування та відправив Сперанського в заслання. Перетворення тривали лише в найбільш вестернізованих провінціях імперії, де вони не зустрічали настільки запеклого опору дворянства: так, селяни Прибалтики були звільнені від особистої кріпосної залежності, полякам була дарована конституція, фінам — гарантована непорушність конституційного закону 1772 року.
В цілому, олександрівські перетворення, від яких в суспільстві очікували великих глибоких змін, виявилися поверховими і, загрузнувши в компромісах між дворянськими угрупованнями, не спричинили якої-небудь істотної перебудови державного устрою.
Якщо перша половина правління Олександра пройшла під знаком ліберальних перетворень, то у другій половині наголос робився на державну безпеку та «закручування гайок». Наполеонівські війни переконали імператора, що в умовах рекрутських наборів Росія не в змозі швидко збільшувати чисельність армії у воєнний час та скорочувати її з настанням миру. Військовий міністр Аракчеєв приступив до розробки військової реформи.

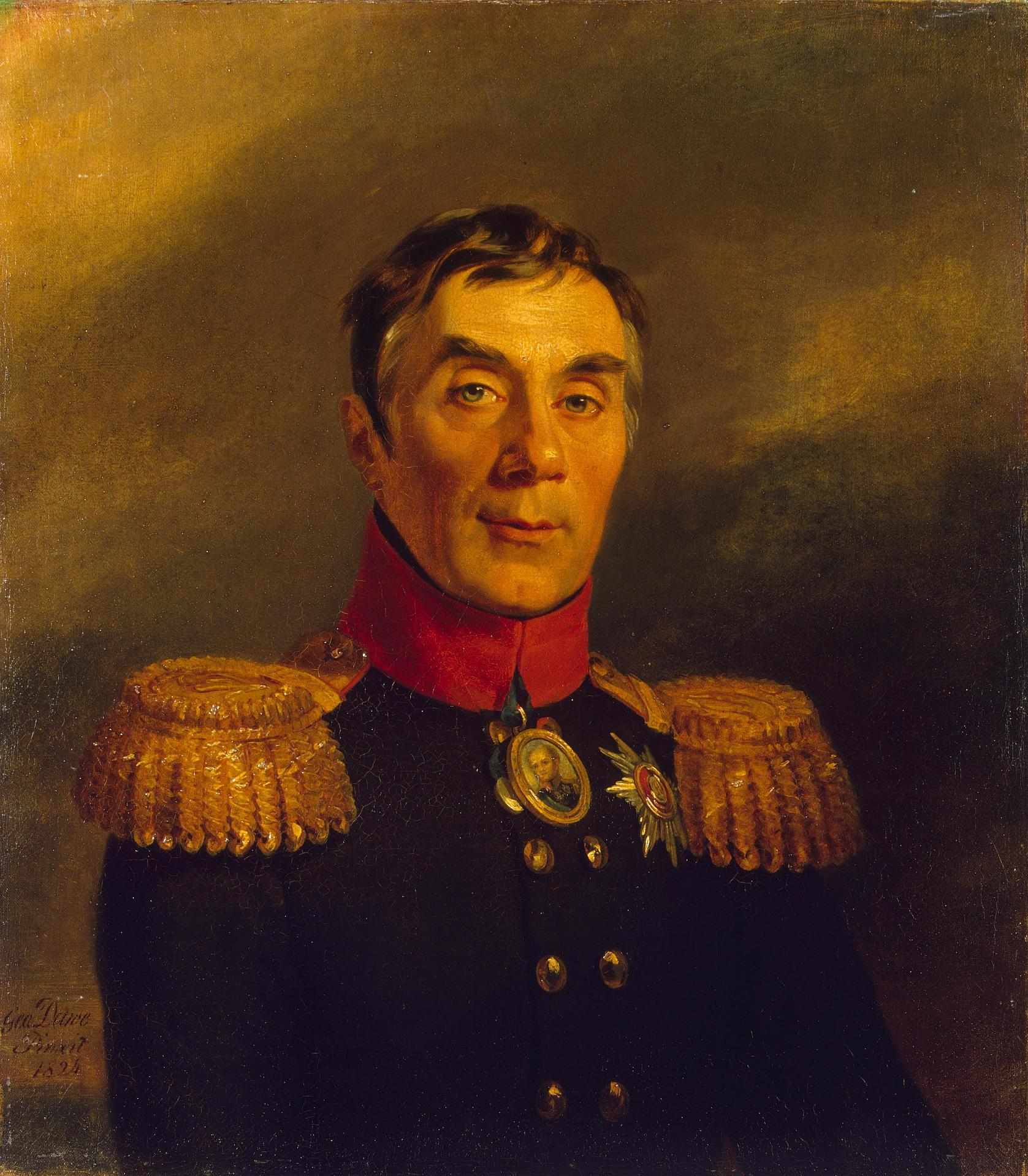
О. А. Аракчеєв, військовий міністр, автор ідеї створення військових поселень

Наприкінці 1815 року передбачувана реформа остаточно прийняла форму військових поселень. Аракчеєв планував створити новий військово-землеробський стан, який своїми силами міг би утримувати та комплектувати постійну армію без обтяження бюджету країни; чисельність армії зберігалася б на рівні воєнного часу. З одного боку, це дозволяло звільнити населення країни від постійної повинності утримання армії, з іншого боку — дозволяло оперативно прикрити від можливого вторгнення західний прикордонний простір.
Перший досвід впровадження військових поселень був отриманий у 1810-1812 роках на резервному батальйоні Єлецького мушкетерського полку, розміщеного в Бобильовському старостві Климовського повіту Могильовської губернії. У серпні 1816 році розпочалася підготовка до переведення військ та жителів інших губерній в розряд військових поселян. У 1817 році були введені поселення в Новгородській, Херсонській та Слобідсько-Української губерніях.
Аж до кінця правління Олександра I продовжувалося зростання кількості округів військових поселень, які поступово оточували кордон імперії від Балтики до Чорного моря. До 1825 року у військових поселеннях налічувалося 169 828 солдатів регулярної армії та 374 000 державних селян і козаків. Ці поселення, що викликали гостру критику у верхах та невдоволення в низах, були скасовані лише у 1857 році, з початком «великих реформ». До цього часу в них налічувалося 800 тисяч чоловік.

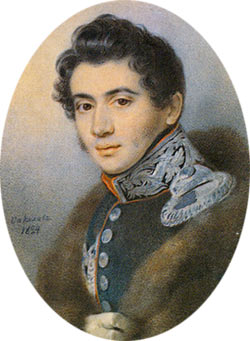
Портрет М. М. Муравйова, автор П. Ф. Соколов

#### Форми опозиції
Введення військових поселень зустріло запеклий опір з боку селян та козаків, яких змушували ставати військовими поселенцями. Влітку 1819 року спалахнуло повстання в Чугуєві поблизу Харкова. У 1820 році селяни підняли повстання на Дону: 2556 селищ було охоплено бунтом.
16 жовтня 1820 року головна рота Семенівського полку подала прохання скасувати введені жорсткі порядки та змінити полкового командира. Роту обманом завели в манеж, заарештували та відправили в каземати Петропавлівської фортеці. За неї заступився весь полк, після чого він був оточений військовим гарнізоном столиці, а потім у повному складі відправлений у Петропавлівську фортецю. Перший батальйон був відданий військовому суду, солдатам винесли вирок у вигляді заслання до далеких гарнізонів. Інші батальйони були розкасовані по різних армійських полках.
Під впливом Семенівського полку почалися хвилювання в інших частинах столичного гарнізону: поширювалися прокламації. У 1821 році в армії вводиться таємна поліція. У 1822 році вийшов указ про заборону таємних організацій та масонських лож.
У міру відмови Олександра від політики реформ та зміщення його поглядів в бік реакції формуються таємні офіцерські організації, які отримали в історіографії назву декабристських: у 1816 році був створений «Союз порятунку», який складався з 30 офіцерів, учасників війни з Наполеоном, які різко критикували Олександра I за припинення ліберальних реформ і наполягали на основних демократичних свободах. У 1818 році на основі «Союзу порятунку» формується «Союз благоденства», який налічував понад 200 чоловік, і був настроєний рішучіше (ліквідація самодержавства, кріпацтва тощо).
У 1821 році «Союз благоденства» оголосив про саморозпуск, а на його основі були створені «Північне» і «Південне таємні товариства», лідери яких мали програми революційних перетворень (див. «Руська правда» Пестеля і «Конституція» Муравйова). Вони сподівалися захопити владу шляхом військового перевороту в столиці (Північне товариство) та його підтримки в провінції (Південне товариство). Після загадкової смерті Олександра I Північне та Південне товариства вирішили виступити проти нового імператора Миколи I, що призвело до відкритого повстання в грудні 1825 року.

### Зовнішня політика

#### Війна третьої коаліції

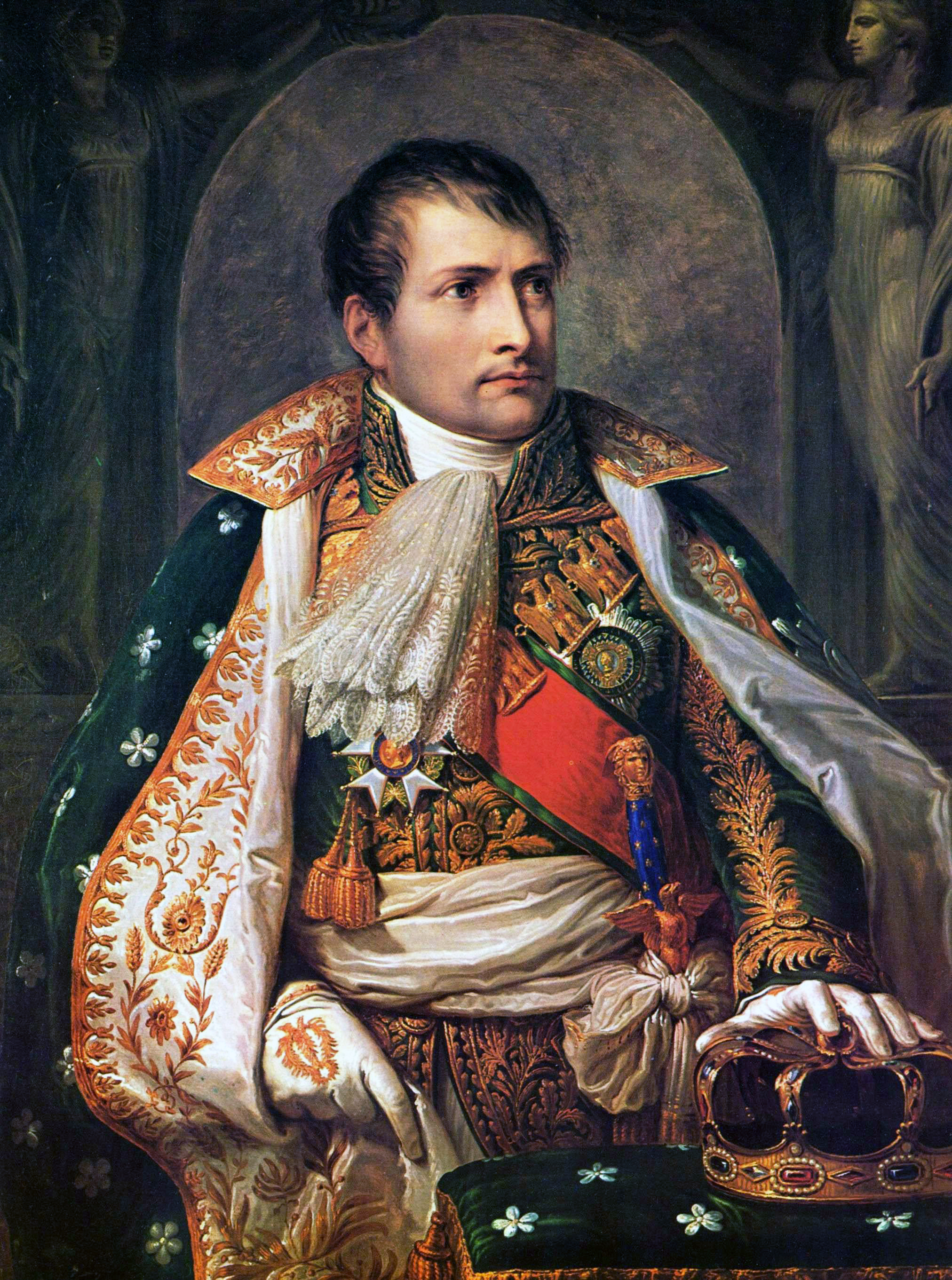
Наполеон І Бонапарт

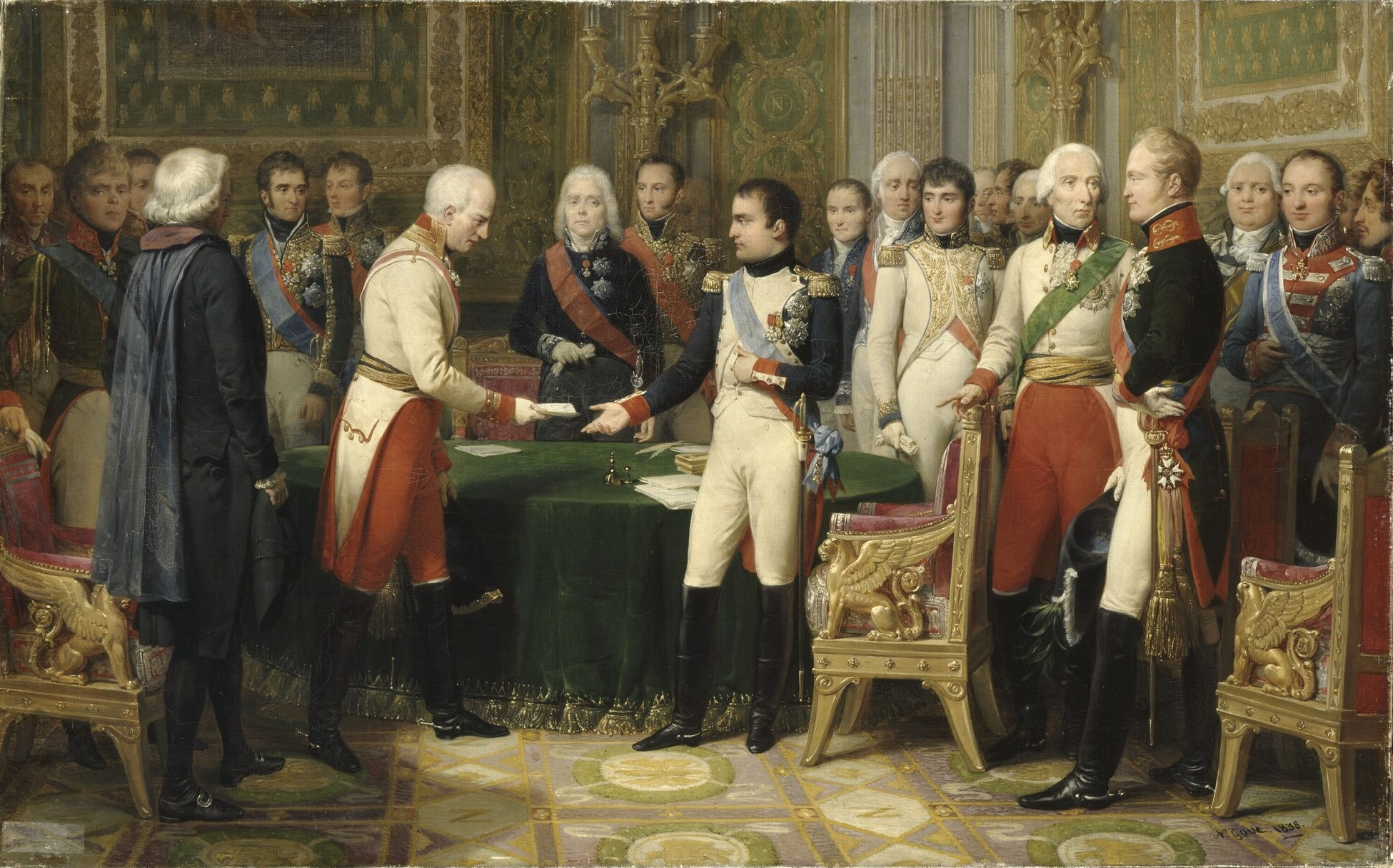
Зустріч Наполеона І та Олександра І у Ерфурті

У 1805 році шляхом укладення ряду трактатів була фактично оформлена нова антифранцузька коаліція, і 9 вересня того ж року Олександр відбув у діючу армію. Хоча командувачем був М. І. Кутузов, фактично головну роль в ухваленні рішень став грати Олександр. Імператор ніс головну відповідальність за розгром російсько-австрійської армії під Аустерліцем, проте відносно ряду генералів були прийняті серйозні заходи: генерал-лейтенант А. Ф. Ланжерон був звільнений від служби, генерал-лейтенант І. Я. Пржібишевський та генерал-майор І. А. Лошаков були віддані під суд.
22 листопада (4 грудня) 1805 року було укладено перемир'я, за яким російські війська повинні були покинути австрійську територію. 8 (20) червня 1806 року в Парижі був підписаний російсько-французький мирний трактат. У вересні 1806 року Пруссія почала війну проти Франції, а 16 (28) листопада 1806 року Олександр оголосив про виступ Російської імперії проти Франції. 16 березня 1807 року Олександр виїхав до армії через Ригу та Митаву і 5 квітня прибув в Головну квартиру генерала Л. Л. Беннігсена. Цього разу Олександр менше, ніж під час минулої кампанії, втручався у справи командувача. Після поразки російської армії у війні він був змушений піти на мирні переговори з Наполеоном.

#### Франко-російський союз
25 червня (7 липня) 1807 року Олександр I уклав з Французькою імперією Тільзитський мир, за умовами якого визнав територіальні зміни в Європі, зобов'язався укласти перемир'я з Османською імперією та вивести війська з Молдовського князівства та Князівства Волощина, приєднатися до континентальної блокади (розриву торгових відносин з Великою Британією), надати Наполеону війська для війни в Європі, а також виступити посередником між Французькою імперією та Великою Британією. Британці у відповідь на Тільзитський мир бомбардували Копенгаген і відвели данський флот. 25 жовтня (6 листопада) 1807 року Олександр оголосив про розрив торгових зв'язків з Великою Британією. У 1808–1809 роках російські війська успішно провели війну з Швецією, приєднавши до Російської імперії Фінляндію. 15 (27) вересня 1808 року Олександр I зустрівся з Наполеоном в Ерфурті і 30 вересня (12 жовтня) підписав секретну конвенцію, у якій в обмін на Молдовського князівства та Князівство Волощина зобов'язався спільно з Французькою імперією діяти проти Великої Британії.
Під час франко-австрійської війни 1809 року Російська імперія, як офіційний союзник Французької імперії, висунула до австрійських кордонів корпус генерала С. Ф. Голіцина, який, однак, не вів яких-небудь активних військових дій та обмежився демонстраціями, які нічого не значили. У 1809 році відбувся розрив союзу з Францією.

#### Війни з іншими країнами

Хід російсько-шведської війни у березні-травні 1808 року

Причиною війни зі шведами послужила відмова короля Швеції Густава IV Адольфа на пропозицію Російської імперії приєднатися до антибританської коаліції. 9 лютого 1808 року війська Ф. Ф. Буксгевдена вторглися до Фінляндії. 16 березня була оголошена війна.
Російські війська зайняли Гельсінгфорс (Гельсінкі), взяли в облогу Свеаборг, захопили Аландські острови і Готланд, шведська армія була витіснена на північ Фінляндії. Під тиском британського флоту довелося залишити Аланди та Готланд. Буксгевден за своєю ініціативою пішов на укладення перемир'я, яке не було затверджене імператором.
У грудні 1808 року Буксгевдена змінив О. Ф. Кноррінг. Імператор Олександр I наказав новому головнокомандувачу перенести театр війни на шведський берег, користуючись можливістю перебратися туди по льоду. Кноррінг відтягував виконання плану і не діяв до середини лютого. Олександр I, вкрай незадоволений цим, послав до Фінляндії військового міністра, графа Аракчеєва, який, прибувши 20 лютого в Або, наполіг на якнайшвидшому виконанні найвищої волі. 1 березня армія переправилася через Ботнічну затоку трьома колонами, головною з яких командував П. І. Багратіон. 5 вересня 1809 року у місті Фрідрихсгамі було укладено мир, за яким до Росії переходили Фінляндія та Аландські острови (імператор Всеросійський став ще й Великим князем Фінляндським); Швеція зобов'язувалася розірвати союз з Великою Британією та укласти мир з Французькою імперією і Данією-Норвегією, а також приєднатися до континентальної блокади.
18 (30 грудня) Османська імперія оголосила війну Російській імперії. У лютому 1807 року російська ескадра віце-адмірала Д. М. Сенявіна, яка перебувала поблизу острова Корфу, почала військові дії і у червні в Афонській битві 1807 розбила османський флот. На Дунаї османські війська зазнали ряд поразок та відійшли за Дунай.

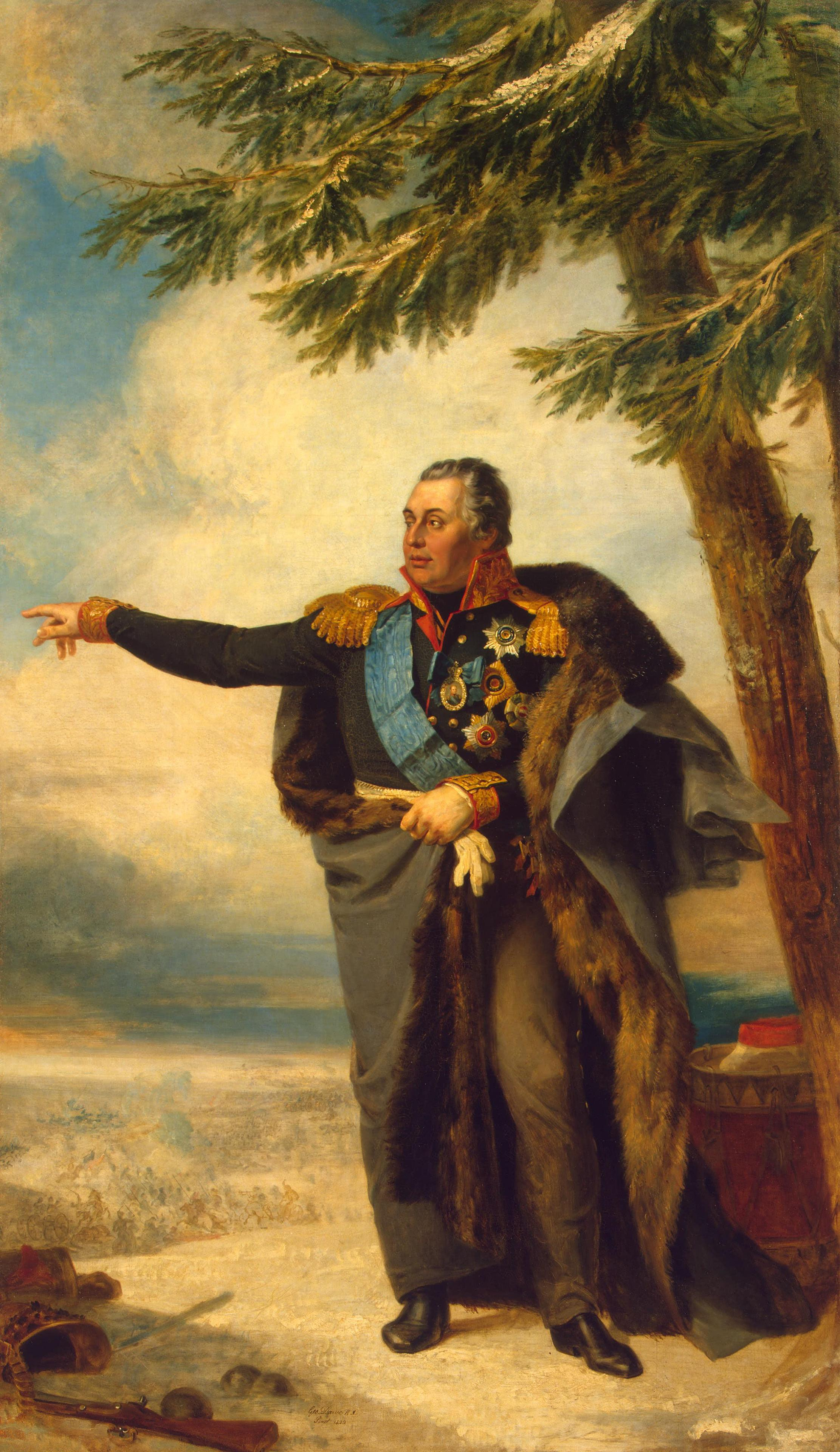
Портрет М. І. Кутузова. Д. Доу, 1829

Після укладання Тільзитського миру 1807 року між Французькою імперією та Російською імперією Наполеон, відповідно до умов договору, виступив посередником в укладанні миру між Російською імперією та Османською імперією. У серпні 1807 року було укладено перемир'я, яке тривало до березня 1809 року.
Восени 1809 року 80-тисячна російська армія під командуванням фельдмаршала О. О. Прозоровського (з серпня 1809 року генерала П. І. Багратіона) почала дії проти османських фортець, заволоділа містами Ісакча, Тульча, Бабадаг, Мачін, Ізмаїл, Браїлів та взяла в облогу Силістрію, проте у жовтні була змушена зняти облогу, внаслідок руху до Силістрії 50-тисячної османської армії.
У лютому 1810 р. головнокомандувачем російської Дунайської армії був призначений генерал-лейтенант М. М. Каменський. У травні російська армія переправилася через Дунай та захопила фортеці Пазарджик, Силістрія та Разград, а у червні взяла в облогу Шумлу.
Штурм Рущука (Русе) у липні закінчився невдачею. Османський головнокомандувач Юсуф-паша спробував розбити російські війська під Рущуком, але зазнав поразки поблизу Батіне (у серпні), а Рущук і Джурджу капітулювали.
На початку 1811 року Дунайська армія була послаблена перекиданням частини військ на західний кордон. Призначений у березні 1811 року головнокомандувачем генерал М. І. Кутузов зосередив численні сили (45 тис. осіб) на основних напрямках. У червні 60-тисячна армія Ахмет-паші почала наступ на Рущук, але Кутузов, маючи всього 15 тис. осіб, відбив удар супротивника, а потім відвів війська за Дунай.
Наприкінці квітня Ахмет-паша переплив через Дунай та зосередив 35 тисяч осіб на лівому березі. У жовтні російський 10-тисячний корпус переплив західніше Рущука на правий берег Дунаю. Головні сили османів, які знаходилися на лівому березі, виявилися оточеними в районі Слобозії і в результаті капітулювали 23 листопада (5 грудня).
У жовтні були розпочаті мирні переговори, які завершилися завдяки дипломатичному мистецтву Кутузова підписанням 16 (28 травня) Бухарестського мирного договору 1812, котрий зафіксував приєднання до Росії Бессарабії.

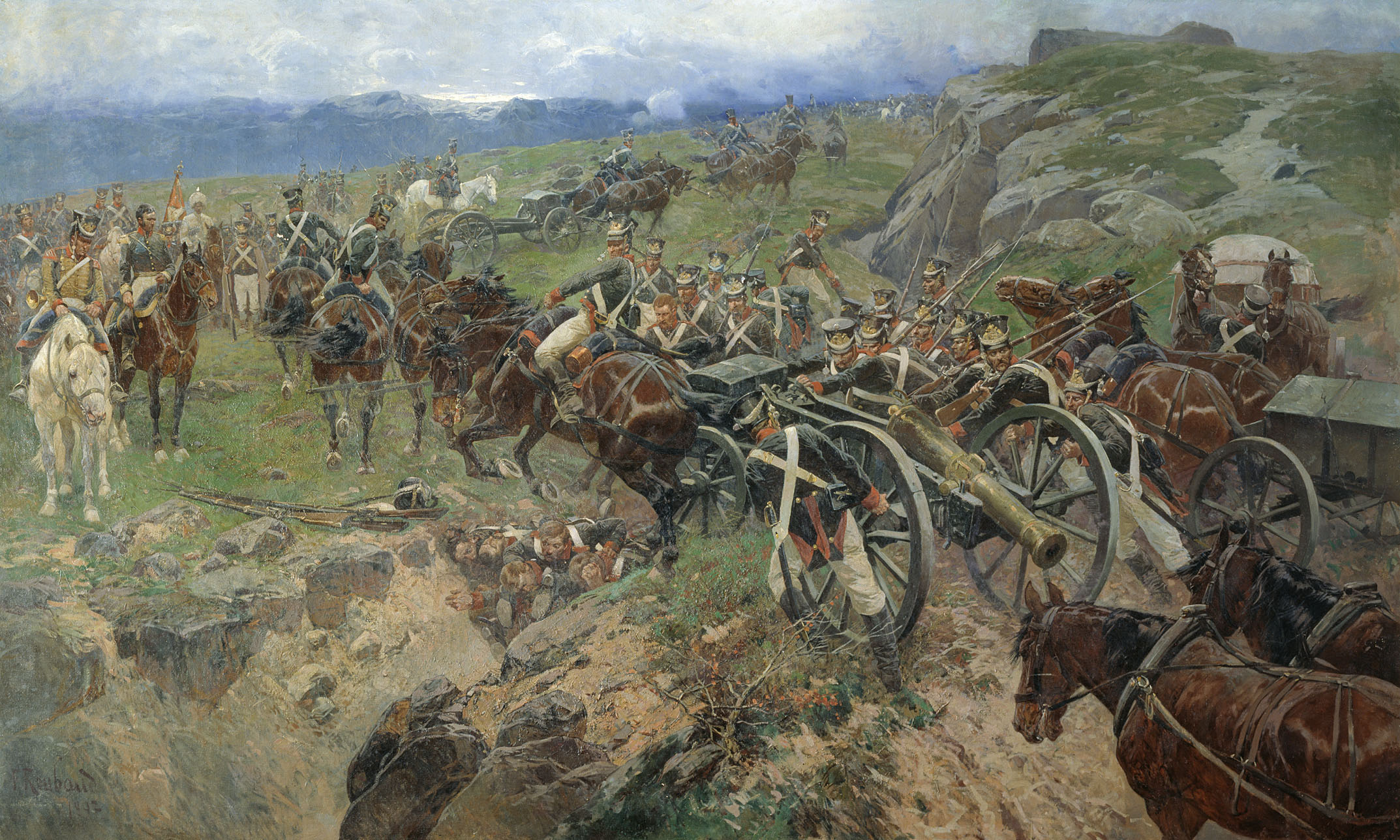
«Живий міст», автор Франц Рубо. Зображено епізод, коли 493 російських солдати два тижні відбивали атаки двадцятитисячної перської армії. Для переправлення гармат довелося організувати живий міст з тіл солдатів.

Одночасно з тим Росія вела війну з персами у 1804—1813 рр., яка була спричинена підписанням Олександром І «Маніфесту про заснування нового правління в Грузії», за яким Картлі-Кахетинське царство входило до складу Росії і ставало Грузинською губернією імперії. Після цього до російської корони добровільно приєдналися Бакинське, Кубинське, Дагестанське та інші царства. У 1803 році приєдналася Мінгрелія та Імеретинське царство. Ці події викликали обурення у персів, котрі боялися втратити свій вплив в регіоні. Протягом цього часу бойові дії тривали на користь росіян, які активно просувалися на перських територіях.
Після завершення в січні 1812 російсько-турецької війни та укладення мирного договору, Персія стала схилятися також до примирення з Росією. Проте звістка про вступ Наполеона I до Москви зміцнила військову партію при шахському дворі; в південному Азербайджані для нападу на Грузію була сформована армія під керівництвом Аббас-Мірзи. Проте Котляревський, перейшовши Аракс, 19-20 жовтня (31 жовтня — 1 листопада) розгромив у багато разів переважаючі сили персів поблизу Асландузького броду і 1 (13) січня захопив Ленкорань. Шаху довелося вступити в мирні переговори.
12 (24) жовтня 1813 року був підписаний Гюлістанський мирний договір (Карабах), за яким Персія визнала входження до складу Російської імперії Східної Грузії та Північного Азербайджану, Імереті, Гурії, Мінгрелії і Абхазії; Росія отримала виключне право тримати військовий флот на Каспійському морі.

#### Франко-російська війна 1812 року

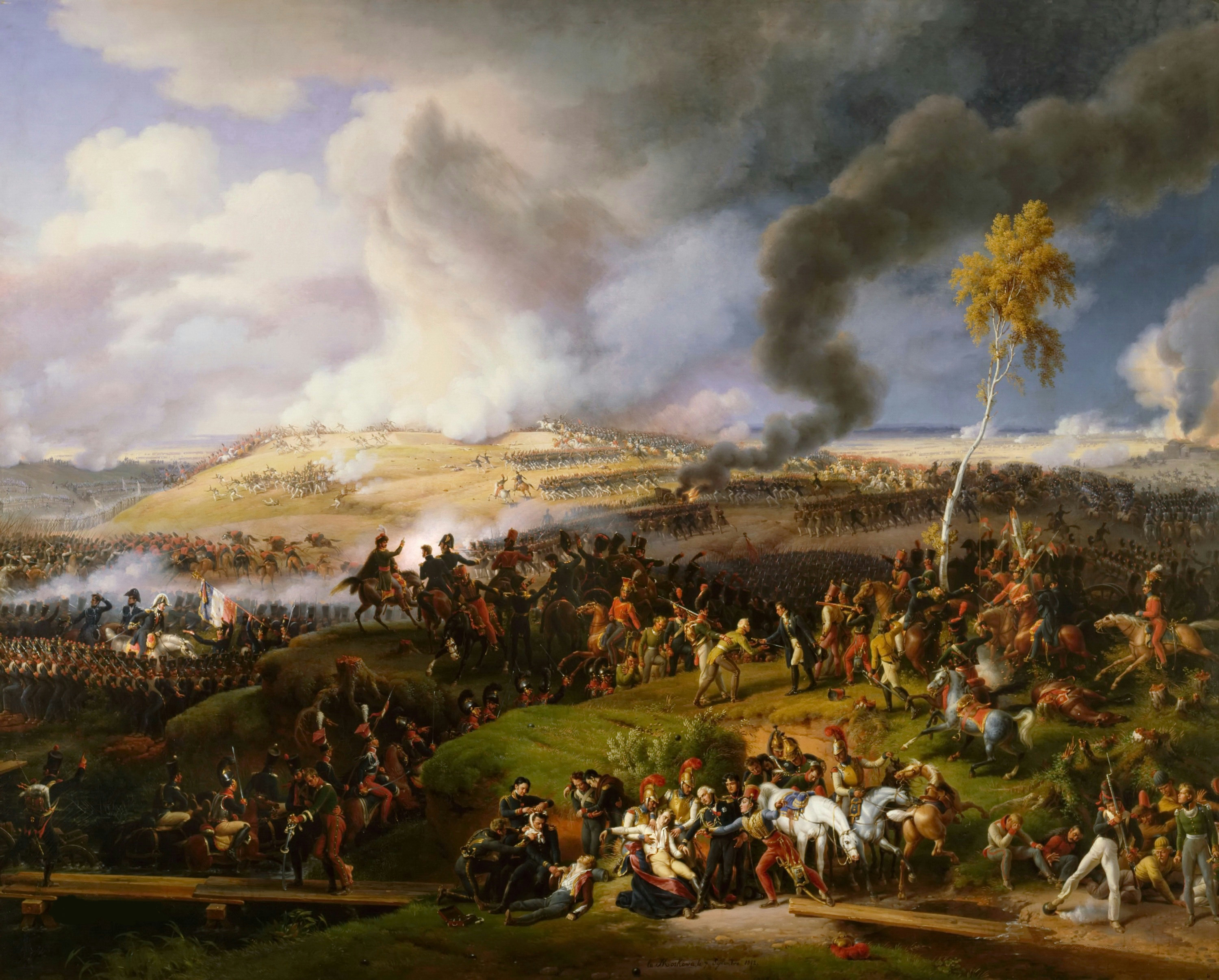
Бородінська битва

12 (24) червня 1812, коли «Велика армія» Наполеона почала вторгнення в Росію, Олександр перебував на балу у генерала Беннігсена в маєтку Закрет під Вільно. Тут він отримав повідомлення про початок війни. На наступний день було видано маніфест про початок війни з Францією, який закінчувався словами: «Я не покладу зброї, доки жодного ворожого воїна не залишиться в царстві моєму». Олександр направив до Наполеона О. Д. Балашова з пропозицією розпочати переговори за умови, що французькі війська покинуть межі імперії. 13 (25) червня відбув до Свенцяни. Прибувши до діючої армії, він не оголосив М. Б. Барклая-де-Толлі головнокомандувачем і тим самим прийняв на себе командування. Олександр схвалив план оборонних військових дій та заборонив вести мирні переговори до того часу, доки хоча б один ворожий солдат залишався на російській землі.
Перебування Олександра та його свити у Дрисському таборі стримувало воєначальників та ускладнювало ухвалення рішень. У ніч на 7 (19) липня в Полоцьку, послухавши порад Аракчеєва та Балашова, відбув з армії до Москви, звідки повернувся до Петербурга. Після вигнання французьких військ з меж Росії 31 грудня 1812 року (12 січня 1813 року) Олександр випустив маніфест зі словами: "Видовище смерті військ його неймовірне! Хто міг це зробити? .. Так пізнаємо у великій справі сій промисел Божий ".

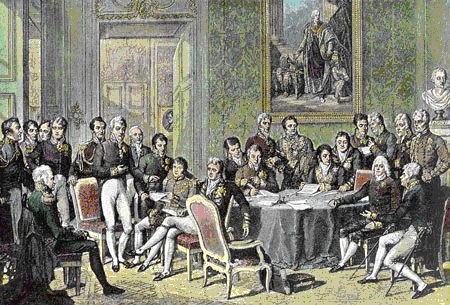
Учасники Віденського конгресу

#### Закордонні походи російської армії. Віденський конгрес
Брав участь у розробці плану кампанії 1813-1814 років. Перебував у штаб-квартирі Головної армії та був присутній на головних битвах кампанії 1813 і 1814 років, очолюючи антифранцузьку коаліцію. 31 березня 1814 року на чолі союзних військ вступив у Париж.
У 1815 році, обігнавши на кілька переходів армію, прибув до Парижа і запобіг підготовленому союзниками вибуху Віденського мосту, збудованого на честь взяття Наполеоном Відня у 1806 році.
Був одним з керівників Віденського конгресу, який встановив новий європейський порядок. Російській імперії в результаті було надано велику частину Варшавського герцогства та було дозволено залишити Фінляндію (яку вона, завоювала у Швеції у 1809 році і мала під владою до 1917 року).

#### Розширення кордонів
За час правління Олександра I територія Російської імперії значно розширилася: в російське підданство перейшли Східна та Західна Грузія, Мінгрелія, Імеретія, Гурія, Фінляндія, Бессарабія, більша частина Польщі (утворила Царство Польське). Входження Фінляндії до Російської імперії по суті було актом створення національної держави, якої у фінів до цього не було — на Боргоському сеймі в 1809 році Олександр пообіцяв зберегти в незмінному вигляді основний закон країни, «конституцію», як він її назвав, прийняту ще у 1772 році. На імператора Росії цим сеймом були покладені функції, які до цього виконував король Швеції, напередодні усунений від влади. Остаточно встановилися західні кордони імперії.

### Останні роки
В останні два роки життя, втративши опору у вигляді Голіцина та містиків, Олександр все менше цікавився державними справами, які передоручив Аракчеєву («аракчеєвщина»). Він ніяк не реагував на повідомлення про поширення таємних товариств. Стомленість тягарем правління, апатія та песимізм імператора були такі, що говорили про його намір зректися престолу. Останній рік життя Олександра був затьмарений найбільшою повінню в столиці та смертю 16-річної позашлюбної дочки Софії (єдину дитину, якого він негласно визнавав своєю та щиро любив).
До кінця життя Олександр зберіг пристрасть до подорожей, яка змусила його об'їздити пів-Росії та пів-Європи, і помер далеко від своєї столиці. За два роки до смерті він розпорядився скласти секретний маніфест (16 серпня 1823 року), в якому прийняв зречення брата Костянтина від престолонаслідування та визнав як законного спадкоємця молодшого брата, Миколу.
Помер імператор Олександр 1 грудня 1825 року в Таганрозі, у будинку Папкова, від гарячки із запаленням мозку у віці 47 років. Його смерть породила безліч легенд та гіпотез, згідно з якими імператор, нібито змучений докорами сумління (як співучасник вбивства свого батька), інсценував свою смерть далеко від столиці та почав усамітнене життя під ім'ям старця Федора Кузьмича. Питання про тотожність Федора Кузьмича з російським імператором істориками однозначно не вирішене.

## Микола І

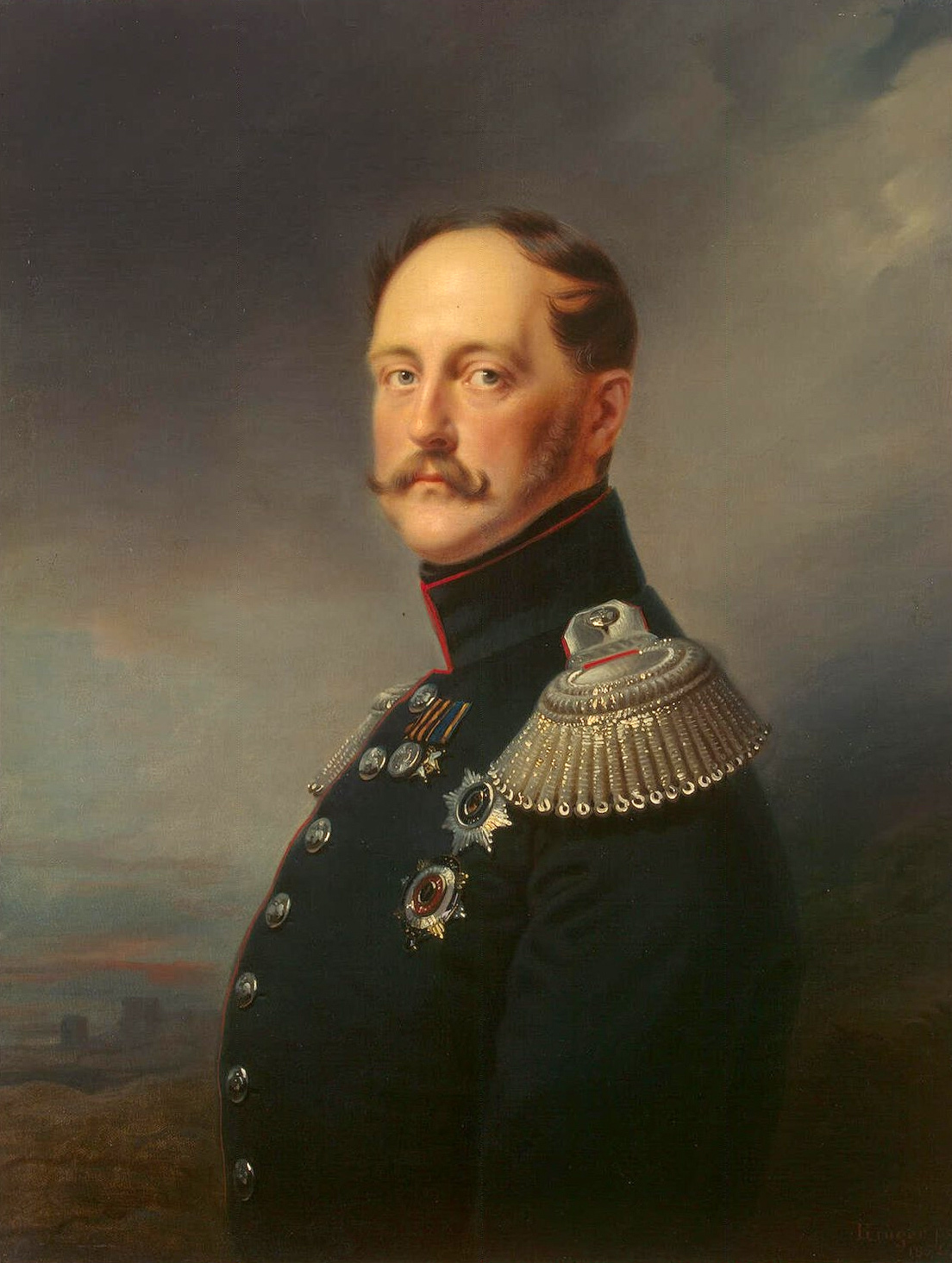
Імператор Микола І Павлович

Олександр I, залишившись бездітним, оформив передачу престолу повз другого брата Костянтина, теж бездітному, третьому братові — Миколі. Імператорський маніфест таємно зберігали в Успенському Соборі Московського Кремля і офіційно Микола I спадкоємцем престолу не рахувався. Тому спочатку після того, як звістка про смерть Олександра в Таганрозі досягла Петербурга, Микола I відмовився визнати заповіт Олександра I і весь Петербург, Сенат, війська та сам Микола присягають Костянтину I, навіть встигли викарбувати монету з профілем Костянтина Павловича.
Великий князь Костянтин Павлович жив та служив у Варшаві, представляючи династію Романових в Царстві Польському. У 1823 році князь Костянтин Павлович, посилаючись на морганатичний шлюб, звелів позбавити його від імператорського тягаря. Лише після того, як Костянтин вже повторно підтвердив свою відмову від престолонаслідування, Микола вирішує прийняти владу. 14 (26) грудня повинна була пройти переприсяга.

### Повстання декабристів
Для членів таємних дворянських товариств міжправління було найкращим часом для підняття виступів і в Петербурзі піднімають повстання прямо 14 (26) грудня. Декабристи планували перешкодити сенаторам принести присягу Миколі I. Сенатори повинні були затвердити новий основний закон — Конституцію. Якби сенат не погодився оприлюднити народний маніфест, було вирішено примусити його до цього силою. Маніфест російському народу містив у собі кілька пунктів: створення тимчасового уряду, скасування кріпацтва, рівність усіх перед законом, демократичні свободи, запровадження суду присяжних, скасування загальної військової повинності, виборність чиновників. Повсталі війська повинні були зайняти Зимовий палац і Петропавловську фортецю, імператорську родину повинні були заарештувати. У разі необхідності передбачалося вбити імператора. Для керівництва повстанням був обраний диктатор — князь Сергій Трубецькой.

Повстання декабристів 14 (26) грудня 1825 року

Першим виступив на Сенатську площу Московський гвардійський полк, піднятий на повстання офіцером Олександром Бестужевим о 11:00. Полковник барон Фредерікс, командир полку, хотів перешкодити виходу повстанців на площу, проте був убитий ударом шаблі офіцера Щепіна-Ростовського. Солдати Московського полку прийшли на Сенатську площу з полковим прапором, зарядивши рушниці та взявши з собою бойові патрони.
Полк вишикувався в бойове каре біля пам'ятника Петру I, навпроти Сенату, аби перешкодити сенаторам принести присягу, проте сенатори в результаті довгого нічного засідання 13 (25) — 14 (26) грудня присягнули Миколі I вночі і після цього роз'їхалися по домівках о 8 годині ранку. Спочатку приречений на невдачу план підкріпило також небажання Олександра Якубовича штурмувати Зимовий палац, призначений вбивця імператора Петро Каховський не став стріляти в нього, а диктатор повстання — князь Сергій Трубецькой — і зовсім не з'явився на Сенатську площу.
Микола I, що з таким трудом прийшов до влади напередодні, не хотів погіршувати початок свого правління пролиттям крові і довго сподівався на мирне врегулювання повстання, незважаючи на вбивство петербурзького генерал — губернатора Милорадовича. Кілька разів за його наказом кінна гвардія ходила в психологічну атаку на повсталі війська, проте все було безрезультатно.
Після 15:00 почало сутеніти. Було очевидно, що потрібно терміново до кінця дня ухвалити якесь рішення: або імператор відмовляється від престолу і виникає вакуум влади, або до повстанців застосовується зброя. Зважаючи на відсутність інших прийнятних пропозицій, Микола I наказує зарядити гармати картеччю. Гарматним вогнем особисто керує молодший брат Миколи I — Михайло Павлович. Пальбу картеччю починають в пітьмі, перший залп дали вище солдатських рядів. На цей залп повстанці відповіли рушничним вогнем. Проте потім під градом картечі ряди здригнулися, завагалися і досить швидко втратили порядок. Було вбито до 300 військових та до 1000 роззяв з натовпу.
Після закінчення слідства, всі нижні чини були помилувані, членів таємних товариств засудили до четвертування та обезголовлювання, проте Микола I, являючи государеву милість, замінив ці заходи відповідно шибеницею та вічною каторгою.
Повстання декабристів залишило глибокий слід у душі імператора та вселило в нього страх до будь-яких проявів вільнодумства. Повстання придушили, а п'ять його керівників були страчені (1826). Микола був глибоким консерватором, а тому не змінював намічений курс протягом тридцяти років.

### Внутрішня політика
Найважливішим напрямком внутрішньої політики стала централізація влади. Для здійснення завдань політичного розшуку в липні 1826 року був створений постійний орган — Третє відділення особистої канцелярії — секретна служба, яка мала значні повноваження, начальник якої (з 1827 року) одночасно був шефом жандармів. Третє відділення очолив О. Х. Бенкендорф, який став одним із символів епохи, а по його смерті (1844 рік) — О. Ф. Орлов.
6 (18) грудня 1826 року був створений перший з секретних комітетів, завданням якого було, по-перше, розгляд паперів, опечатаних в кабінеті Олександра I після його смерті, і, по-друге, розгляд питання про можливі перетворення державного апарату.
12 (24) травня 1829 року у залі Сенату, в присутності сенаторів, нунціїв та депутатів Царства, був коронований як король (цар) Польський.
29 листопада 1830 року почалося повстання проти влади Російської імперії на території Царства Польського, Литви, частково Білорусі та Правобережної України. Повстання велося під гаслом відновлення «історичної Речі Посполитої» у межах 1772 року.

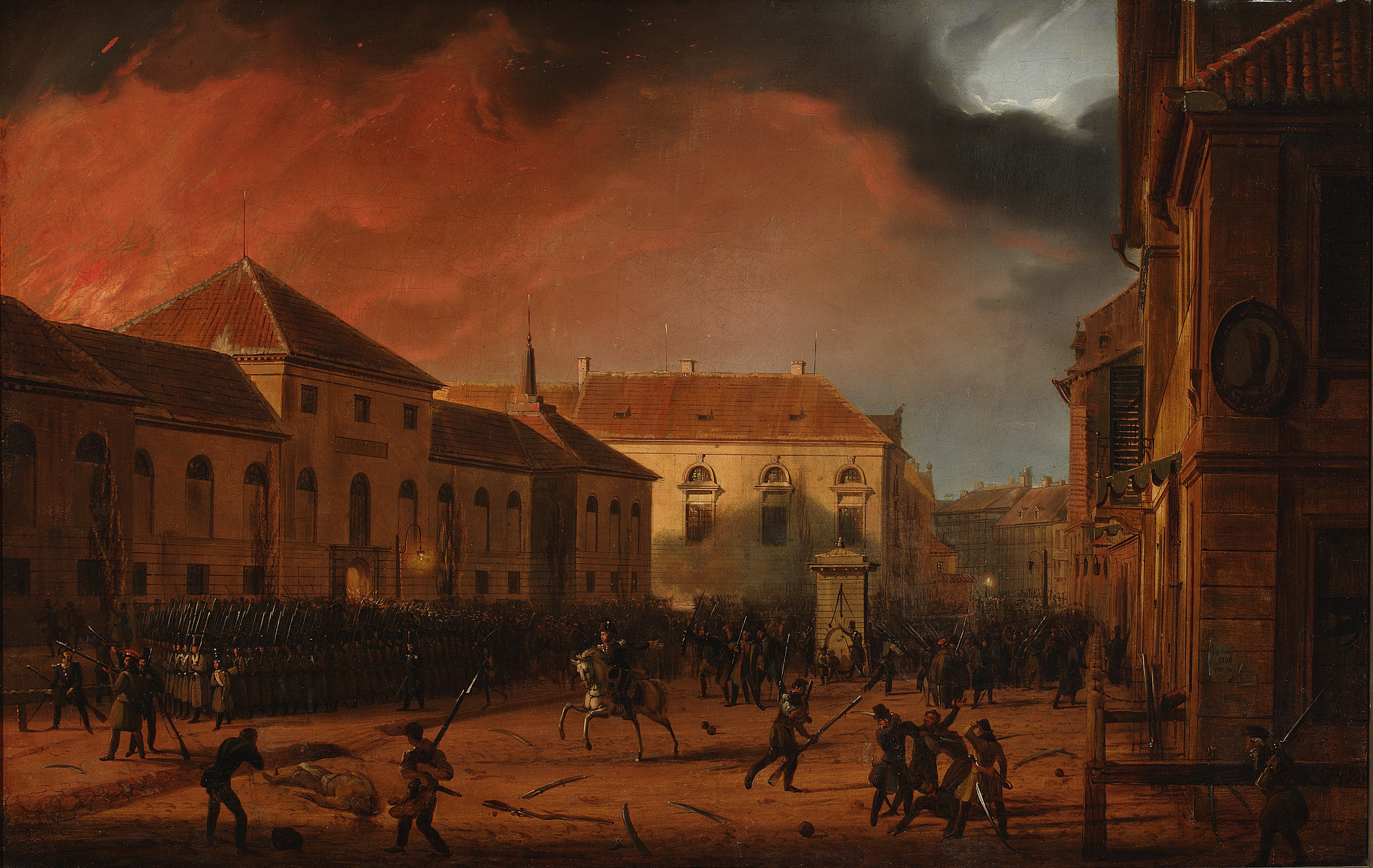
Захоплення Арсеналу. Картина Марцина Залеського.

До жовтня 1831 року повстання було придушене російськими військами. У лютому 1832 року був виданий «Органічний статут», згідно з яким Царство Польське оголошувалося частиною Російської імперії, ліквідовувалися сейм та польське військо. Старий адміністративний поділ на воєводства було замінений поділом на губернії. Фактично це означало прийняття курсу на перетворення Царства Польського в російську провінцію — на територію Королівства поширювалися монетна система, система мір та ваги, які діяли в усій Російській імперії.
Після придушення повстання російська влада почала проводити політику навернення білоруських греко-католиків у православ'я. До 1839 року від більшості греко-католицьких священників погрозами та церковними покараннями були отримані підписки про згоду на перехід у православ'я з умовою одноразової грошової допомоги та збереження колишніх обрядів та звичаїв. 12 лютого 1839 року в Полоцьку зібрався собор на чолі з греко-католицькими єпископами Йосипом Семашко, Антонієм Зубко та Василем Лужинським. Собор ухвалив визнати приєднання білоруських єпархій до православної церкви.
Під час правління Миколи I проводилися засідання комісій, покликані полегшити становище селян-кріпаків; так, було введено заборону засилати на каторгу селян, продавати їх поодинці та без землі, селяни отримали право викуповуватися із продаваних маєтків. Була проведена реформа управління державним селом та підписаний «указ про зобов'язаних селян», які стали фундаментом скасування кріпацтва. Однак повного звільнення селян за життя імператора не відбулося.
Деякі реформи, спрямовані на поліпшення становища селян, не привели до бажаного результату з огляду на наполегливу протидію поміщиків. Так, з ініціативи Д. Г. Бібікова, який став пізніше міністром внутрішніх справ, у 1848 році на Правобережній Україні була розпочата інвентарна реформа, досвід якої передбачалося поширити і на інші губернії. Введені Бібіковим інвентарні правила, обов'язкові для поміщиків, встановлювали певний розмір земельної ділянки селянина та певні за неї повинності. Однак поміщики ігнорували ці правила, а місцева адміністрація, яка перебувала в залежності від них, не вживала жодних заходів.
Вперше була розпочата програма масової селянської освіти. Кількість селянських шкіл у країні збільшилася з 60, де навчалося 1500 учнів, у 1838 році, до 2551 школи, де навчалося 111 000 учнів, у 1856 році. У цей період було відкрито багато технічних училищ та вузів — по суті, була створена система професійної початкової та середньої освіти країни.

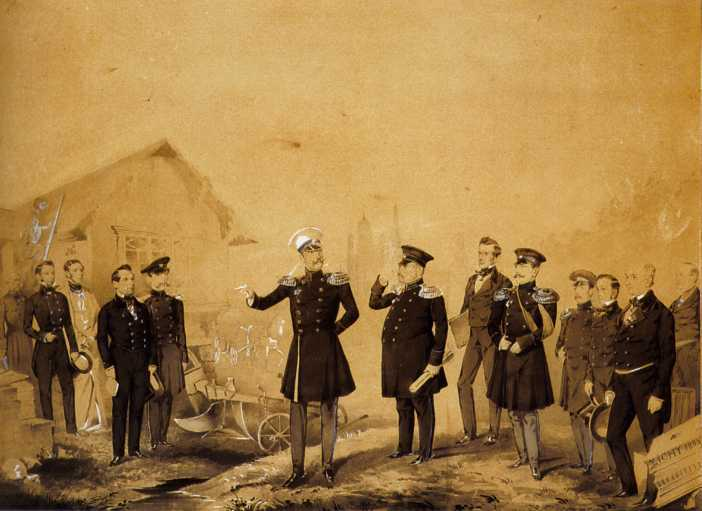
Микола I на будівельних роботах. Другий праворуч від імператора — придворний архітектор А. І. Штакеншнейдер.

Стан справ у промисловості до початку правління Миколи I був найгіршим за всю історію Російської імперії. Промисловості, здатної конкурувати із Заходом, де в той час вже підходила до кінця промислова революція, фактично не існувало. В експорті Російської імперії була лише сировина, майже всі види промислових виробів, необхідні країні, отримувалися за кордоном.
До кінця правління Миколи I ситуація сильно змінилася. Вперше в історії Російської імперії у країні почала формуватися технічно передова та конкурентоспроможна промисловість, зокрема, текстильна і цукрова, розвивалося виробництво виробів з металу, одягу, дерев'яних, скляних, порцелянових, шкіряних та інших виробів, почали вироблятися власні верстати, інструменти та навіть паровози. З 1825 по 1863 роки річний виробіток продукції російської промисловості на одного робітника виріс в 3 рази, в той час як в попередній період вона не тільки не зростала, але навіть знижувалася. З 1819 по 1859 роки обсяг випуску бавовняної продукції Росії збільшився майже в 30 разів; обсяг машинобудівної продукції з 1830 по 1860 роки виріс в 33 рази.
Вперше в історії Росії при Миколі I почалося інтенсивне будівництво шосейних доріг з твердим покриттям: були побудовані траси Москва — Петербург, Москва — Іркутськ, Москва — Варшава. З 7700 миль шосейних доріг, побудованих в Росії до 1893 року, 5300 миль (близько 70 %) було побудовано в період 1825—1860 років. Було також розпочато будівництво залізниць та побудовано близько 1000 верст залізничного полотна, що дало стимул до розвитку власного машинобудування.
Бурхливий розвиток промисловості призвів до різкого збільшення міського населення та зростання міст. Частка міського населення за період правління Миколи I зросла більш ніж в 2 рази — з 4,5 % у 1825 році до 9,2 % в 1858 році.
Вступивши на престол, Микола І відмовився від практики фаворитизму, що панувала вже в попередньому сторіччі. Він увів помірну систему заохочень для чиновників (у вигляді оренди маєтків / майна та грошових премій), яку значною мірою сам і контролював. На відміну від попередніх правлінь, істориками не зафіксовано великі подарунки у вигляді палаців або тисяч кріпаків, подарованих якому-небудь вельможі або імператорському родичу. Для боротьби з корупцією вперше за Миколи I були введені регулярні ревізії на всіх рівнях. Суди над чиновниками при Миколі I стали звичайним явищем. Так, у 1853 році під судом знаходилося 2540 чиновників. Сам Микола I критично ставився до успіхів у цій галузі, кажучи що в його оточенні не крадуть тільки він сам та спадкоємець.
Політика Миколи І щодо України була спрямована на повну нівеляцію національних особливостей, прав і традицій українського народу — скасування архаїчних Магдебурзького права (1835) та Литовського статуту, ліквідацію греко-католицької церкви на Правобережній Україні, боротьбу проти українського національно-визвольного руху (арешт членів Кирило-Мефодіївського братства, переслідування та заслання Тараса Шевченка).

### Зовнішня політика

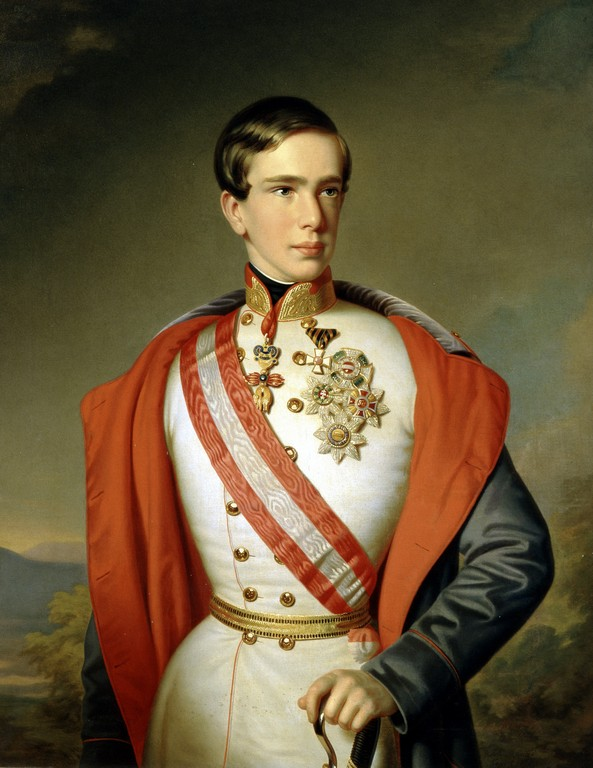
Австрійський імператор Франц Йосиф

Важливою стороною зовнішньої політики Миколи І було повернення до принципів Священного союзу. Зросла роль Росії в боротьбі з будь-якими проявами «духу змін» у європейському житті. Саме за правління Миколи I Росія отримала прізвисько «жандарма Європи». Так, на прохання Австрійської імперії Росія взяла участь у придушенні угорської революції, направивши 140-тисячний корпус до Угорщини, яка намагалася звільнитися від гніту з боку Австрії; в результаті був врятований трон Франца Йосифа. Остання обставина не завадила австрійському імператору, який побоювався надмірного посилення позицій Росії на Балканах, незабаром зайняти недружню до Миколи позицію в період Кримської війни та навіть погрожувати їй вступом у війну на боці ворожої до Росії коаліції, що Микола I розцінив як невдячне віроломство; російсько-австрійські відносини були безнадійно зіпсовані аж до кінця існування обох монархій.
Втім, австрійцям імператор допомагав не просто з благодійності. «Досить імовірно, що Угорщина, перемігши Австрію, в силу обставин, що склалися, змушена була б надати сприяння задумам польської еміграції», — писав біограф генерал-фельдмаршала Паскевича князь Щербатов.
Особливе місце у зовнішній політиці Миколи I зайняло Східне питання.
Росія за Миколи I відмовилася від планів розділу Османської імперії, які обговорювалися при попередніх правителях (Катерині II та Павлу I), і почала проводити зовсім іншу політику на Балканах — політику захисту православного населення та забезпечення його релігійних та цивільних прав, аж до політичної незалежності. Вперше ця політика була застосована в Аккерманському договорі з Османською імперією 1826 року. За цією угодою Молдовське князівство та Князівство Валахія, залишаючись у складі Османської імперії, отримали політичну автономію з правом обрання власного уряду, який формувався під контролем Росії. Через півстоліття існування такої автономії на цій території була утворена держава Румунія — по Сан-Стефанському договору 1878 року. "Цілком таким ж порядком, — писав В. Ключевський, — йшло звільнення інших племен Балканського півострова: плем'я повставало проти Туреччини; турки направляли на нього свої сили; у відомий момент Росія кричала Туреччини: «Стій!»; тоді Туреччина починала готуватися до війни з Росією, війна програвалася, і за угодою повстале плем'я отримувало внутрішню незалежність, залишаючись під верховною владою Туреччини. При новому зіткненні Росії з Туреччиною васальна залежність знищувалася. Так утворилося Сербське князівство за Адріанопольським договором 1829 року, грецьке королівство — за тією ж угодою та за Лондонським протоколом 1830 року … "

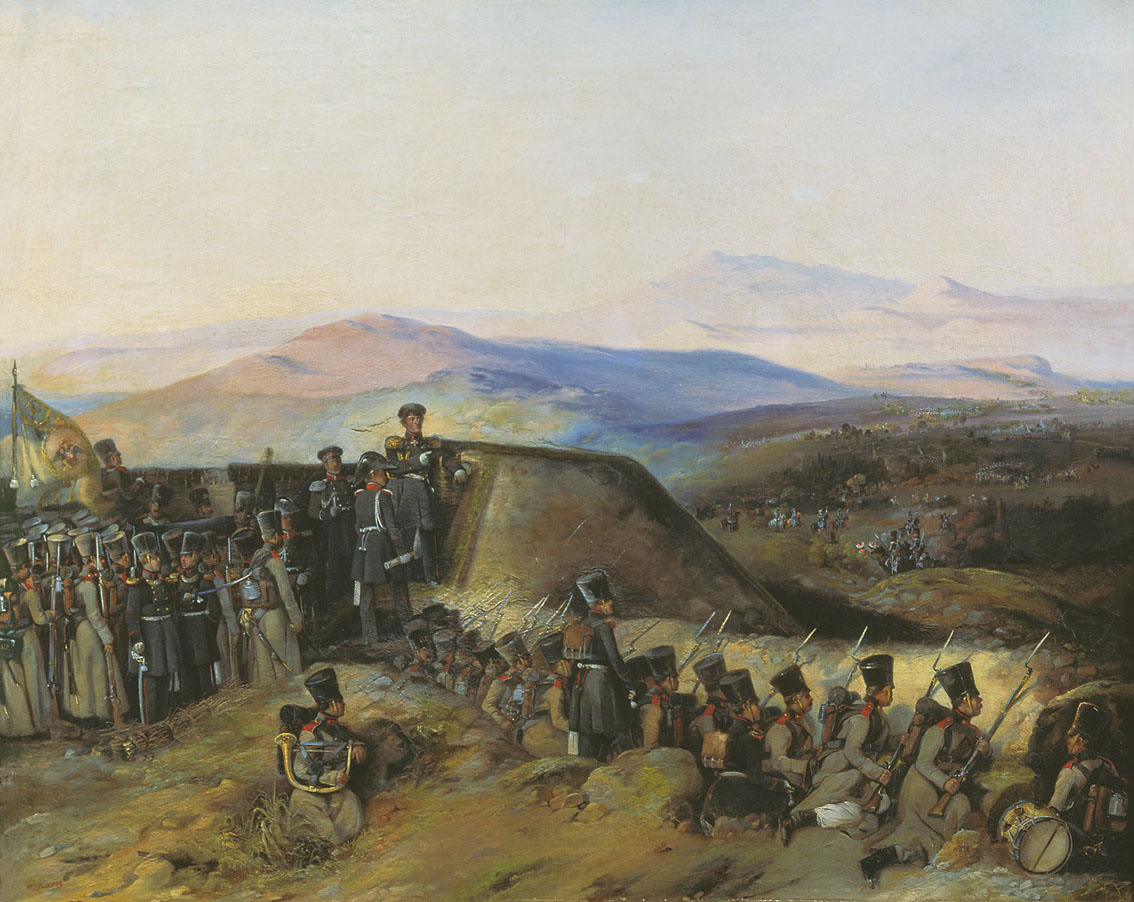
Бойовий епізод російсько-турецької війни 1828—1829 років

Поряд з цим Росія прагнула забезпечити свій вплив на Балканах та можливість безперешкодного мореплавства в протоках (Босфор та Дарданелли)
У ході російсько-турецьких воєн 1806—1812 та 1828—1829 рр. Росія добилася великих успіхів у здійсненні цієї політики. На вимогу Росії, яка оголосила себе покровителькою всіх християнських підданих султана, султан був змушений визнати свободу та незалежність Греції та широку автономію Сербії (1830); по Ункяр-Іскелесійській угоді (1833), яка ознаменувала апогей російського впливу в Константинополі, Росія отримала право блокувати прохід іноземних кораблів у Чорне море (яке було втрачено в результаті укладення Другої Лондонської конвенції 1841 року).
На початку XIX століття до Росії були приєднані Картлі-Кахетинське царство (1801-1810 рр.), а також деякі закавказькі ханства (1805—1813 рр.). Однак між знову набутими землями та Росією лежали землі де-факто незалежних гірських народів, що присягнули на вірність Росії. Наведення порядку, кінцева анексія та встановлення російського закону на цих землях стало важливою метою російської політики. Горці північних схилів Головного Кавказького хребта чинили запеклий опір впливу імперської влади.

Приєднання Кавказу у 1801—1878 рр.

З середини 1830-х рр. конфлікт загострився у зв'язку з виникненням у Чечні та Дагестані релігійно-політичного руху під прапором газавату, яке отримало моральну та військову підтримку Османської імперії, а під час Кримської війни — і Великої Британії. Боротьбу з кавказькими горцями продовжив син Миколи І — Олександр ІІ.
Ще одним напрямком залишалися взаємини з Персією, в яких особливе місце займала проблема Закавказзя. У 1826 році Персія оголосила війну Російській імперії, бажаючи повернути втрачені землі по Гюлістанскому мирному договору 1813 року та відновити свій вплив у Закавказзі. У 1826 році перська армія вторглася в Карабах, бажаючи одним ударом покінчити з російським пануванням на Закавказзі. Однак російські війська за підтримки вірменських та грузинських добровольчих загонів захопили Єреван, а після того південний Азербайджан і Тавриз. У лютому 1828 року був підписаний Туркманчайський мирний договір: Росія отримала Єреван та Ніхічевань. У 1828 році була утворена Вірменська область, що послужило початком об'єднання вірменського народу.

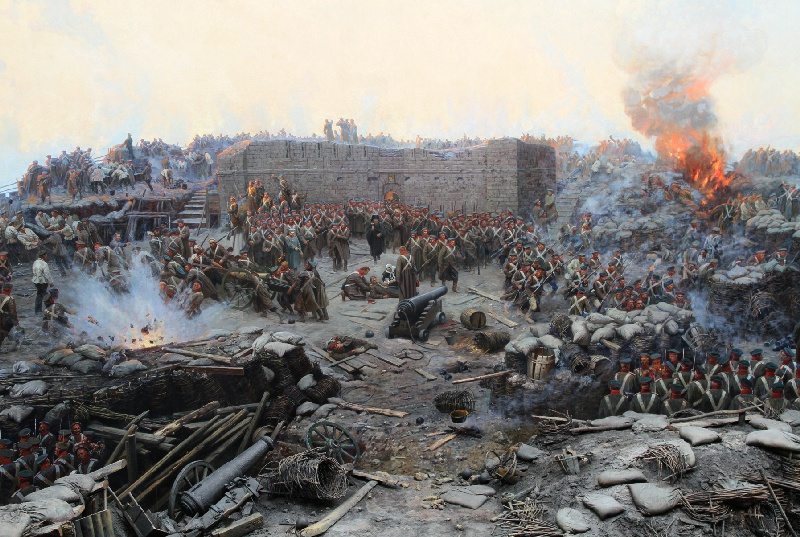
Оборона Севастополя (Франц Рубо)

Військові успіхи Російської імперії викликали негативну реакцію на Заході. Провідні світові держави не були зацікавлені в посиленні Російської імперії за рахунок старіючої Османської Імперії. Це створило основу для військового союзу Великої Британії та Французькій імперії. Прорахунок Миколи I в оцінці внутрішньополітичного становища у Великій Британії, Французькій імперії та Австрійській імперії привів до того, що країна опинилася в політичній ізоляції. У 1854 році Велика Британія та Франція вступили у війну на боці Османської імперії. Через технічну відсталість Російській імперії було складно протистояти цим європейським державам. Основні військові дії розгорнулися в Криму. У жовтні 1854 року союзники взяли в облогу Севастополь. Російська армія зазнала ряд поразок і не змогла надати допомоги обложеному місту-фортеці. Незважаючи на героїчну оборону міста, після 11-місячної облоги, в серпні 1855 року, захисники Севастополя були змушені здати місто. На початку 1856 року за підсумками Кримської війни був підписаний Паризький мирний трактат. За його умовами Російській імперії заборонялося мати на Чорному морі військово-морські сили, арсенали та фортеці, внаслідок чого Росія ставала уразлива з моря та позбавлялася можливості вести активну зовнішню політику в цьому регіоні.
Ще більш серйозними були наслідки війни у економічній галузі. Відразу після закінчення війни, у 1857 році, в Росії був введений ліберальний митний тариф, який практично скасував мито на західноєвропейський промисловий імпорт, що можливо було однією з умов миру, нав'язаних Росії Великою Британією. Результатом стала промислова криза: вже до 1862 року виплавка чавуну в країні впала на 1/4, а переробка бавовни — в 3,5 рази. Зростання імпорту призвело до витоку грошей з країни, погіршення торгового балансу та хронічної нестачі грошей у скарбниці.

## Олександр ІІ

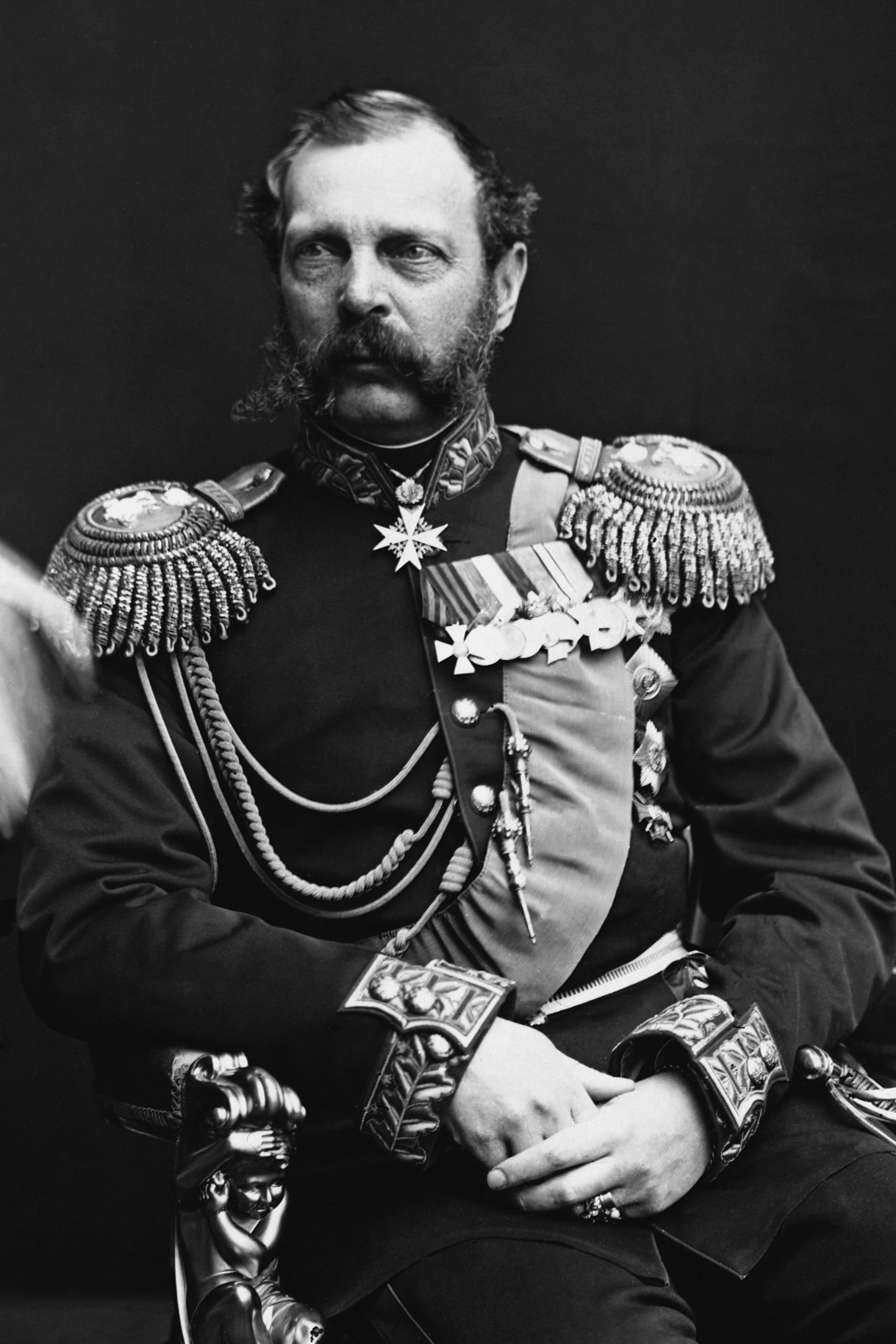
Імператор Олександр ІІ Миколайович

Перед країною стояв ряд складних внутрішньо- та зовнішньополітичних питань (селянське, східне, польське та інші); натомість фінансів були вкрай не вистачало після невдалої Кримської війни, в ході якої Російська імперія опинилася у повній міжнародній ізоляції.
Першим з важливих кроків нового імператора було укладення Паризького миру у березні 1856 року — на умовах, які в даній ситуації були не самими поганими (оскільки у Великій Британії були сильні настрої продовжувати війну до повного розгрому та розчленування Російської імперії).
Навесні 1856 року Олександр ІІ відвідав Гельсінгфорс (Велике князівство Фінляндське), де виступив в університеті та сенаті, а потім Варшаву, де закликав місцеву знать "полишити мрії " про відновлення польської державності (фр. Pas de rêveries [8]), і Берлін, де мав дуже важливу для нього зустріч з прусським королем Фрідріхом Вільгельмом IV (братом його матері), з яким таємно скріпив «двоїстий союз», таким чином прорвавши зовнішньополітичну блокаду Російської імперії.
У суспільно-політичному житті країни настала «відлига». З нагоди коронації, що відбулася в Успенському соборі Кремля 26 серпня 1856 року, Височайшим маніфестом були даровані пільги та послаблення ряду категорій підданих, зокрема, декабристів, петрашевців, учасникам польського повстання 1830—1831 років; на 3 роки припинялися рекрутські набори; у 1857 році ліквідовувалися військові поселення.

### Внутрішня політика

#### Реформи Олександра ІІ

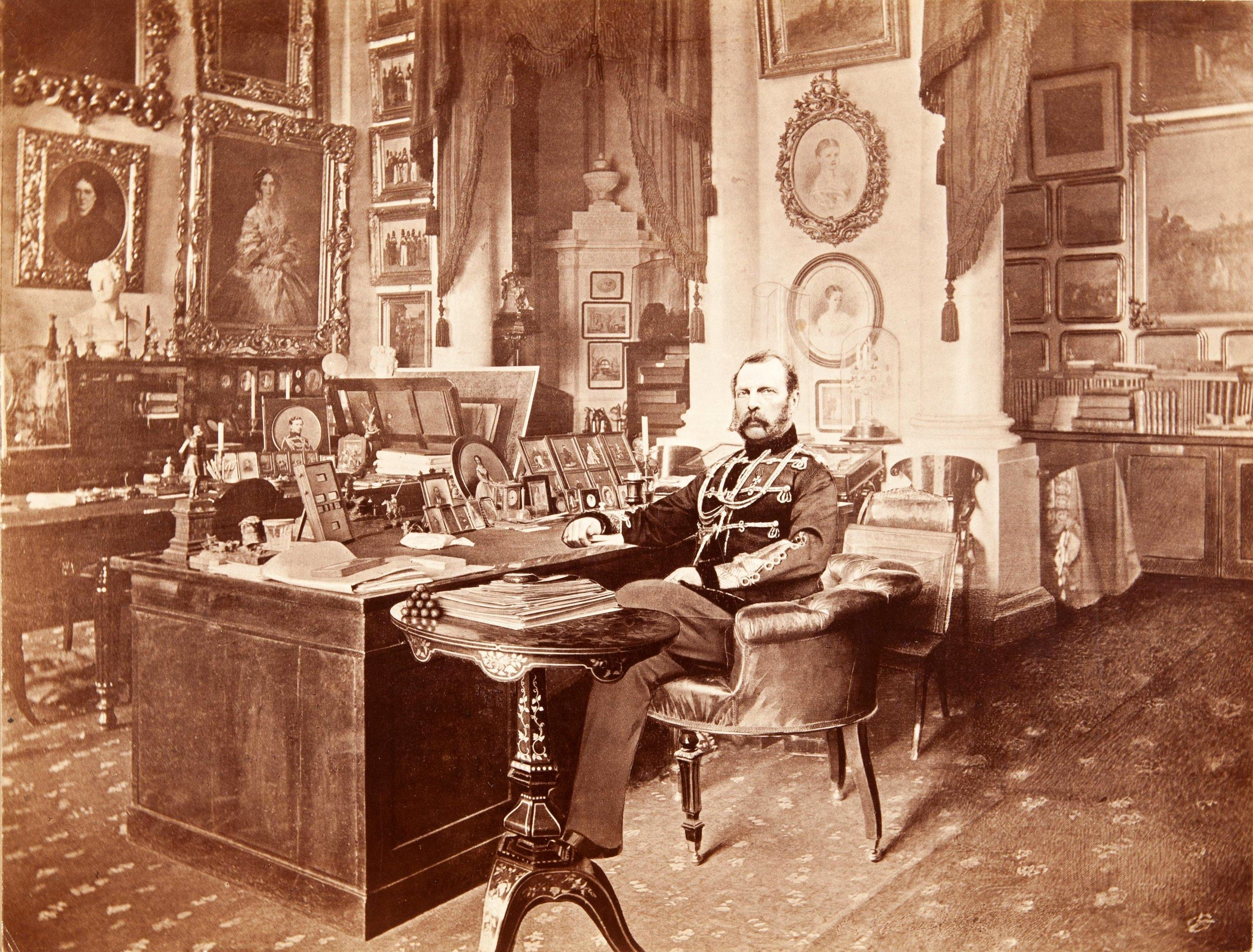
Олександр ІІ у своєму робочому кабінеті

Правління Олександра II ознаменувалося безпрецедентними за масштабом реформами, які отримали в дореволюційній літературі назву «великих реформ». Основні з них такі:
- ліквідація військових поселень (1857)
- скасування кріпосного права (1861)
- фінансова реформа (1863) (було централізовано управління грошовим господарством у руках Міністерства фінансів, створено Державний банк, введено єдиний державний ревізійний центр, створено єдині державні каси, встановлювалася гласність бюджету, введено акцизи на спиртні напої, а також збільшено податки на товари масового споживання)
- реформа вищої освіти (1863) (університетам було надано автономію, а право навчатися у вищих навчальних закладах отримувати представники всіх станів. які мали змогу заплатити за навчання)
- земська реформа (1864) (земства були загальностановими та виборними, вони вирішували культурні та господарські питання на території повіту і губернії)
- судова реформа (1864) (запровадження чіткої, однакової для всіх частин імперії системи судів, прийняття нових судових статутів, що закріплювали демократичні принципи судівництва[1], впровадження інститутів мирових судів, присяжних повірених (адвокатури) та суду присяжних тощо. Крім безпосередньо суду було реформовано судове слідство, прокуратуру, нотаріат, створено стан (верству) присяжних повірених (адвокатуру))
- реформа міського самоврядування (1870) (у містах створювалися міські думи та її виконавчі органи — міські управі, до компетенції яких входили питання господарства та впорядкування міст, розвитку промисловості і торгівлі)
- реформа середньої освіти (1871)
- військова реформа (1874)

Дані перетворення вирішили ряд давно наболілих соціально-економічних проблем, розчистили дорогу для розвитку капіталізму в Росії, розширили межі громадянського суспільства та правової держави, проте не були доведені до кінця.
До кінця правління Олександра II під впливом консерваторів деякі реформи (судова, земська) були обмежені. Контрреформи, розгорнуті його наступником Олександром III, торкнулися також положення про селянську реформу та реформи міського самоврядування.

##### Скасування кріпосного права
Перші кроки до скасування кріпосного права були зроблені Олександром I у 1803 році підписанням «Указу про вільних хліборобів», в якому було прописано юридичний статус селян, які звільнилися з кріпацтва.
У прибалтійських губерніях Російської імперії (Естляндія, Курляндія, Ліфляндія) кріпосне право було скасоване ще у 1816-1819 роках.
Всупереч існуючій думці, що переважна більшість населення дореформеної Росії була кріпаками, насправді процентне відношення кріпаків до всього населення імперії трималося майже незмінним (45 %) з другої до восьмої ревізії (тобто з 1747 по 1837 рік), а до 10-ї ревізії (1857) ця частка впала до 37 %. Згідно з переписом населення 1857—1859 років, у кріпацькій залежності перебувало 23,1 мільйони чоловік (обох статей) з 62500000 чоловік, які населяли Російську імперію. З 65 губерній та областей, існувавших в Російській імперії станом на 1858 рік, в трьох вищеназваних прибалтійських губерніях, в Землі Чорноморського війська, у Приморській області, Семипалатинській області та області Сибірських киргизів, у Дербентській (з Прикаспійським краєм) та Еріванській губерніях кріпаків не було зовсім; ще у 4 адміністративних одиницях (Архангельській та Шемахінській губерніях, Забайкальській та Якутській областях) кріпаків також не було, за винятком кількох десятків дворових людей (слуг). У решти 52 губерніях та областях частка кріпаків у чисельності населення становила від 1,17 % (Бессарабська область) до 69,07 % (Смоленська губернія).

Борис Кустодієв. «Звільнення селян (Читання маніфесту)». Картина 1907 року

У 1861 році в Росії була проведена реформа, яка скасувала кріпосне право в Росії та поклала початок капіталістичній формації в країні. Основною причиною даної реформи стала криза кріпосницької системи. В обстановці селянських заворушень, які особливо посилилися під час Кримської війни, уряд пішов на скасування кріпосного права.
Програма уряду була викладена в рескрипті імператора Олександра II 20 листопада (2 грудня) 1857 року Віленському генерал-губернатору В. І. Назимову. Вона передбачала: знищення особистої залежності селян при збереженні всієї землі у власності поміщиків; надання селянам певної кількості землі, за яку вони зобов'язані будуть платити оброк або відбувати панщину, і з часом — права викупу селянських садиб (житловий будинок та господарські споруди). У 1858 році для підготовки селянських реформ були утворені губернські комітети, усередині яких почалася боротьба за заходи та форми поступок між ліберальними та реакційними поміщиками. Страх перед всеросійським селянським бунтом змусила уряд піти на зміну урядової програми селянської реформи, проєкти якої неодноразово змінювалися у зв'язку з підйомом або спадом селянського руху. У грудні 1858 року була прийнята нова програма селянської реформи: надання селянам можливості викупу земельного наділу і створення органів селянського громадського управління. Для розгляду проєктів губернських комітетів та розробки селянської реформи були створені у березні 1859 року Редакційні комісії. Проєкт, складений Редакційними комісіями наприкінці 1859 року, відрізнявся від запропонованого губернськими комітетами збільшенням земельних наділів та зменшенням повинностей. Це викликало невдоволення помісного дворянства, і у 1860 році в проєкті були дещо зменшені наділи та збільшені повинності. Цей напрямок у зміні проєкту зберігся і при розгляді його в Головному комітеті по селянським справам наприкінці 1860 року, і при його обговоренні в Державній раді на початку 1861 року.
19 лютого (3 березня) 1861 року в Петербурзі Олександр II підписав Маніфест про скасування кріпосного права та Положення про селян, які вийшли з кріпосної залежності, що складалися з 17 законодавчих актів.
Селянство, незадоволене кабальними умовами реформи, відповіло на неї масовими заворушеннями. Найбільш значними з них були Бездненський виступ та Кандієвське повстання.

#### Національна політика

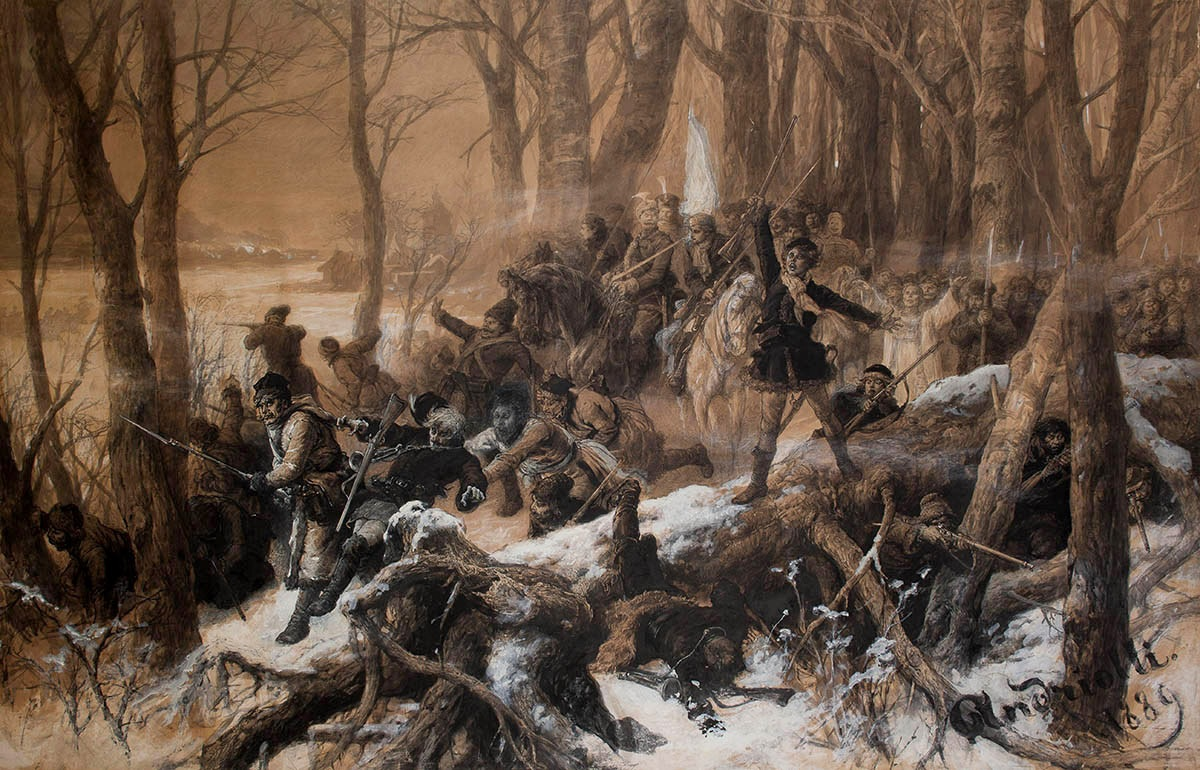
«Атака повстанців» (М.Андріолі, 1895)

22 січня 1863 року розпочалося нове польське національно-визвольне повстання на території Царства Польського, Литви, Білорусі та Правобережної України, в якому брала участь також деяка частина білорусів та литовців.
До травня 1864 року повстання було придушене російськими військами. За причетність до повстання було страчено 128 осіб; 12500 було вислано в сибірські місцевості (частина з них згодом підняла Навколобайкальське повстання 1866 року), 800 відправлено на каторгу. Повстання прискорило проведення селянської реформи в порушених ним регіонах, при цьому на більш вигідних для селян умовах, ніж в решті Росії. Влада вжила заходів з розвитку початкової школи в Литві та Білорусі, розраховуючи, що просвіта селянства в російському православному дусі спричинить політико-культурну асиміляцію населення. Також здійснювалися заходи з русифікації Польщі. Щоб зменшити вплив католицької церкви на суспільне життя Царства Польського після повстання, імператорський уряд ухвалив рішення про переведення у православ'я належних до Української греко-католицької церкви українців Холмщини. Часом ці дії зустрічали опір. Жителі села Пратулин відмовилися. 24 січня 1874 року віруючі зібралися біля парафіяльної церкви, аби перешкодити передачі храму під управління православної церкви. Після цього загін солдат відкрив вогонь по людях. Загинуло 13 осіб, які були канонізовані католицькою церквою як пратулинські мученики.

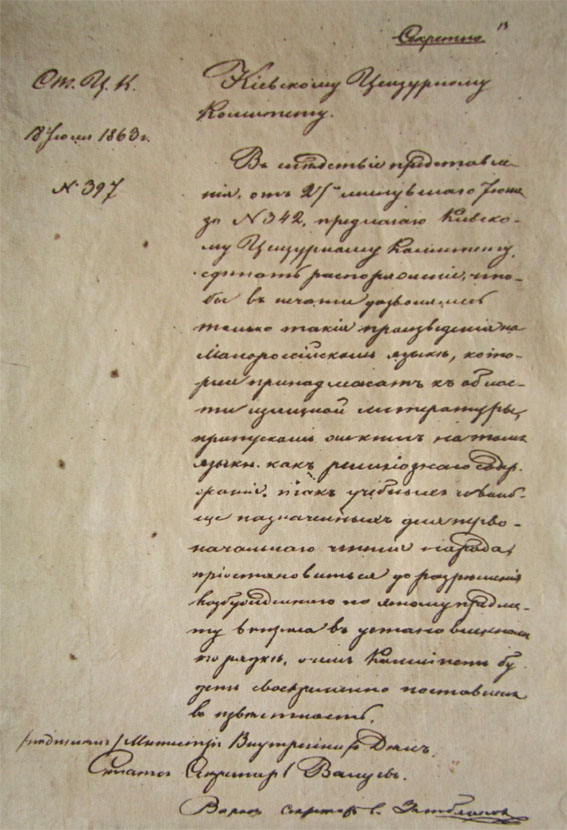
Валуєвський циркуляр

У 1863 році імператор схвалив таємний Валуєвський циркуляр, в якому заборонялась публікація релігійних, навчальних і освітніх книг, однак дозволялась публікація художньої літератури. Мотивом до видання циркуляру стали підозри імператорської влади, що публікації книг українською мовою стимулюють зростання сепаратистських, пропольських та антиурядових настроїв. Дію Валуєвського циркуляру було закріплено та розширено шляхом видання імператором Олександром II Емського указу 1876 року, згідно з яким видання творів українською мовою заборонялося практично повністю. Ці акти вважаються одним із яскравих виявів шовіністичної політики російського самодержавства, спрямованої на посилення національного, духовного та політичного гноблення українського народу[1].
При Олександрі II відбулися істотні зміни у ставленні до смуги осілості євреїв. Рядом указів, випущених у період з 1859 по 1880 рік, значна частина євреїв отримала право безперешкодно розселятися по території Росії. Як пише О. І. Солженіцин, право вільного розселення отримали купці, ремісники, лікарі, юристи, випускники університетів, їхні сім'ї та обслуга, «особи вільних професій» тощо. А у 1880 році указом міністра внутрішніх справ було дозволено залишити на проживання поза смуглю осілості тих євреїв, які оселилися незаконно.

#### Економічний розвиток
На початку 1860-х років у країні почалася економічна криза, яку ряд економічних істориків пов'язує з відмовою Олександра II від промислового протекціонізму та переходом до ліберальної політики у зовнішній торгівлі (при цьому історик П. Байрох бачить одну з причин переходу до цієї політики у поразці Росії в Кримській війні). Ліберальна політика у зовнішній торгівлі тривала і після введення нового митного тарифу 1868 року. Так, було підраховано, що в порівнянні з 1841 роком імпортні мита у 1868 році знизилися в середньому більш ніж у 10 разів, а за деякими видами імпорту — навіть у 20-40 разів.

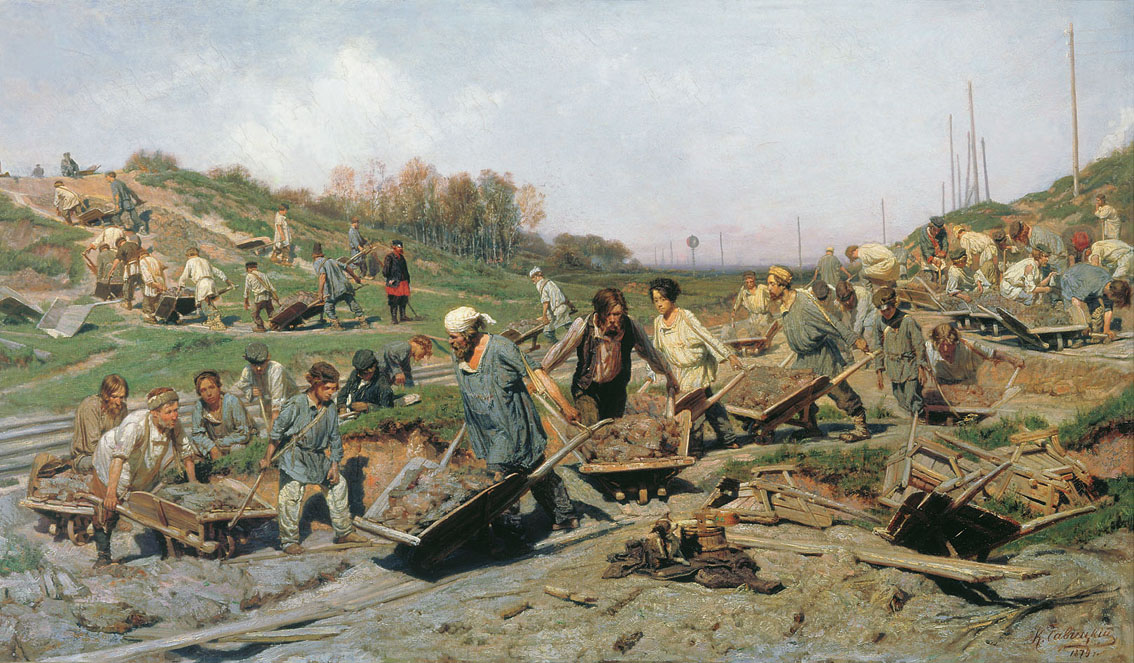
Савицький К. А. «Ремонтні роботи на залізниці», 1874

Свідченням повільного промислового зростання в цей період може служити виробництво чавуну, збільшення якого лише ненабагато випереджало зростання населення і помітно відставало від показників інших країн.. Всупереч цілям, декларованим селянською реформою 1861 року, врожайність у сільському господарстві країни не збільшувалася аж до 1880-х років, незважаючи на стрімкий прогрес в інших країнах (США, Західна Європа), і ситуація в цій найважливішій галузі економіки Росії також лише погіршувалася.
Єдиною галуззю, яка швидко розвивалася, був залізничний транспорт: мережа залізниць в країні стрімко росла, що стимулювало також власне паровозо- та вагонобудування. Однак розвиток залізниць супроводжувався безліччю зловживань та погіршенням фінансового становища держави. Так, держава гарантувала створюваним приватним залізничним компаніям повне покриття їх витрат та підтримку за рахунок субсидій гарантованої норми прибутку. Результатом були величезні бюджетні витрати на підтримку приватних компаній..

### Зовнішня політика

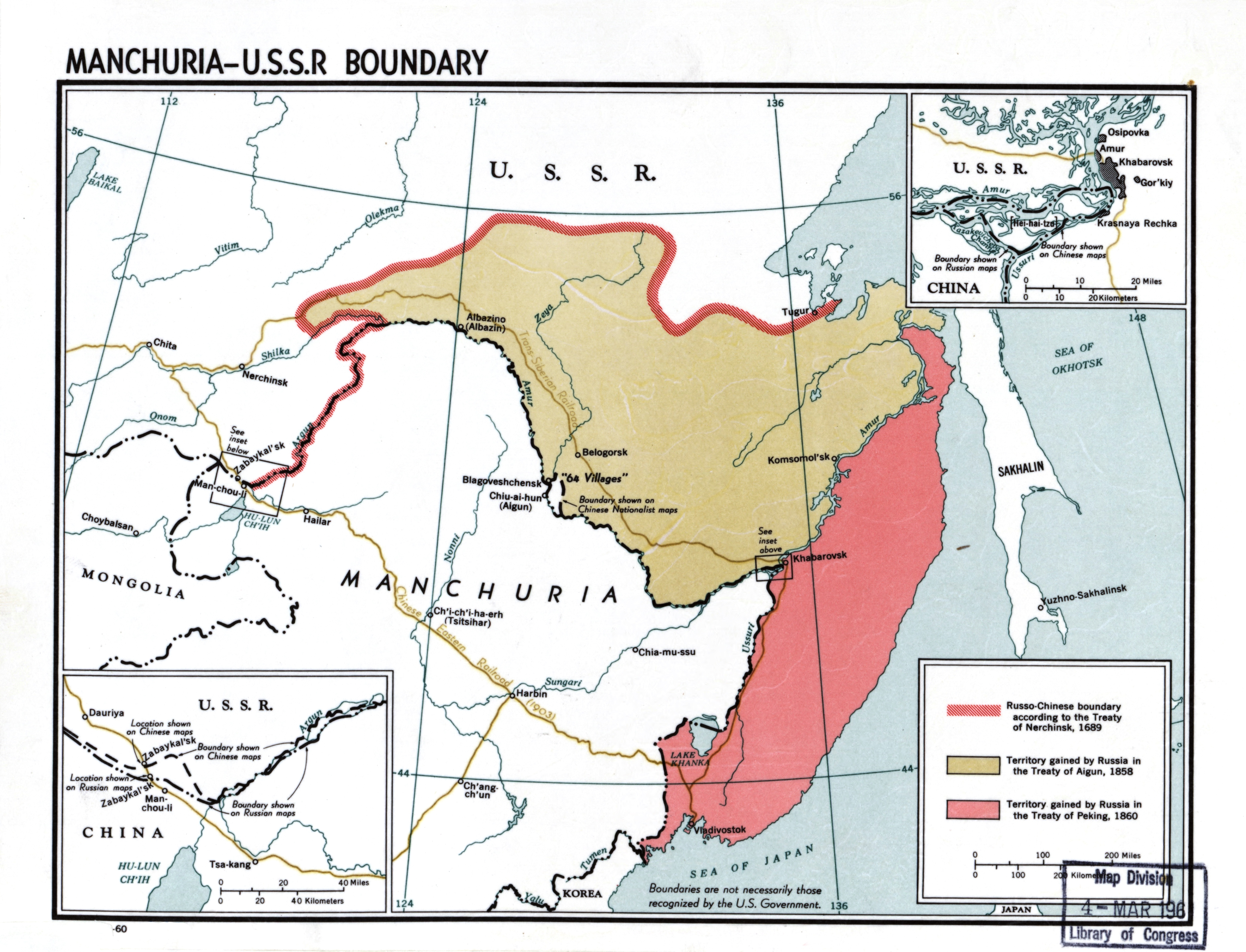
Території, які відійшли до Росії по Айгунській угоді та Пекінському трактату 1860 року

Під час правління Олександра II Росія повернулася до політики розширення Російської імперії, раніше характерної для Катерини II. За цей період до Росії були приєднані Середня Азія, Північний Кавказ, Далекий Схід, Бессарабія, Батумі.
У 1858 році Росія уклала з Китаєм Айгунський договір, а у 1860 році — Пекінський договір, за яким вона отримала великі території Забайкалля, Хабаровського краю, значну частину Маньчжурії, включаючи Примор'я («Уссурійський край»).
У 1859 році представники Росії заснували Палестинський комітет, який пізніше був перетворений у Імператорське православне палестинське товариство (ІППТ), а у 1861 році виникла Російська духовна місія в Японії. Для розширення місіонерської діяльності, 29 червня 1872 року відбулося перенесення кафедри Алеутської єпархії у Сан-Франциско (штат Каліфорнія), де вона стала простягати свою опіку на всю Північну Америку.
Олександр ІІ відмовився від анексії та колонізації північно-східного берега Папуа — Нової Гвінеї, до чого закликав мандрівник М. М. Миклухо-Маклай.
25 травня (6 червня) 1873 року під час візиту імператора та міністра закордонних справ Російської імперії О. М. Горчакова до Відня Олександр II та Франц Йосиф I підписали у Шенбруннському палаці (під Віднем) угоду. Вона могло бути розірвана лише через 2 роки після попередження однієї зі сторін. 11 (23) жовтня 1873 року до цієї угоди приєдналася і Німеччина, на чолі з кайзером Вільгельмом I. Цим самим було покладено початок «Союзу трьох імператорів».

#### Завершення Кавказької війни
У 1856–1858 роках російські війська здобули ряд перемог над горцями. Шаміль втік у свій останній притулок на горі Гуніб. 25 серпня Гуніб було взято штурмом, а сам Шаміль захоплений у полон.
Нескореним залишався Західний Кавказ, де жили адигські племена. Вони повинні були підкоритися та переселитися на нові місця на рівнині, які вказувалися російською владою ; в іншому випадку їх відтісняли далі в безплідні гори, а залишені ними землі заселялися козацькими станицями; нарешті, після їх витіснення з гір до морського берега, їм залишалося або перейти на рівнину, або переселитися до Османської імперії, в чому передбачалося надавати їм можливе сприяння. З літа 1863 року багато з них стали виселятися в Османську імперію або на південний схил хребта; більша частина адигів скорилася, так що до кінця літа число вихідців, дійшло до 30 тисяч чоловік. На початку жовтня абадзехські старшини підписали договір, за яким усі їхні одноплемінники, які бажали взяти російське підданство, зобов'язувалися не пізніше 1 лютого 1864 року почати переселятися на зазначені їм місця; іншим давався 2,5-місячний термін для виселення до Османської імперії. Безліч горців були відтіснені до морського берега та прибулими османськими кораблями перевозились до Османської імперії. 21 травня 1864 року був відслужений молебень з нагоди закінчення Кавказької війни.

#### Завоювання Середньої Азії
| Уральська область     | Тургайська область      |
| Акмолинська область   | Семипалатинська область |
| Семиріченська область | Сирдар'їнська область   |
| Самаркандська область | Ферганська область      |
| Хівинське ханство     | Бухарський емірат       |
| Закаспійська область  |                         |

Семипалатинська область

У 1860 році невеликий загін під командуванням полковника Циммермана зруйнував кокандські укріплення Пішпек і Токмак [22]. Кокандське ханство оголосило священну війну (газават) і в жовтні 1860 року зібрало 20-тисячну армію поблизу фортеці Узун-Агач де були розбиті полковником Колпаковським, який після того захопив відновлений кокандцями Пішпек, де цього разу був залишений російський гарнізон; у цей ж час були зайняті і невеликі фортеці Токмак і Костек.
У 1864 році було вирішено, що два загони, один з Оренбурга, інший із Західного Сибіру, попрямують назустріч один одному, оренбурзький — вгору по Сирдар'ї на місто Туркестан, а західносибірський — вздовж Олександрівського хребта. Західносибірський загін, чисельністю 2500 осіб, під командуванням полковника Черняєва, виступив з Вірного, 5 червня 1864 року взяв штурмом фортецю Ауліє-ата, а оренбурзький, чисельністю 1200 чоловік, під командуванням полковника Вєрьовкіна, рушив з Форту-Перовського на місто Туркестан, яке було захоплене 12 червня.
У 1865 році зі знову зайнятого краю, з приєднанням території колишньої Сирдар'їнської лінії, була утворена Туркестанська область, військовим губернатором якої призначений був Черняєв.
Чутки про те, що бухарський емір збирається оволодіти Ташкентом, змусили Черняєва взяти в облогу та після триденного штурму (15-17 червня) взяти Ташкент.
8 травня 1866 року відбулося перше значне зіткнення росіян з бухарцями, яке отримало назву Ірджарська битва, яка була виграна російськими військами. Перемога відкрила російському війську шлях на Ходжент та на Джиззак, які були захоплені в тому ж 1866 році.
Відрізаний від Бухари, Худояр-хан прийняв у 1868 році запропоновану йому генерал-ад'ютантом фон-Кауфманом торговельну угоду, за якою росіяни в Кокандському ханстві і кокандців в російських володіннях набували право вільного перебування та проїзду, мита були встановлені в розмірі не більше 2½% вартості товару.
У червні 1871 року російські війська під командуванням генерал-майора Колпаковського вторглися на територію Ілійського султанату. Офіційною причиною послужила відмова видати волосного управителя казахського роду Албанії Тазабека та його соратників, відкочувавших на територію султанату. В результаті конфлікту слобоозюроєні та неорганізовані війська султанату зазнали поразки. У підсумку Ілійський султанат потрапив під юрисдикцію Російської імперії.
У 1875 році на чолі незадоволених Худояр-ханом в Коканде став кипчак Абдурахман-Автобачі, син страченого Худояром Мусульман-куля, (автобачі — придворний титул в ієрархії ханства), послідовний супротивник переходу Коканда під владу Росії, до нього приєдналися всі противники росіян та духовенство.
Проте їхнє повстання було придушене російськими військами. 22 вересня Кауфман уклав договір з Насир уд-Дін-ханом, за яким хан визнавав себе слугою російського імператора, зобов'язувався сплачувати щорічну данину у 500 тисяч рублів та віддавав всі землі на північ від Нарина (Наманганстке бекство на правому березі Сирдар'ї); з них був утворений Наманганський відділ. Договір був складений за типом угод з Бухарою та Хівою. Він передбачав відмову хана від безпосередніх дипломатичних угод з будь-якою державою, окрім Російської імперії.
Проте ледве пішли російські війська, у ханстві спалахнуло нове повстання. Воно також було придушене і 19 лютого 1876 року відбулося Височайше веління про приєднання всією території Кокандського ханства та створення на його землях Ферганської області. Незважаючи на це повстання киргизів, які жили на Алає, тобто на високому плато, утвореному двома паралельними хребтами, замикаючими долину Фергани з півдня, тривало ще півроку.

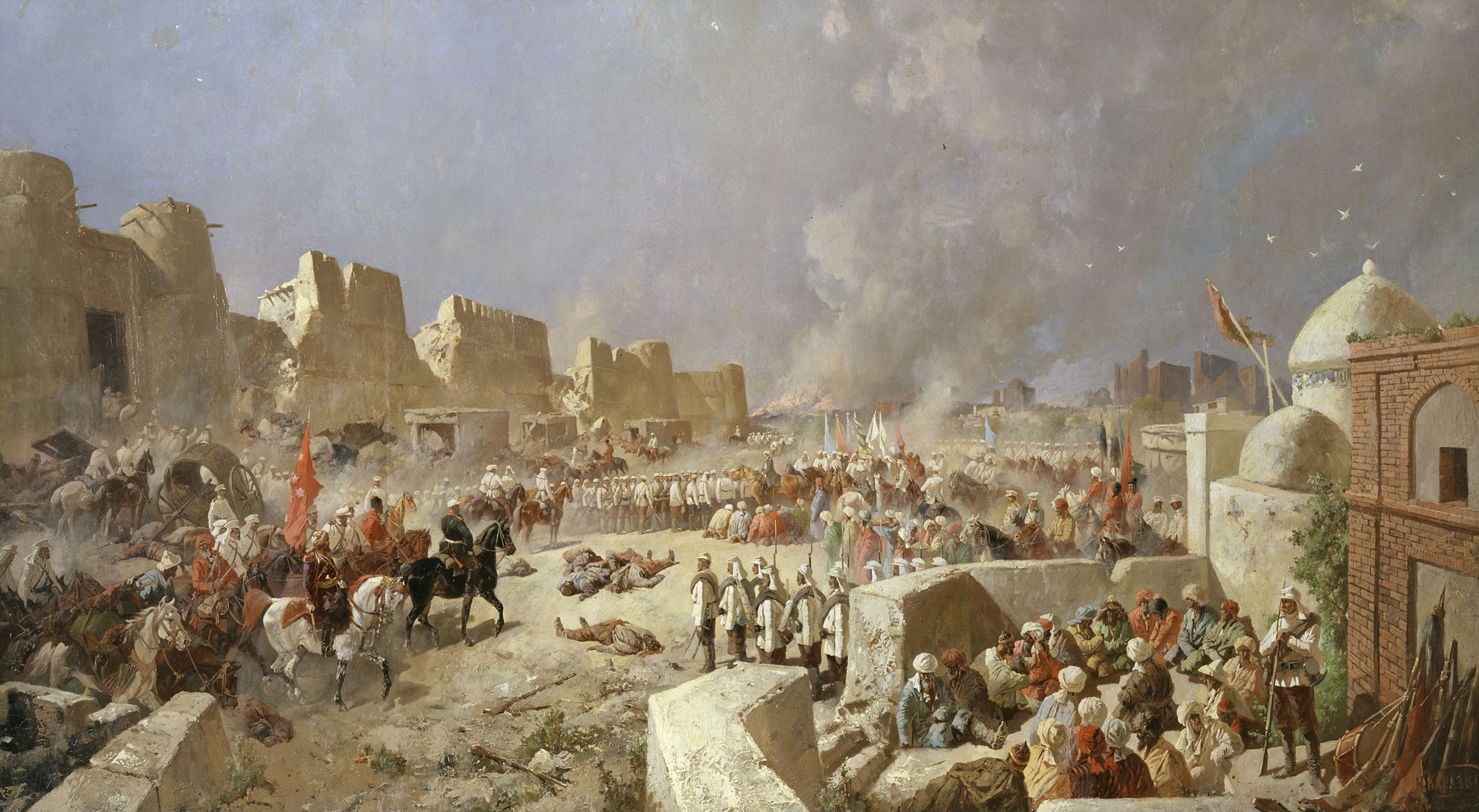
Вступ російських військ до Самарканда (Микола Каразін, Державний Російський музей)

Практично одночасно з російсько-кокандськими війнами почалися і бойові дії з Бухарським еміратом. Цьому сприяли територіальні суперечки між Кокандом та Бухарою. Наср-Улла-хан, який помер у 1860 році після тридцятичотирирічного правління, залишив трон своєму сину Сеїд-Мозаффар-Еддін-хану, при якому Бухарський емірат остаточно втратив своє значення та самостійність, потрапивши у васальну залежність від Росії. Мозаффар-хан, який як і його батько ворогував з Кокандом, одночасно підтримував там партію Худояр-хана. Ця обставина привела Мозаффар-хана до зіткнення з Росією, яка в цей час вже завоювала місто Туркестан, Чимкент, захопила Ташкент і зайняла міцні позиції на Сирдар'ї — землях, які раніше належали Коканду.
Бухарський емір, який вимагав очищення Росією завойованих територій, конфіскував майно проживавших в Бухарі російських купців, а також образив російську дипломатичну місію, надіслану для переговорів у Бухару, що привело до остаточного розриву та початку війни.

Прапор Бухарського емірату

Бухарський емір зазнав поразки у цій війні і був змушений просити у Росії миру. За мирною угодою 23 червня 1868 року, Бухарське ханство повинна було поступитися Росії Самаркандським, Катта-Курганським, Пенджекентським та Ургутським бекствами. Окрім цього, бухарський емір зобов'язався сплатити 500 тисяч рублів військової винагороди, надати російським купцям свободу торгівлі в ханстві, захищати їхнє майно та особисту безпеку, дозволити утворенню торгових агентств у всіх містах, стягувати мито з ввезених російських товарів не понад 2½% від їх вартості та надати російським купцям вільний проїзд через ханство в інші землі.
Іскандер-кульською експедицією 1870 року до Росії були приєднані території гірських Матчинського, Фалгорського, Фарабского, Магіанського та Кштутського бекств (244000 кв. миль, з 31500 жителів).
У 1873 році був здійснений хівинський похід під командуванням генерала Кауфмана. Хівинський хан зазнав поразки та був змушений підкоритися Росії. Оскільки у плани російського уряду не входило приєднання всього Хівинського ханства, за ханом було залишено право управління країною. При ньому була утворена особлива рада, на яку покладено забезпечення продовольством російських військ та звільнення персів-рабів, яких налічувалося в ханстві до 15 тисяч.
У 1876 році, внаслідок підтримки Росії, Бухара повернула бекства Гісар та Куляб, а у 1877 році розширила свої кородони далі на південний схід, підкоривши Дарваз та Каратегін.
У лютому 1881 року між Росією та Китаєм був укладена Угода про Ілійський край, яка передавала Ілійський край (за винятком невеликого району) Китаю.

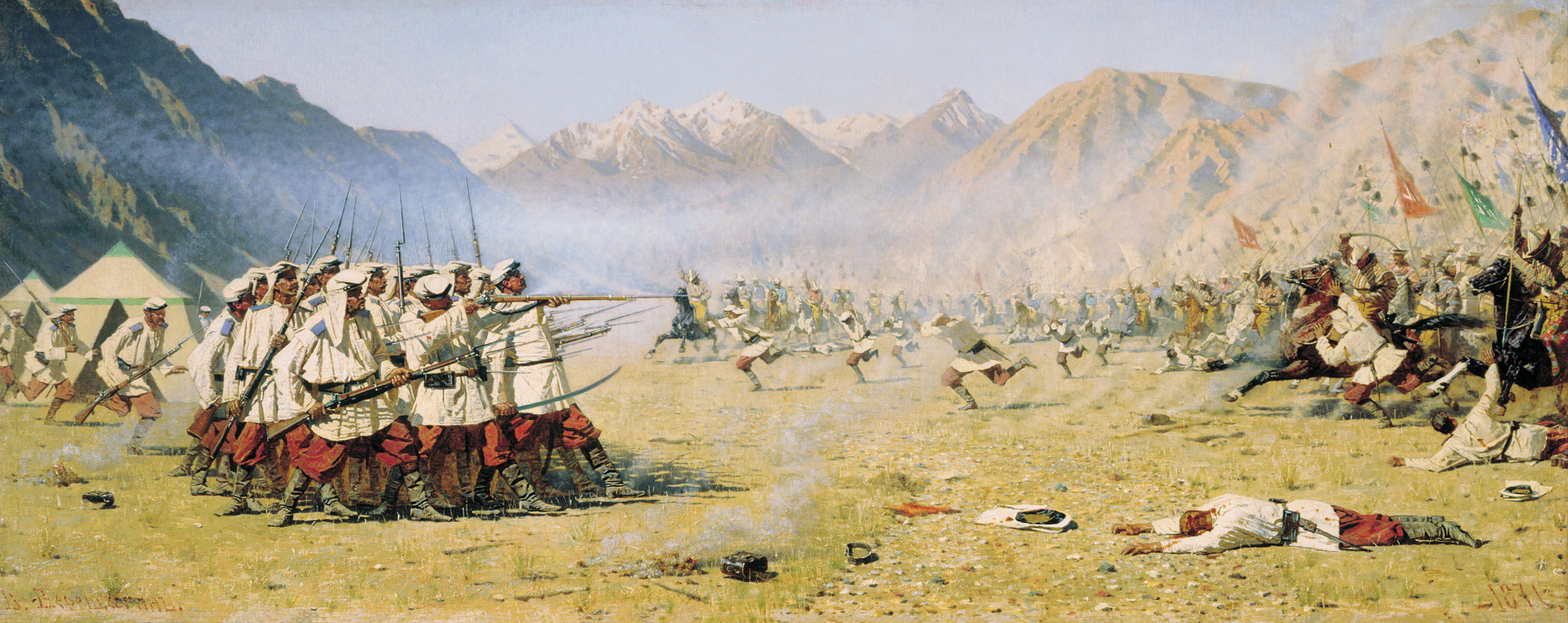
«Нападають зненацька». Картина В. В. Верещагіна, 1871

#### Підкорення Туркменії
У Туркменії в ахалай-текінській оазі мешкали 80-90 тис. текінців, які були сміливими, вправними воїнами. Всі експедиції проти них до 1879 року закінчувадися невдачею. У січні 1880 року командувачем військової експедиції проти текінців був призначений генерал Михайло Скобелєв, який здійснив Ахал-текінську експедицію, захопивши фортецю Денгіль-Тепе (Геок-Тепе) у грудні 1881 року.
Незабаром після захоплення Геок-Тепе Скобелєвим були вислані загони під командуванням полковника Куропаткіна; один з них зайняв Асхабад, а інший пройшов більш ніж на 100 верст на північ, обеззброюючи населення, повертаючи його в оази та поширюючи відозву з метою якнайшвидшого умиротворення краю. Незабаром у закаспійських володіннях Російської імперії встановився мир.
Генерал Комаров, будучи начальником всієї Закаспійської області (сучасний Туркменістан), звернув увагу на Мерв як на «гніздо розбою та руйнування, яке гальмувало розвиток мало не всієї Середньої Азії». Наприкінці 1883 року він направив туди штабс-ротмістра Аліханова і текінця майора Махмут-Кулі-хана з пропозицією мервцям прийняти російське підданство. 25 січня 1884 року в Асхабад прибула депутація мервців, яка погодилася на умови росіян та принесла присягу.

#### Російсько-турецька війна 1877—1878рр.

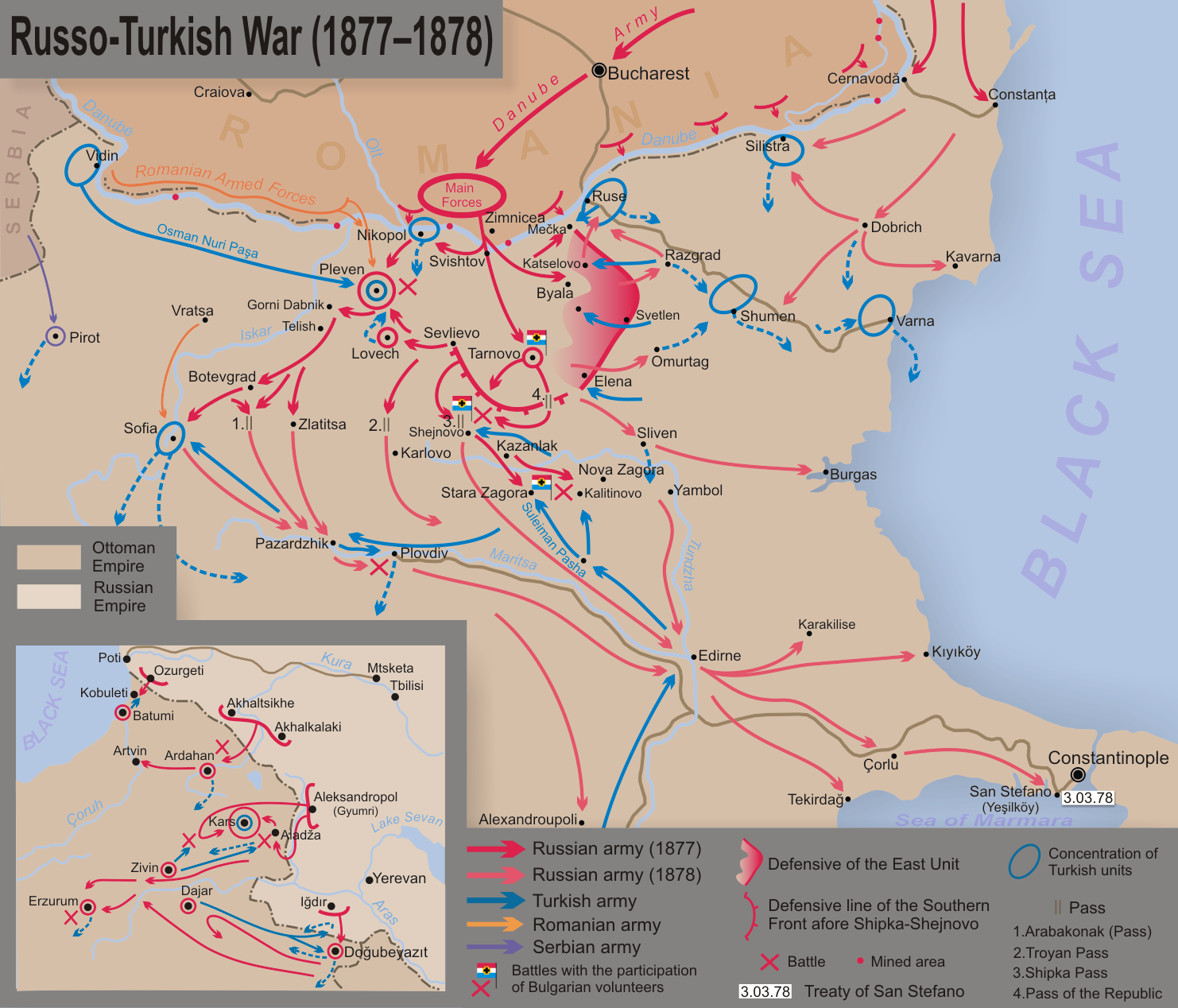
Російсько-турецька війна 1877—1878 рр.

Війна була викликана підйомом національно-визвольного руху на Балканах та загостренням міжнародних протиріч. Повстання проти османського панування у Боснії та Герцеговині (1875—1878) і Болгарії (1876) викликали широкий громадський рух у Російській імперії на підтримку слов'янських народів. Імператорський уряд з метою посилення свого впливу на Балканах виступив на підтримку повсталих. Велика Британія прагнула зіштовхнути Російську імперію з Османською імперією та скористатися у своїх інтересах ослабленням обох країн. У квітні 1877 року султан відкинув новий проєкт реформ для балканських слов'ян, вироблений з ініціативи Російської імперії, і 12 (24 квітня) Росія оголосила війну Османській імперії.
На боці Російської імперії виступило Румунія, проте її війська активно почали діяти лише з серпня. На початку червня російські війська (185 тисяч осіб) під командуванням великого князя Миколи Миколайовича Старшого зосередилися на лівому березі Дунаю, маючи головні сили в районі Зимниці. Сили османської армії під командуванням Абдул-Керим-Надір-паші були рівними за чисельністю російської армії.
На Кавказі сили сторін також були майже рівні: російська Кавказька армія під командуванням великого князя Михайла Миколайовича нараховувала близько 100 тисяч чолрвік. Османська армія Мухтара-паші — близько 90 тисяч чоловік. Проте за бойовою підготовкою російська армія перевершувала супротивника, проте поступалася йому за якістю озброєння (османські війська були озброєні новітніми британськими та американськими гвинтівками).

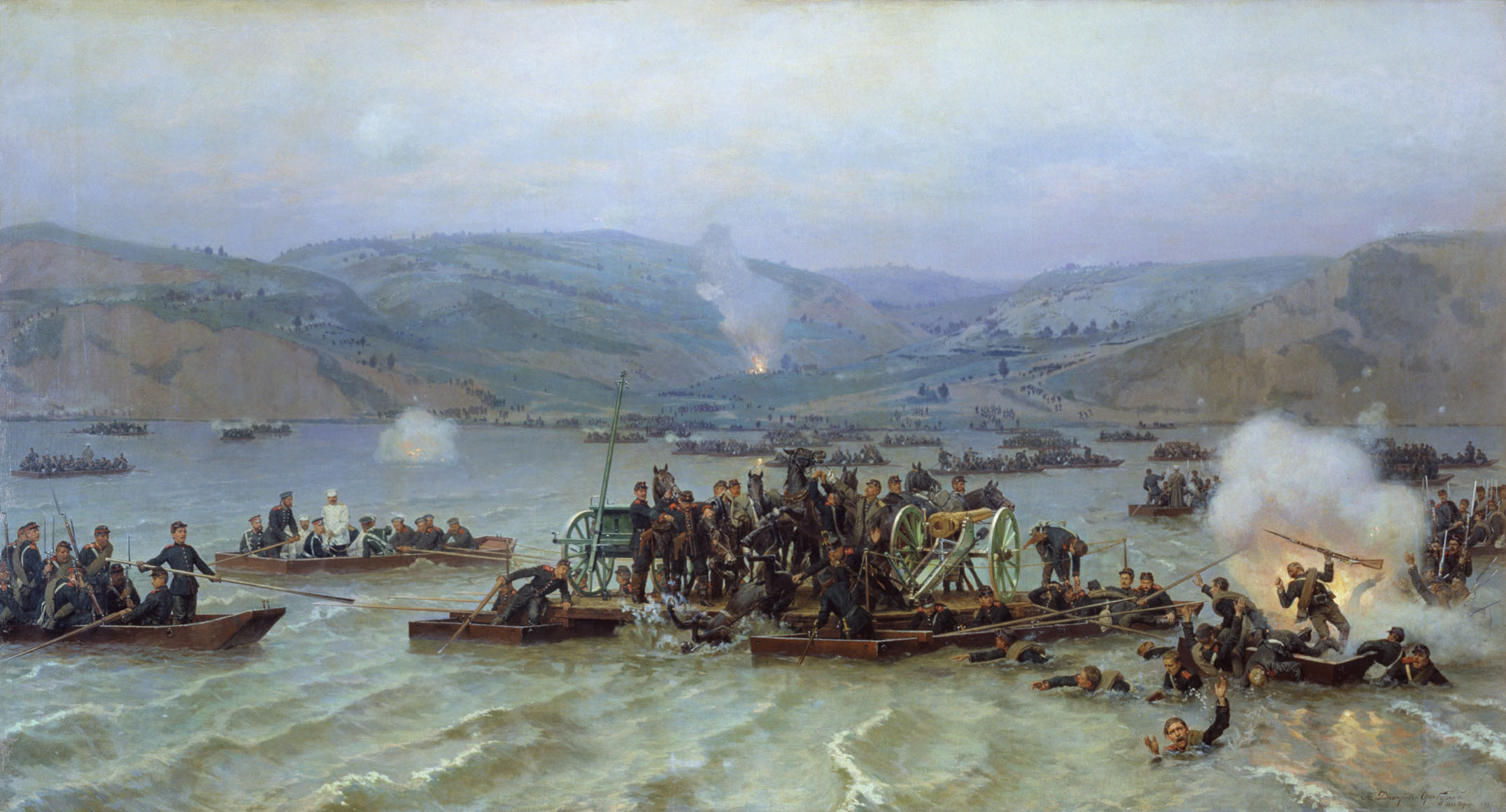
«Переправа російської армії через Дунай поблизу Зімниці 15 червня 1877 року». Микола Дмитрієв-Оренбурзький (1883)

Активна підтримка російської армії народами Балкан та Південного Кавказу зміцнювала моральний дух російських військ, у складі яких діяли болгарське ополчення, вірменська та грузинська міліція. 10 (22 червня) російський корпус (Нижньодунайський загін) переплив через Дунай поблизу Галаца та Браїлова і незабаром зайняв Північну Добруджу. В ніч на 15 (27 червня) російські війська під командуванням генерала М. І. Драгомирова форсували Дунай в районі Зимниці, а потім тут переправились головні сили армії, проте їх виявилося недостатньо для рішучого наступу через Балканський хребет.
Для цього було виділено лише Передовий загін генерала Й. В. Гурка (12 тисяч чоловік). Для забезпечення флангів були створені 45-тисячний Східний та 35-тисячний Західний загони. Інші сили перебували у Добруджі, на лівобережжі Дунаю або на підході. Передовий загін 25 червня (7 липня) зайняв Тирново, а 2 (14 липня) перейшов Балкани через Хайнкейський перевал.

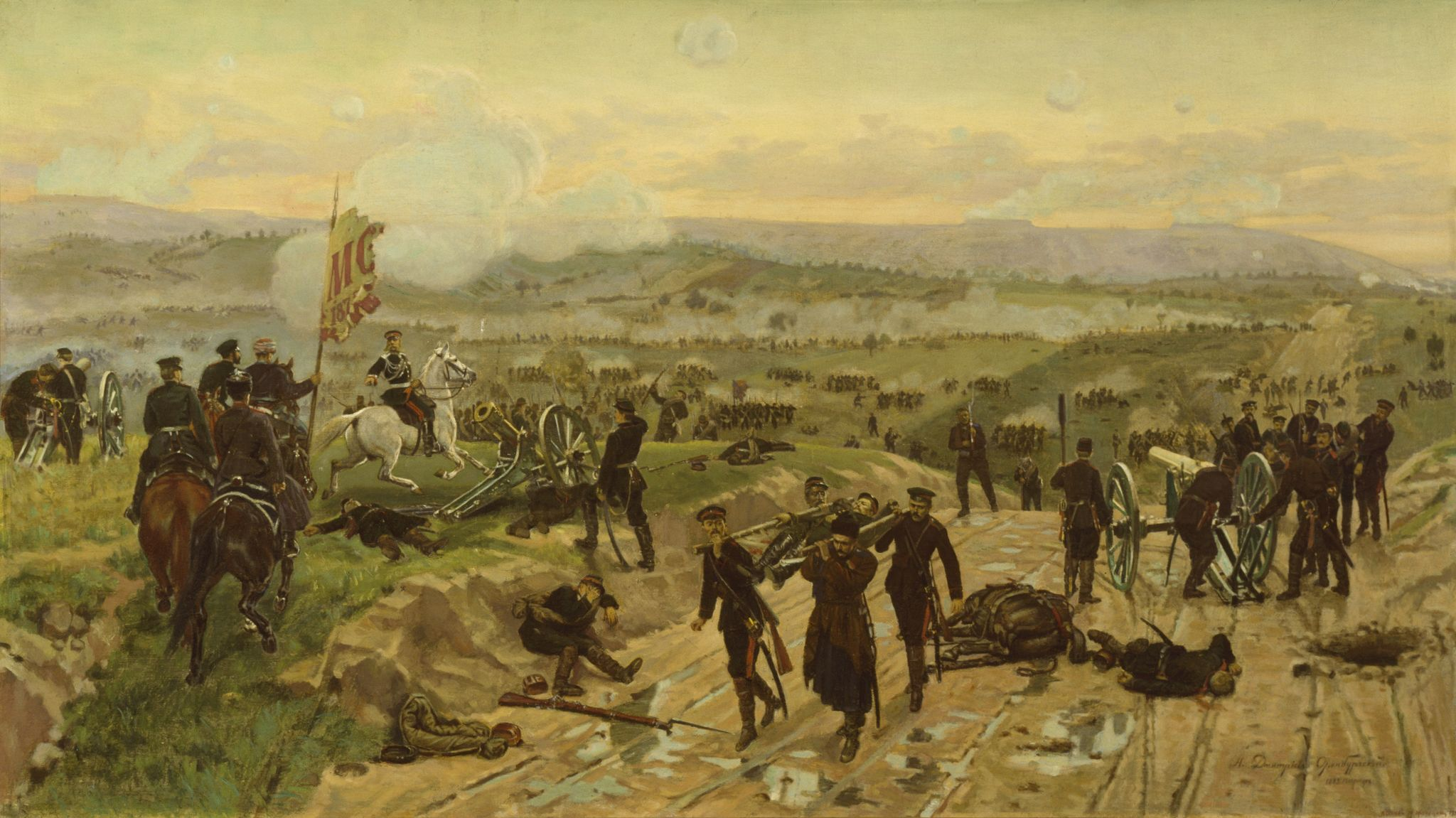
«Бій під Плевною 27 серпня 1877 року». М. Д. Дмитрієв-Оренбурзький, (1883)

Незабаром був зайнятий Шипкинський перевал, куди був висунутий Південний загін (20 тисяч чоловік, в серпні — 45 тисяч). Шлях на Константинополь був відкритий, проте достатніх сил для наступу за Балкани не було. Передовий загін зайняв Ескі-Загру, але незабаром сюди підійшов перекинутий з Албанії османський 20-тисячний корпус Сулеймана-паші. Після запеклого бою поблизу Ескі-Загри, в якому відзначилися болгарські ополченці, передовий загін відійшов до Шипки. Російські війська на Балканах перейшли до оборони. Західний загін оволодів Нікополем, проте не встиг зайняти Плевну, куди з Відіна підійшов 15-тисячний корпус Османа-паші. Погано підготовлені штурми Плевни 8 (20 липня) та 18 (30 липня) скінчилися повною невдачею.
На Кавказі російські війська в квітні—травні зайняли Баязет, Ардаган та блокували Карс. Але розпорошення сил на три відділи, що діяли на самостійних напрямках, ускладнювали закріплення успіху. Оточення османами Баязета та наступ переважаючих сил противника призвели до відходу російських військ до кордон і переходу до оборони.
На Балканському театрі османське командування намагалося в серпні організувати контрнаступ, але успіху не домоглося. Російські війська в завзятих боях утримали позиції на Шипці та відбили наступ османської армії проти Східного загону.

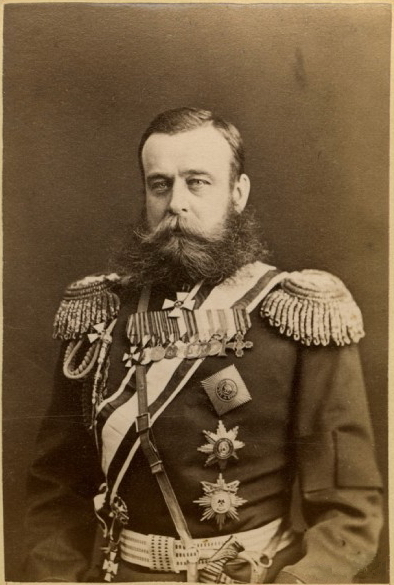
Генерал від інфантерії М. Д. Скобелєв. 1881

На Кавказі наступ османської армії було зупинено, а 1-3 (13-15) жовтня вона була розгромлена в битві при Аладжі. Російські війська перейшли в наступ і в ніч на 6 (18 листопада) штурмом оволоділи Карсом, а потім вийшли до Ерзуруму.
На Балканському театрі війни новий штурм Плевни 30-31 серпня (11-12 вересня) закінчився невдачею і російські війська перейшли до тісної блокаді Плевни, яка закінчилася 28 листопада (10 грудня) капітуляцією її гарнізону. Російська армія, що налічувала 314 тисяч чоловік проти понад 183 тисяч чоловік супротивника, перейшла в наступ.
Відновила воєнні дії проти Османської імперії і сербська армія. Західний загін генерала Гурка (71 тисяч чоловік) у винятково важких умовах перейшов через Балкани і 23 грудня 1877 року (4 січня 1878 року) зайняв Софію. У той ж день почали наступ війська Південного загону генерала Ф. Ф. Радецького і у битві при Шейново 27-28 грудня (8-9 січня) оточили та взяли в полон 30-тисячну армію Вессель-паші. 3-5 (15-17) січня 1878 року в битві під Філіппополем (Пловдивом) була розбита армія Сулеймана-паші, а 8 (20 січня) російські війська зайняли Адріанополь.
Мирні переговори почалися після перемоги при Шейново, проте сильно затягнулися внаслідок втручання Великої Британії. Нарешті, 19 січня 1878 року, в Адріанополі були підписані попередні умови миру та укладено перемир'я з визначенням демаркаційних ліній для обох воюючих сторін. Однак основні умови миру виявилися не відповідними домаганням румунів та сербів, а головне — порушили сильні побоювання Великої Британії та Австро-Угорської імперії. Британський уряд зажадав у парламенту нових кредитів для мобілізації армії. Окрім того, 1 лютого в Дарданелли увійшла ескадра адмірала Горнбі. У відповідь на це російський головнокомандувач на другий же день послав війська до демаркаційної лінії.
Заява російського уряду про те, що з огляду на дії Великої Британії передбачається зайняти Константинополь, спонукало британців до діалогу, і 4 лютого була підписана угода, згідно з якою ескадра Горнбі повинна була відійти на 100 км від Константинополя, а росіяни зобов'язувалися повернутися за свою демаркаційну лінію.
19 лютого 1878 року, після ще двох тижнів дипломатичного маневрування, був нарешті підписано попередній Сан-Стефанський мирний договір з Османською імперією.

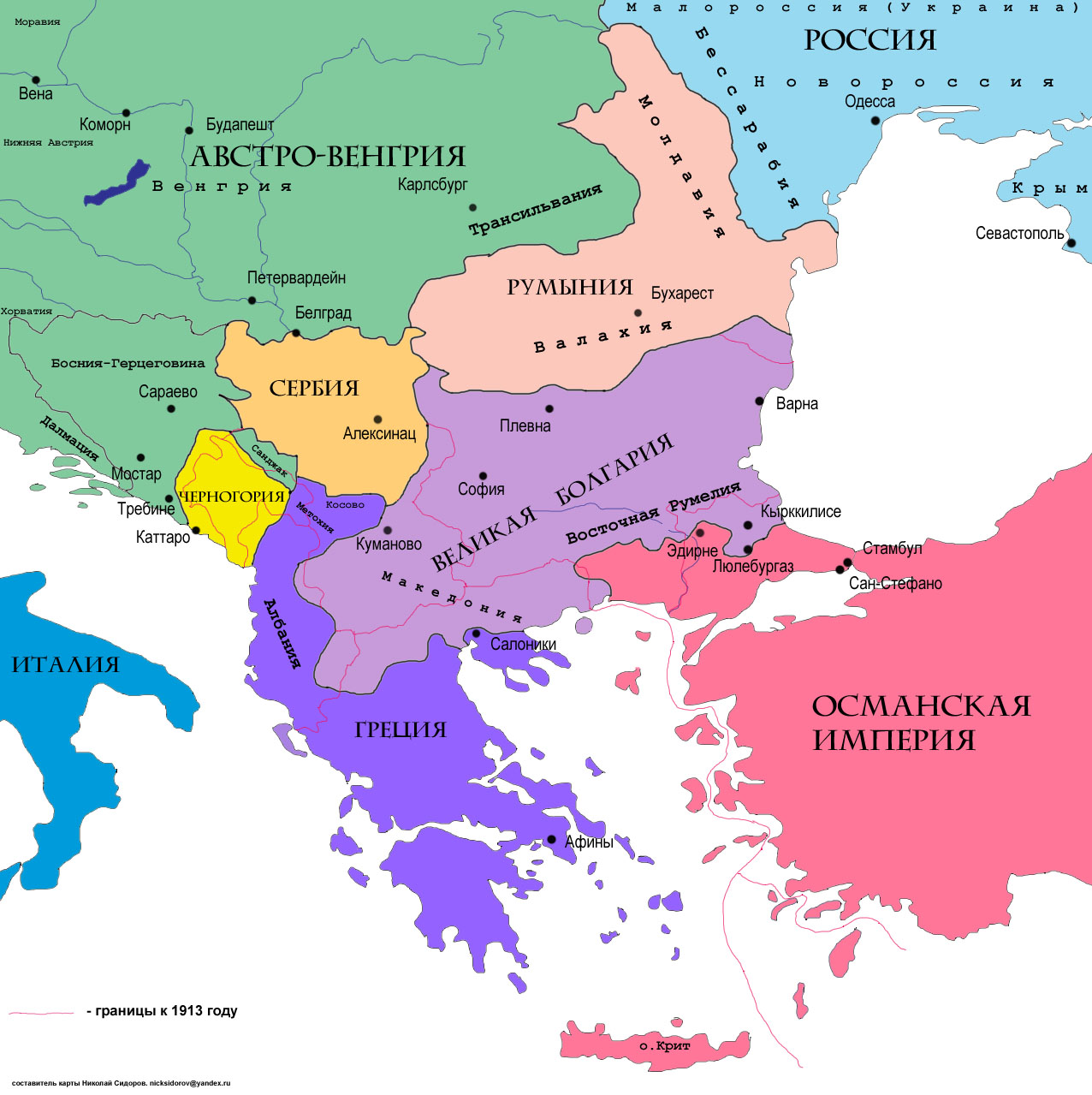
Кордони держав, встановлені Сан-Стефанським мирним договором

Умови Сан-Стефанського договору не тільки стривожили Велику Британію та Австро-Угорську імперію, але і викликали сильне незадоволення румунів та сербів, які відчували себе обділеними при розподілі. Австро-Угорська імперія зажадала скликання європейського конгресу, який би обговорив Сан-Стефанський договір, і Велика Британія підтримала цю вимогу.
Обидві держави приступили до військових приготувань, що викликало і з російської сторони нові заходи для протидії загрозливій небезпеці: були сформовані нові сухопутні та морські частини, Балтійське узбережжя було приготовлене до оборони, формувалася Обсерваційна армія поблизу Києва та Луцька. Для впливу на Румунію, котра перейшла на відкрито ворожі щодо Російської імперії позиції, туди був переведений 11-й корпус, який і зайняв Бухарест, після чого румунські війська відійшли до Малої Валахії.
Всі ці політичні ускладнення підбадьорили османів, які вони почали готуватися до відновлення війни: укріплення у Константинополя посилювалися, і туди стягувалися всі вільні війська; османські та британські емісари намагалися підняти повстання мусульман в Родопських горах, сподіваючись відвернути туди частину російських військ.
Такі напружені відносини тривали до кінця квітня, поки Олександр II не прийняв пропозицію Німеччини про посередництво.
1 червня відкрилися засідання Берлінського конгресу під головуванням князя Бісмарка, а 1 липня було підписано Берлінський трактат, який радикально змінив Сан-Стефанський договір, переважно на користь Австро-Угорської імперії та на шкоду інтересам балканських слов'ян: в 3 рази були скорочені розміри Болгарської держави, яка отримала незалежність від Османської імперії, а Боснія та Герцеговина були передані Австро-Угорщині. Російська імперія повернула південну частину Бессарабії, втрачену після Кримської
війни, приєднала Карсську область, населену вірменами та грузинами, і зайняла стратегічно важливу Батумську область (з умовою організувати порто-франко, проте незабаром для захисту міста була зведена Михайлівська фортеця). Велика Британія окупувала Кіпр, згідно з договором з Османською імперією від 4 червня 1878 року; в обмін за це вона зобов'язалася захищати Османську імперію від подальшого російського просування в Закавказзі. Окупація Кіпру мала тривати, доки в руках росіян залишалися Карс та Батумі [42]. Російська громадськість була обуреною з приводу «збиткового» Берлінського трактату та «зради» з боку Австрії і Німеччини, ця подія погіршила відносини між Австро-Угорською імперією та Російською імперією, які станом на той час перебували у «Союзі трьох імператорів».

#### Продаж Аляски

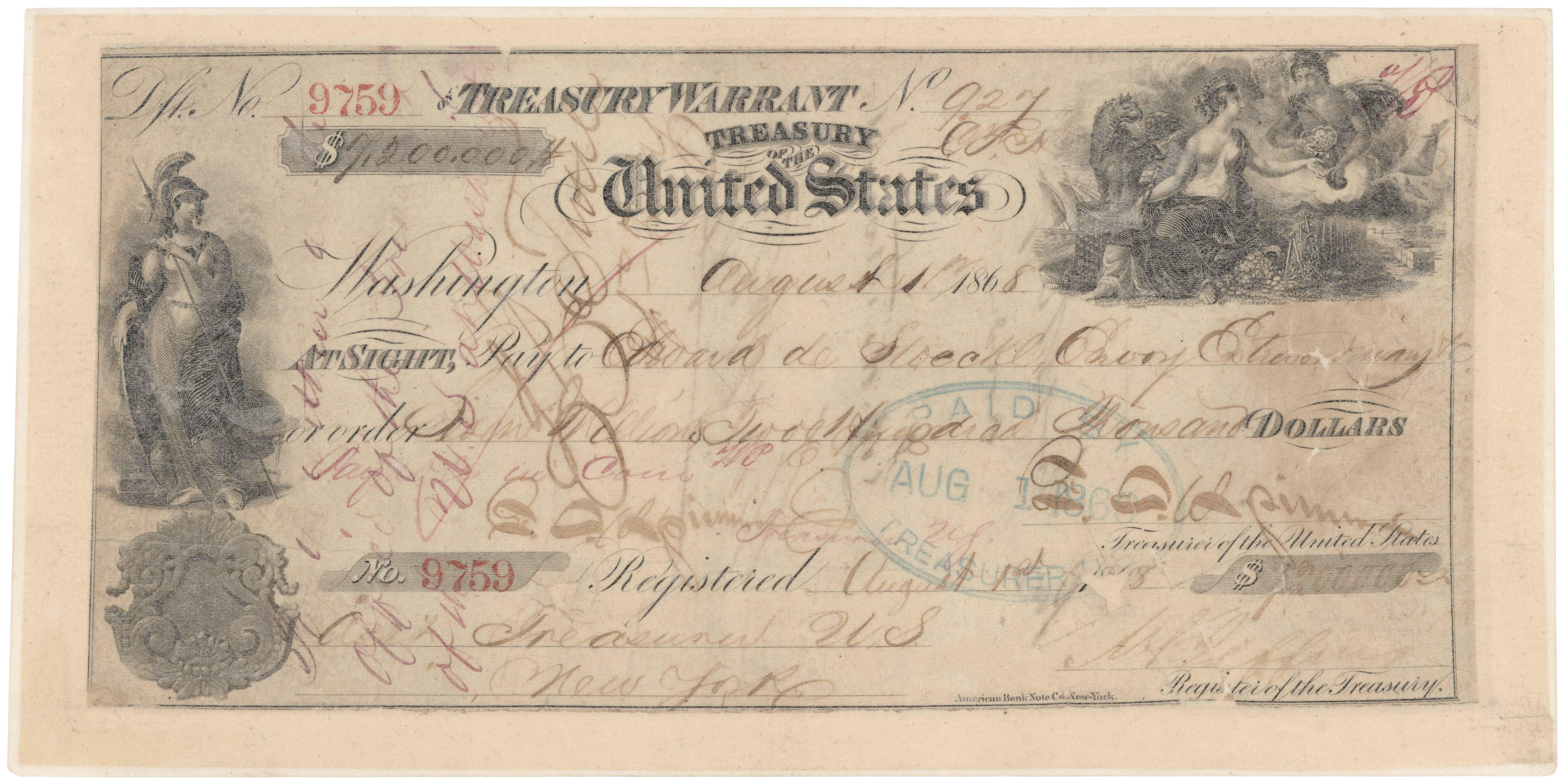
Чек на 7,2 мільйона доларів США пред'явлений для оплати покупки Аляски. Сума чека еквівалентна 119 мільйонам доларів США у 2014 році

Аляска була єдиною заокеанською колонією Росії, проте вона не була рентабельною та легкокерованою. Шлях з Санкт-Петербурга тривав близько півроку. Площа території становила близько 1600000 км², і вона була практично необжита. На початку XIX століття Аляска приносила доходи Російсько-американській компанії за рахунок торгівлі хутром, однак до середини століття стало очевидно, що витрати військових на утримання та захист цієї колоніальної території будуть переважувати потенційний прибуток.
Безпосередньо на схід від Аляски простягалися землі британської Компанії Гудзонової затоки. Оскільки у Росії склалися стосунки гострого геополітичного суперництва, а часом і відкритої ворожнечі з Британською імперією (Кримська війна, Велика Гра, Східне питання), кордон вимагав постійного піклування та охорони на випадок військового зіткнення між двома великими державами.
Для поповнення державної скарбниці після програної Кримської війни, імператор Олександр II погодився з угодою, яку його посол у США, барон Едуард Стекль 30 березня 1867 року підписав у присутності американського міністра закордонних справ Вільяма Сьюарда у Вашингтоні. Вартість угоди склала 7,2 млн дол.
Цей продаж, здійснений з розрахунку 0,0004 центів за квадратний метр, є найдешевшою операцією з продажу землі всіх часів. Тим не менш, сенат США висловлював сумніви в доцільності настільки обтяжливого придбання, тим більше в обстановці, коли в країні щойно закінчилася громадянська війна. Операція була схвалена з перевагою всього в один голос.
18 жовтня 1867 року Аляска офіційно була передана: російська прапор змінили на американський та ввели григоріанський календар. Так вийшло, що жителі Аляски лягли спати 6 жовтня та прокинулися 18 жовтня. Доцільність придбання Аляски стала очевидна тридцять років потому, коли на Клондайку було відкрито золото.

### Революційний рух

Логотип «Землі і волі»

З кінця 1860-х років популярності в середовищі ліберальної інтелігенції та, насамперед, студентської молоді стала набувати ідеологія «народництва» (в офіційному та правому середовищі іменувалася зазвичай «нігілізмом»). Пропагандистський студентський гурток існував у Харківському університеті (1856—1858), у 1861 році гурток пропагандистів П. Е. Агріропуло та П. Г. Заїчневського був створений у Москві. Його члени вважали необхідним повалення монархії шляхом революції. Політичний устрій Росії уявлявся ними у вигляді федеративного союзу областей на чолі з виборними національними зборами.
У 1861—1864 роках найбільш впливовим таємним товариством Петербурга була перша «Земля і воля». Його член, натхненні ідеями О. І. Герцена та М. Г. Чернишевського, мріяли про створення «умов для революції». Вони чекали її до 1863 року — після завершення підписання статутних грамот селянам на землю.
З гуртка, який був складовою «Землі і волі», у 1863—1866 роках в Москві зросло таємне революційне товариство М. А. Ішутіна («ішутінців»), метою якого була підготовка селянської революції шляхом змови інтелігентських груп. До початку 1866 року в гуртку вже існувала жорстка структура — невелике, але згуртоване центральне керівництво («Пекло»), власне таємне товариство («Організація») та прилягавші до нього легальні «Товариства взаємної допомоги». Діяльність «ішутінців» перервав 4 квітня неузгоджений з товаришами замах одного з членів гуртка, Д. В. Каракозова, на Олександра II. У «справі про царевбивство» під слідство потрапило більше 2 тисяч народників; з них 36 були засуджені до різних мір покарання.
У 1869 році в Москві та Петербурзі розпочала діяльність організація «Народна розправа» (77 осіб на чолі С. Г. Нечаєвим). Її метою була також підготовка «народної мужицької революції». Члени організації виявилися жертвами шантажу та інтриг її керівника. Коли член «Народної розправи» студент І. І. Іванов виступив проти її керівника, він був звинувачений Нечаєвим в зраді та вбитий. Цей злочин розкрила поліція, організація була розгромлена, сам Нечаєв втік за кордон, проте був там арештований, виданий російській владі та судимий як кримінальний злочинець.

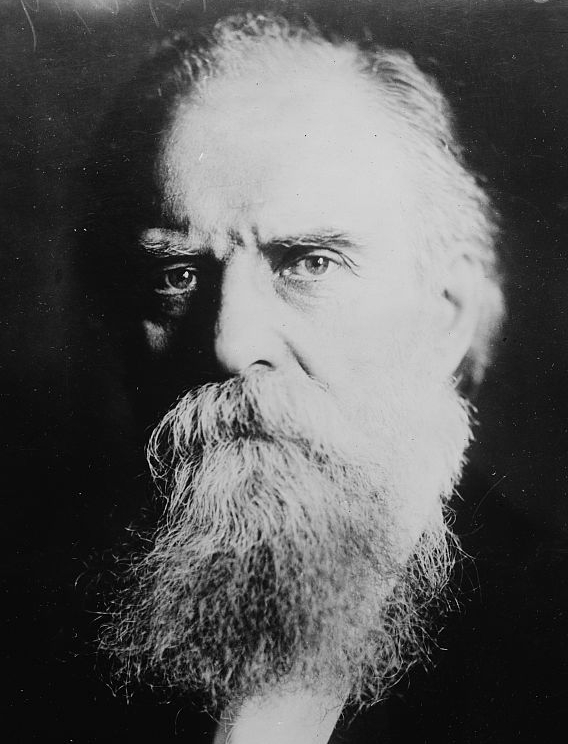
Микола Васильович Чайковський

З кінця 1860-х рр. у великих містах Росії діяло кілька десятків народницьких гуртків. Один з них, створений С. Л. Перовською (1871), влився у «Велике товариство пропаганди», очолюване М. В. Чайковським. У гуртку «чайківців» брали участь такі в майбутньому відомі революціонери як М. А. Натансон, С. М. Кравчинський, П. О. Кропоткін, Ф. В. Волховський, С. С. Синегуб та ін.
Навесні та влітку 1874 року «чайківці», а слідом за ними і члени інших гуртків (особливо «Великого товариства пропаганди») вирушили для ведення пропаганди в села Московської, Тверської, Курської та Воронезької губерній. Цей рух отримав назву «летючої акції», а пізніше — «першого ходіння в народ». Переходячи з села в село, сотні студентів, гімназистів, молодих інтелігентів, одягнених в селянський одяг та намагавших розмовляти, як селяни, роздавали літературу та переконували людей, що імперіалізм «більш терпіти не можна». Проте селяни ставилися до чужинців насторожено, а їхні заклики розцінювали як дивні та небезпечні. До осені 1874 року «ходіння в народ» пішло на спад, за ним пішли урядові репресії. До кінця 1875 року більше 900 учасників руху (з 1000 активістів) а також близько 8 тисяч послідовників було заарештовано та засуджено, у тому числі по самій гучній справі — «Процесу 193-х».
Наприкінці 1874 року в Москві була створена група під назвою «Всеросійська соціально-революційна організація». Після арештів та процесів 1875 — початку 1876 років вона цілком увійшла до створеної у 1876 році нову, другу «Землю і волю» (названу так на згадку про попередників). В ній працювали Г. В. Плеханов, Л. О. Тихомиров, Й. В. Аптекман, О. О. Квятковський, Д. А. Лизогуб, О. Д. Михайлов, пізніше — С. Л. Перовська, А. І. Желябов, В. І. Фігнер та ін. наполягали на дотриманні принципів конспірації, підпорядкування меншості більшості. Програмою організації передбачалося здійснення селянської революції, принципи колективізму та анархізму оголошувалися основами державного устрою поряд з усуспільненням землі та заміною держави федерацією громад.
Частина прихильників пропагандистської роботи наполягала на переході від «летючої пропаганди» до поселення революціонерів в селі на тривалий час для ведення пропаганди (цйе рух отримав в літературі найменування «другого ходіння в народ»). Цього разу пропагандисти спочатку освоювали ремесла, які повинні були стати в пригоді на селі, ставали лікарями, фельдшерами, писарями, вчителями, ковалями, дроворубами. Осілі поселення пропагандистів виникли спочатку в Поволжі (центр — Саратовська губернія), потім в Донській області та деяких інших губерніях. Була створена «робоча група», щоб продовжувати агітацію на заводах та підприємствах Петербурга, Харкова та Ростова. «Земля і воля» організувала першу в історії Росії демонстрацію — 6 грудня 1876 року біля Казанського собору в Петербурзі. На ній було розгорнуто прапор з гаслом «Земля і воля», а Г. В. Плеханов виступив з промовою.
Народники півдня Російської імперії стали на шлях тероризму, представивши його як акти самозахисту та помсти за те, що вони вважали злочинами імператорського уряду. У лютому 1878 року В. І. Засулич вчинила замах на петербурзького градоначальника Ф. Ф. Трепова, який розпорядився висікти політв'язня-студента. У тому ж місяці гурток В. Н. Осинського — Д. А. Лизогуба, який діяв у Києві та Одесі, організував вбивства агента поліції А. Г. Ніконова, жандармського полковника Г. Е. Гейкінга (ініціатора висилки революційно настроєних студентів) та харківського генерал -губернатора Д. Н. Кропоткіна. 4 серпня 1878 року C. М. Кравчинський заколов кинджалом петербурзького шефа жандармів Н. А. Мезенцева у відповідь на підписання ним вироку про страту революціонера Ковальського. 13 березня 1879 року було здійснено замах на його наступника — генерала А. Р. Дрентельна.
Відповіддю на теракти землевольців стали репресії. По Росії пройшов десяток показових політичних процесів з вироками по 10-15 років каторги за друковану та усну пропаганду, було винесено 16 смертних вироків (1879) вже тільки за «належність до злочинного співтовариства» (про це судили по виявленим в будинку прокламаціям, доведеним фактам передачі грошей в революційну скарбницю та ін.). У цих умовах підготовку О. К. Соловйовим замаху на імператора 2 квітня 1879 року багато членів організації розцінили неоднозначно: частина протестувала проти теракту, вважаючи, що він погубить справу революційної пропаганди.

Храм Спаса на Крові, збудований на місці загибелі Олександра ІІ

У травні 1879 року терористи створили групу «Свобода або смерть». 15 червня прихильники активних дій зібралися в Липецьку для вироблення доповнень до програми організації та вироблення спільної позиції. 19-21 червня на з'їзді у Воронежі землевольці спробували врегулювати суперечності між терористами та пропагандистами і зберегти єдність організації, проте невдало: 15 серпня «Земля і воля» розпалася.
Ті, хто вважав за необхідне відмову від методів терору (Плеханов, Л. Г. Дейч, П. Б. Аксельрод, Засулич та ін.) об'єдналися в нове політичне утворення, назвавши його «Чорний переділ» (малося на увазі перерозподіл землі на підставі селянського звичаєвого права, «по-чорному»).
Прихильники терору створили організацію «Народна воля». Виконавчий комітет «Народної волі» 26 серпня 1879 року ухвалив рішення про вбивство Олександра II. Народовольцями було скоєно два невдалих замахи на Олександра II (спроба вибуху імператорського потягу під Москвою 19 листопада, вибух в Зимовому палаці, 5 (17) лютого 1880 року). Для охорони державного порядку та боротьби з революційним рухом була створена Верховна розпорядча комісія.
1 (13) березня 1881 року Олександр II був смертельно поранений на набережній Катерининського каналу в Петербурзі бомбою, кинутою народовольцем Ігнатієм Гриневицьким; загинув в той ж день.

## Олександр ІІІ

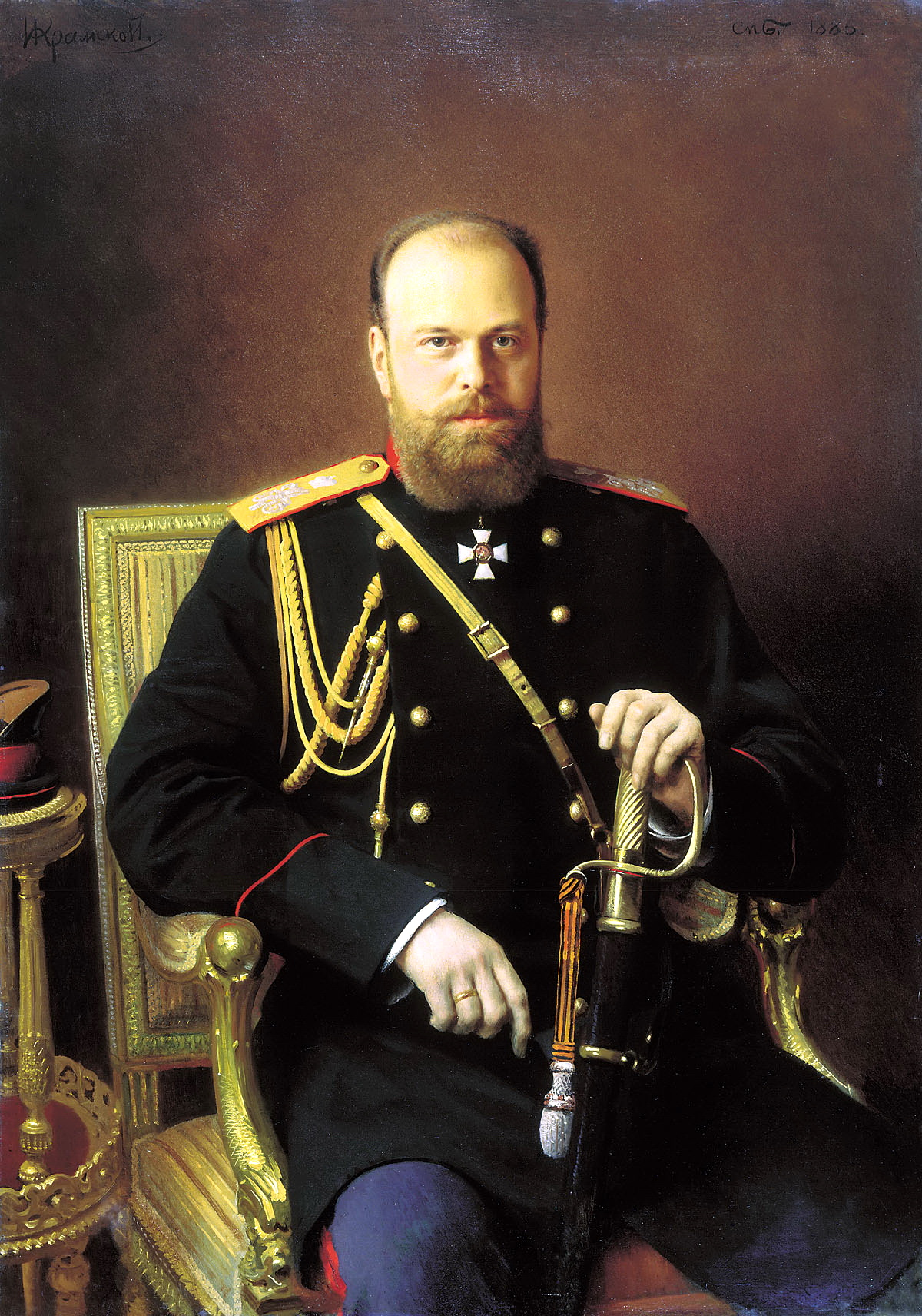
Імператор Олександр ІІІ Олександрович

### Внутрішня політика
Олександр III, друга дитина в сім'ї, став спадкоємцем престолу у 20 років, коли раптово помер старший брат Микола, який і отримав відповідне виховання, як наслідник престолу.
Після вбивства Олександра II 1 березня 1881 року, зійшов на престол. 3 березня П. О. Валуєв запропонував імператору призначити регента, побоюючись вбивства Олександра III. 14 березня 1881 року Олександр III призначив регентом великого князя Володимира Олександровича.
Саме вбивство імператора-реформатора доводило згубність реформ, та привело консервативно-праві сили до верхівки влади. З ініціативи К. П. Побєдоносцева 29 квітня 1881 року був виданий складений останнім «маніфест про непорушність самодержавства». Маніфест закликав «всіх вірних підданих служити вірою та правдою до викорінення брудної крамоли, яка ганьбить землю Руську, — до утвердження віри та моральності, — до доброго виховання дітей, — до винищування неправди та розкрадання, — до відновлення порядку та правди в дії всіх установ». Незабаром після опублікування маніфесту ліберально настроєні міністри (Лоріс-Меліков, Мілютін та ін.) змушені були подати у відставку.
«Розпорядження про заходи щодо збереження державного порядку і громадського спокою та переведення певних місцевостей у стан посиленої охорони», видане 14 серпня 1881 року, надавало право політичній поліції в 10 губерніях Російської імперії діяти згідно ситуації, не підкоряючись адміністрації та судам. Влада при введенні цього законодавчого акта в будь-якій місцевості могла без суду висилати небажаних осіб, закривати навчальні заклади, органи друку та торгово-промислові підприємства. Фактично в Російській імперії встановлювався надзвичайний стан, який проіснував, незважаючи на тимчасовий характер цього закону, до 1917 року. Окрім цього, урядом Олександра ІІІ постійно проводилося обмеження сфери діяльності та прав земських установ.
Активно проводилася політика щодо зміцнення військової моці російської армії. Під час правління Олександра ІІІ було спущено на воду 114 нових військових кораблів, у тому числі 17 броненосців та 10 броньованих крейсерів; російський флот зайняв 3-е місце в світі після Великої Британії та Французької республіки в ряду світових флотів — сумарна водотоннажність флоту Росії досягала 300 тисяч тонн.
З тих пір основні державні завдання, заповідані попередньою епохою, вже не ставилися на чергу в усьому їхньому обсязі. Поширення нових установ на області, що залишилися ще під дією дореформених порядків, тривало, поступово захоплюючи віддалені окраїни імперії; але в той ж час реформовані установи піддалися новій переробці, на основах, які не відповідали традиціям реформенної епохи.

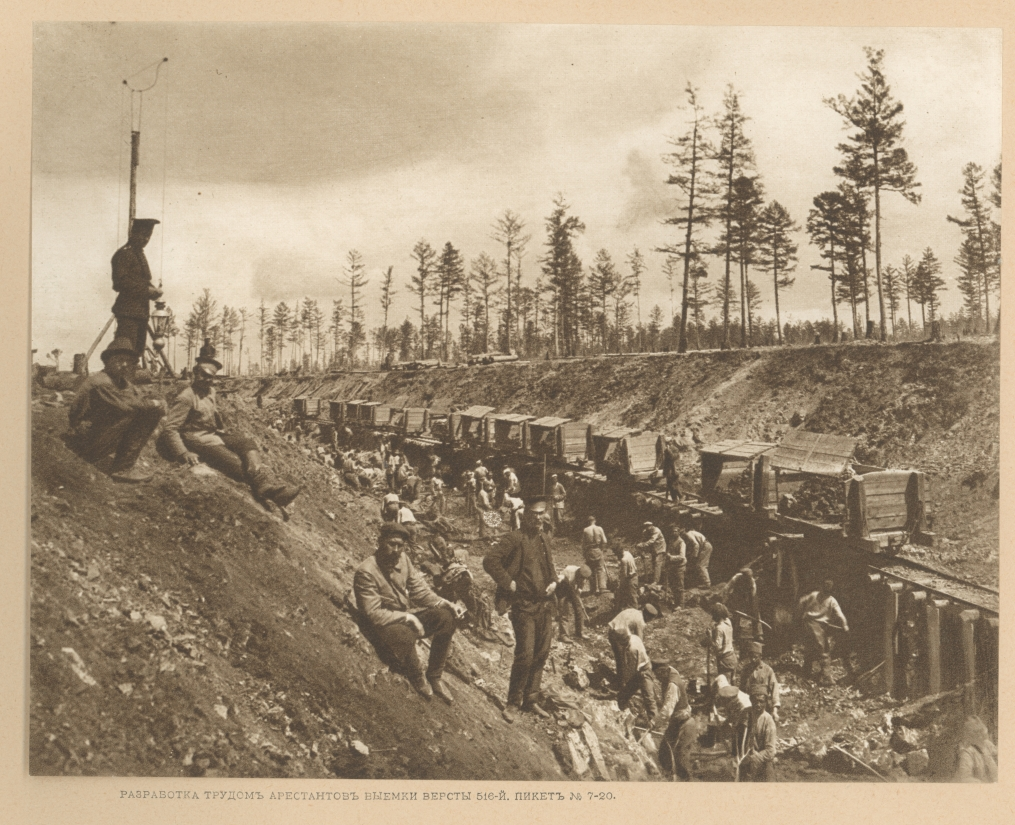
Будівництво Транссибу

#### Російський капіталізм
Після приходу до влади Олександра III, починаючи з середини 1880-х років, уряд повернувся до протекціоністської політики, яка проводилася при Миколі I. Протягом 1880-х років було декілька підвищень імпортних мит, а починаючи з 1891 року в країні почала діяти нова система митних тарифів, найвищих за попередні 35-40 років. На думку вчених тієї епохи (М. Ковалевський) та сучасних економічних істориків (Р. Портал, П. Байрох) проведення політики протекціонізму зіграло важливу роль в різкому прискоренні промислового зростання в Росії наприкінці XIX ст. Всього лише за 10 років (1887–1897 рр.) промислове виробництво в країні подвоїлося. За 13 років — з 1887 по 1900 рік — виробництво чавуну в Росії виросло майже в 5 разів, сталі — також майже в 5 разів, нафти — в 4 рази, вугілля — в 3,5 рази, цукру — в 2 рази.
Активно йшло будівництво залізниць, що сприяло розвитку промисловості. Побудовані в цей час дороги були як казенними (Миколаївська, Московсько-Нижегородська, Петербурго-Варшавська), так і приватними (Рязано-Уральська). У 1887 році розпочалося будівництво найбільш грандіозної залізниці- Транссибу, яка з'єднала європейську частину країни та Урал з Далеким Сходом.
Характерною рисою індустріалізації 1890-х років стала швидка монополізація провідних галузей промисловості. Наприклад, синдикат «Продамет» на початку XX століття контролював більше 80 % всього російського виробництва готових металевих виробів, синдикат «Покрівля» — більше 50 % всього випуску листового заліза, подібна ж картина була в інших галузях, де були створені «Продвагон», «Продвугілля» та інші монополістичні об'єднання. У тютюновій галузі був створений Тютюновий трест — його утворили британці, які скупили всі російські тютюнові компанії. Це призводило до все більшої концентрації виробництва в промисловості, яка перевищувала навіть той рівень концентрації, який склався в Західній Європі. Так, на великих підприємствах з кількістю робітників понад 500 чоловік в Росії на початку XX століття працювало близько половини всіх промислових робітників, такий високий показник в Європі був лише в Німеччині, в інших країнах цей показник був набагато нижчим.

#### Технологічний прогрес

##### Телефонізація
У 1881 році міжнародне телефонне товариство Белла уклало з Росією контракт на влаштування та експлуатацію телефонних мереж у Санкт-Петербурзі, Москві, Варшаві, Одесі, Ризі та Лодзі строком на 20 років.
У 1893 році компанія "Л. М. Еріксон і Ко. " відкрила свою першу станцію — у Києві. У 1900 році Еріксон побудував свою першу закордонну фабрику — у Санкт-Петербурзі.

##### Електрифікація
Наприкінці XIX століття за височайшим указом було організовано «Товариство електричного освітлення 1886 року», його засновником виступило російське відділення компанії Siemens. У Росії почали утворювати свої представництва інші відомі компанії — «Шуккер і Ко», «Загальна компанія електрики» («AEG»), «Геліос».
Розгорнулося будівництво електростанцій на новому виді палива — торфі.

### Зовнішня політика
Під час правління імператора Олександра III відбулися досить значні зміни у зовнішній політиці Росії. Насамперед, Росія відмовилася від практики таємних угод з іноземними державами, що носили характер угод / поділу іноземних територій, які практикувалися за Олександра II (наприклад, Рейхштадтська угода, продаж Аляски Сполученим Штатам і т. д.), і які знову будуть мати місце при Миколі II. Майже не відбувалося приєднання нових територій. Зовнішня політика характеризувалася винятковою відвертістю та миролюбністю, відповідала національним інтересам країни. Колишні нежиттєздатні союзи Росії («Союз трьох імператорів» з Німеччиною та Австрією, союз з Болгарією) були відкинуті після того як стало ясно, що вони не приносять користі Росії. Почали вибудовуватися нові союзи з тими державами (зокрема, з Францією), зовнішньополітичні інтереси яких збігалися з російськими. В цілому ці зміни у зовнішній політиці сприяли зміцненню міжнародного становища та престижу Росії, що відзначали сучасники. Головою міністерства закордонних справ у березні 1882 року став Микола Гірс, який залишався на цій посаді протягом усього правління Олександра III.

##### Політика Російської імперії на Балканах
Російсько-турецька війна (1877—1878) та Берлінський конгрес виявили протиріччя між інтересами Росії та Австро-Угорщини. Росія намагалася їх усунути за допомогою укладення нової угоди з Австро-Угорщиною та Німеччиною (відновлення "Союзу трьох імператорів). В результаті довгих переговорів у 1881 році між трьома державами було укладено угоду про нейтралітет. До нього було додано протокол про розмежування сфер впливу, по яким Болгарія та Східна Румелія (Південна Болгарія) були віднесені до російської сфери впливу, Боснія, Герцеговина та Північна Македонія — до австро-угорської. Однак наступні події в Болгарії змінили ситуацію.

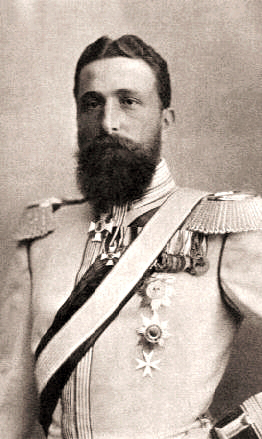
Олександр І Баттенберг, болгарський князь

Входивша раніше в Османську імперію, Болгарія в результаті російсько-турецької війни 1877—1878 та 1879 році здобула свою державність. Болгарія стала конституційною монархією, причому конституція нової держави була розроблена в Петербурзі. А претендент на болгарський престол, по Берлінському договору 1878 року, повинен був отримати схвалення російського імператора.
Князем Болгарії в 1879 році став 22-річний гессенський принц Олександр Баттенберг, племінник імператриці Марії Олександрівни та офіцер німецько армії, рекомендований Олександром II. У перші роки свого правління болгарський князь проводив дружню щодо Росії політику. Проте вже у 1883 році він вирішив позбутися «російської опіки», в результаті чого російські міністри його уряду подали у відставку. А у 1885 році він, з відома Німеччини та Австро-Угорщини, та несподівано для російських дипломатів, проголосив об'єднання Північної та Південної Болгарії (Східної Румелії, що входила до складу Османської імперії), а сам був проголошений «князем об'єднаної Болгарії». При цьому зі Східної Румелії були вигнані османські чиновники.
Таке посилення Болгарії здалося Сербії небезпечним, і вона, підбурювана Австро-Угорською імперією, в листопаді 1885 року оголосила війну «об'єднаній Болгарії». Проте болгарська армія розбила сербську та вступила на територію Сербії (сербсько-болгарська війна).
Проголошення об'єднаної Болгарії викликало гостру балканську кризу. Хоча війна Болгарії та Сербії виявилася швидкоплинною, проте в будь-який момент війну Болгарії могла оголосити Османська імперія. Олександр III був розгніваний, оскільки болгарський князь, спочатку вирішив покласти край «російському впливу», а тепер своїми провокаційними діями, неузгодженими з Російською імперією, міг сприяти залученню Росії в нову війну з Османською імперією. Тоді Олександр III запропонував Болгарії самій вирішувати свої зовнішньополітичні проблеми та не став втручатися в болгаро-османські відносини. Тим не менше, Російська імперія заявила Османській імперії, що вона не допустить османського вторгнення в Східну Румелію.
Результатом балканської кризи стало подальше охолодження відносин Російської імперії та Болгарії і навіть розрив дипломатичних відносин між ними у 1886 році. У 1887 році новим болгарським князем став Фердинанд I, принц Кобургський, який був до цього офіцером на австрійській службі. Росія остаточно втратила свій вплив на Болгарію, а їхні стосунки й надалі залишалися напруженими. З іншого боку, болгарська криза сприяла поліпшенню відносин Російської імперії та Османської імперії.

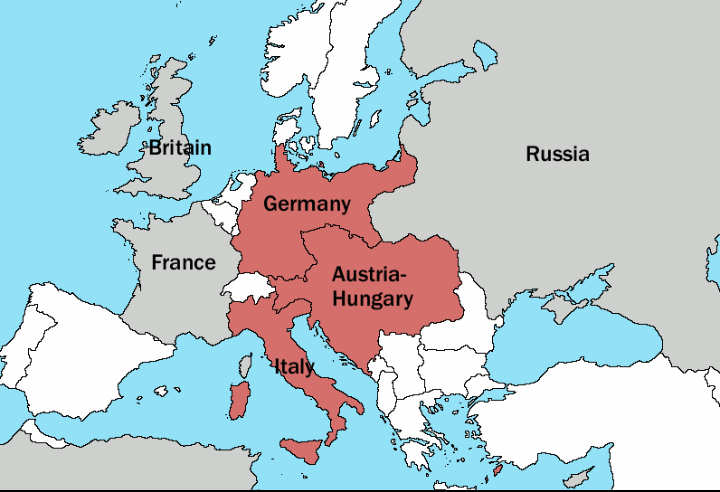
Країни Троїстого союзу

#### Політика по відношенню до європейських країн
У 1880-х рр. продовжувало тривати геополітичне протистояння Російської імперії та Великої Британії: зіткнення інтересів двох європейських держав відбувалися на Балканах, в Середній Азії. Тривало протистояння Німецької імперії та Французької республіки. Не минуло й 10 років після франко-пруської війни, як ці дві держави знову опинилися на межі війни один з одним. У цих умовах і Німецька імперія, і Французька республіка стали шукати союзу з Російською імперією. 6 (18) червня 1881 року, з ініціативи німецького канцлера О. Бісмарка, був підписаний австро-російсько-німецький договір, який готувався ще за Олександра II, оновлений «Союз трьох імператорів», який передбачав доброзичливий нейтралітет кожної зі сторін у разі, якби одна з них виявилася у війні з четвертою стороною. У той ж час таємно від Російської імперії у 1882 році був укладений Троїстий союз (Німецька імперія, Австро-Угорська імперія, Королівство Італія) проти Російської імперії та Французької республіки, який передбачав надання країнами-учасницями військової допомоги один одному на випадок військових дій з Росією чи Францією. Укладення Троїстого союзу став для Олександра III головним спонукальним мотивом до пошуку союзу з Францією.
У 1887 році, під час загострення відносин між Німеччиною та Францією, Олександр III вчинив дії щодо недопущення нової війни між цими країнами. Він безпосередньо звернувся до німецького імператора Вільгельма I (якому доводився троюрідним небожем) та утримав його від нападу на Францію. Це викликало незадоволення канцлера Німеччини Бісмарка, який прагнув війни з Францією, та погіршило відносини Росії та Німеччини. Погіршення відносин знайшло відображення в «митній війні». У 1887 році Німеччина відмовилася надати Росії позику та підвищила мита на російський хліб, в той ж час для ввезення американського зерна в Німеччину були введені сприятливі умови. У відповідь Росія ввела новий («максимальний») тариф, що підвищив існуючі мита в 2 рази або на десятки відсотків, який був застосований по відношенню до німецьких продуктів обробної промисловості. У свою чергу, Німеччина зробила нове підвищення мит на російський хліб, натомість відповідь Росія ввела ще більш високі мита щодо німецьких товарів. Спочатку ці дії викликали протест Німеччини, яка перервала торговельні переговори з Росією, однак, виявивши твердість позиції Росії з питання мит, вона незабаром запропонувала відновити переговори, що призвело до укладення російсько-німецької торговельної угоди 1894 року.

#### Укладення франко-російського союзу (1891—1894рр.)

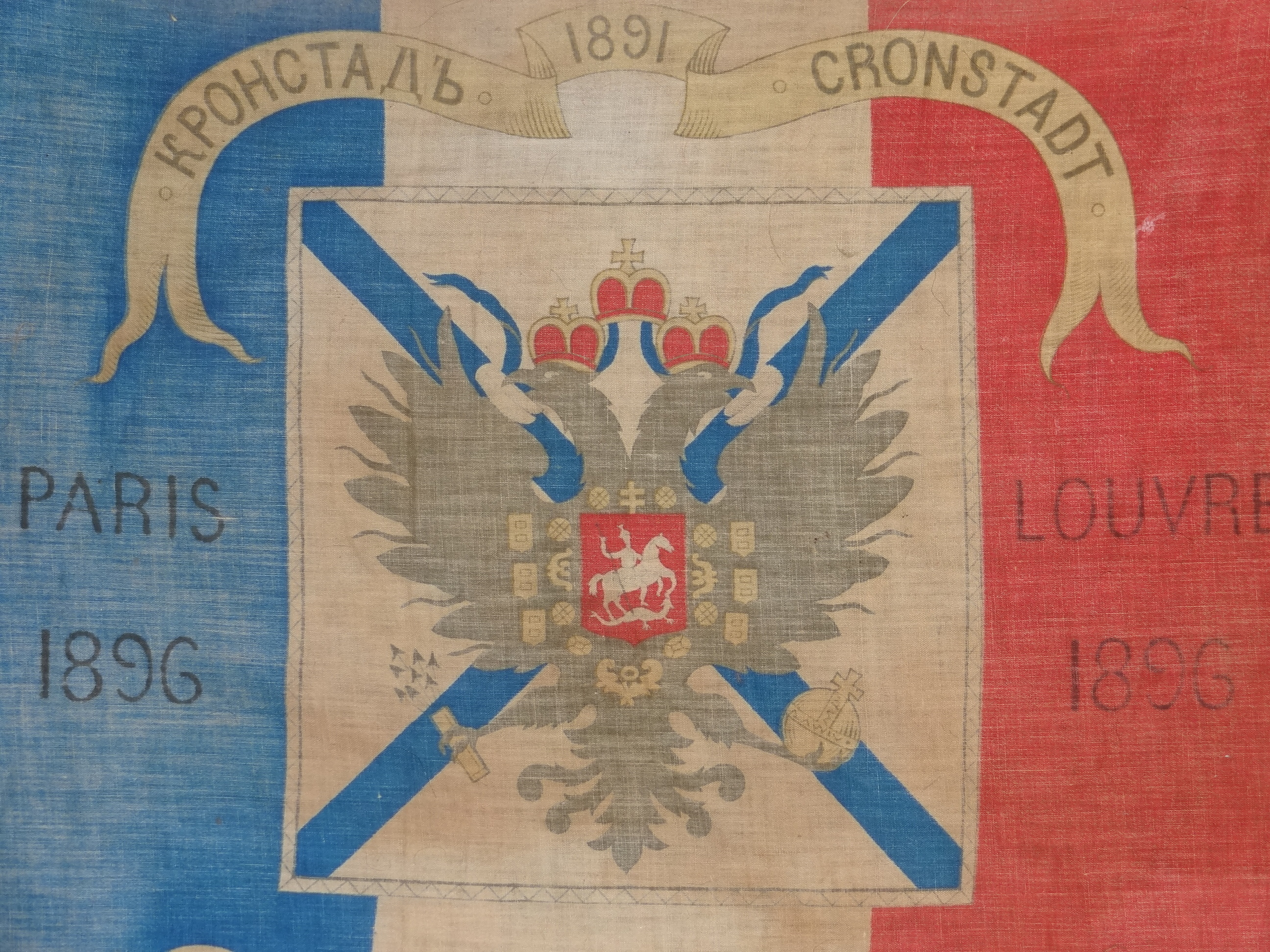
Пам'ятний морський прапор франко-російського військового союзу

Зближення Росії та Франції, яке почалося наприкінці 1880-х рр., відповідало інтересам обох країн. Для Франції це був єдиний шлях уникнути війни з Німеччиною; Росії ж був необхідний надійний союзник, з огляду на те що всі колишні союзники виявилися ненадійними. Довгий час зближенню Росії та Франції заважали ідеологічні розбіжності. Франція протегувала російським революціонерам, борцям з самодержавством; російський уряд відкидау республіканські ідеали, яких дотримувалася Франція. Олександр III подолав ці ідеологічні розбіжності та змусив своє оточення, дотримуючись консерватизму у внутрішній політиці, піти на зближення з республіканською Францією. Це віталося значною частиною суспільства, проте йшло врозріз з традиційною лінією російського МЗС (особистими поглядами Гірса та його найближчого впливового помічника Ламздорфа).
У 1887 році французький уряд надав Росії великі кредити. У 1891 році під час візиту французької ескадри в Кронштадт імператор особисто зійшов на французький флагман «Marengo», де стоячи та віддаючи честь, вислухав «Марсельєзу» — гімн Франції та Французької революції. Зближення Росії та Франції стало неприємним сюрпризом для Бісмарка, який пішов у відставку у 1890 році.
Протягом липня 1891 року велися переговори про зближення між Росією та Францією. 28 липня Олександр III затвердив остаточну редакцію угоди, і 15 серпня 1891 року російсько-французький політичний договір набув чинності. У разі нападу на Францію Німеччини чи Італії, підтриманої Німеччиною, і в разі нападу на Росію Німеччини чи Австро-Угорщини, підтриманої Німеччиною, сторони, які підписали угоду, повинні були надати один одному військову допомогу. Російська імперія мала мобілізувати для ведення військових дій 1,6 млн чоловік, Французька республіка — 1,3 млн чоловік. У разі початку мобілізації в одній з країн Троїстого союзу Французька республіка та Російська імперія негайно приступали до мобілізації. Союзники обіцяли не укладати сепаратного миру в разі війни та встановити постійне співробітництво між штабами російської та французької армій. У 1892 році начальники генеральних штабів обох країн підписали військову конвенцію, яка носила оборонний характер.
У 1894 році між Російською імперією та Французькою республікою відбувся обмін дипломатичними нотами, після якого російсько-французький союз отримав політичне оформлення.

#### Середньоазійська політика

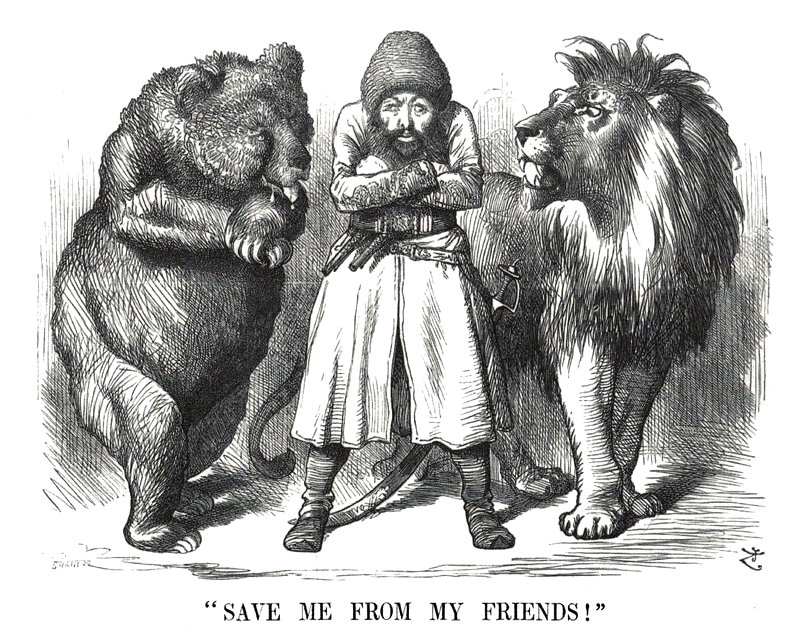
«Врятуйте мене від моїх друзів». Карикатура часів Великої гри. Афганський емір Шир-Алі між Російською імперією (ведмідь) та Великою Британією (лев)

У Середній Азії тривала політика, розпочата та в основному здійснена під час попереднього правління. Після приєднання до Російської імперії за Олександра II Казахстану, Кокандського ханства, Бухарського емірату, Хівинського ханства тривало приєднання туркменських племен. В результаті при Олександрі III територія Російської імперії збільшилася ще на 430 тис. кв. км. Приєднання Російською імперією Середньої Азії викликало гостру стурбованість Великої Британії, котра вбачала в такому просуванні Росії загрозу своїм індійським володінь. У 1885 році війська афганського еміра під керівництвом британських офіцерів вийшли на лівий берег річки Кушка, де перебували російські частини. Афганський правитель заявив свої претензії на туркменські землі. Відбулося військове зіткнення, в якому перемогу здобули російські війська.
Це змусило Велику Британію в тому ж 1885 році підписати угоду про створення російсько-британських військових комісій для визначення остаточних кордонів Російської імперії та Емірату Афганістан.

#### Далекосхідна політика
Наприкінці XIX ст. на Далекому Сході почалася експансія Японії. У 1876 році японці захопили частину Кореї, що надалі, у 1894 році призведе до війни між Японією і Китаєм, а також до суперництва з Росією через Ляодунський півострів та інші території Кореї та до російсько-японської війни. Однак Олександр III добре розумів, що через відсутність доріг і та слабкості військових сил на Далекому Сході Росія не була готова до військових зіткнень, а тому він проводив миролюбну політику та не будував планів територіальної експансії в цьому регіоні.
У 1891 році Росія почала будівництво Великої Сибірської магістралі — залізничної лінії Челябінськ-Омськ-Іркутськ-Хабаровськ-Владивосток (бл. 7 тис. км). яка повинна була пов'язати Далекий Схід з Москвою та Петербургом. Економічне та військово-стратегічне значення магістралі було надзвичайно великим. Вона відкривала можливості для прискорення економічного розвитку Сибіру та Далекого Сходу, дозволяла різко збільшити військові сили Росії на Далекому Сході. Одним з керівників будівництва залізниці був інженер Свіягін, а на відкритті у Владивостоці був присутній сам цесаревич-спадкоємець, який щойно закінчив світову подорож прибуттям з Японії.
Під час правління Олександра III Росія не вела жодної війни. За підтримку європейського миру Олександр III отримав назву миротворця. Як писав С. Ю. Вітте, «Імператор Олександр III, отримавши Росію при збігу найнесприятливіших політичних кон'юнктур, — глибоко підняв міжнародний престиж Росії без пролиття краплі російської крові». Подібну ж оцінку давали результатам зовнішньої політики Олександра III інші сучасники.
Заслуги Олександра III у зовнішній політиці були відзначені Францією, яка назвала головний міст через р. Сену в Парижі на честь Олександра III (Міст Олександра III, який з'єднує Великий Палац та Музей Армії).

## Микола ІІ

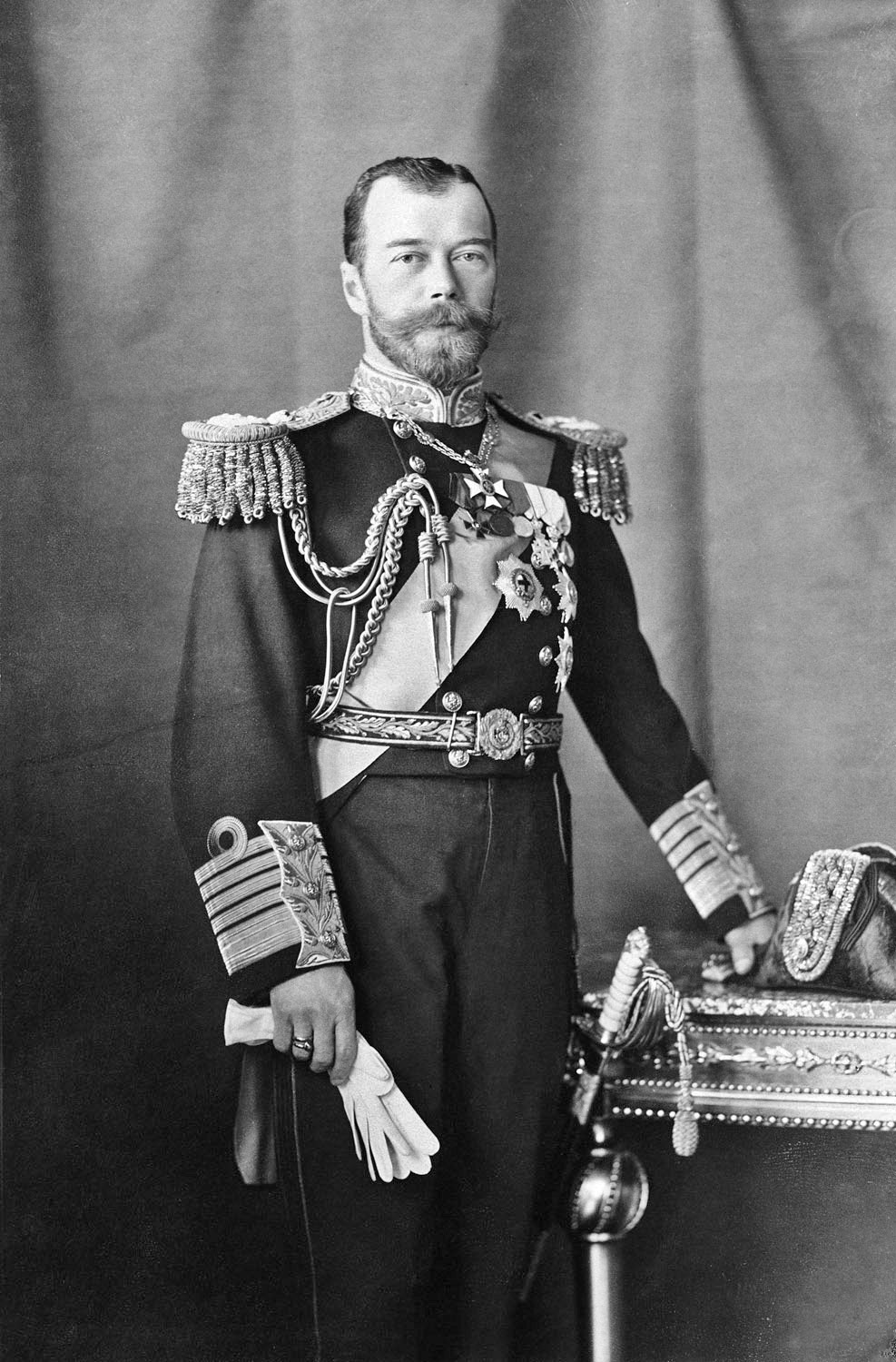
Імператор Микола ІІ Олександрович

Коронація Миколи II відбулася 14 (26) травня 1896 року.
Першим з великих зовнішньополітичних дій Миколи II стала Потрійна інтервенція. На нараді міністрів 5 грудня 1896 року під головуванням Миколи II розглядався план висадки російського десанту на Босфорі. В останній момент було вирішено відмовитися від проведення цієї операції. У березні 1897 року російські війська взяли участь у небойовій операції на Криті, який став міжнародним протекторатом після греко-турецької війни. У грудні 1897 року за допомогою російської військової ескадри чинився тиск на Китай і в результаті Росія отримала в оренду порти Порт-Артур та Далекий.
У 1897 році була проведений перший всеросійський перепис населення. Згідно з даними перепису, чисельність населення Російської імперії склала 125 мільйонів чоловік. З них для 84 мільйонів рідною була російська мова. Грамотних серед населення Росії було 21 %, серед осіб у віці 10-19 років — 34 %. У тому ж році була проведена грошова реформа, яка встановила золотий стандарт рубля.
2 червня 1897 року був виданий закон про обмеження робочого часу. Ним встановлювалася максимальна межа робочого дня не більше 11,5 годин в звичайні дні, та 10 годин в суботу та передсвяткові дні. Був скасований особливий податок на землевласників польського походження у Західному краї, введений як покарання за польське повстання 1863 року.

### Російсько-японська війна 1904—1905рр.
У 1900 році Микола II відправив російські війська на придушення Іхетуаньського повстання спільно з військами інших європейських держав, Японії та США.
Оренда Російською імперією Ляодунського півострова, будівництво Китайсько-Східної залізниці, створення морської бази в Порт-Артурі, а також зростаючий вплив Російської імперії в Маньчжурії послужили причиною нападу у 1904 році Японії, яка також претендувала на Маньчжурію.

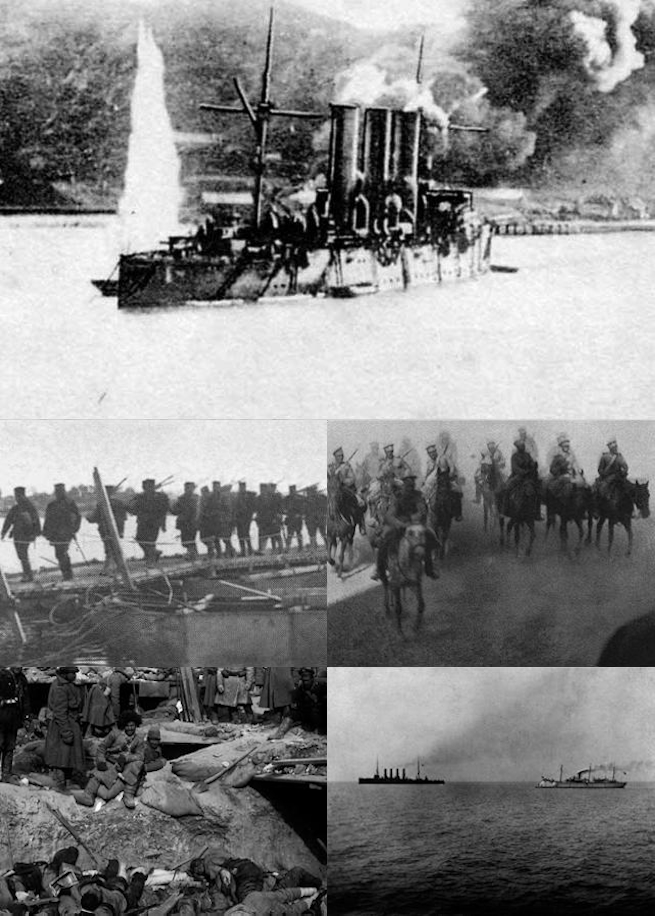
Кадри з російсько-японської війни 1904—1905 рр.

Війна почалася 8 лютого 1904 року нападом японського флоту під командуванням адмірала Тоґо Хейхатіро на російські кораблі у Порт Артурі, оборона якого тривала до 2 січня 1905 року. Одночасно, 9 лютого, японці, які перебували у корейському порту Чемульпо, атакували крейсер «Варяг» і канонерку «Кореєць». Замість бою російські моряки знищили свої судна, аби вони не дісталися ворогу. Із самого початку війни російська Тихоокеанська ескадра зазнала серйозних втрат. Важким ударом для Російської імперії стала загибель 13 квітня командуючого Тихоокеанською ескадрою С. О. Макарова.
1 травня 1904 року відбувся перший сухопутний Бій на річці Ялу на китайсько-корейському кордоні між японською та російською арміями, у якому імператорські війська були розбиті.
У липні 1904 року японці взяли в облогу фортецю Порт-Артур з суші та моря. Російським гарнізоном, яких налічував 41 780 солдат та 665 офіцерів, на озброєнні в якого було 646 гармат та 62 кулемета, командував Р. І. Кондратенко, українець за походженням. Захисники змогли протриматися п'ять місяців, знищивши близько 57 780 солдат та 15 кораблів противника. Із загибеллю Р. І. Кондратенка імператорські війська здали фортецю 2 січня 1905 року. Їхні втрати нараховували 31 306 чоловік. Завдяки цій перемозі японці змогли підсилити свої війська, які вели військові дії в Маньчжурії.
1-а Тихоокеанська ескадра (24 корабля), що стояла у Порт-Артурі, була знищена ще 10 серпня 1904 року японським флотом (54 корабля) під командуванням адмірала Того Хейхатіро в битві на Жовтому морі. Невелика частина кораблів, що прорвалися по одинці, була інтернована у портах третіх країн — крейсер «Аскольд», броненосець «Цесаревич» та кілька міноносців.
У січні 1905 року у Росії склалася революційна ситуація, що ускладнило подальше ведення війни.

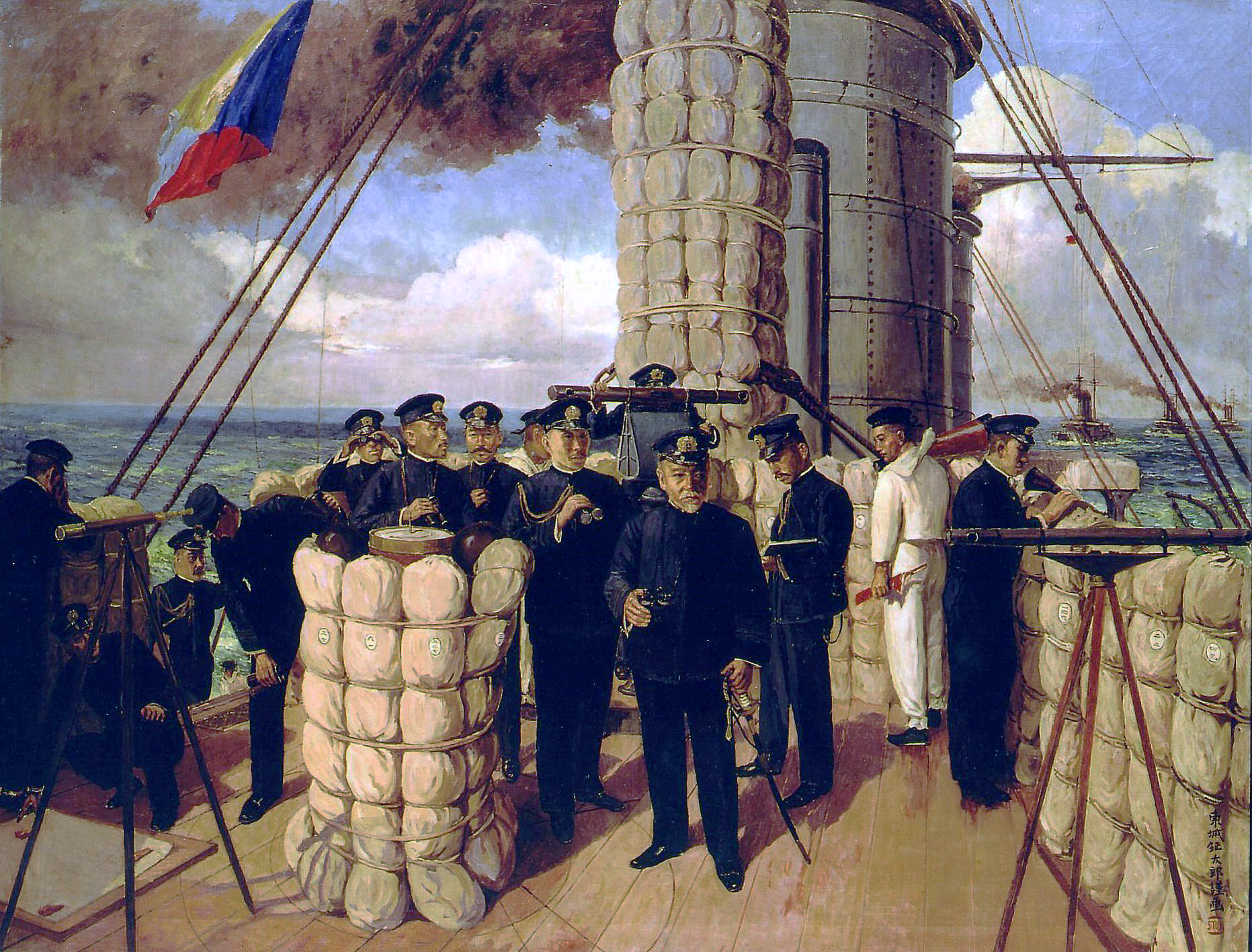
Командувач японського флоту адмірал Тоґо Хейхатіро на флагмані «Мікаса» у Цусімській битві 1905 року.

У лютому 1905 року японці розбили російську армію у генеральному тритижневому бою при Мукдені, який розігрався на більш ніж 100-кілометровому фронті. До початку Першої світової війни це була найбільша сухопутна бойова операція у історії воєн. Російська армія втратила загиблими та пораненими 90 тисяч солдат з 350 тисяч, які брали участі у битві, а японська армія втратила 75 тисяч з 300 тисяч. 10 березня російські війська залишили Мукден, що дозволило японцям заявити про свою перемогу. Після цього війна на суші почала затихати. Чисельність російських військ у Маньчжурії постійно збільшувалася, однак бойовий дух армії був підірваний, чому сприяли поразки на фронті та революція в Росії. Японці, котрі також зазнали великих втрат, не проявляли активності.
Японський флот під командуванням Тоґо Хейхатіро дав бій російській 2-й Тихоокеанській ескадрі, яка була перекинена до Східної Азії з Балтики. Командував російською ескадрою З. П. Рожественський. Його флот став жертвою примітивної тактики середньовічних японських піратів, яку використали у бою японські адмірали. Російська ескадра була вщент розбита. Цусімська битва вирішила результат війни. Росія не могла більше продовжувати боротьбу, позаяк не лишилося а ні армії, а ні флоту.

Переговори у Портсмуті (1905)

Війна закінчилася Портсмутським миром 1905 року, за умовами якого Росія визнала Корею сферою впливу Японії, поступалася Японії Південним Сахаліном і правом на Ляодунський півострів з містами Порт-Артур і Дальній (Далянь).
Японія здобула перемогу ціною величезної в порівнянні з Росією напруги сил. Їй довелося поставити під рушницю 1,8 % населення (Росії — 0,5 %). За час війни її зовнішній державний борг виріс в 4 рази (у Росії на третину) та досяг 2400 мільйонів йен.
Проте людські втрати Росії були набагато більшими за японські. Імператорські війська втратили близько 135 тисяч чоловік убитими та пораненими. Велика кількість вояків потрапила у полон. 170,000 російських солдатів зникли безвісти. Японці втратили також немало — 108 тисяч чоловік убитими та пораненими.

#### Революція 1905—1907рр.
Причини революції були наслідком загальнодержавної кризи, яка загострилась на початку ХХ ст., у зв'язку з економічною кризою 1900–1903 рр. у Росії та поразкою в російсько-японській війні 1904—1905 рр..

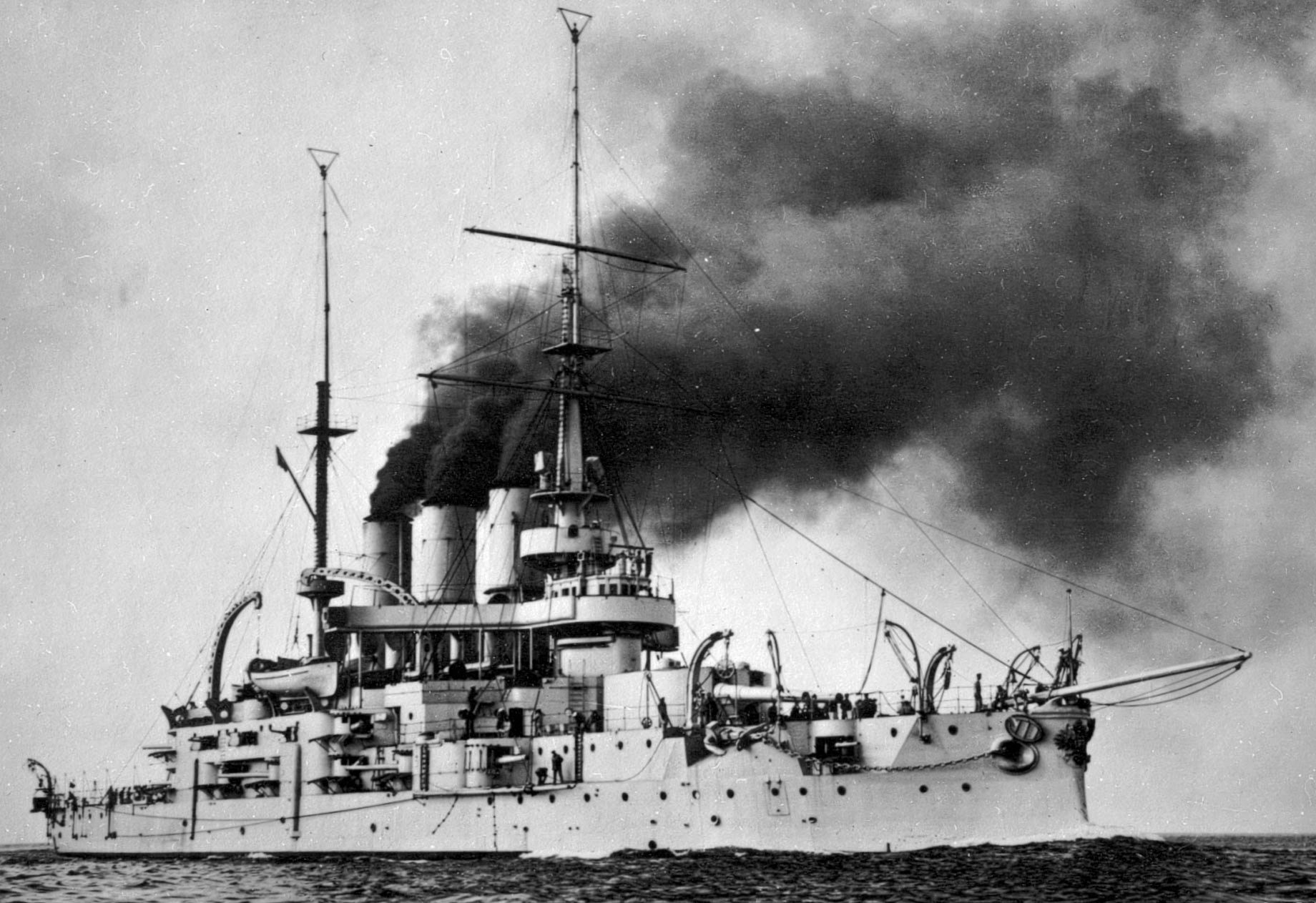
Панцерник “Князь Потьомкін-Тавричеський”

Початок революції поклали події 9(22) січня 1905 у Петербурзі. Цього дня була розстріляна багатотисячна мирна Демонстрація робітників, яка направлялась з петицією до імператора, у якій містилося прохання поліпшити умови їхнього життя. Демонстрацію очолював відомий священник Георгій Гапон. Було вбито понад 200 чоловік та кілька сотень поранено. Кривава неділя у столиці викликала хвилю обурення по всій імперії. Країною прокотилась хвиля страйків, які охопили й українські міста, зокрема Катеринослав, Харків, Київ, Миколаїв, Одесу. Страйкарі висунули не тільки економічні, а й політичні гасла (особливо у першій половині жовтня 1905 року).
Одночасно з робітничими страйками розгортався і селянський рух: селяни палили поміщицькі маєтки, господарські будівлі, забирали худобу, ділили між собою панські й державні землі. Селянські заворушення у 1905 році охопили більше половини всіх повітів України. Широкого розмаху набув і студентський рух — студенти вимагали автономії університетів, брали участь у робітничих мітингах та демонстраціях. Активізували свою діяльність опозиційні
політичні сили — від об'єднань земських діячів до соціал-демократів та соціалістів-революціонерів.
Революційні настрої, які охопили армію і флот, посилились внаслідок невдач у війні з Японією та укладення Портсмутського мирного договору 1905 року, що призвело до втрати Ляодунського півострова та Південного Сахаліну.

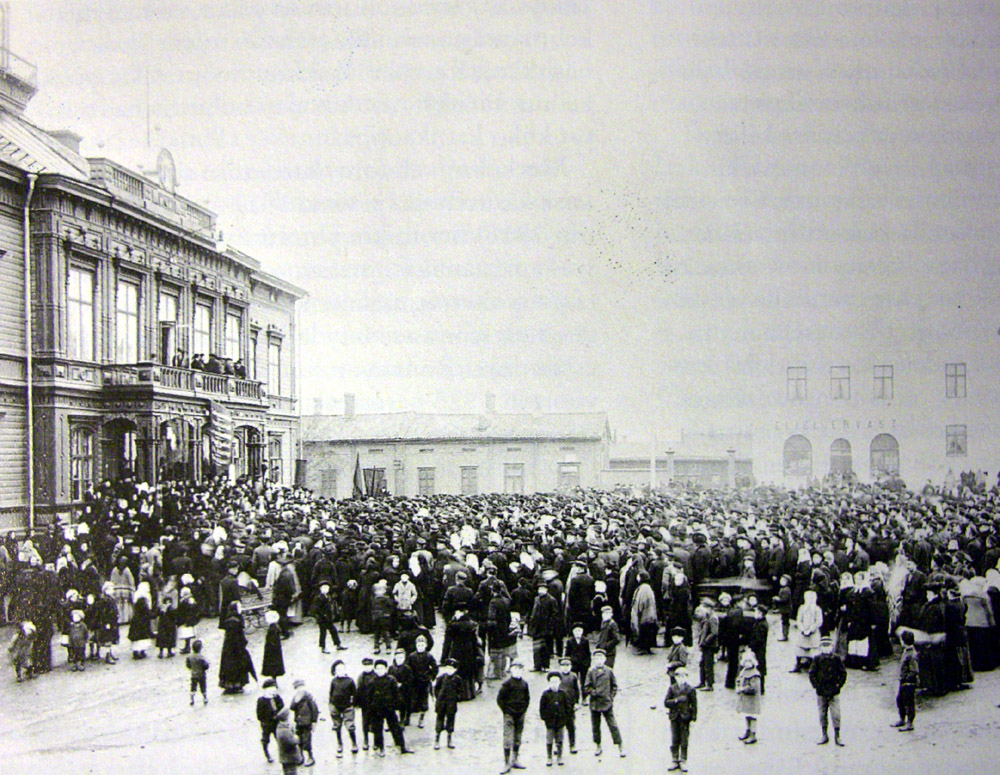
Демонстрація в Якобштаді. Фінляндія. Осінь 1905

14 червня 1905 року у одеському порту вибухнуло повстання на панцернику «Потьомкін». Серед керівників повстання були українці Григорій Вакуленчук та Опанас Матюшенко, а серед офіцерів, котрі приєднались до повстання, член РУП Олександр Коваленко. Армія перестала бути надійною опорою самодержавства. Намагання уряду зупинити революцію оголошенням 6 серпня 1905 року маніфесту про скликання дорадчої Державної Думи не дали результатів. У середині жовтня країна була охоплена загальним політичним страйком, в якому взяло участь близько 2 млн робітників, із них 120 тисяч в Україні. Під час страйку виникли організації класового типу — Ради робітничих депутатів, керівництво якими намагались здійснювати революційні партії — соціал-демократи, есери, анархісти. У ряді міст страйковий рух супроводжувався сутичками з військами. Найбільшого розмаху збройні виступи набули в грудні у Москві, Харкові, Катеринославі, Олександрівську. У Горлівці бойові дії між озброєними робітниками та урядовими військами завершились численними жертвами з обох боків (загинуло близько 300 робітників).
Восени 1905 року селянський рух охопив понад третину повітів європейської частини імперії. В Україні у жовтні-грудні 1905 року селянські виступи відбулися в 64 повітах (із 94). В Україні було зареєстровано близько 300 випадків розгрому поміщицьких маєтків, з них на Лівобережжі — понад 150, на Півдні — понад 100. На придушення селянських заворушень уряд кинув регулярні військові частини та численні підрозділи поліції. Один із найбільших виступів відбувся в грудні 1905року у с. Великі Сорочинці на Полтавщині. У сутичці з каральним загоном там загинуло 63 селянина.

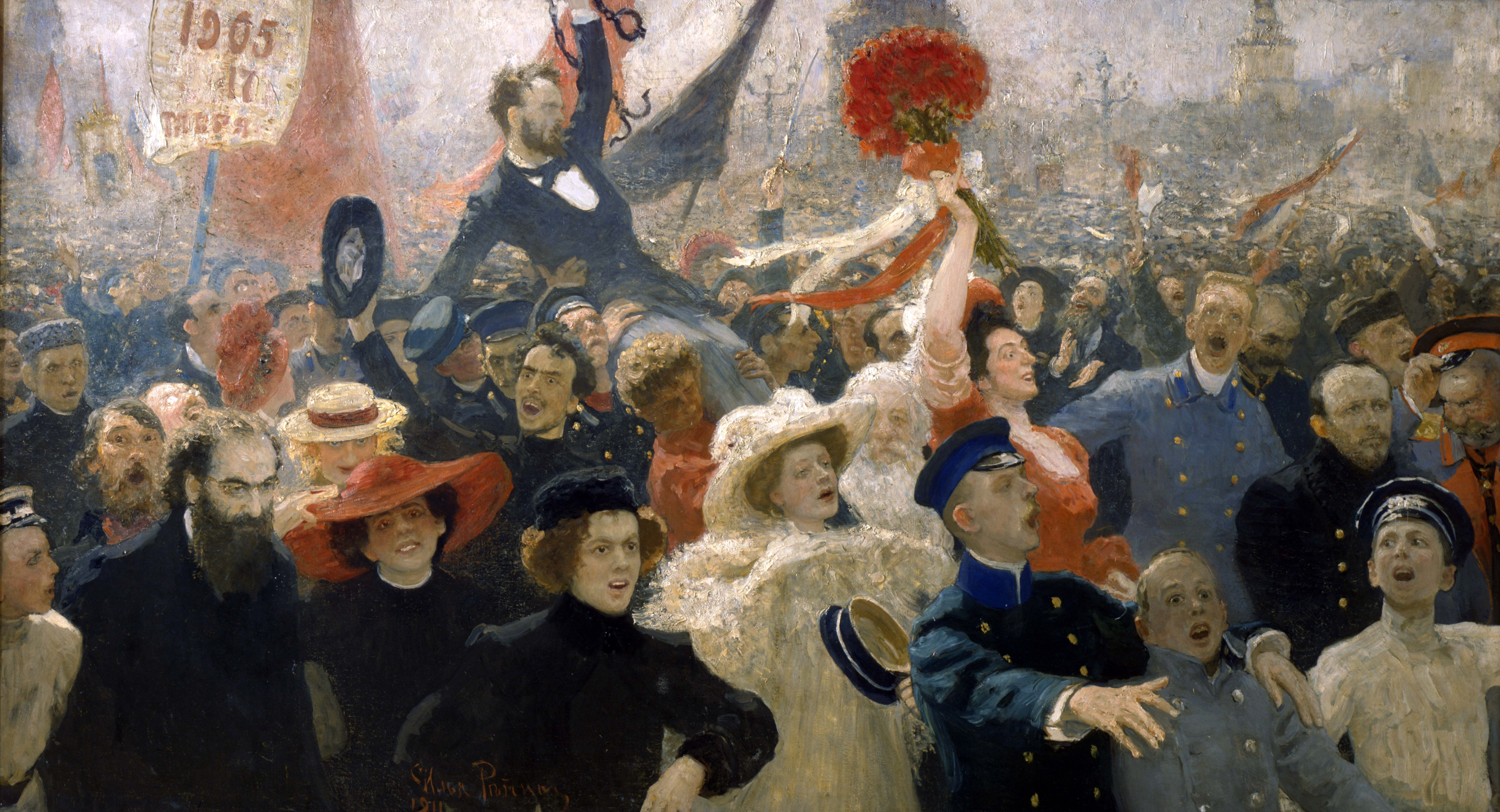
Ілля Рєпін. «17 жовтня 1905 року»

У жовтні-листопаді 1905 року відбулись нові заворушення у військових частинах, що розміщувались у Кронштадті, Севастополі, Києві, Полтаві, Харкові, Чернігові, Білій Церкві. В цих умовах імператорський уряд змушений був піти на поступки. 17(30) жовтня 1905 року Микола ІІ видав маніфест, в якому проголошувались надання Державній Думі законодавчих прав (проєкт скликання дорадчої Думи, т. зв. Булигінської, не був реалізований), розширення виборчих прав громадян, демократичні свободи — свобода совісті, друку, зібрань та об'єднань. Однак у своєму ставленні до маніфесту російське суспільство не було єдиним. Отримавши гарантії конституційного правління та готуючись до виборів у Думу, ліберальна опозиція проголосила створення політичних партій — конституційних демократів (кадетів) і «Союз 17 Октября» (октябристів) та намагалась перевести революційний рух на мирний конституційний шлях. Деякі політичні сили, зокрема більшовицька партія, пропагували радикальні методи боротьби з урядом, закликали до збройних виступів (такі відбулись у Москві, Нижньому Новгороді, Красноярську та інших містах), відмовляючись брати участь у виборах. Активізувались і крайні праві, шовіністичні організації, насамперед «Союз русского народа», які організували ряд антиєврейських погромів, проводили промонархічні та антисоціалістичні демонстрації.
В Україні проголошення Жовтневого маніфесту спричинило відновлення та бурхливий розвиток української культури, зокрема відкривалися «Просвіти», українські видання, періодичні видання, легалізувались українські культурно-просвітні товариства та політичні партії (УСДРП, УРП, УДП та ін.), скасувались рішення Валуєвського циркуляру та Емського указу, а українці отримали можливість мати своє представництво у новоствореній Державній Думі.

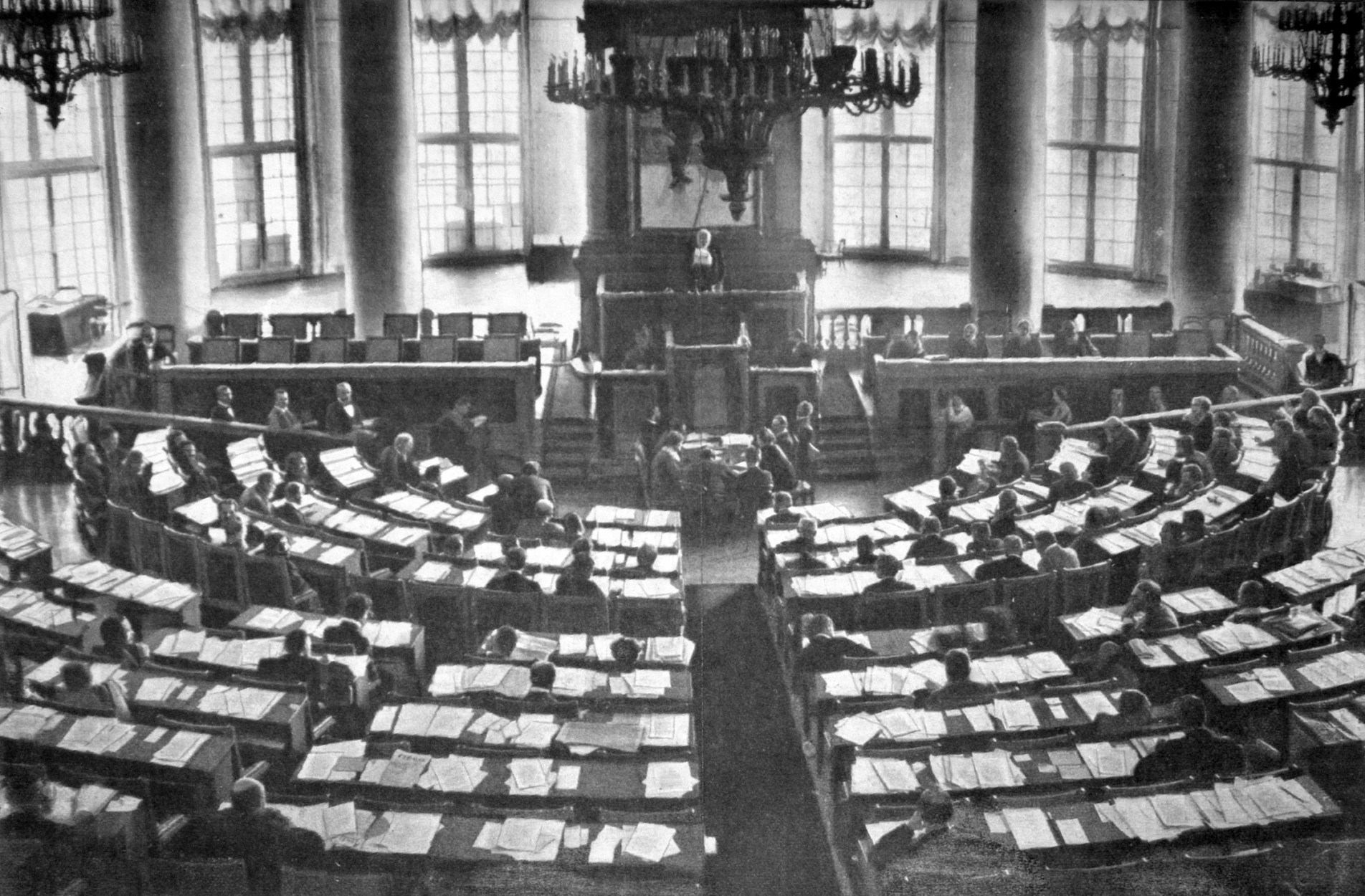
Зал засідань Державної думи 1906—1917 рр. у Таврицькому палаці

#### Спад революції
У грудні 1905 року був опублікований виборчий закон, на основі якого наприкінці лютого — на початку березня 1906 відбулися вибори до І Державної Думи, які проходили в умовах урядових репресій. Ліві партії бойкотували вибори. Найбільше місць (34 % від загальної кількості членів Думи) здобула партія кадетів. Впливовою була група селянських депутатів, які об'єднались у фракцію трудовиків. Діяльність Думи тривала лише 72 дні  — з 27 квітня(10 травня) до 9(22) липня 1906 року. У І Думу від України було обрано 102 депутати. Частина з них об'єдналась в Українську парламентську фракцію, яка налічувала 44 члени, її головою було обрано адвоката з Чернігова І. Шрага; серед членів були В. Шемет та П. Чижевський — від Полтавщини, М.Біляшівський та Ф. Штейнгель — від Києва, А. В'язлов — від Волині. Друкованим органом фракції став «Украинский вестник» (редактор  — М. Славинський, секретар  — Д. Дорошенко). Українська фракція І Державної Думи звернула особливу увагу на аграрне та національне питання. Зокрема, вона виробила проєкт засад автономії, який через розпуск Думи не було винесено на обговорення.

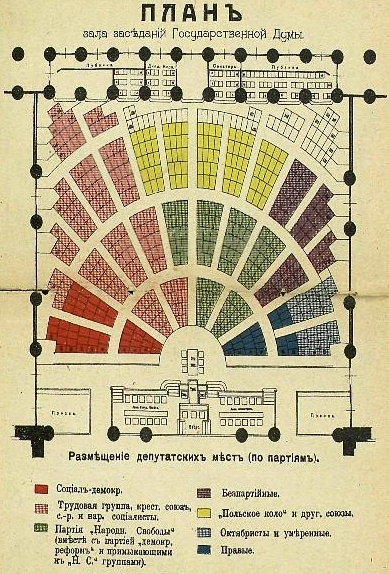
План засідань Державної думи Російської імперії другого скликання

Одночасно з розпуском Думи, замість І. Л. Горемикіна на пост голови Ради міністрів був призначений П. А. Столипін. Аграрна політика Столипіна, успішне придушення революційних настроїв, яскраві промови в II Думі зробили його кумиром деяких правих.
II Державна Дума, вибори до складу якої відбувались у січні-лютому 1907 року, виявилась ще більше лівою та опозиційною, ніж перша. 20 лютого (5 березня) 1907 року нова Дума розпочала свою роботу. Як і раніше, в центрі уваги стояло аграрне питання, навколо якого і розгорілась гостра боротьба. Уряд не бажав робити жодної поступки в аграрному питанні та припинив його обговорення. У II Думі 47 депутатів від України об'єднались в Українську громаду, яка видавала часопис «Рідна справа — Думські вісті» (офіційний редактор — М.Хотовицький та С.Нечитайло, фактичний — В.Доманицький). У відозві українських делегатів підкреслювалось, що метою їхньої діяльності є «реорганізація правління в дусі національної територіальної автономії всіх частин Російської імперії…». Українська фракція готувала ряд законопроєктів по земельній, робітничій та освітній справах. 3(26) червня 1907 року імператорським маніфестом II Дума була розпущена. Одночасно змінено положення про вибори, що порушувало жовтневий маніфест «Основні державні закони Російської імперії». Імператорський маніфест від 3 червня 1907 року про розпуск II Думи ознаменував відмову імперіалізму від реформ та остаточну поразку революції 1905—1907 рр..

### Десятиліття між двома революціями

#### Святкування 300-річчя династії Романових

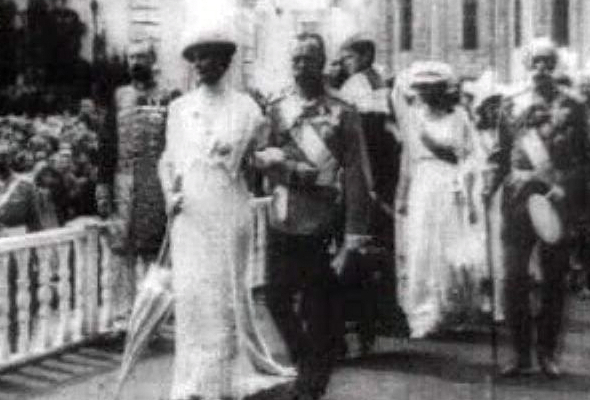
Микола II на святкуванні 300-річчя дому Романових

У 1913 році відбулося широке святкування 300-річчя династії Романових: імператорська сім'я здійснила поїздку до Москви, звідти до Владимира, Нижнього Новгорода, а потім по Волзі в Кострому, де в Іпатіївському монастирі 14 березня 1613 року був покликаний на царювання перший цар з Романових — Михайло Федорович; у січні 1914 відбулося урочисте освячення в Петербурзі Федорівського собору, спорудженого в ознаменування ювілею династії.
По всіх містах Росії в храмах відслужили молебні, пройшли військові паради місцевих військових гарнізонів, давалися урочисті бали, обіди та прийоми губернаторами і градоначальниками, влаштовувалися історичні виставки та народні гуляння.. Вітрини багатьох будинків і магазинів були прикрашені прапорами та портретами царя Михайла Романова і правлячого імператора Миколи II. Програма ювілейних торжеств була великою, святкування почалося в лютому і тривало до осені 1913 року. Кінцеві урочистості відбулися в Москві.

#### Аграрна реформа

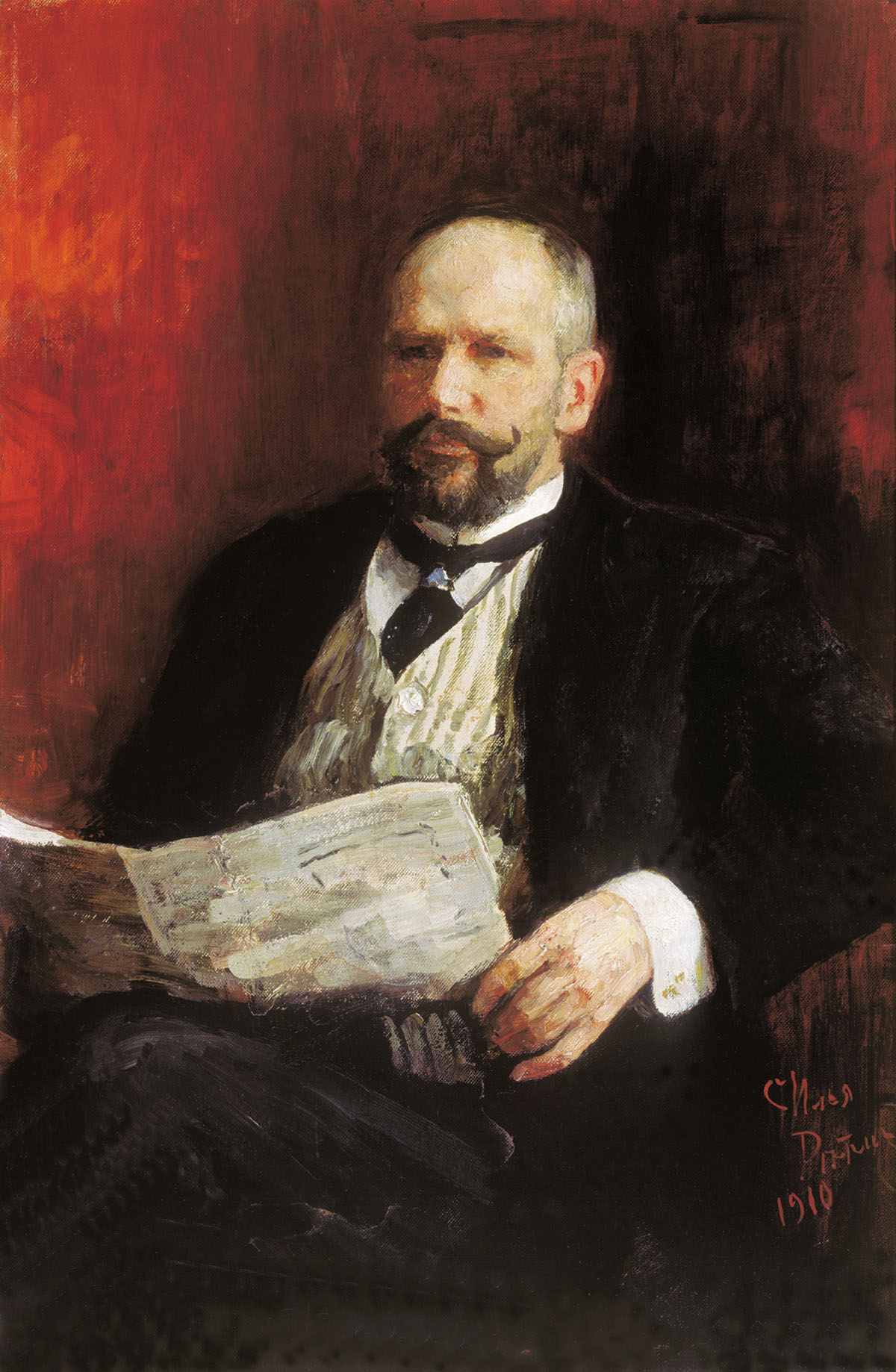
Петро Аркадійович Столипін. Портрет роботи Іллі Рєпіна (1910)

З 1902 по 1905 роки розробкою нового аграрного законодавства на державному рівні займалися і державні діячі, і вчені Росії: В. І. Гурко, С. Ю. Вітте, І. Л. Горемикін, А. В. Кривошеїн, П. А. Столипін, П. П. Мігулін, Н. Н. Кутлер та О. О. Кауфман. У розпал революції Н. Н. Кутлер пропонував навіть проєкт відчуження частини поміщицьких земель.
З 1907 року почала здійснюватися так звана «столипінська» аграрна реформа. Основним напрямком реформи було закріплення земель, які спочатку перебували в колективній власності сільської громади, за селянами-власниками. Держава також надавала широке сприяння покупці селянами поміщицьких земель (через кредитування Селянським земельним банком), субсидувала агрономічну допомогу. При проведенні реформи велика увага приділялася боротьбі з черезсмужжям (явище, при якому селянин обробляв безліч дрібних смужок землі в різних полях), заохочувалося виділення селянам ділянок «до одного місця» (відруби, хутори), що приводило до суттєвого підвищення ефективності господарства. Реформа, яка вимагала величезного обсягу землевпорядних робіт, розгорталася досить повільно. До Лютневої революції у власність селян було закріплено не більше 20 % общинних земель; так що результати реформи, очевидно помітні та позитивні, не встигли проявитися повною мірою.
У 1913 році Російська імперія (без урахування привісленських губерній) перебувала на першому в світі місці з виробництва жита, ячменю та вівса, на третьому (після Канади та США) з виробництва пшениці, на четвертому (після Французької республіки, Німецької імперії та Австро-Угорської імперії) з виробництва картоплі. Російська імперія стала головним експортером сільськогосподарської продукції, на її частку припадало 2/5 усього світового експорту сільгосппродукції. Врожайність зерна була в 3 рази нижче, ніж у британців або німців, врожайність картоплі — нижче в 2 рази.

#### Перетворення у військовій сфері
Військові перетворення 1905-1912 років, проводилися після поразки Російської імперії в російсько-японській війні 1904—1905 років, яка виявила серйозні недоліки в центральному управлінні, організації, системі комплектування, бойовій підготовці та технічному оснащенні армії.
У перший період військових перетворень (1905-1908 рр.) було децентралізовано вище військове управління (засноване незалежно від Військового міністерства Головне управління Генерального штабу, створена Рада державної оборони, генерали-інспектори були підлеглими безпосередньо імператора), скорочені терміни дійсної служби (у піхоті та польовій артилерії з 3 до 5 років, в інших родах військ з 4 до 5 років, на флоті з 5 до 7 років), омолоджений офіцерський склад; поліпшені побут солдатів та матросів (харчування і речове постачання) та матеріальне становище офіцерів і солдатів.
У другий період (1909-1912), була проведена централізація вищого управління (Головне управління Генштабу було включене до складу Військового міністерства, скасована Рада державної оборони, генерали-інспектори підлягали військовому міністру); за рахунок слабких у бойовому відношенні резервних та фортечних військ були посилені польові війська (кількість армійських корпусів збільшилася з 31 до 37), був створений при польових частинах запас, який при мобілізації виділявся для розгортання другочергових військ (включаючи польову артилерію, інженерні та залізничні війська, частини зв'язку), були створені кулеметні команди в полках та корпусні авіазагони, юнкерські училища перетворені у військові училища, які одержали нові програми, уведені нові статути та настанови. У 1910 році був створений Імператорський військово-повітряний флот.

#### Економічна ситуація

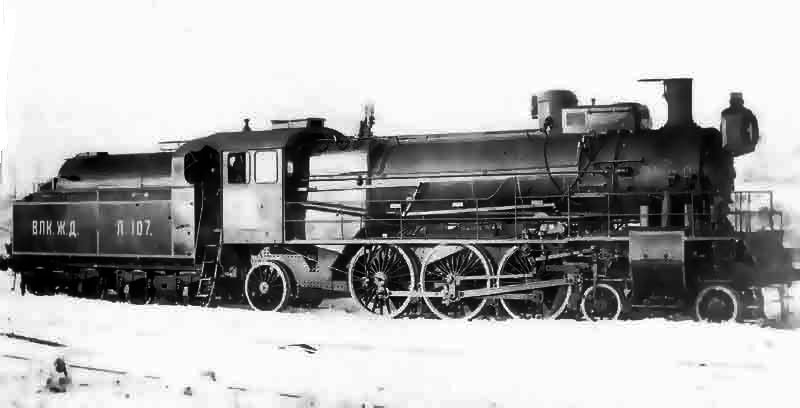
Один з найпотужніших паровозів дореволюційної Росії (серії ЛП)

Беззаперечним фактом є уповільнення промислового зростання Російської імперії напередодні Першої світової війни в порівнянні з кінцем XIX століття. У 1901—1903 рр. відбулося падіння виробництва. Проте навіть у 1905—1914 рр. темпи збільшення промислового виробництва були в кілька разів нижче, ніж у 1890-х рр...
Напередодні Першої світової війни значно зросли видобуток вугілля та нафти, промислове та сільськогосподарське виробництво, протяжність залізниць, чисельність учнів (наприклад, з 1905 до 1913 років кількість учнів у чоловічих гімназіях зросла на 531 %). До 1913 року на Російську імперію доводилося 5,3 % світового промислового виробництва (США — 35,8 %, Німеччина — 15,7 %, Велика Британія — 14 %, Франція — 6,4 %). У 1913 році при експорті основних зернових культур в 495 тисяч пудів (1 місце в світі), внутрішнє споживання склало 18 пудів на душу населення. Споживання основних зернових на душу населення в інших країнах у 1913 році склало: у США — 43,7 пудів, у Великій Британії — 16,7 пудів, в Японії −3,6 пудів, у Франції — 19,1 пудів, в Італії — 16 2 пудів, в Аргентині — 17,0 пудів, у Швеції — 15,2 пудів. Спостерігалося зростання заробітної плати робітників. Середня річна заробітна плата робітників по всіх групах виробництв у 1910 році склала 243 рубля, а в 1913 році 264 рубля.
Проте за багатьма показниками Російська імперія продовжувала поступатися іншим країнам. У 1915 році по виробництву зернових на душу населення Російська імперія майже вчетверо поступалася Канаді, втричі — Аргентині та вдвічі — США. За загальної чисельності великої рогатої худоби, коней та свиней на 100 осіб населення Російська імперія поступалася США майже в 2 рази. По видобутку вугілля — більше ніж у 17 разів, нафти — більш ніж втричі, сталі — більш ніж у 7 разів. По протяжності залізниць — більш ніж у 6 разів, за кількістю учнів — майже втричі і це без перерахунку на душу населення.
Ряд галузей промисловості в Російській імперії був розвинений досить добре: металургія, паровозобудування, текстильна промисловість, проте навіть з розвитку базових галузей Росія значно відставала від провідних європейських країн. Наприклад, виробництво металу в Російській імперії у 1912 році становило 28 кг на людину, а в Німеччині — 156 кг, тобто в 5,5 разів більше. Що стосується більш складних та наукоємних галузей, то там відставання було набагато більшим.
Від 70 % до 100 % виробничих потужностей у більшості галузей промисловості напередодні Першої світової війни контролював іноземний капітал, значною мірою — французький.
За середньорічними темпами приросту промислового виробництва Російська імперія на початку XX століття випереджала Велику Британію та Німецьку імперію, проте відставала від Японської імперії, яка так само, як і Росія, намагалася наздогнати країни Заходу.
Станом на 1912 рік водопровід був лише в 190 з 1078 населених пунктів з кількістю жителів понад 10 тисяч чоловік і тільки в 58 з них були влаштовані фільтри або інші пристосування для очищення води. Тим часом у Німецькій імперії в містах з населенням понад 20 тисяч жителів водопровід мався на 98 поселеннях зі 100, у містах з населенням від 5 до 20 тисяч мався водопровід в 74 з 100 міст. Це було причиною того, що у Великій Британії, Німецькій імперії, Французькій республіці, Швеції та Норвегії кількість смертних випадків від заразних хвороб у 1909—1910 рр. не перевищувало 100 випадків на 100 тисяч чоловік в рік, тоді як у Російській імперії смертність від заразних хвороб (не рахуючи холери та чуми) в 1906—1910 рр. становила 529 випадків на рік на 100 тисяч осіб. У 1910 році епідемія холери охопила 78 губерній та областей Російської імперії.

#### Зовнішня політика
18 (31) серпня 1907 року був підписаний договір з Великою Британією щодо розмежування сфер впливу в Китаї, Еміраті Афганістан та Персії, який в цілому завершив процес формування союзу 3-х держав — Антанти; однак, взаємні військові зобов'язання на той момент існували тільки між Російською імперією та Французькою республікою — за угодою 1891 року і військової конвенції 1892 року. 27 — 28 травня 1908 року відбулася зустріч британського короля Едуарда VII з імператором — на рейді в гавані Ревеля; імператор прийняв від короля мундир адмірала британського флоту. Ревельська зустріч монархів було витлумачена в Берліні як крок до утворення антинімецької коаліції [70] — незважаючи на те, що Микола був переконаним супротивником зближення з Великої Британії проти Німецької імперії. Укладена між Російською імперією та Німецькою імперією 6 (19) серпня 1911 року угода (Потсдамська угода) не змінила загальний вектор залучення Росії та Німеччини у ворогуючі між собою військово-політичні блоки.
17 червня 1910 року був затверджений схвалений Державною радою та Державною думою закон про порядок видання законів, які стосуювалися князівства Фінляндського, — відомий як закон про порядок загальноімперського законодавства. Розташований в Персії з 1909 року у зв'язку з нестабільною політичною обстановкою російський контингент, був посилений у 1911 році.

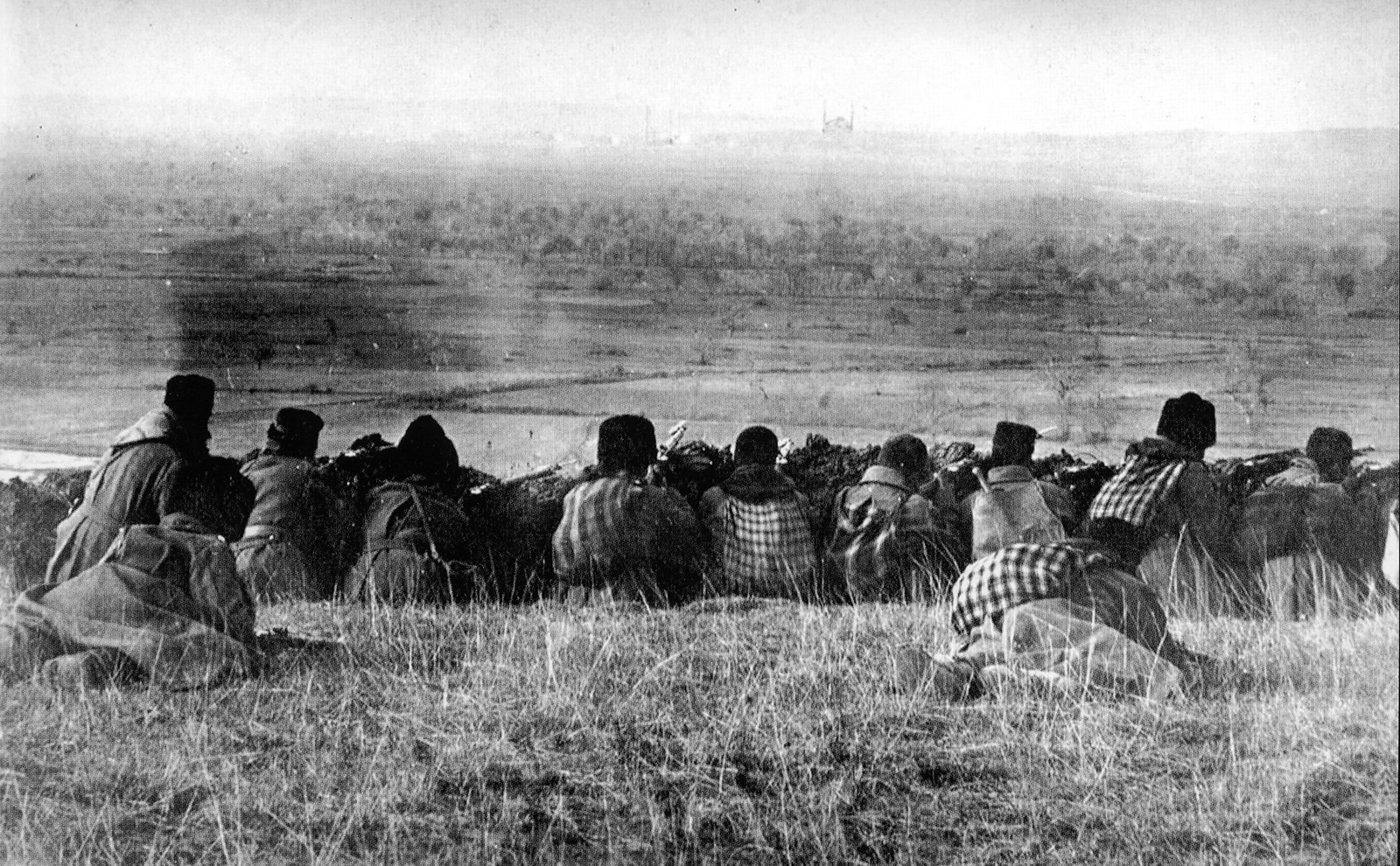
Болгарська піхота обстрілює фортеця міста Адріанополь

У 1912 році фактичним протекторатом Росії стала Монголія, яка отримала незалежність від Китаю в результаті Сіньхайської революції. Після цієї революції у 1912—1913 рр. тувінські нойони (амбін-нойон Комбу-Доржо, Чамзі Хамбо-лама, нойон Даа-хошуну Буян-Бадіргі та інші) кілька разів зверталися до імператорського уряду з проханням прийняти Туву під протекторат Російської імперії. 4 (17) квітня 1914 року резолюцією на доповіді міністра закордонних справ був встановлений російський протекторат над Урянхайським краєм, який був включений до складу Єнісейської губернії з передачею ведення в Туві політичних та дипломатичних справ іркутському генерал-губернатору.
Початок військових дій Балканського союзу проти Османської імперії восени 1912 року ознаменувало крах дипломатичних зусиль, які прикладалися після Боснійської кризи міністром закордонних справ С. Д. Сазоновим в напрямку союзу з Османською імперією та одночасного утримання під своїм контролем балканських держав: всупереч очікуванням російського уряду, війська останніх успішно тіснили османів і в листопаді 1912 року болгарська армія була в 45 км від османської столиці Стамбула.
У зв'язку з Балканською війною все більш зухвалою щодо Росії ставала поведінка Австро-Угорщини, і у зв'язку з цим в листопаді 1912 року на нараді у імператора розглядалося питання про мобілізацію військ трьох російських військових округів. За цю міру виступав військовий міністр В. Сухомлинов, проте прем'єр-міністру В. Коковцову вдалося переконати імператора не приймати такого рішення, яке погрожувало втягуванням Росії у війну.
Після фактичного переходу османської армії під німецьке командування (німецький генерал Ліман фон Сандерс наприкінці 1913 року зайняв пост головного інспектора османської армії) питання про неминучість війни з Німеччиною було підняте в записці Сазонова імператору від 23 грудня 1913 року; записка Сазонова також обговорювалася на засіданні Ради міністрів.

#### Перша світова війна

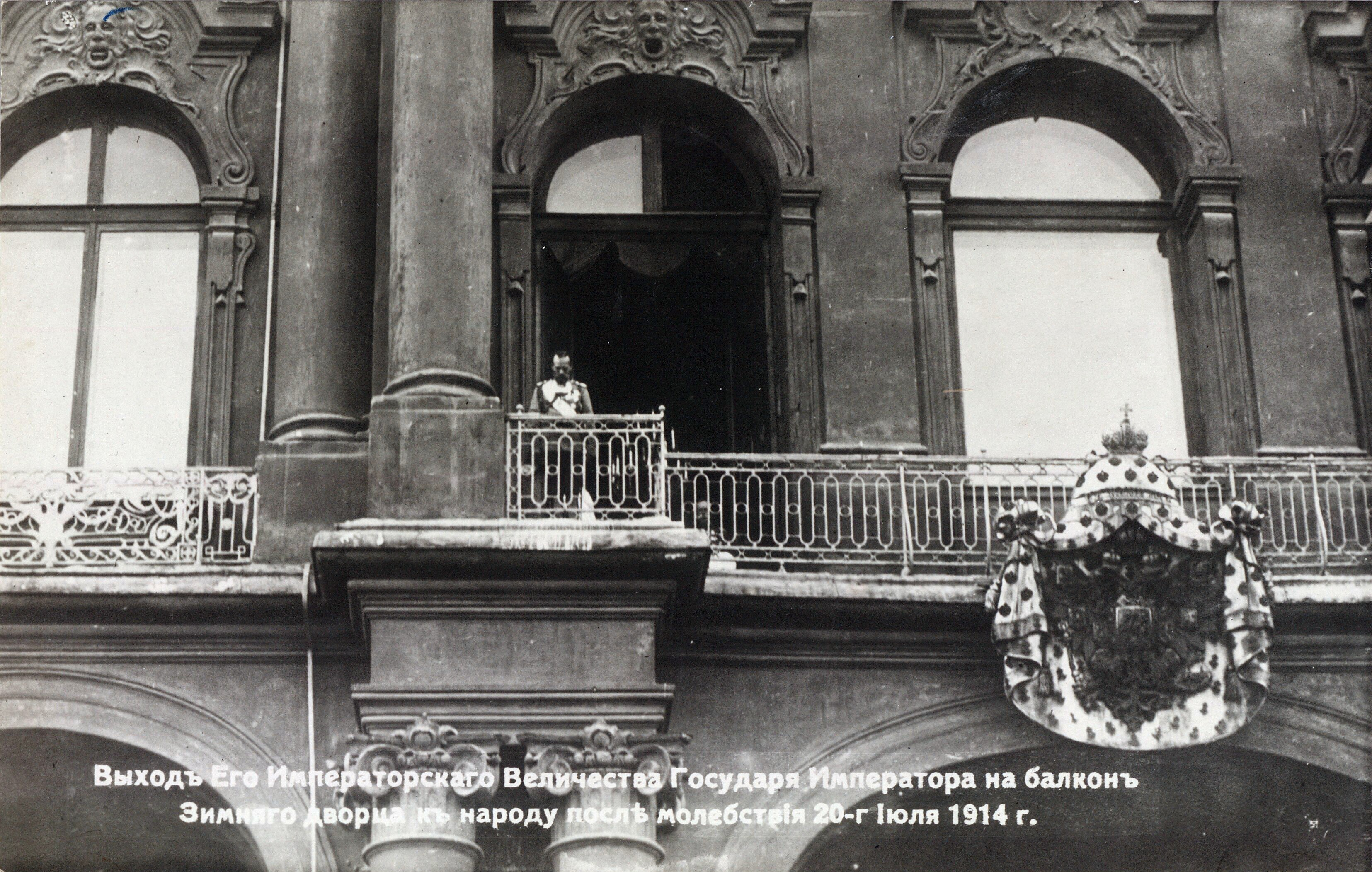
Микола II оголошує про початок війни з Німеччиною з балкона Зимового палацу.

В цілому, у 1914 році Росія була не готовою до війни, і цю обставину усвідомлювали на урядовому рівні [49].
Безпосереднім приводом до війни послужило вбивство у Сараєво 28 червня 1914 року австрійського ерцгерцога Франца Фердинанда дев'ятнадцятирічним сербським студентом Гаврилом Принципом, який був членом таємної організації «Млада Босна», що боролася за об'єднання всіх південнослов'янських народів в одну державу. Оскільки у вбивстві була замішана Сербія, через деякий час Австро-Угорщина пред'явила Сербії Липневий ультиматум, і хоча він і був прийнятий з єдиною обмовкою, австрійців не задовольнила відповідь і у результаті вони оголосили Сербії війну. Російська імперія у відповідь на це оголосила загальну мобілізацію 17 (30) липня 1914 року. 19 липня (1 серпня) Німеччина, союзник Австро-Угорщини, оголосила війну Російській імперії.
У 1914 році на Східному фронті Першої світової війни відбулися дві великі битви: Східно-Прусська операція, яка закінчилася поразкою російських військ, та Галицька битва, яка закінчилася перемогою росіян.
29 і 30 жовтня 1914 року османський флот під командуванням німецького адмірала В. Сушона обстріляв Севастополь, Одесу, Феодосію та Новоросійськ. 2 листопада Російська імперія оголосила Османській імперії війну, в результаті чого виник Кавказький фронт. У грудні 1914 — січні 1915 рр. в ході Сарикамишської операції російська Кавказька армія зупинила наступ османських військ на Карс, а потім розгромила їх та перейшла в контрнаступ.
На початку 1915 року Німеччина вирішила завдати основний удар на Східному фронті, намагаючись вивести Російську імперію з війни. У ході Августівської операції німецьким військам вдалося вибити 10-у російську армію зі Східної Пруссії та оточити 20-й корпус цієї армії. Подальший наступ німців в районі Прасниша зазнав серйозну невдачу — в битві німецькі війська були розбиті та відкинуті назад в Східну Пруссію. Взимку 1914—1915 років відбувалися бої між росіянами та австрійцями за перевали в Карпатах. 10 (23) березня завершилася облога Перемишля — капітулювала важлива австрійська фортеця з гарнізоном в 115 тисяч чоловік.
У травні німецько-австрійським військам, які зосередили значні сили в районі Горлиці, вдалося прорвати російський фронт. Після цього почався загальний стратегічний відступ російської армії з Королівства Галичини та Володимирії і Царства Польського. 23 серпня 1915 року Микола II прийняв на себе звання Верховного головнокомандувача, призначивши Миколу Миколайовича командувачем Кавказьким фронтом. Начальником штабу ставки верховного головнокомандувача був призначений М. В. Алексєєв, після чого фронт вдалося стабілізувати. На захопленій російській території була створена німецька окупаційна адміністрація.
У червні 1916 року розпочалася велика наступальна операція російської армії, що отримала назву Брусиловський прорив на честь командувача фронтом О. О. Брусилова. В результаті наступальної операції російські війська на Південно-Західний фронті завдали серйозної поразки австро-угорським військам в Королівстві Галичини та Володимирії та Герцогстві Буковина.
На Кавказькому фронті до літа 1916 року російськими військами була зайнята велика частина Західної Вірменії.
25 червня 1916 року був виданий указ про так звану «реквізицію інородців» до півмільйона людей на тилові роботи, що призвело до збройного повстання в Туркестані та Семиріччі. Придушення повстання зайняло значний час — останні залишки опору в Закаспійській області були придушені наприкінці січня 1917 року, а казахські повстанці Амангельди Іманова та Алібі Джангільдіна в степах Тургая продовжували бойові дії і пізніше.

### Лютнева революція

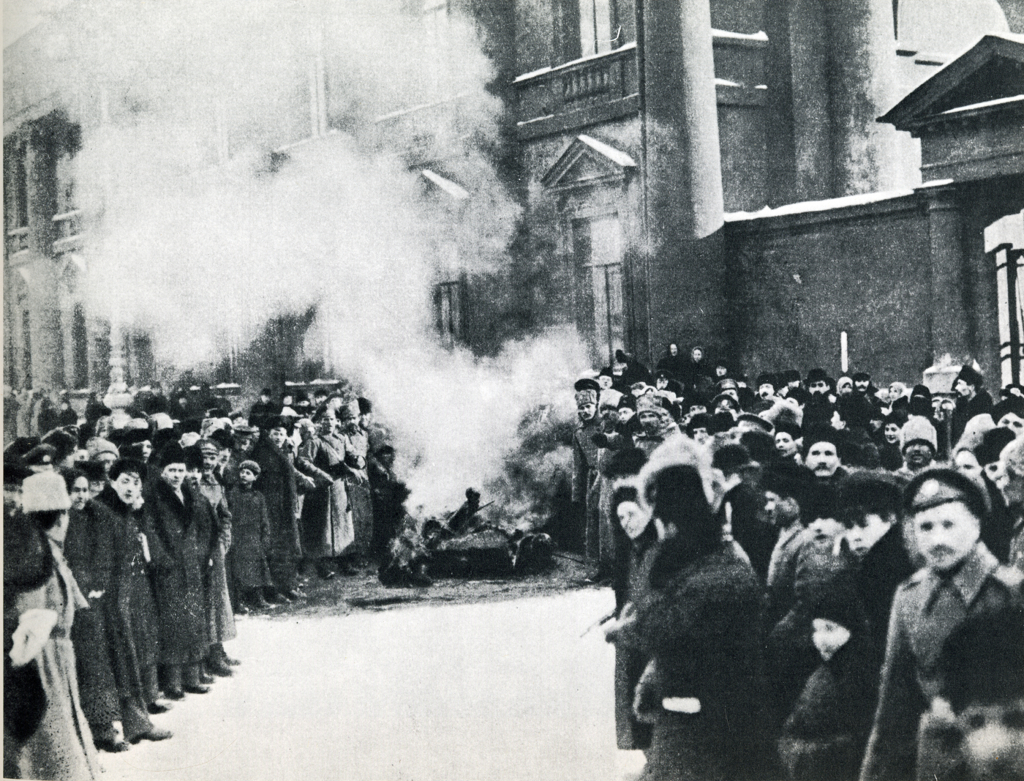
Спалювання імператорських символів

Незважаючи на вдалий Брусиловський прорив, він не привів до стратегічного перелому в ході воєнних дій на Південно-Західному фронті, а лише поглибив господарську розруху та незадоволення в країні. Намагаючись стабілізувати обстановку, Микола II вдавався до частої зміни міністрів, загравання з Державною Думою. Однак невдоволення поразками на фронтах, господарськими труднощами, бездарним керівництвом імператорських міністрів поширилось на всі верстви суспільства та армію, що викликало масовий страйковий рух, особливо у великих промислових центрах. Страйк на Путиловському заводі в Петрограді, який розпочався 17 лютого 1917 року, став передвісником масових революційних виступів.

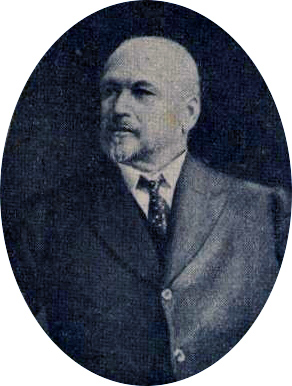
Голова Тимчасового комітету Державної Думи М. Родзянко

27 лютого (10 березня) до загального страйку петроградських робітників приєднались солдати Волинського, Преображенського та Литовського гвардійських полків. Петроград опинився в руках повстанців. Відновлення порядку в столиці та встановлення зв'язку з урядовими установами і особами — такі завдання поставив перед собою Тимчасовий комітет Державної Думи (голова — М. Родзянко), створений вранці.
Того ж дня ввечері відкрилось перше засідання Петроградської Ради робітничих, солдатських та матросських депутатів, яка обрала головою лідера меншовицької фракції Державної Думи М. Чхеїдзе.
Рада делегувала до Тимчасового комітету своїх представників — М. Чхеїдзе та О. Керенського.
В ніч на 28 лютого Тимчасовий комітет у зверненні до народів Росії заявив, що він бере на себе організацію нової влади і до утворення Тимчасового уряду державне управління здійснюватимуть комісари із членів Думи.
Більшістю голосів 2 березня 1917 року Петроградська Рада доручила формування уряду Думському комітету.
Того ж дня імператор Микола II зрікся престолу на користь свого брата Михайла, який 3 березня також відмовився від трону. Була опублікована декларація про програму та склад Тимчасового уряду на чолі з князем Г. Львовим, який до скликання Установчих зборів взяв на себе всю повноту влади в країні (Тимчасовий Уряд). Таким чином, Російська імперія припинила своє існування, а Росія вступила у революційну добу, яка привела до влади більшовиків, котрі створили нову державу — СРСР.